# Lịch sử Úc

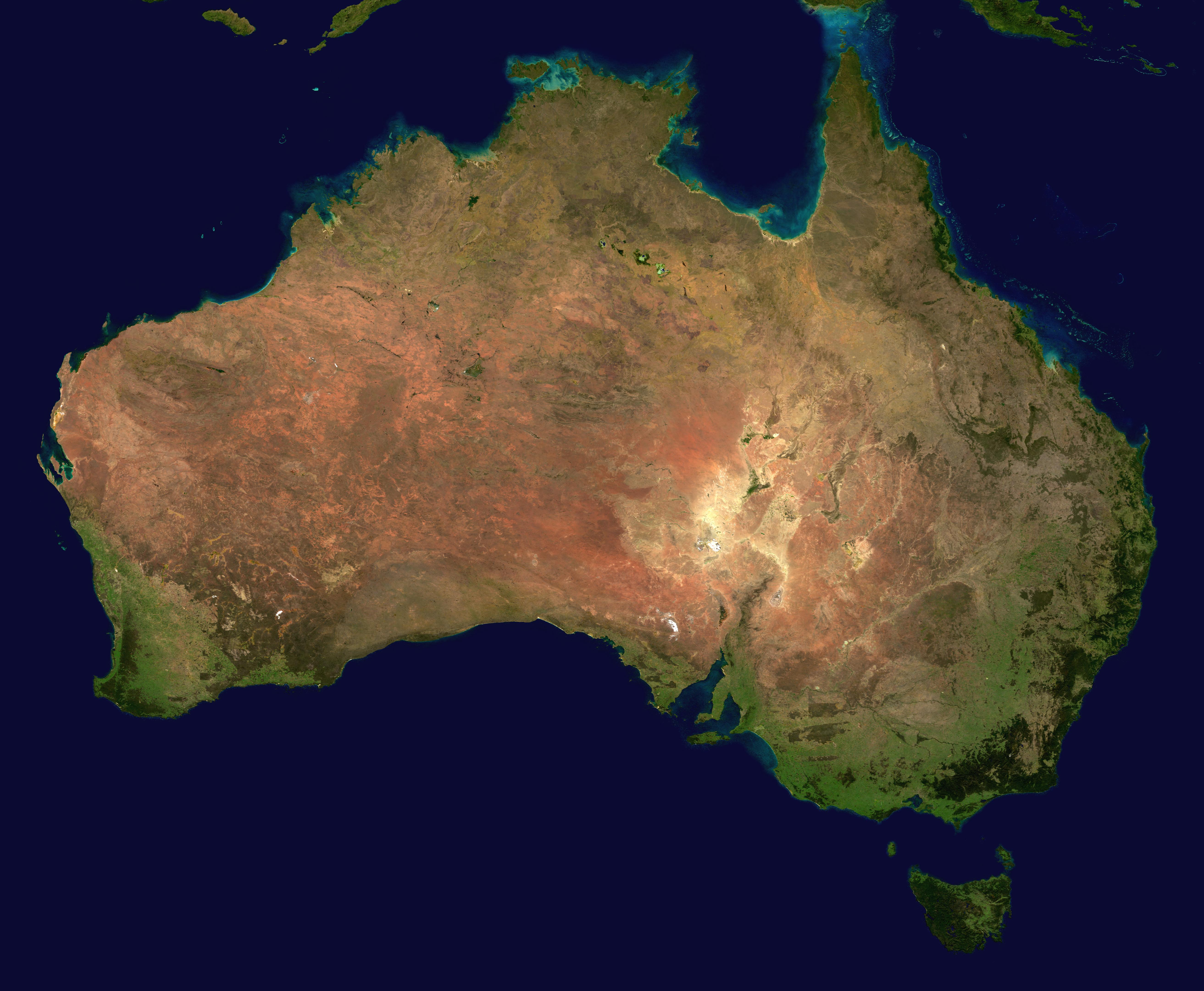
Úc nhìn qua vệ tinh

Lịch sử Úc đề cập đến lịch sử khu vực và nhân dân ở Thịnh vượng chung Úc và những cộng đồng bản địa và thuộc địa tiền thân của nó. Người Úc cổ đại được cho là lần đầu tiên đến đại lục Úc theo đường biển từ Đông Nam Á hải đảo vào khoảng 40.000-70.000 năm trước. Các truyền thống mỹ thuật, âm nhạc, tinh thần mà họ tạo nên nằm trong số những truyền thống tồn tại lâu nhất trong lịch sử nhân loại.
Cư dân đảo ở eo biển Torres đầu tiên với khác biệt về sắc tộc và văn hóa với thổ dân Úc - đến từ Papua New Guinea ngày nay vào khoảng 2.500 năm trước và định cư tại các đảo ở eo biển Torres và bán đảo Cape York nằm ở mũi phía bắc của lục địa Úc.
Cuộc đổ bộ đầu tiên được biết đến của người châu Âu tại Úc là của nhà hàng hải người Hà Lan Willem Janszoon vào năm 1606. Cuối năm đó, nhà thám hiểm người Tây Ban Nha Luís Vaz de Torres đã đi qua nơi mà bây giờ được gọi là eo biển Torres và các đảo liên quan. Sau đó, có hai mươi chín nhà hàng hải người Hà Lan khác khám phá vùng bờ biển phía tây và phía nam vào thế kỷ XVII và đặt tên cho lục địa là Tân Hà Lan. Những người thu hoạch hải sâm Makassar đến bờ biển miền bắc Úc sau năm 1720 nhưng có thể xuất hiện sớm hơn. Những nhà thám hiểm châu Âu nối tiếp nhau khám phá lục địa, đến năm 1770 thì thuyền trưởng James Cook lập bản đồ bờ biển phía đông Úc cho Anh Quốc và trở về với các báo cáo chủ trương thuộc địa hóa tại vịnh Botany (hiện là thành phố Sydney).
Một hạm đội của Anh Quốc đến vịnh Botany vào tháng 1 năm 1788 nhằm thiết lập một thuộc địa hình sự. Trong thế kỷ tiếp theo, người Anh thiết lập các thuộc địa khác trên lục địa và các nhà thám hiểm châu Âu mạo hiểm tiến vào khu vực nội lục. Người Úc bản địa suy yếu đi nhiều và số lượng bị suy giảm do các dịch bệnh lan truyền từ những người thực dân và do xung đột với họ trong giai đoạn này.
Các phong trào tìm vàng và ngành nông nghiệp đem lại sự thịnh vượng cho Úc. Chế độ dân chủ nghị viện tự trị bắt đầu được thiết lập trên toàn bộ sáu thuộc địa của Anh từ giữa thế kỷ XIX. Thông qua trưng cầu dân ý, các thuộc địa chấp thuận thống nhất trong một liên bang vào năm 1901 và nước Úc hiện đại ra đời. Úc chiến đấu bên cạnh Anh trong hai cuộc chiến tranh thế giới và trở thành một đồng minh của Hoa Kỳ trước mối đe dọa từ Đế quốc Nhật Bản trong Chiến tranh thế giới thứ hai. Giao thương với châu Á gia tăng và một chương trình nhập cư hậu chiến tiếp nhận trên 6,5 triệu người nhập cư từ mọi lục địa. Được hỗ trợ bởi sự nhập cư của người dân từ hơn 200 quốc gia kể từ khi Thế chiến thứ hai kết thúc, dân số Úc đã tăng lên hơn 23 triệu vào năm 2014 và duy trì nền kinh tế quốc gia lớn thứ 12 trên thế giới.

## Úc nguyên thủy

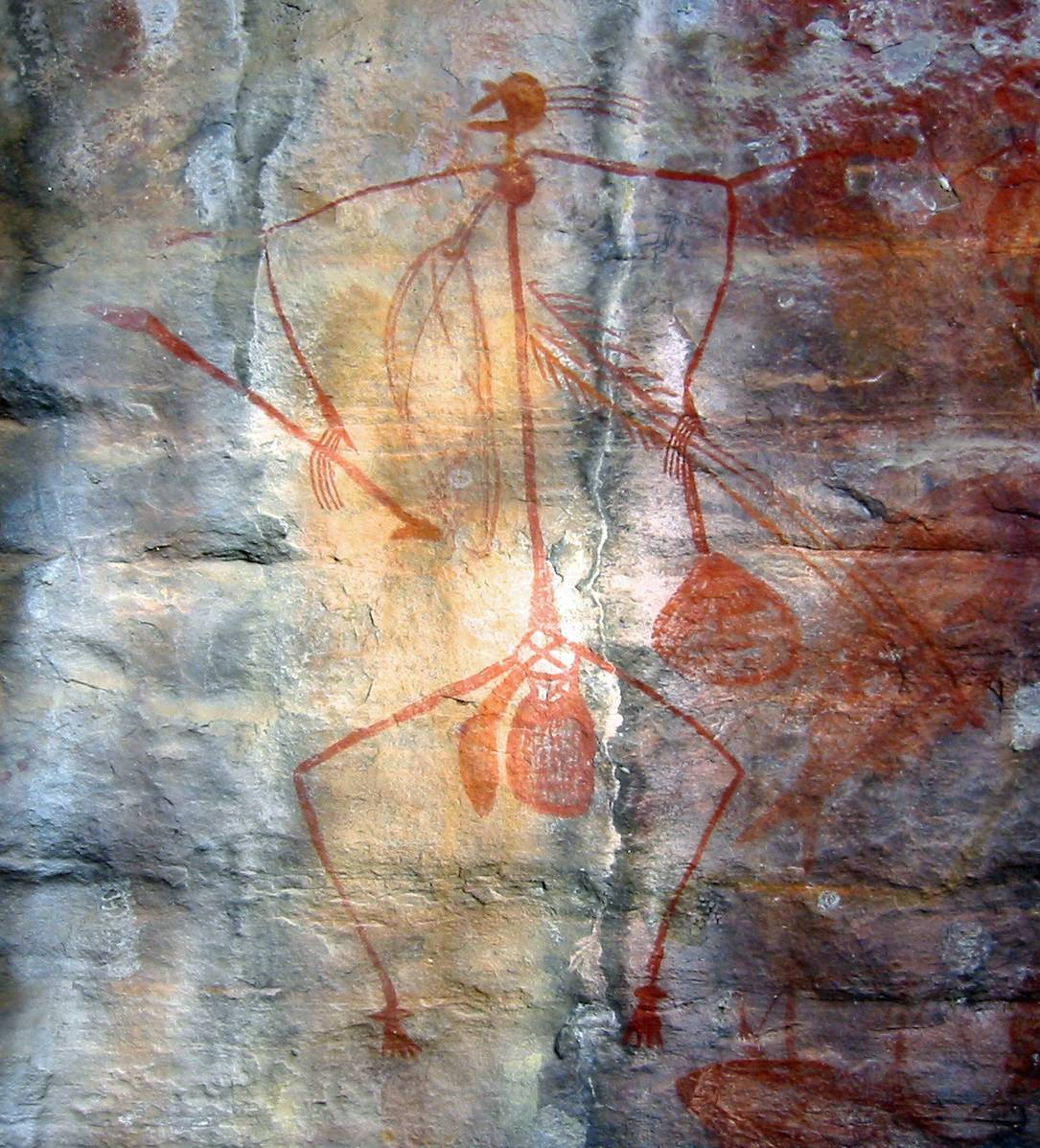
Tranh trên đá tại Ubirr thuộc Công viên quốc gia Kakadu. Bằng chứng về mỹ thuật Nguyên trú tại Úc có thể truy nguyên khoảng 30.000 năm.

Ta được biết các tổ tiên của người Úc bản địa được cho là đến Úc từ 40.000-70.000 năm trước và có thể là ngay từ 70.000 năm trước. Họ phát triển phương thức sinh hoạt săn bắn và hái lượm, thiết lập các truyền thống tinh thần và mỹ thuật lâu dài và sử dụng kỹ thuật đồ đá. Tại thời điểm tiếp xúc lần đầu với người châu Âu, ước tính dân số bản địa ít nhất là 350.000, trong khi các phát hiện khảo cổ học gần đây cho thấy rằng có thể từng duy trì dân số 750.000 người.
Tuyến đường mà những người định cư tới đã được thảo luận khá nhiều. Họ dường như đến bằng đường biển trong thời kỳ băng hà, khi New Guinea và Tasmania được nối với lục địa. Tuy nhiên, hành trình vẫn cần phải đi qua biển nên có thể xem họ là một trong những thủy thủ đầu tiên trên thế giới. Scott Cane đã viết vào năm 2013 rằng làn sóng đầu tiên có thể được thúc đẩy bởi siêu phun trào ở Hồ Toba. Nếu họ đến vào khoảng 70.000 năm trước, họ có thể đã vượt qua mặt nước từ Timor khi mực nước biển thấp nhưng nếu họ đến muộn hơn, khoảng 50.000 năm trước, một con đường nhiều khả năng sẽ là qua Moluccas đến New Guinea. Do các khu vực có khả năng đổ bộ đã nằm dưới mực nước khoảng 50 mét trong 15.000 năm qua nên không có khả năng xác định thời gian một cách chắc chắn.

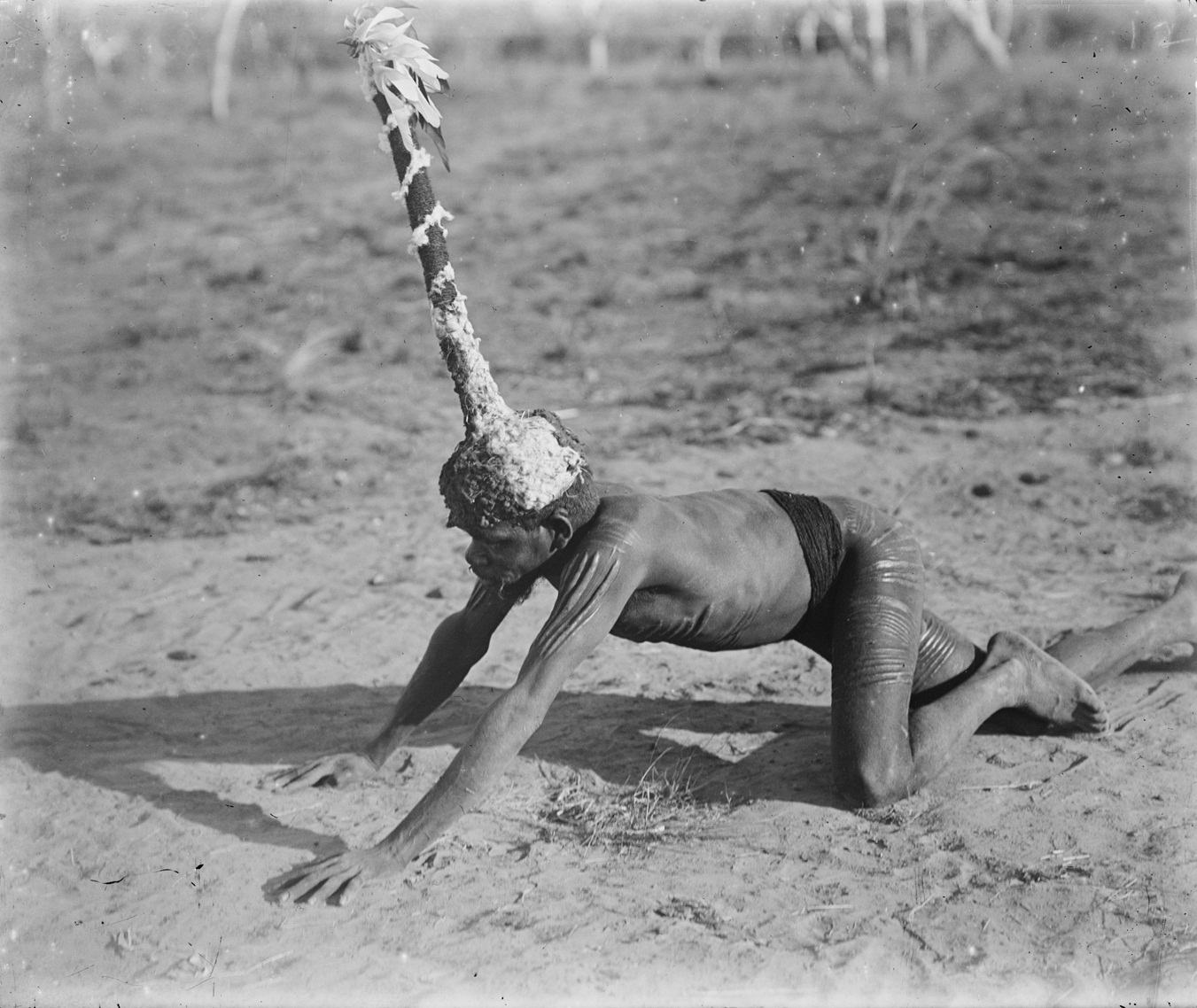
Người đàn ông Kolaia đội chiếc mũ đội đầu trong một buổi lễ phóng hỏa ở sông Forrest, Tây Úc. Các thực hành tôn giáo của Thổ dân Úc gắn liền với thời kỳ mộng mơ đã được thực hành trong hàng chục nghìn năm.

Những hài cốt loài người sớm nhất được biết đến được phát hiện tại hồ cạn Mungo thuộc vùng tây nam của New South Wales. Các hài cốt phát hiện được tại Mungo được xem là một trong những hài cốt hỏa táng cổ xưa nhất được biết đến trên thế giới, cho thấy bằng chứng về lễ nghi tôn giáo thuở ban đầu của nhân loại. Theo thần thoại của người Úc cổ đại và các khung ảnh vật linh phát triển tại Úc thời nguyên thủy, thời kì mộng mơ là một thời đại thiêng liêng mà khi đó linh hồn tổ tiên đã sáng lập thế gian. Thời kì mộng mơ thiết lập luật lệ và các cấu trúc xã hội và các lễ nghi được thực hiện nhằm đảm bảo tính liên tục của sự sống và đất đai. Nó còn là một đặc điểm nổi bật của mỹ thuật Úc Nguyên trú. Mỹ thuật Nguyên trú được cho là truyền thống mỹ thuật hiện còn tồn tại có niên đại lâu dài nhất trên thế giới. Bằng chứng về mỹ thuật Nguyên trú có thể truy nguyên từ ít nhất là 30.000 năm và được phát hiện trên khắp lục địa Úc (đáng chú ý là tại Uluru và Công viên quốc gia Kakadu ở Lãnh thổ Bắc Úc). Theo các tiêu chí niên đại và sự phong phú, mỹ thuật hang động tại Úc có thể sánh được với Lascaux và hang Altamira tại châu Âu.
Manning Clark cho rằng tổ tiên của những người Úc cổ đại chậm chạp tiếp cận Tasmania, có lẽ là do sự cản trở của băng tuyết ở khu vực đông nam của lục địa. Ông lưu ý rằng người Úc cổ đại không phát triển nông nghiệp có thể là do thiếu các thực vật dạng hạt và động vật phù hợp để thuần hóa. Do đó, dân số vẫn ở mức thấp. Clark nhận định rằng ba thế lực định cư và thương nhân tiềm năng thời tiền châu Âu: người Ấn Độ giáo-Phật giáo tại miền nam Ấn Độ, người Hồi giáo tại miền bắc Ấn Độ và người Hoa đuối dần trong bước tiến về phương nam của họ và không nỗ lực định cư qua các eo biển chia tách Indonesia và Úc. Song các ngư dân bắt hải sâm đã tiếp cận bờ biển phía bắc của lục địa gọi nó là "Marege" hay "vùng đất hải sâm". Trong nhiều thế kỷ, mậu dịch hưng thịnh giữa người Makassar với dân Úc tại vùng bờ biển miền bắc Úc, đặc biệt là với người Yolngu ở đông bắc của Arnhem Land.

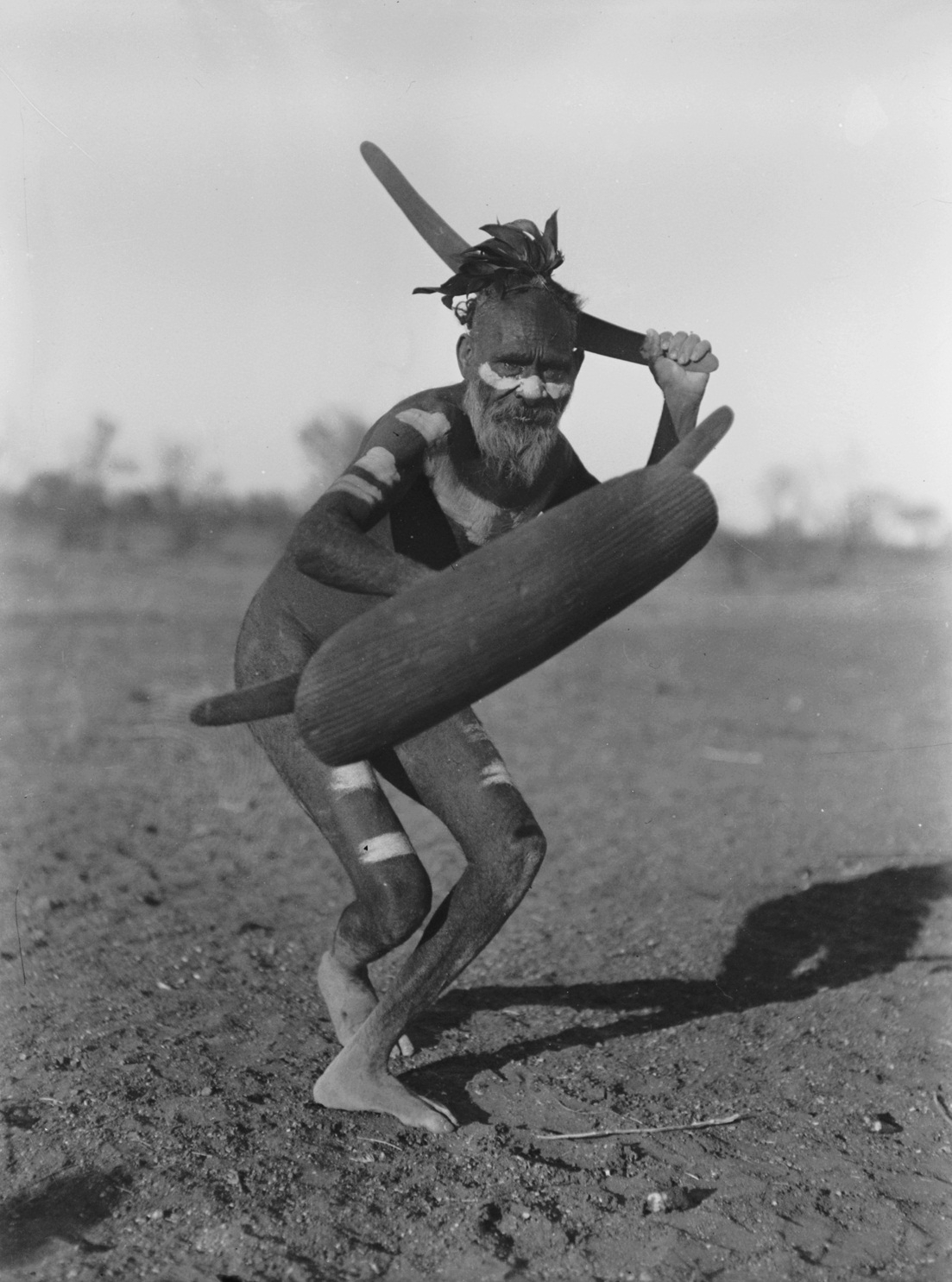
Một người đàn ông Luritja trình diễn cách thức tấn công bằng boomerang với khiên chắn (1920).

Mật độ dân số lớn nhất của người Úc thời đó phát triển tại các khu vực miền nam và miền đông, cụ thể là thung lũng sông Murray. Người Nguyên trú cư trú và sử dụng các tài nguyên trên lục địa một cách bền vững, đồng ý ngưng săn bắn và hái lượm trong các thời gian cụ thể để cho số lượng và tài nguyên có cơ hội bổ sung. "Firestick farming" được những người Úc miền bắc sử dụng để kích thích thực vật sinh trưởng và từ đó thu hút động vật. Tuy thế, việc những người Úc đầu tiên đến cùng với biến đổi khí hậu vẫn có tác động đáng kể đến lục địa, có thể đã góp phần vào sự tuyệt chủng của các động vật cỡ lớn tại Úc. Việc người Nguyên trú đưa chó Dingo cùng với săn bắn đến vào khoảng 3.000–4.000 năm trước có thể góp phần vào sự tuyệt chủng của chó sói Tasmania, quỷ Tasmania và gà bản địa Tasmania ở đại lục Úc.
Mặc dù tính liên tục văn hóa cao song sinh hoạt không phải là không có biến hóa đáng kể. Khoảng 10.000-12.000 năm trước, Tasmania bị cô lập khỏi đại lục và một số kỹ thuật thời đồ đá không tiếp cận đến người Tasmania (chẳng hạn các công cụ có cán bằng đá và sử dụng Boomerang). Lãnh thổ không phải luôn luôn hiền hòa; người Nguyên trú tại vùng đông nam Úc phải chịu "hơn một tá vụ phun trào núi lửa...(bao gồm cả) vụ phun trào của núi Gambier mới xẩy ra chỉ 1.400 năm trước." Tại vùng đông nam Úc gần hồ Condah ngày nay, các làng bán vĩnh cửu gồm các phòng bằng đá hình tổ ong được phát triển, nằm gần nguồn cung thực phẩm phong phú.
Làn sóng ban đầu của các nhà quan sát châu Âu như William Dampier miêu tả phương thức sinh hoạt săn bắn-hái lượm của dân Nguyên trú tại vùng bờ biển phía tây là gian khổ và "bi thảm". Mặt khác, thuyền trưởng James Cook tự thuật hành trình của mình rằng "người bản địa tại Tân Hà Lan" (dân Nguyên trú bờ biển phía đông mà ông tiếp xúc) có lẽ là hạnh phúc hơn nhiều so với người Âu. Watkin Tench thuộc Đệ Nhất Hạm đội ca tụng những người Nguyên trú ở Sydney là những người tốt bụng và vui vẻ, song ông cũng tường thuật về sự thù địch bạo lực giữa người Eora và Cammeraygal và lưu ý đến đấu khẩu kịch liệt giữa bạn mình là Bennelong với vợ của anh ta là Barangaroo. Những người định cư trong thế kỷ XIX như Edward Curr quan sát rằng người Nguyên trú "chịu đựng ít hơn và tận hưởng cuộc sống nhiều hơn đa số người văn minh." Sử gia Geoffrey Blainey viết rằng tiêu chuẩn vật chất trong sinh hoạt của người Nguyên trú về đại thể là cao, cao hơn nhiều người châu Âu sống vào thời người Hà Lan khám phá Úc.
Đến năm 1788, Úc có 250 dân tộc, nhiều dân tộc liên minh với nhau và trong mỗi dân tộc lại bao gồm một số thị tộc, ít thì 5-6 còn nhiều thì 30-40. Mỗi dân tộc có ngôn ngữ riêng và một vài trong đó dùng ngôn ngữ phức hợp, do đó tồn tại trên 250 ngôn ngữ, khoảng 200 ngôn ngữ trong số đó nay đã không còn. "Các quy tắc quan hệ họ hàng phức tạp quyết định các quan hệ xã hội của mọi người, các sứ giả ngoại giao và các lễ nghi tụ họp dàn xếp quan hệ giữa các nhóm," giữ cho việc đấu tranh, yêu thuật và tranh chấp nội bộ giảm đến mức tối thiểu.
Những người châu Âu định cư vĩnh viễn đến Sydney vào năm 1788 và nắm quyền kiểm soát hầu hết lục địa vào cuối thế kỷ XIX. Thành lũy của các xã hội Nguyên trú phần lớn không biến đổi vẫn tồn tại, đặc biệt là tại miền bắc và miền tây Úc trong thế kỷ XX. Một nhóm người Pintupi tại hoang mạc Gibson trở thành những người cuối cùng tiếp xúc với thế giới bên ngoài vào năm 1984. Trong khi nhiều kiến thức bị mất, mỹ thuật, âm nhạc và văn hóa Nguyên trú thường bị người châu Âu khinh miệt trong giai đoạn đầu tiếp xúc vẫn tồn tại và hiện thời được cộng đồng người Úc nói chung tán dương.

### Tác động của người châu Âu định cư

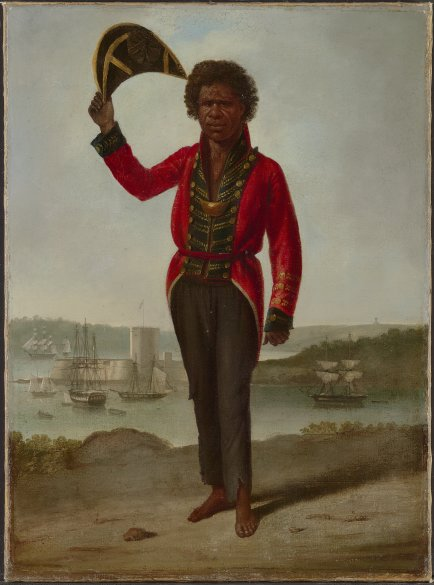
Bức vẽ nhà thám hiểm và nhà ngoại giao Nguyên trú Bungaree trong y phục kiểu Anh tại Sydney vào năm 1826.

Cuộc đổ bộ đầu tiên được biết đến của người châu Âu tại Úc là của nhà hàng hải người Hà Lan Willem Janszoon vào năm 1606. Hai mươi chín nhà hàng hải người Hà Lan khác thám hiểm bờ biển miền tây và miền nam trong thế kỷ XVII, đặt tên cho lục địa là Tân Hà Lan. Những người thu hoạch hải sâm Makassar đến bờ biển miền bắc của Úc sau năm 1720, có thể từ trước đó. Những nhà thám hiểm người châu Âu khác tiếp tục thám hiểm cho đến khi nhà hàng hải người Anh James Cook yêu sách bờ biển phía đông của Úc cho Anh vào năm 1770 song không tiến hành đàm phán với các cư dân hiện hữu mặc dù trước khi khởi hành, Chủ tịch Hiệp hội Hoàng gia, một trong những nhà tài trợ của chuyến đi đã viết rằng người dân của bất kỳ vùng đất nào ông khám phá đều là
'những người sở hữu hợp pháp của một số Khu vực mà họ sinh sống một cách tự nhiên, theo nghĩa chặt chẽ nhất của từ này. Không Quốc gia Châu Âu nào có quyền chiếm giữ bất kỳ vùng nào của đất nước họ hoặc định cư giữa các quốc gia đó mà không có sự đồng ý tự nguyện của họ. Chinh phục những người như vậy là không chính đáng: bởi vì họ không bao giờ là kẻ xâm lược.'
Thống đốc đầu tiên là Arthur Phillip được chỉ thị lập quan hệ hữu nghị và hữu hảo với người Nguyên trú và tác động giữa những người mới đến ban đầu và các chủ đất cổ có khác biệt đáng kể trong thời kỳ thuộc địa- từ biểu hiện hiếu kỳ từ phía những người đàm thoại ban đầu là Bennelong và Bungaree cho đến hoàn toàn thù địch của Pemulwuy và Windradyne tại khu vực Sydney, và Yagan quanh Perth. Bennelong và một người bạn trở thành những người Úc bản địa đầu tiên đi thuyền đến châu Âu, tại đó, họ gặp Quốc vương George III. Bungaree đi cùng nhà thám hiểm Matthew Flinders trong hành trình đầu tiên vòng quanh Úc bằng đường biển. Pemulwuy bị buộc tội giết một người định cư da trắng vào năm 1790 và Windradyne chống lại sự bành trướng của người Anh qua dãy Blue.

### Xung đột và bệnh tật

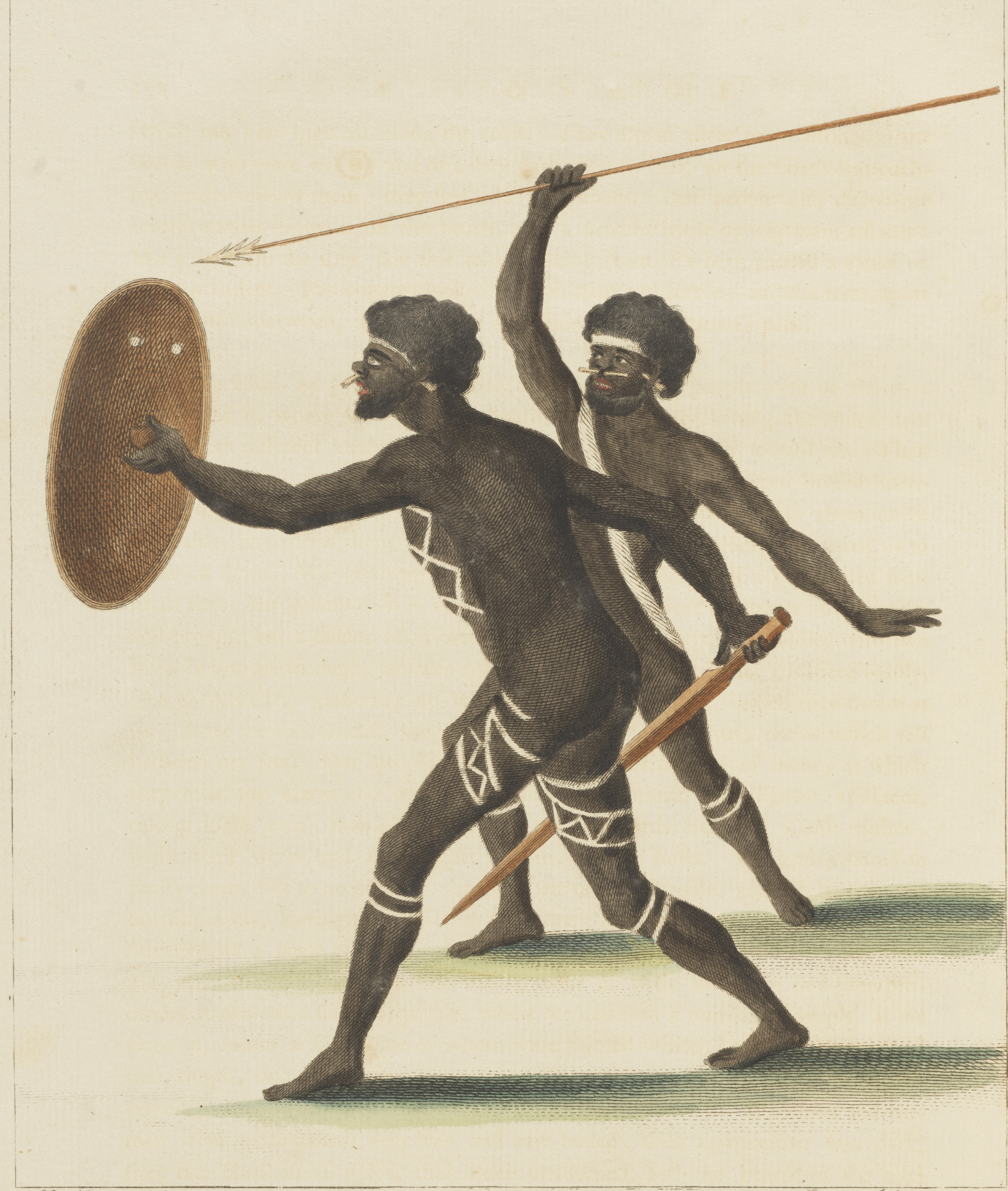
Two of the Natives of New Holland Advancing, To Combat (1770), bức vẽ của Sydney Parkinson, người vẽ tranh minh họa của James Cook.

Theo sử gia Geoffrey Blainey, tại Úc trong thời kỳ thuộc địa: "Trong một nghìn địa điểm biệt lập thỉnh thoảng xảy ra bắn súng và đâm nhau. Thậm chí tệ hơn, bệnh đậu mùa, sởi, cúm và các bệnh dịch khác quét từ trại dân Nguyên trú này sang trại khác... Những nhà chinh phục dân Nguyên trú chủ yếu là dịch bệnh và đồng minh của nó là sự mất tinh thần".
Xung đột ở huyện ven sông Hawkesbury Nepean gần khu định cư ở Sydney diễn ra từ năm 1795 đến năm 1816, bao gồm Chiến tranh Pemulwuy (1795–1802), Chiến tranh Tedbury (1808–1809) và Chiến tranh Nepean (1814–1816) cũng như bạo lực giữa các cuộc xung đột 1804–1805. Các cuộc chiến này sử dụng hầu hết các chiến thuật chiến tranh du kích; tuy nhiên, một số trận chiến thông thường cũng đã diễn ra. Các cuộc chiến tranh dẫn đến sự thất bại của các thị tộc bản địa Hawkesbury và Nepean, những người này sau đó đã bị tước đoạt đất đai.
Thậm chí trước khi người định cư châu Âu đến các khu vực xa bờ biển New South Wales, dịch bệnh Âu-Á thường có từ trước. Một dịch bệnh đậu mùa được ghi nhận gần Sydney vào năm 1789, tiêu diệt khoảng một nửa số người Nguyên trú quanh Sydney. Có khác biệt về nguồn gốc của dịch bệnh đậu mùa, một số nhà nghiên cứu cho rằng bệnh đậu mùa lan đến do tiếp xúc với ngư dân Indonesia tại cực bắc và sau đó lan truyền xuyên lục địa và đến khu vực Sydney vào năm 1789. Nghiên cứu khác của Craig Mear, Michael Bennett, và Christopher Warren) thì cho rằng có khả năng cao là đợt bùng phát đậu mùa 1789 là một hành động chủ tâm của hải quân Anh khi họ cạn đạn dược và cần khuếch trương khu định cư đến Parramatta. Đậu mùa đương thời lan truyền ra ngoài phạm vi của khu định cư châu Âu, bao gồm hầu hết miền đông nam Úc, tái xuất hiện vào 1829–30, làm thiệt mạng 40–60% dân số Nguyên trú.

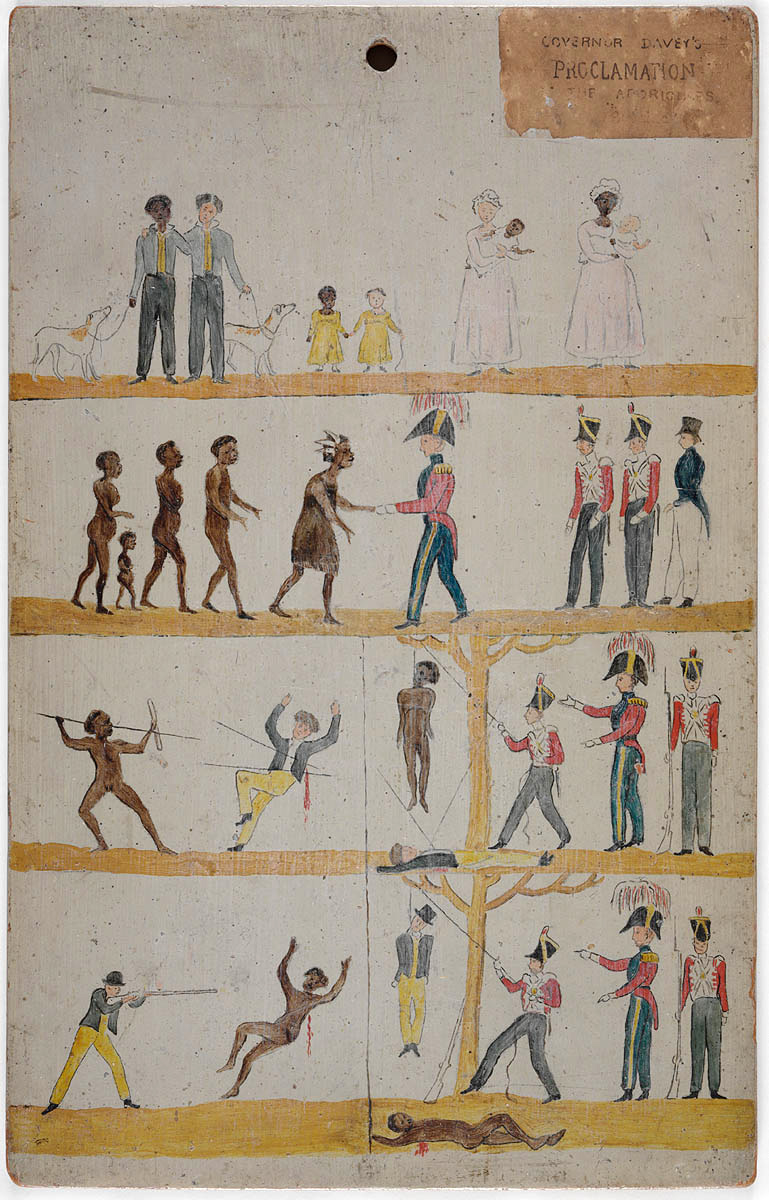
Tuyên cáo được công bố tại Van Diemen's Land vào năm 1816 bởi Phó thống đốc Arthur, giải thích luật Anh dưới dạng hình ảnh cho người Nguyên trú Tasmania. Tasmania trải qua xung đột ở mức độ cao hơn so với các thuộc địa khác.

Tác động của người châu Âu đã gây ảnh hưởng sâu sắc đến cuộc sống của thổ dân và mặc dù mức độ bạo lực vẫn còn được tranh luận, đã có xung đột đáng kể ở biên giới. Đồng thời, một số người định cư đã biết rõ rằng họ đang chiếm đoạt đất đai của thổ dân Úc. Năm 1845, người định cư tên Charles Griffiths đã tìm cách biện minh cho điều này khi viết; "Câu hỏi đặt ra là ai là người tốt hơn - những kẻ dã man, sinh ra ở một đất nước mà họ đi qua nhưng hiếm khi được xem là chiếm giữ... hay những người văn minh đến... quốc gia không hiệu quả để chiếm giữ nó và mang đến các ngành nghề giúp ích cho cuộc sống. "
Từ những năm 1960, các học giả Úc bắt đầu đánh giá lại những giả định của châu Âu về thổ dân Úc — với các tác phẩm bao gồm  Tác động chết người  (1966) của Alan Moorehead và tác phẩm lịch sử mang tính bước ngoặt của Geoffrey Blainey, 'Triumph of the Nomads' '(1975). Năm 1968, nhà nhân chủng học W.E.H. Stanner đã mô tả việc thiếu các tài liệu lịch sử về quan hệ giữa người châu Âu và thổ dân Úc là "sự im lặng vĩ đại của nước Úc". Nhà sử học Henry Reynolds lập luận rằng có sự "bỏ quên lịch sử" về các thổ dân cho đến cuối những năm 1960. Các bình luận ban đầu thường có xu hướng mô tả Thổ dân sắp tuyệt chủng sau khi người châu Âu đến. Cuốn sách năm 1864 của William Westgarth về thuộc địa Victoria đã nhận xét: "trường hợp của những người thổ dân Victoria xác nhận... có vẻ như một quy luật bất biến của tự nhiên rằng những chủng tộc đen tối thấp kém như vậy sẽ biến mất."

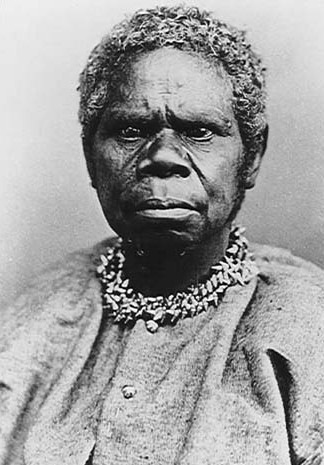
Truganini, một thổ dân Tasmania sống sót sau đợt bùng phát dịch bệnh và các cuộc xung đột sau khi người Anh xâm chiếm Van Diemen's Land

Nhiều sự kiện bạo lực phát sinh khi những người Nguyên trú tìm cách bảo vệ đất của mình trước sự xâm lấn và khi những người định cư và chủ trại chăn nuôi gia súc tìm cách thiết lập sự hiện diện của họ. Trong tháng 5 năm 1804, tại vịnh Risdon, Van Diemen's Land, có thể có 60 người Nguyên trú bị giết khi họ tiếp cận thị trấn. Người Anh thiết lập một tiền đồn tại Van Diemen's Land vào năm 1803. Mặc dù lịch sử Tasmania là một trong các vấn đề tranh luận cao nhất giữa các sử gia hiện đại, song xung đột giữa những người thực dân và dân Nguyên trú được đề cập đến trong một số tường thuật đương thời với tên gọi Chiến tranh Đen. Tác động cộng hưởng của dịch bệnh, tước đoạt đất đai, hôn nhân dị chủng và xung đột dẫn đến sụt giảm dân số Nguyên trú Tasmania từ vài nghìn người khi người Anh đến xuống vài trăm vào thập niên 1830. Ước tính số người bị giết tại Van Diemen's Land trong giai đoạn đầu ước lượng khoảng 300, song việc xác minh con số chính xác là không thể. Năm 1830, Thống đốc Sir George Arthur đã cử một nhóm vũ trang (Black Line) đẩy các bộ tộc ở Sông Lớn và Vịnh Oyster ra khỏi Các khu vực định cư của người Anh. Nỗ lực đã thất bại và George Augustus Robinson đã đề xuất việc giải giáp để hòa giải với những thành viên bộ lạc còn lại vào năm 1833. Với sự hỗ trợ của Truganini làm người hướng dẫn và phiên dịch, Robinson đã thuyết phục những thành viên bộ lạc còn lại đầu hàng đến một khu định cư mới biệt lập tại đảo Flinders, nơi mà sau này hầu hết họ đều chết vì bệnh tật.
Năm 1838, có ít nhất hai mươi tám người Nguyên trú bị sát hại tại Myall Creek thuộc New South Wales, dẫn đến việc tòa án thuộc địa kết án chưa có tiền lệ và treo cổ bảy người da trắng định cư. Những người Nguyên trú cũng tấn công những người da trắng định cư — năm 1838 có mười bốn người châu Âu bị sát hại tại sông Broken thuộc khu vực Port Phillip, bởi người Nguyên trú tại sông Ovens. Bảo hộ trưởng dân Nguyên trú khu vực Port Phillip George Augustus Robinson từng được bảo rằng "nếu một thành viên của một bộ lạc phạm tội, tiêu diệt toàn bộ." Bộ trưởng Thuộc địa của Queensland's Colonial A.H. Palmer viết vào năm 1884 "bản tính của người da đen rất xảo trá đến nỗi chỉ có thể chỉ đạo họ bằng sự sợ hãi—trong thực tế đó là cách khả dĩ duy nhất để cai trị...người Úc Nguyên trú...bằng cũ lực tàn bạo"

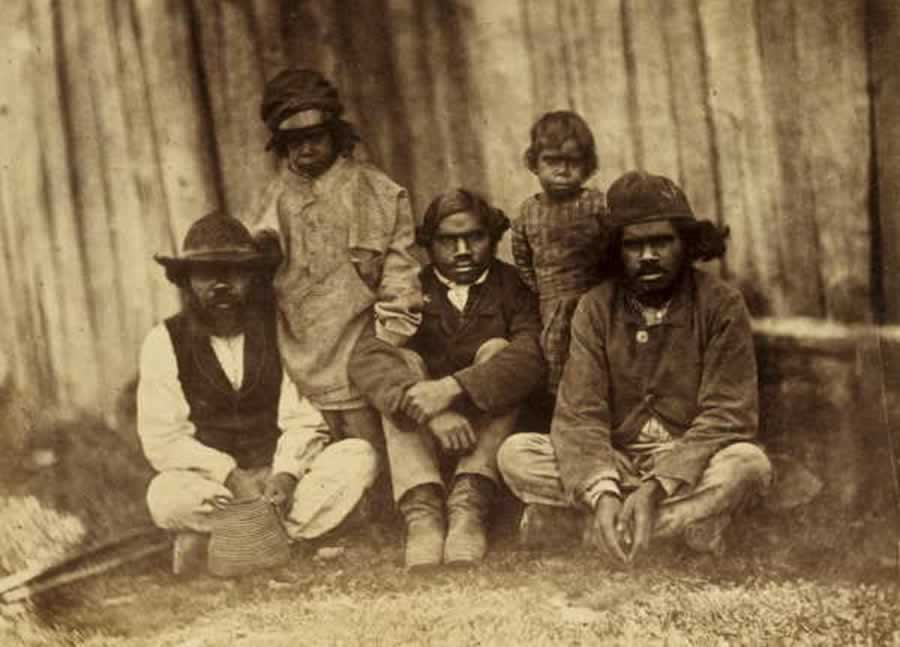
Nông dân thổ dân tại Trạm bảo hộ thổ dân Loddon ở Franklinford, Victoria, năm 1858

Từ thập niên 1830, các chính phủ thuộc địa thiết lập các chức vụ Bảo hộ dân Nguyên trú trong một nỗ lực nhằm tránh ngược đãi các dân tộc Bản địa và thực thi chính sách cai trị đối với họ. Các giáo hội Cơ Đốc tại Úc nỗ lực cải đạo dân Nguyên trú và thường được chính phủ sử dụng để tiến hành các chính sách phúc lợi và đồng hóa. Những tăng lữ như Tổng giám mục CÔng giáo đầu tiên của Sydney, John Polding tán thành mãnh liệt các quyền lợi và phẩm giá của dân Nguyên trú và nhà hoạt động thổ dân nổi tiếng Noel Pearson (sinh năm 1965), người đã truyền bá Giáo hội Luther ở Cape York, đã viết rằng các sứ mệnh truyền giáo Cơ đốc trong suốt lịch sử thuộc địa của Úc "đã cung cấp một nơi ẩn náu của cuộc sống địa ngục ở biên giới Australia đồng thời tạo điều kiện thuận lợi cho việc thực dân hóa ".
Khủng hoảng vịnh Caledon năm 1932–34 nằm trong số những sự kiện tác động bạo lực cuối cùng trên "biên giới" của người Úc bản địa và phi bản địa. Khi khủng hoảng phát sinh, dư luận toàn quốc đứng sau những người Nguyên trú tham dự và lần đầu tiên xảy ra chống án nhân danh một người Úc bản địa đến Tòa án Thượng thẩm Úc. Sau khủng hoảng, nhà nhân loại học Donald Thomson được chính phủ phái đi sống cùng người Yolngu. Ở những nơi khác trong khoảng thời gian này, các nhà hoạt động như Sir Douglas Nicholls bắt đầu các chiến dịch đòi quyền lợi cho thổ dân trong hệ thống chính trị được thiết lập ở Úc và thời đại xung đột biên giới đã khép lại.

### Hợp tác

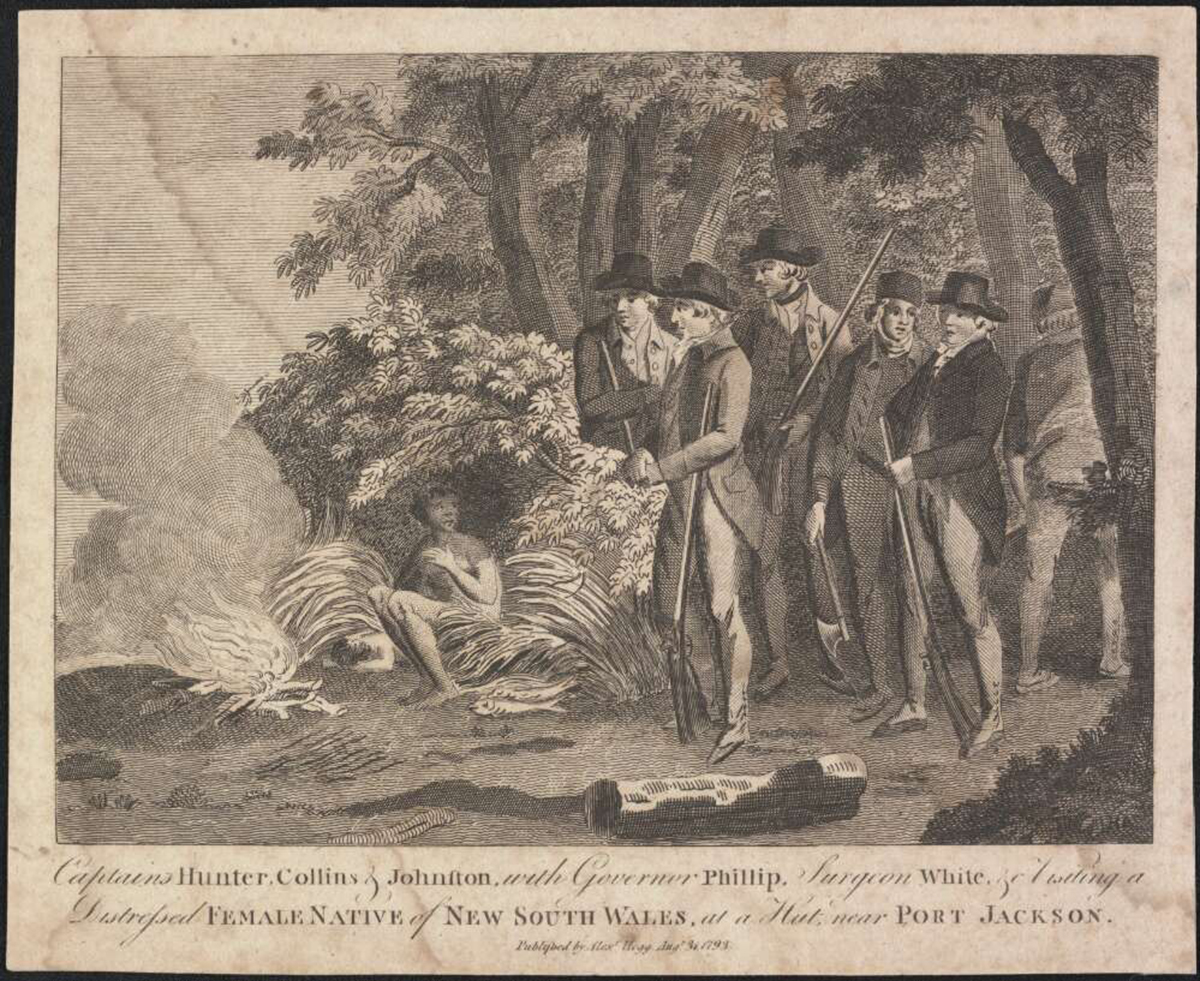
Thuyền trưởng Hunter, Collins và Johnston cùng với Thống đốc Phillip, Bác sĩ phẫu thuật White đến thăm một phụ nữ đau khổ bản địa New South Wales tại một túp lều gần Port Jackson 1793 - Alexander Hogg

Các cuộc chạm trán ở biên giới ở Úc không phải là tiêu cực. Những lời kể tích cực về các phong tục và cuộc gặp gỡ của Thổ dân cũng được ghi lại trong nhật ký của các nhà thám hiểm châu Âu thời kỳ đầu, những người thường dựa vào sự trợ giúp và hướng dẫn của người Thổ dân: Charles Sturt đã thuê thổ dân dẫn đường để khám phá Murray-Darling; người sống sót duy nhất của cuộc thám hiểm của Burke và Wills được các thổ dân địa phương chăm sóc và nhà thám hiểm thổ dân nổi tiếng Jackey Jackey đã trung thành đi cùng người bạn xấu số Edmund Kennedy đến Cape York. Các nghiên cứu về sự tôn trọng đã được thực hiện bởi Walter Baldwin Spencer và Frank Gillen trong nghiên cứu nhân chủng học nổi tiếng của họ  Các bộ lạc bản địa ở Trung Úc  (1899); và của Donald Thomson ở Arnhem Land (khoảng 1935–1943). Ở nội lục Úc, kỹ năng của những người chăn nuôi thổ dân được đánh giá cao và trong thế kỷ 20, những người chăn nuôi thổ dân như Vincent Lingiari đã trở thành biểu tượng quốc gia trong các chiến dịch đòi được trả lương cao hơn và cải thiện điều kiện làm việc của họ.

### Loại bỏ trẻ em
Loại bỏ trẻ em bản địa mà theo đó, những đứa trẻ thuộc chủng tộc hỗn hợp của thổ dân Úc và người dân đảo ở eo biển Torres bị các cơ quan chính phủ Liên bang và Tiểu bang Úc và các cơ quan truyền giáo của giáo hội loại bỏ khỏi gia đình là một chính sách được thực hiện tích cực trong khoảng thời gian từ khoảng năm 1905 đến năm 1969. Ủy ban Nhân quyền và Cơ hội Bình đẳng lập luận rằng những lần xóa bỏ này cấu thành tội ác diệt chủng có chủ đích và có tác động lớn đến dân số bản địa. Những cách giải thích như vậy về lịch sử thổ dân bị một số nhà sử học như Keith Windschuttle cho là phóng đại hoặc bịa đặt vì lý do chính trị hoặc ý thức hệ. Cuộc tranh luận này là một phần của cái được gọi là Các cuộc chiến lịch sử ở Úc.

## Khám phá của người châu Âu thời kỳ đầu

### Những khám phá và các cuộc thăm dò của người Hà Lan

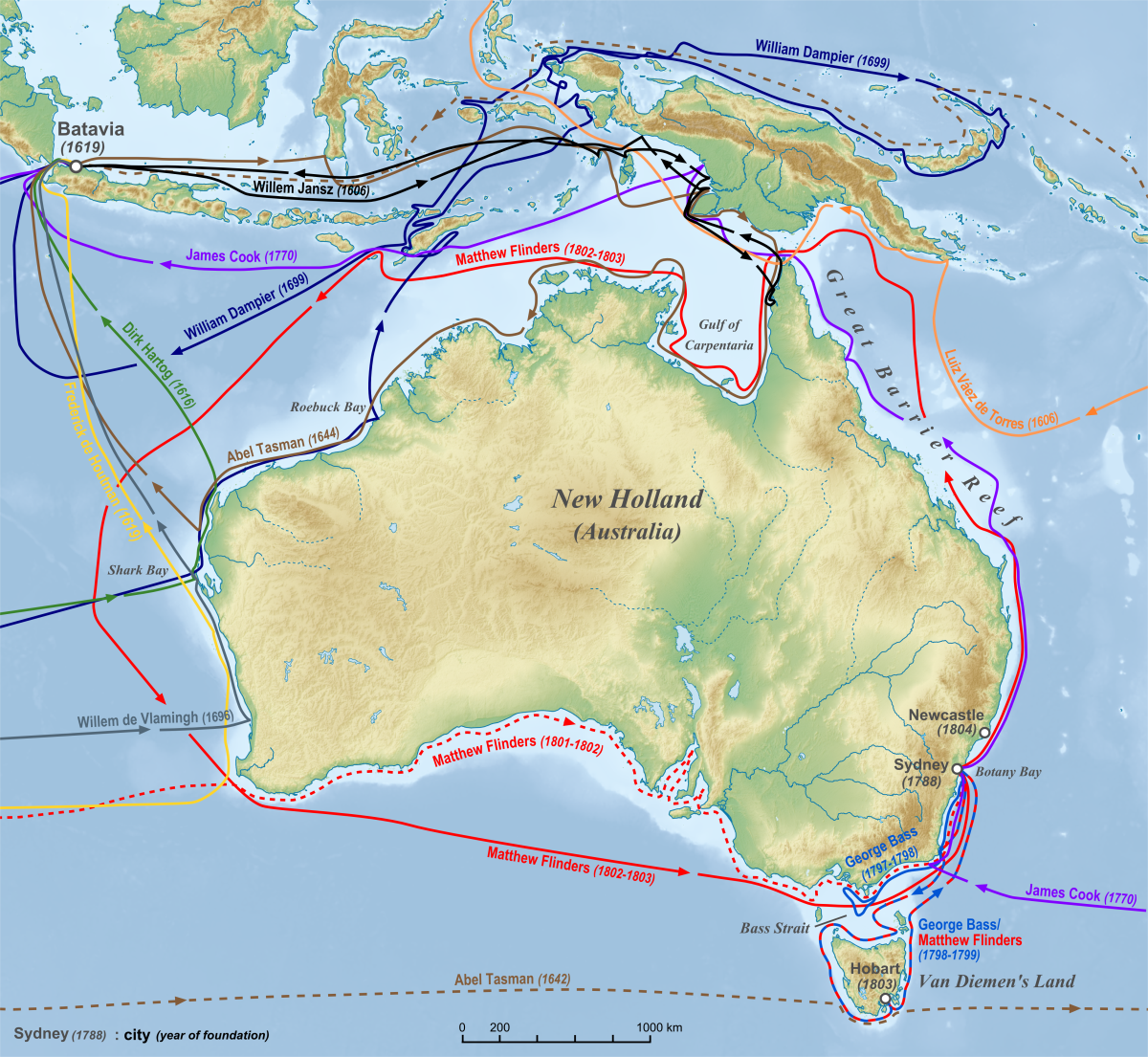
Những cuộc thám hiểm của người châu Âu cho đến năm 1812
1606 Willem Janszoon
1606 Luis Vaez de Torres
1616 Dirk Hartog
1619 Frederick de Houtman
1644 Abel Tasman
1696 Willem de Vlamingh
1699 William Dampier
1770 James Cook
1797–99 George Bass
1801–03 Matthew Flinders

Mặc dù tồn tại một thuyết về việc người Bồ Đào Nha khám phá Úc trong thập niên 1520, song nó thiếu bằng chứng rõ ràng. Tàu Duyfken của Hà Lan, dưới quyền Willem Janszoon tiến hành cuộc đổ bộ được ghi chép đầu tiên tại Úc vào năm 1606. Trong cùng năm đó, một đoàn thám hiểm của Tây Ban Nha dưới quyền Pedro Fernandez de Quiros đi đến vùng biển lân cận Úc và đổ bộ lên Tân Hebrides và cho rằng quần đảo này là lục địa phương nam huyền thoại nên đặt cho vùng đất là: "Terra Austral del Espiritu Santo" (Đất Phương Nam của Thánh Linh). Cũng trong năm đó, cấp phó của De Quiros là Luís Vaez de Torres đi qua eo biển Torres và có thể đã trông thấy bờ biển miền bắc Úc.
Người Hà Lan theo các tuyến tàu biển đến Đông Ấn Hà Lan hoặc khi đi tìm vàng, gia vị hoặc truyền đạo Cơ Đốc tiếp tục đóng góp một lượng lớn kiến thức cho người châu Âu về bờ biển Úc. Năm 1616, Dirk Hartog đi chệch hành trình từ Mũi Hảo Vọng đến Batavia và đổ bộ lên một đảo ngoài khơi vịnh Shark, Tây Úc. Trong năm 1622–23, tàu Leeuwin đi vòng quanh góc tây nam lục địa và đặt tên mình cho mũi Leeuwin.
Năm 1627, bờ biển miền nam Úc vô tình được François Thijssen khám phá và được đặt tên là 't Land van Pieter Nuyts nhằm vinh danh hành khách có cấp bậc cao nhất là Pieter Nuyts. Năm 1628, một đội tàu của Hà Lan do Toàn quyền Đông Ấn Hà Lan Pieter de Carpentier phái đi nhằm khám phá bờ biển miền bắc Úc. Những tàu này khảo sát trên phạm vi rộng, đặc biệt là tại vịnh Carpentaria và đặt tên cho vịnh để vinh danh De Carpentier.

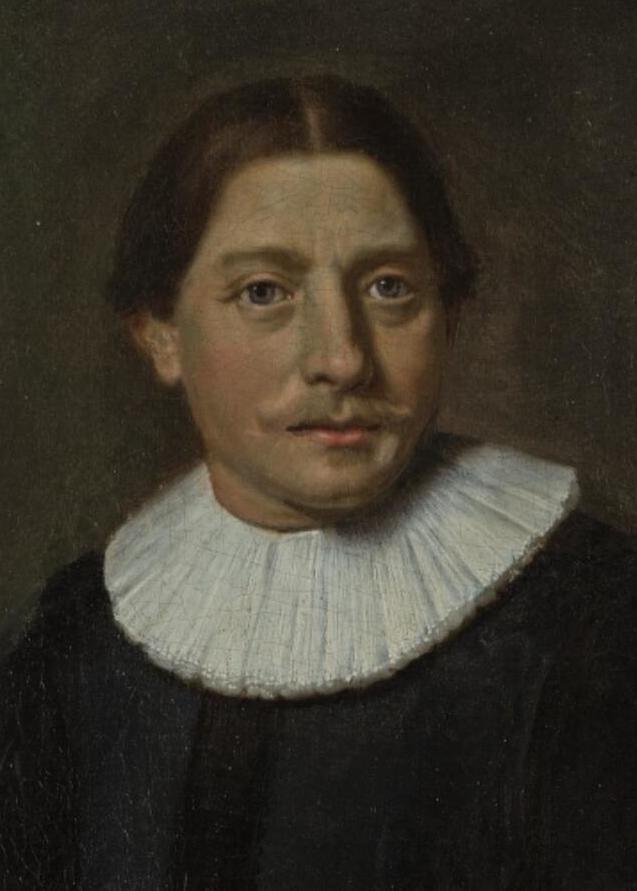
Abel Tasman, người châu Âu đầu tiên khám phá ra Van Diemen's Land, hiện được gọi là Tasmania

Hành trình của Abel Tasman vào năm 1642 là cuộc thám hiểm đầu tiên được biết đến của người châu Âu trong việc tiếp cận Van Diemen's Land (sau là Tasmania) và New Zealand và trông thấy Fiji. Trong hành trình thứ nhì của mình vào năm 1644, ông cũng có đóng góp đáng kể đến việc lập bản đồ đại lục Úc và tiến hành quan sát lãnh địa và dân chúng tại bờ biển phía bắc phía dưới New Guinea.
Một bản đồ thế giới được khảm trên sàn của  Burgerzaal  ("Sảnh Burger") của ("Tòa thị chính") Stadhuis Amsterdam mới vào năm 1655 cho thấy bản đồ của Hà Lan về phần lớn bờ biển Úc. Dựa trên bản đồ năm 1648 của Joan Blaeu,  Nova et Accuratissima Terrarum Orbis Tabula  kết hợp những khám phá của Tasman sau đó được tái tạo trong bản đồ,  Archipelagus Orientalis sive Asiaticus  được xuất bản trong  Kurfürsten Atlas (Atlas of the Great Elector). 
Năm 1664, nhà địa lý người Pháp Melchisédech Thévenot đã xuất bản bản đồ Tân Hà Lan trong cuốn  Relations de Divers Voyages Curieux . Thévenot đã chia lục địa này thành hai phần,  Nova Hollandia  ở phía tây và  Terre Australe  ở phía đông. Emanuel Bowen đã sao chép bản đồ của Thevenot trong  Hệ thống địa lý hoàn chỉnh  (London, 1747) của ông và đặt lại tiêu đề là  Bản đồ hoàn chỉnh của lục địa phía Nam  và thêm ba chữ khắc quảng cáo lợi ích của việc khám phá và thuộc địa hóa đất nước. Một câu trong lời đề tặng có nội dung là:
Không một miền đất đầy hứa hẹn nào tốt hơn  TERRA AUSTRALIS , đây không còn là nơi không ai biết tới nữa, Bản đồ này đã cho ta thấy Lục địa phía Nam đã được khám phá. Nó nằm ở những vùng khí hậu phong phú nhất trên thế giới... và do đó bất cứ ai phát hiện ra và định cư ở đó chắc chắn sẽ sở hữu các lãnh thổ giàu có, màu mỡ và có khả năng cải tạo như các thuộc địa đã được phát hiện cho đến nay ở Đông Ấn hay Tây Ấn.

Bản đồ của Bowen đã được xuất bản lại trong các ấn bản của John Campbell vềNavigantium atque Itinerantium Bibliotheca, hay Những chuyến du hành và những chuyến đi của John Harris (1744–1748, 1764). Cuốn sách này khuyến nghị khám phá bờ biển phía đông của Tân Hà Lan với tầm nhìn về một thuộc địa của Anh theo lộ trình của Abel Tasman đến Van Diemen's Land.
Mặc dù có nhiều đề xuất thuộc địa hóa, trong đó đáng chú ý là của Pierre Purry từ 1717 đến 1744, song không đề xuất nào được tiến hành chính thức. Người Úc bản địa ít có năng lực trong việc buôn bán với người châu Âu so với các dân tộc tại Ấn Độ, Đông Ấn, Trung Quốc và Nhật Bản. Công ty Đông Ấn Hà Lan kết luận rằng "không có gì để làm ở đó", họ bác bỏ kế hoạch của Purry với lý do chi phí cao và không có lợi.

### Các khám phá khác

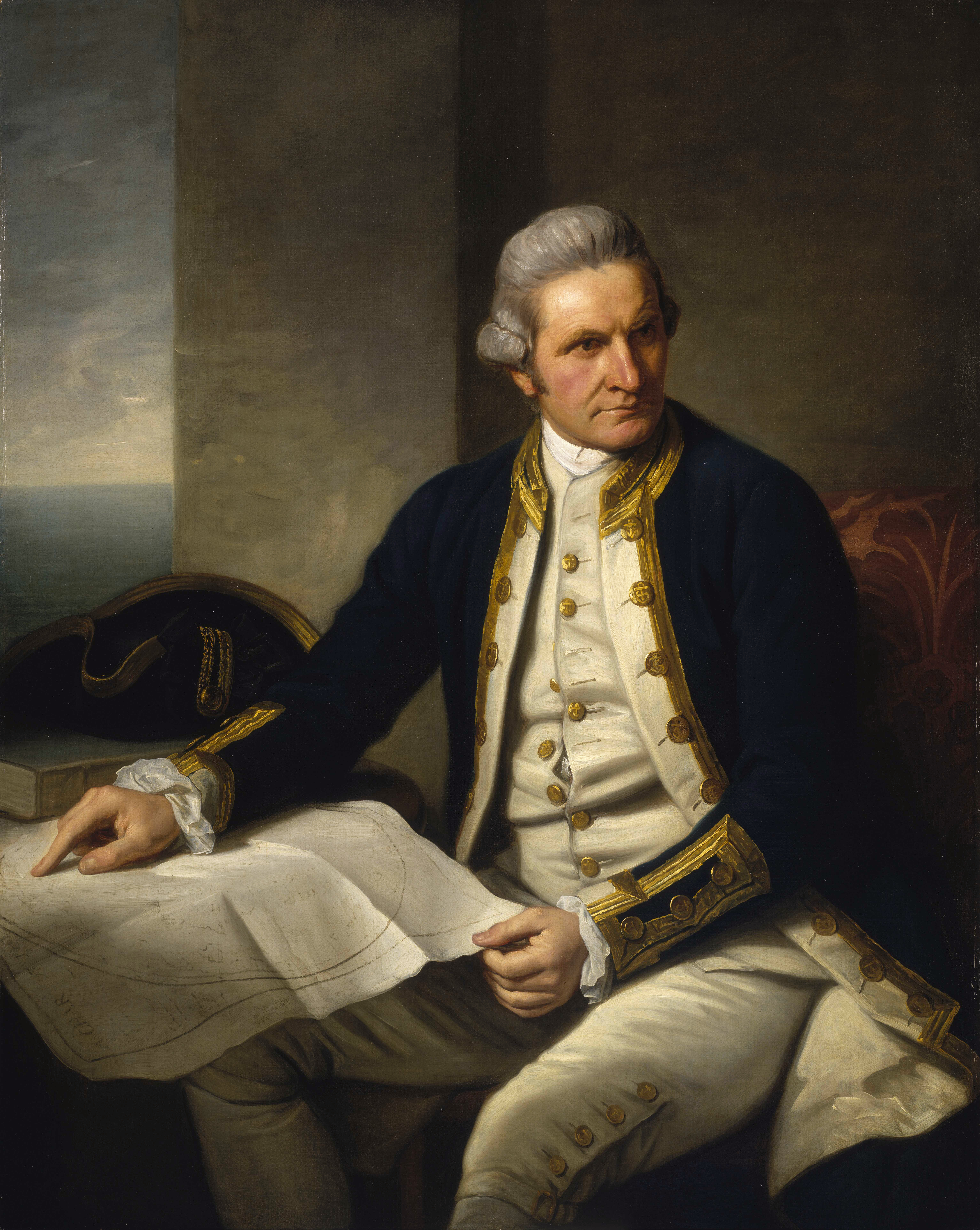
James Cook là người châu Âu đầu tiên tiếp xúc với đường bờ biển phía đông của Úc vào năm 1770.

Ngoại trừ các chuyến thăm tiếp tục của người Hà Lan ở phía tây, Úc phần lớn vẫn chưa được người châu Âu ghé đến cho đến khi có những đoàn thám hiểm đầu tiên của Anh. John Callander đưa ra một đề xuất cho Anh vào năm 1766 nhằm thành lập một thuộc địa dành cho các tù nhân bị đày tại Nam Đại Dương hoặc tại Terra Australis để tạo điều kiện cho mẫu quốc khai thác của cải của các khu vực này. Ông nói: "Thế giới này phải giới thiệu cho chúng ta nhiều thứ hoàn toàn mới vì cho đến nay chúng ta vẫn còn ít kiến thức về nó giống như nó tồn tại ở một hành tinh khác".
Năm 1769, thuyền trưởng James Cook chỉ huy HMS Endeavour đi đến Tahiti để quan sát và ghi nhận về sao Kim đi ngang qua Mặt Trời. James Cook cũng thực hiện chỉ thị mật của Bộ Hải quân về việc xác định Lục địa phương Nam giả tưởng. Lục địa này không được tìm thấy là một sự thất vọng đối với Alexander Dalrymple và các thành viên khác của Hiệp hội Hoàng gia, những người đã thúc giục Bộ Hải quân thực hiện sứ mệnh này. Cook quyết định khảo sát bờ biển phía đông của Tân Hà Lan, nơi duy nhất gần như chưa được các nhà hàng hải người Hà Lan lập bản đồ.
Ngày 19 tháng 4 năm 1770, Endeavour trông thấy bờ biển phía đông của Úc và mười ngày sau thì đổ bộ lên vịnh Botany. James Cook lập bản đồ bờ biển về phía bắc cùng với nhà tự nhiên học trên tàu là Joseph Banks, nhân vật này sau đó báo cáo tán thành khả năng thiết lập một thuộc địa tại vịnh Botany. James Cook chính thức tuyên bố quyền chiếm hữu với bờ biển phía đông của Tân Hà Lan vào ngày 21/22 tháng 8 năm 1770. Ông lưu ý trong sổ ghi chép của mình rằng ông "không thể đổ bộ lên bờ biển phía Đông của Tân Hà Lan này nữa và ở phía Tây, tôi không có phát hiện mới nào, vinh dự thuộc về các Nhà hàng hải người Hà Lan và như vậy họ có thể tuyên bố nó là lãnh thổ của họ [những từ in nghiêng bị gạch bỏ trong bản gốc] nhưng Bờ biển phía Đông từ Vĩ tuyến 38 độ Nam xuống đến nơi này, tôi tin chắc rằng chưa bao giờ được nhìn thấy hoặc ghé đến bởi bất kỳ người châu Âu nào trước chúng tôi và  do đó trên nguyên tắc, nó thuộc về Đại Anh"[những từ in nghiêng bị gạch chéo trong bản gốc].
Năm 1772, một đoàn thám hiểm của Pháp dưới quyền Louis Aleno de St Aloüarn trở thành những người châu Âu đầu tiên chính thức tuyên bố chủ quyền đối với bờ biển phía tây của Úc, song lại không có nỗ lực thuộc địa hóa sau đó. Tham vọng của Quốc vương Thụy Điển Gustav III về thiết lập một thuộc địa cho nước mình tại sông Swan vào năm 1786 thì bị chết yểu. Cho đến năm 1788, khi các điều kiện kinh tế, kỹ thuật và chính trị tại Anh khiến việc thuộc địa hóa trở nên khả thi và có giá trị, nước này mới tiến hành một nỗ lực lớn khi phái Đệ Nhất hạm đội đến New South Wales.

## Thuộc địa hóa

### Các kế hoạch thuộc địa hóa

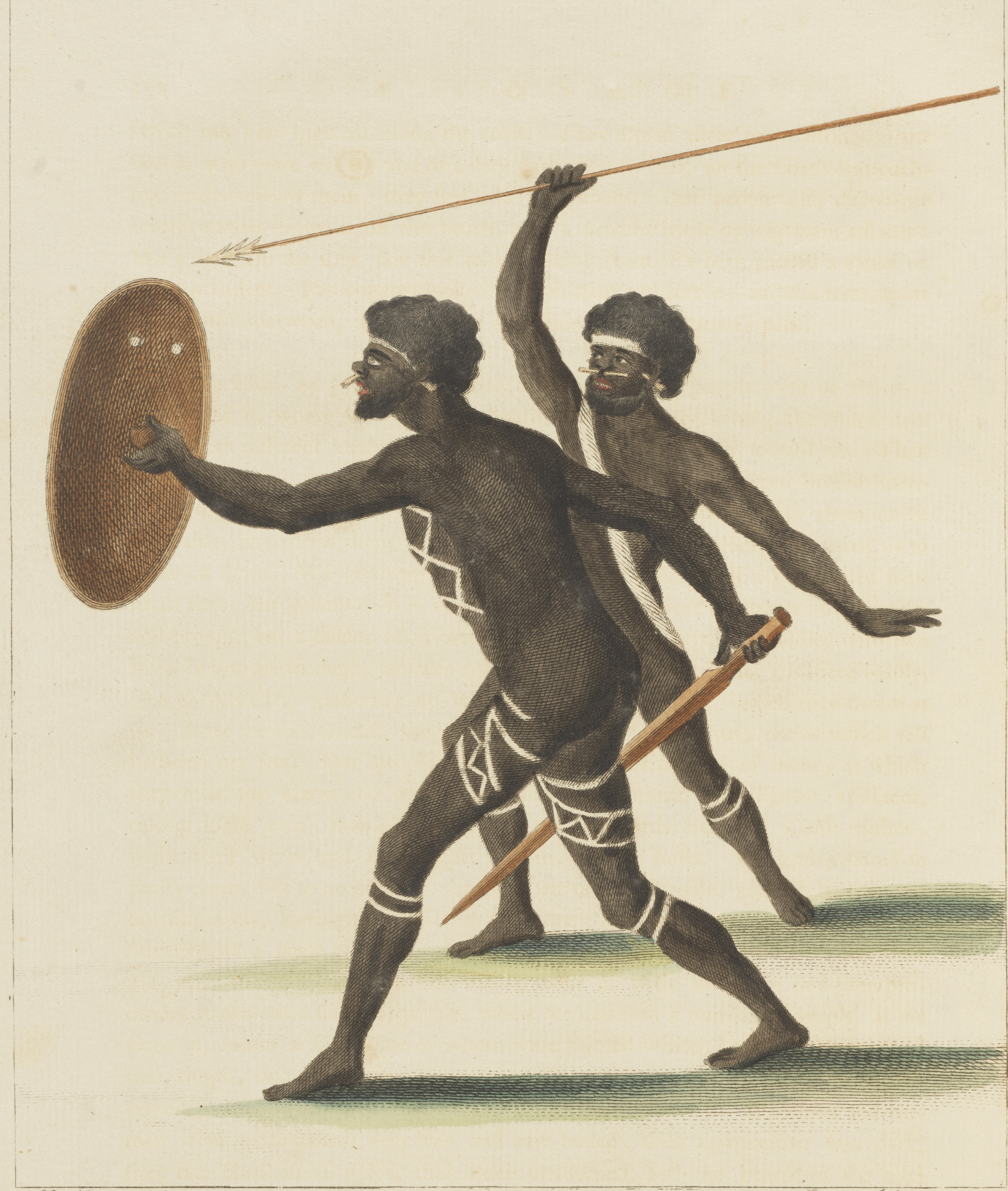
Hai trong số những người bản địa ở New Holland, Tiến lên Chiến đấu (1770), được phác thảo bởi họa sĩ của Cook, Sydney Parkinson

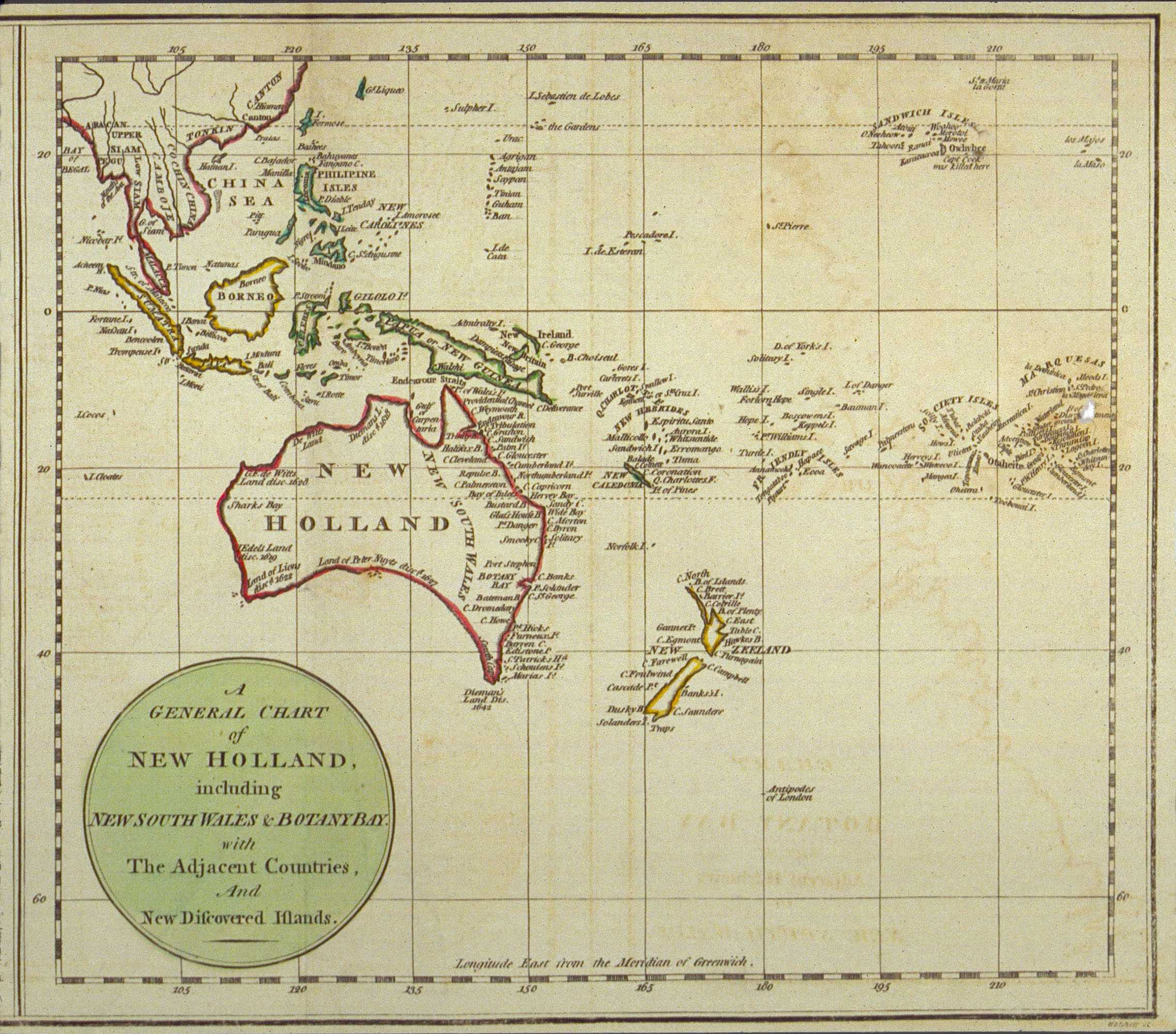
Sơ đồ chung về New Holland bao gồm New South Wales & vịnh Botany với các quốc gia lân cận và các vùng đất mới được khám phá, được xuất bản trong An history of the Discovery of New Holland and New South Wales, London, Fielding và Stockdale, tháng 11 năm 1786

Mười bảy năm sau khi Cook đổ bộ lên bờ biển phía đông của Úc, chính phủ Anh quyết định thiết lập một thuộc địa tại vịnh Botany. Chiến tranh Cách mạng Mỹ (1775–1783) khiến Anh mất hầu hết thuộc địa của mình tại Bắc Mỹ và cân nhắc thiết lập các lãnh thổ thay thế. Năm 1779, Joseph Banks đề xuất vịnh Botany là một địa điểm phù hợp cho việc định cư, nói rằng "Không có gì phải nghi ngờ rằng một vùng đất như Tân Hà Lan, vốn lớn hơn toàn châu Âu, sẽ cung cấp vật chất cho một chuyến trở về có lợi nhuận." Theo hướng dẫn của Joseph Banks, một người Mỹ trung thành với Đế quốc tên là James Matra, người cũng từng du hành với Cook, trình "Một đề xuất về thành lập một khu định cư tại New South Wales" (23 tháng 8 năm 1783), đề xuất thành lập một thuộc địa gồm có những người Mỹ trung thành với Đế quốc, người Hoa và các đảo Nam Đại Dương (song không phải cho tù nhân).
James Matra trình bày rằng: quốc gia này thích hợp lập các đồn điền mía, bông và thuốc lá; gỗ New Zealand và gai hoặc lanh có thể trở thành các hàng hóa có giá trị; nó có thể tạo thành một căn cứ cho mậu dịch Thái Bình Dương và nó có thể là một sự đền bù phù hợp cho những người Mỹ trung thành với Đế quốc muốn chuyển đến. Sau một cuộc gặp mặt với Quốc vụ khanh Thomas Townshend vào năm 1784, James Matra sửa đổi đề xuất của mình để đưa các tù nhân vào thành phần người định cư, cân nhắc rằng điều này sẽ có lợi cho cả "Kinh tế với quần chúng, & Nhân đạo với cá nhân".
Kế hoạch của Matra định hình việc định cư ban đầu.
Các ghi chép cho biết chính phủ đã cân nhắc nó vào năm 1784. Các báo tại Luân Đôn công bố vào tháng 11 năm 1784 rằng: "Một kế hoạch đã được trình lên Thủ tướng và nay là trước Nội các về thành lập một thuộc địa mới tại Tân Hà Lan. Vùng đất rộng lớn này....có thể đầy hứa hẹn". Chính phủ cũng hợp nhất khu định cư đảo Norfolk vào kế hoạch của họ vì gỗ và lanh trên đảo.
Đồng thời, những người theo chủ nghĩa nhân đạo và cải cách tiến hành vận động tại Anh nhằm chống lại các điều kiện khủng khiếp trong các trại tù và tàu chở tù nhân của Anh. Năm 1777, nhà cải cách nhà tù John Howard viết The State of Prisons in England and Wales, trình bày các điều kiện khắc nghiệt của hệ thống nhà tù trước "xã hội văn minh"." Vận chuyển tù nhân đã tồn tại trong luật hình sự Anh và cho đến Cách mạng Mỹ đã có khoảng một nghìn tù nhân mỗi năm được đưa đến Maryland và Virginia. Theo sử gia David Hill, "Người châu Âu hiểu biết rất ít về địa lý toàn cầu" và với "các tù nhân tại Anh, việc bị đày đến vịnh Botany là một viễn cảnh khủng khiếp." Lặp lại lời của John Callander, ông nói Úc "có thể như hành tinh khác."
Quyết định định cư được đưa ra khi dường như bùng nổ nội chiến tại Hà Lan có thể dẫn đến một cuộc chiến mà trong đó Anh sẽ phải đối diện với liên minh gồm ba cường quốc hải quân là Pháp, Hà Lan và Tây Ban Nha, thế lực từng khiến Anh thất bại vào năm 1783. Trong hoàn cảnh này, lợi thế chiến lược của một thuộc địa tại New South Wales được mô tả trong đề xuất của James Matra là hấp dẫn. Năm 1790, trong Khủng hoảng Nootka, Anh từng lập các kế hoạch về các cuộc viễn chinh hải quân chống các thuộc địa của Tây Ban Nha tại châu Mỹ và Philippines, trong đó New South Wales được phân vai trò là một căn cứ để "nghỉ ngơi, liên lạc và triệt thoái". Đầu thế kỷ XIX, khi có đe dọa hoặc nổ ra chiến tranh giữa Anh và Tây Ban Nha, các kế hoạch này lại được hồi sinh nhưng vì chiến sự nhanh chóng kết thúc nên chúng không được thực hiện.
Georg Forster là người đi cùng với James Cook trong hành trình Resolution (1772–1775), viết vào năm 1786 về triển vọng tương lai của thuộc địa Anh: "Tân Hà Lan, một hòn đảo có kích thước khổng lồ hoặc có thể bảo nó là một lục địa thứ ba, là quê hương tương lai của một xã hội văn minh mới..." Thương nhân mạo hiểm và muốn lập thuộc địa tại vùng tây nam của Úc dưới quốc kỳ Thụy Điển, William Bolts, nói với Đại sứ Thụy Điển tại Paris là Erik von Staël trong tháng 12 năm 1789 rằng người Anh đã thành lập tại vịnh Botany, "một khu định cư mà theo thời gian sẽ trở nên quan trọng nhất đối với Thương nghiệp Toàn cầu".

### Thành lập các thuộc địa Anh

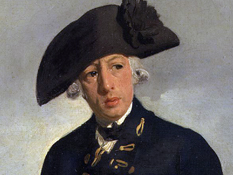
Arthur Phillip là Thống đốc New South Wales đầu tiên.

Lãnh thổ mà Anh yêu sách bao gồm toàn bộ lục địa Úc ở phía đông kinh tuyến 135° Đông và toàn bộ các đảo tại Thái Bình Dương giữa các vĩ độ của Mũi York và cực nam của Van Diemen's Land (Tasmania). Giới hạn 135° Đông được xác định theo phân chia kinh tuyến Tân Hà Lan từ Terra Australis thể hiện trong Complete Map of the Southern Continent của Emanuel Bowen, phát hành trong các phiên bản của John Campbell về Navigantium atque Itinerantium Bibliotheca của John Harris (1744–1748, và 1764). Đó là một tuyên bố lớn gây phấn khích vào thời điểm đó: người dịch tiếng Hà Lan của Đệ nhất Hạm đội và tác giả của Watkin Tench  A Narrative of the Expedition to Botany Bay  đã viết: "vùng đất nằm tách biệt này chắc chắn là vùng đất tách biệt lớn nhất trên toàn bộ bề mặt trái đất." Sĩ quan chỉ huy hải quân người Tây Ban Nha Alessandro Malaspina, người đến Sydney trong tháng 3- tháng 4 năm 1793 báo cáo với chính phủ của mình rằng "Vận chuyển tù nhân đến đây chỉ là phương tiện chứ không phải là mục đích hướng đến. Khuếch trương lãnh thổ, nghiên cứu thương phẩm và khám phá các mỏ mới là các mục đích thực sự". Một người Pháp là François Péron, thành viên trong đoàn thám hiểm của Nicolas Baudin đến Sydney vào năm 1802 và báo cáo với chính phủ Pháp: "Làm thế nào mà một cuộc xâm lấn khổng lồ như vậy có thể hoàn thành mà không có phàn nàn nào tại châu Âu để kháng nghị điều đó? Sao có thể hiểu được rằng Tây Ban Nha, thế lực trước đó từng đưa ra rất nhiều phản đối trước việc chiếm đóng Malouines (Quần đảo Falkland) lại ngoan ngoãn cho phép một đế quốc ghê gớm như vậy xuất hiện để cạnh tranh với các thuộc địa giàu có của họ...?
Thuộc địa bao gồm New Zealand ngày nay. Đến năm 1817, chính phủ Anh rút lại yêu sách lãnh thổ mở rộng bao trùm Nam Thái Bình Dương. Trên thực tế, các lệnh của Thống đốc thể hiện rằng không điều hành các đảo tại Nam Thái Bình Dương. Tổ chức Tin Lành Church Missionary Society quan ngại về các hành động tàn bạo chống lại người bản địa tại các đảo Nam Đại Dương và sự thiếu hiệu quả của chính phủ New South Wales trong việc đối phó với tình trạng vô pháp luật. Do vậy, ngày 27 tháng 6 năm 1817, Quốc hội Anh thông qua một đạo luật mà trong đó mô tả Tahiti, New Zealand và các đảo khác tại Nam Thái Bình Dương không nằm trong lãnh địa của quân chủ bệ hạ.

### 1788: New South Wales

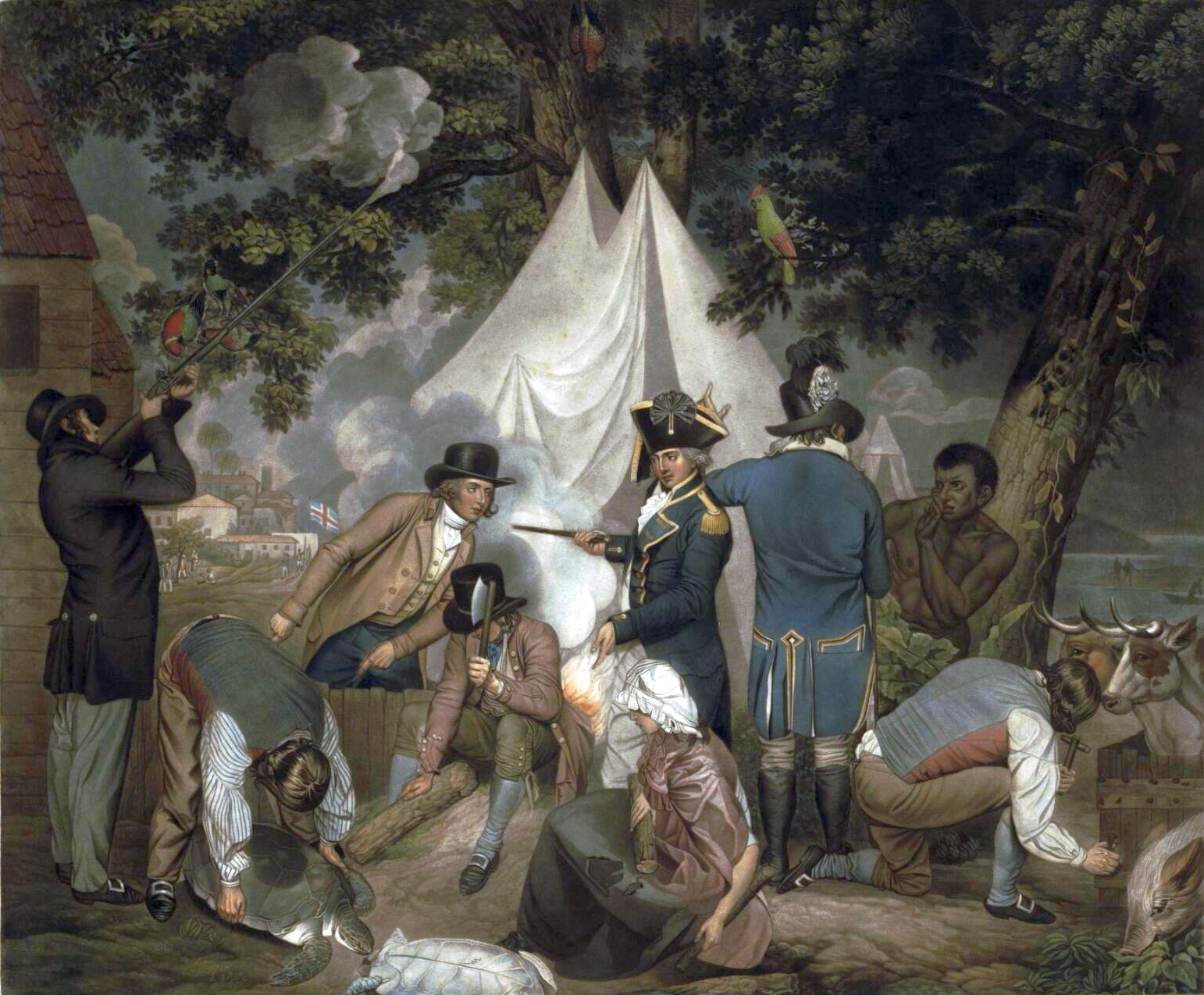
Thành lập khu định cư Port Jackson tại Vịnh Botany ở New South Wales vào năm 1788 - Thomas Gosse

Thuộc địa New South Wales của Anh được thành lập khi Đệ Nhất hạm đội gồm 11 tàu đến dưới quyền thuyền trưởng Arthur Phillip đến vào tháng 1 năm 1788. Ban đầu nó có trên một nghìn người định cư, kể cả 778 tù nhân (192 nữ giới và 586 nam giới). Vài ngày sau khi đến vịnh Botany, hạm đội chuyển đến nơi phù hợp hơn là Port Jackson và tại đây một khu định cư được thành lập tại vịnh Sydney vào ngày 26 tháng 1 năm 1788. Ngày này về sau trở thành ngày quốc khánh Úc, ngày Úc. Thuộc địa chính thức được Thống đốc Phillip công bố vào ngày 7 tháng 2 năm 1788 tại Sydney. Vịnh Sydney cung cấp một nguồn cung nước ngọt và một bến cảng an toàn.
Thống đốc Arthur Phillip được trao toàn quyền đối với các cư dân của thuộc địa. Ý định cá nhân của Arthur Phillip là thiết lập quan hệ hài hòa với những người Nguyên trú bán địa và nỗ lực cải tạo cũng như đưa các tù nhân ở thuộc địa vào kỷ luật. Arthur Phillip và một số nhân viên của mình—đáng chú ý nhất là Watkin Tench—để lại các nhật ký và báo cáo mà trong đó kể về những gian khổ lớn lao trong những năm đầu tiên. Các nhân viên của Phillip thường tuyệt vọng về tương lai của New South Wales, nguồn cung từ hải ngoại thì khan hiếm. Từ năm 1788 đến năm 1792 có khoảng 3546 tù nhân nam và 766 tù nhân nữ đổ bộ lên Sydney—nhiều người là "tội phạm chuyên nghiệp" và có ít kỹ năng cần thiết để định cư. Nhiều người mới đến cũng ốm yếu hoặc thiếu sức khỏe lao động và tình trạng sức khỏe của tù nhân chỉ xấu đi do làm việc nặng nhọc và dinh dưỡng kém tại khu định cư. Tình hình dinh dưỡng tiếp cận điểm khủng hoảng vào năm 1790 và Đệ Nhị hạm đội cuối cùng đến vào tháng 6 năm 1790 đã mất một phần tư số 'hành khách' do đau yếu, trong khi điều kiện của tù nhân của Đệ Tam hạm đội khiến Phillip kinh hãi. Tuy nhiên, từ năm 1791, các tàu đến thường xuyên hơn và họ bắt đầu buôn bán làm giảm đi cảm giác bị cô lập và cải thiện việc tiếp tế.

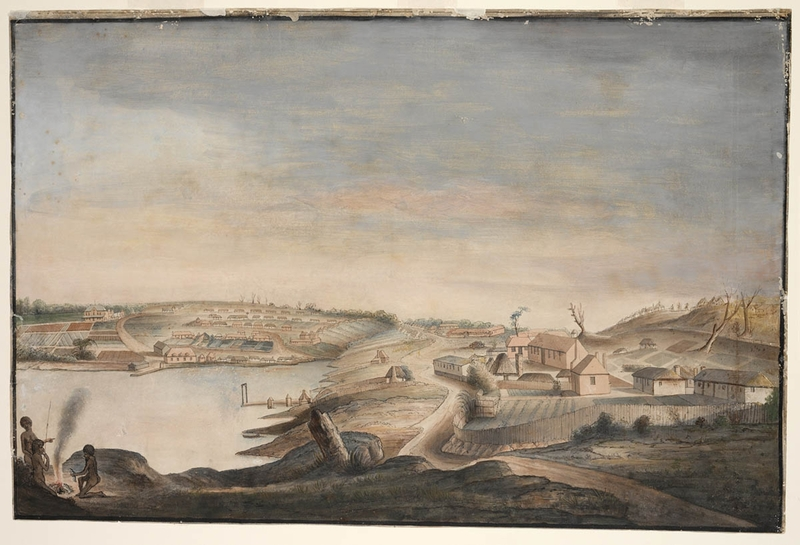
Sydney những năm 1794-1796

Arthur Phillip phái các đoàn thám hiểm nhằm tìm kiếm vùng đất tốt hơn, tập trung tại khu vực Parramatta và chuyển nhiều tù nhân từ cuối năm 1788 đến để thành lập một thị trấn nhỏ, nơi này trở thành trung tâm chính của đời sống kinh tế thuộc địa. Điều này khiến vịnh Sydney chỉ còn là một cảng quan trọng và tập trung vào sinh hoạt xã hội. Trang thiết bị yếu kém và không quen thuộc với đất đai, khí hậu tiếp tục cản trở việc khuếch trương nông nghiệp từ Farm Cove đến Parramatta và Toongabbie, song một chương trình xây dựng với sự hỗ trợ của các lao động tù nhân khiến tình hình dần tiến triển. Từ năm 1788 đến năm 1792, các tù nhân và cai tù chiếm phần lớn dân số nhưng sau đó, số lượng các cựu tù nhân được phóng thích bắt đầu tăng dần, họ được cấp đất và tiên phong trong lĩnh vực kinh tế tư nhân, sau này còn có thêm các binh sĩ mãn hạn phục vụ quân đội và cuối cùng là các dân di cư tự do đến từ Anh. Thống đốc Phillip rời thuộc địa về Anh vào ngày 11 tháng 12 năm 1792, khu định cư mới vừa vượt qua nạn đói và bị cô lập cao độ đã bốn năm. Ngày 16 tháng 2 năm 1793, những người định cư tự do đầu tiên đến.
Thiết bị và khẩu hiệu của Huy hiệu New South Wales được Vua George III phê duyệt vào ngày 4 tháng 8 năm 1790, hướng dẫn những ý tưởng do các cố vấn cấp bộ của ông nắm giữ về bản chất và triển vọng của thuộc địa. Ngài Joseph Banks đã tham gia chặt chẽ vào việc thiết kế huy hiệu. Thiết kế có nội dung: "Những người tù khổ sai đã đặt chân đến Vịnh Botany; những gông cùm của họ được tháo ra và nhận được một kiện hàng gồm các vật dụng cá nhân, Con quay, Tổ ong, Rìu nhọn và thuổng chỉ trỏ vào những con bò đang cày bừa, việc định cư đang hình thành và Nhà thờ trên đồi với Pháo đài phòng thủ ở đằng sau cùng với khẩu hiệu:  Sic fortis Etruria crevit  [Virgil,  Georgic  II: 53, đề cập đến việc thành lập thành Roma bởi một đám cướp] ". Thiết kế đã được sao chép trên con tem một xu New South Wales năm 1850.

### Thành lập các thuộc địa khác

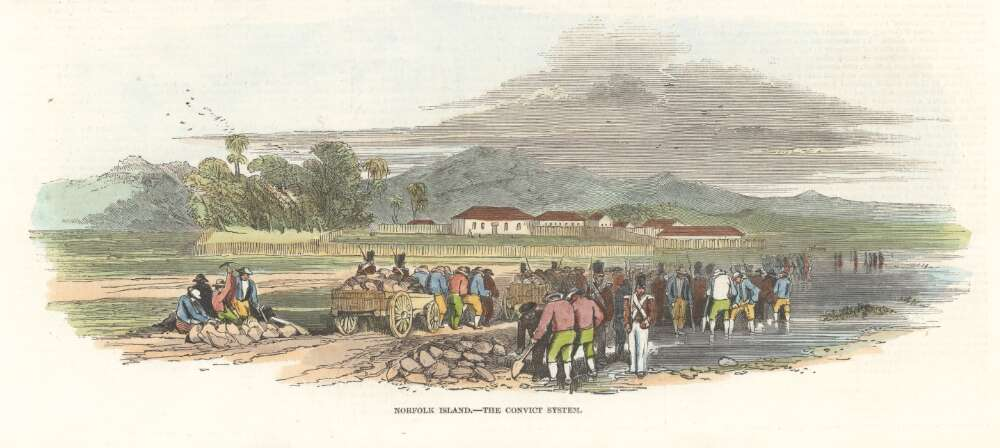
Đảo Norfolk, Hệ thống tù khổ sai (1847)

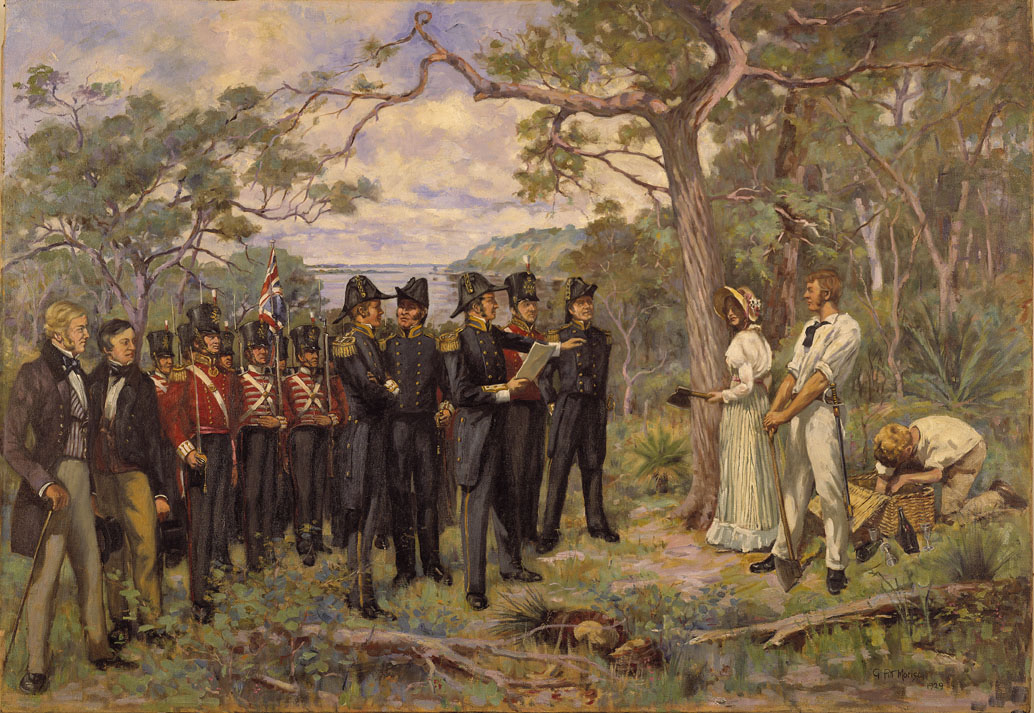
Thành lập Perth năm 1829 của George Pitt Morison

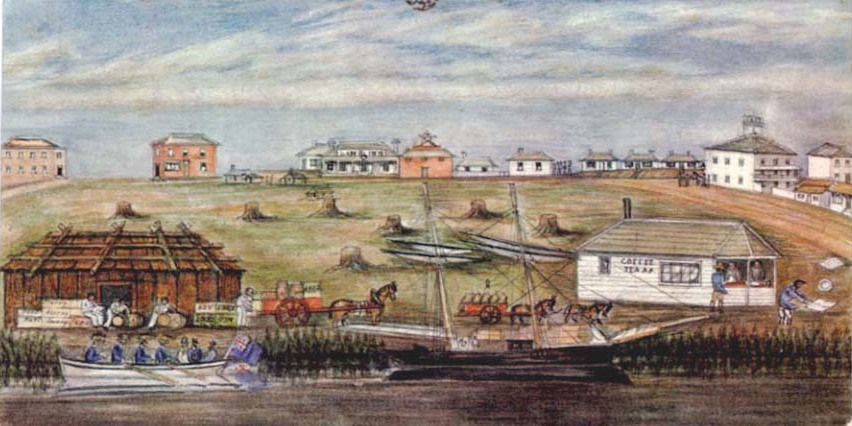
Đặt chân đến Melbourne 1840; tranh màu nước của W. Liardet (1840)

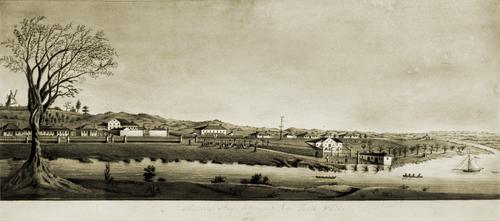
Brisbane (Khu định cư Vịnh Moreton), 1835; tranh màu nước của H. Bowerman

Sau khi thành lập thuộc địa New South Wales vào năm 1788, Úc bị phân chia thành nửa phía đông được đặt tên là New South Wales, dưới thẩm quyền của chính phủ thuộc địa tại Sydney và nửa phía tây mang tên Tân Hà Lan. Biên giới 135° Đông dựa trên Complete Map of the Southern Continent phát hành trong Complete System of Geography (Luân Đôn 1747) của Emanuel Bowen và được sao chép trong các phiên bản của John Campbellvề tác phẩm Navigantium atque Itinerantium Bibliotheca (1744–48, và 1764) của John Harris. Bản đồ của Bowen dựa trên một bản đồ của Melchisédech Thévenot và được xuất bản trong Relations des Divers Voyages (1663), trong đó phân chia New Holland ở phía tây với Terra Australis ở phía đông bằng một kinh tuyến nằm tại 135° Đông. Sự phân chia này được mô phỏng trong bản đồ của Bowen, cung cấp một biên giới phía tây thuận lợi cho yêu sách của Anh vì như Watkin Tench sau đó bình luận trong A Narrative of the Expedition to Botany Bay: "Bằng cách phân chia này, có thể thẳng thắn giả định rằng mọi tranh chấp tương lai giữa Hà Lan và chúng tôi sẽ mãi bị cắt đứt do các khám phá của các nhà hàng hải người Anh chỉ bao gồm trong lãnh thổ này". Thévenot cho biết ông đã sao chép bản đồ của mình từ bản đồ được khắc trên sàn của Tòa thị chính Amsterdam nhưng trong bản đồ đó không có đường phân chia giữa New Holland và Terra Australis. Bản đồ của Thévenot thực sự đã được sao chép từ bản đồ của Joan Blaeu,  Archipelagus Orientalis sive Asiaticus  được xuất bản năm 1659 trong  Kurfürsten Atlas  (Bản đồ của Đại Tuyển hầu tước); bản đồ này là một phần của bản đồ thế giới năm 1648 của Blaeu,  Nova et Accuratissima Terrarum Orbis Tabula , lần đầu tiên thể hiện vùng đất được phát hiện bởi chuyến đi năm 1642 của Abel Tasman với tên gọi  Hollandia Nova  và phục vụ làm cơ sở cho bản đồ vỉa hè của Tòa thị chính Amsterdam. Kinh độ 135° Đông phản ánh ranh giới phân chia giữa các tuyên bố chủ quyền của Tây Ban Nha và Bồ Đào Nha được thiết lập trong Hiệp ước Tordesillas năm 1494 đã hình thành cơ sở cho nhiều yêu sách tiếp theo đối với lãnh thổ thuộc địa.  Bản tường thuật lịch sử về việc khám phá New Holland và New South Wales  xuất bản vào tháng 11 năm 1786 có "Bản đồ chung của New Holland gồm cả New South Wales & Vịnh Botany cùng với các quốc gia liền kề và các đảo mới được khám phá", trong đó cho thấy tất cả lãnh thổ được tuyên bố thuộc thẩm quyền của Thống đốc New South Wales.

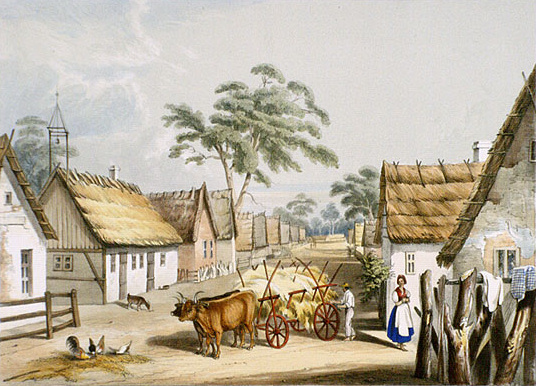
Khung cảnh đường phố Klemzig, nơi định cư đầu tiên của những người Đức di cư đến Úc vào năm 1837

Miêu tả lãng mạn về vẻ đẹp, khí hậu ôn hòa và đất đai phì nhiêu của đảo Norfolk tại Nam Thái Bình Dương khiến chính phủ Anh thiết lập một khu định cư phụ của thuộc địa New South Wales tại đây vào năm 1788. Họ hy vọng rằng các cây thông đảo Norfolk to lớn và cây lanh mọc hoang trên đảo có thể cung cấp cơ sở cho một nền kinh tế địa phương. Tuy nhiên, đảo không có bến cảng an toàn và điều này khiến thuộc địa bị bỏ hoang và những người định cư di tản đến Tasmania vào năm 1807. Đảo sau đó được dùng làm một khu định cư hình sự vào năm 1824.
Năm 1798, George Bass và Matthew Flinders đi vòng quanh Van Diemen's Land, chứng thực rằng đây là một đảo. Năm 1802, Flinders thành công trong hành trình vòng quanh Úc lần đầu tiên.
Van Diemen's Land được định cư từ năm 1803 sau một nỗ lực định cư thất bại tại vịnh Sullivan thuộc Victoria ngày nay. Những khu định cư khác của người Anh xuất hiện sau đó tại các địa điểm khác nhau khắp lục địa, nhiều thuộc địa không thành công. Ủy ban Mậu dịch Đông Ấn đề nghị vào năm 1823 rằng một khu định cư phải được thành lập trên bờ biển miền bắc Úc để chặn người Hà Lan và Thuyền trưởng J.J.G. Bremer được ủy quyền để lập một khu định cư giữa đảo Bathurst và bán đảo Cobourg. Bremer chọn khu định cư của mình tại Fort Dundas trên đảo Melville vào năm 1824 và do nơi này ở phía tây biên giới công bố năm 1788, tuyên bố chủ quyền của Anh đối với toàn bộ các khu vực được đẩy về phía tây đến 129° Đông.
Biên giới mới bao gồm các đảo Melville và Bathurst và phần đại lục liền kề. Năm 1826, người Anh tuyên bố chủ quyền mở rộng ra toàn bộ lục địa Úc khi Edmund Lockyer thiết lập một khu định cư tại King George Sound (Albany ngày nay) song biên giới phía đông của Tây Úc vẫn không thay đổi là 129° Đông. Năm 1824, một thuộc địa hình sự được thành lập gần cửa sông Brisbane (cơ sở của thuộc địa Queensland về sau). Năm 1829, Thuộc địa sông Swan và thủ phủ Perth của nó được thành lập tại bờ biển tây Úc và cũng được giao quyền kiểm soát cho thuộc địa King George Sound. Tây Úc ban đầu là một thuộc địa tự do song sau đó chấp nhận các tù nhân Anh do thiếu hụt lao động.
Thuộc địa Nam Úc được định cư vào năm 1836, biên giới phía tây và phía đông của nó được chế định là tại 132° và 141° Đông và biên giới phía bắc theo vĩ tuyến 26° Nam. Điểm biên giới phía tây và phía đông nay được lựa chọn theo đáng dấu phạm vi đường bờ biển được khảo sát lần đầu tiên bởi Matthew Flinders vào năm 1802. Biên giới phía bắc được Quốc hội Anh chế định theo vĩ tuyến 26° Nam do đó được nhìn nhận là giới hạn kiểm soát hiệu quả lãnh thổ từ một khu định cư thành lập trên bờ vịnh St Vincent; Công ty Nam Úc từng đề xuất lấy vĩ tuyến 20° Nam, sau đó giảm xuống Chí tuyến Nam).

### Tù nhân và xã hội thuộc địa

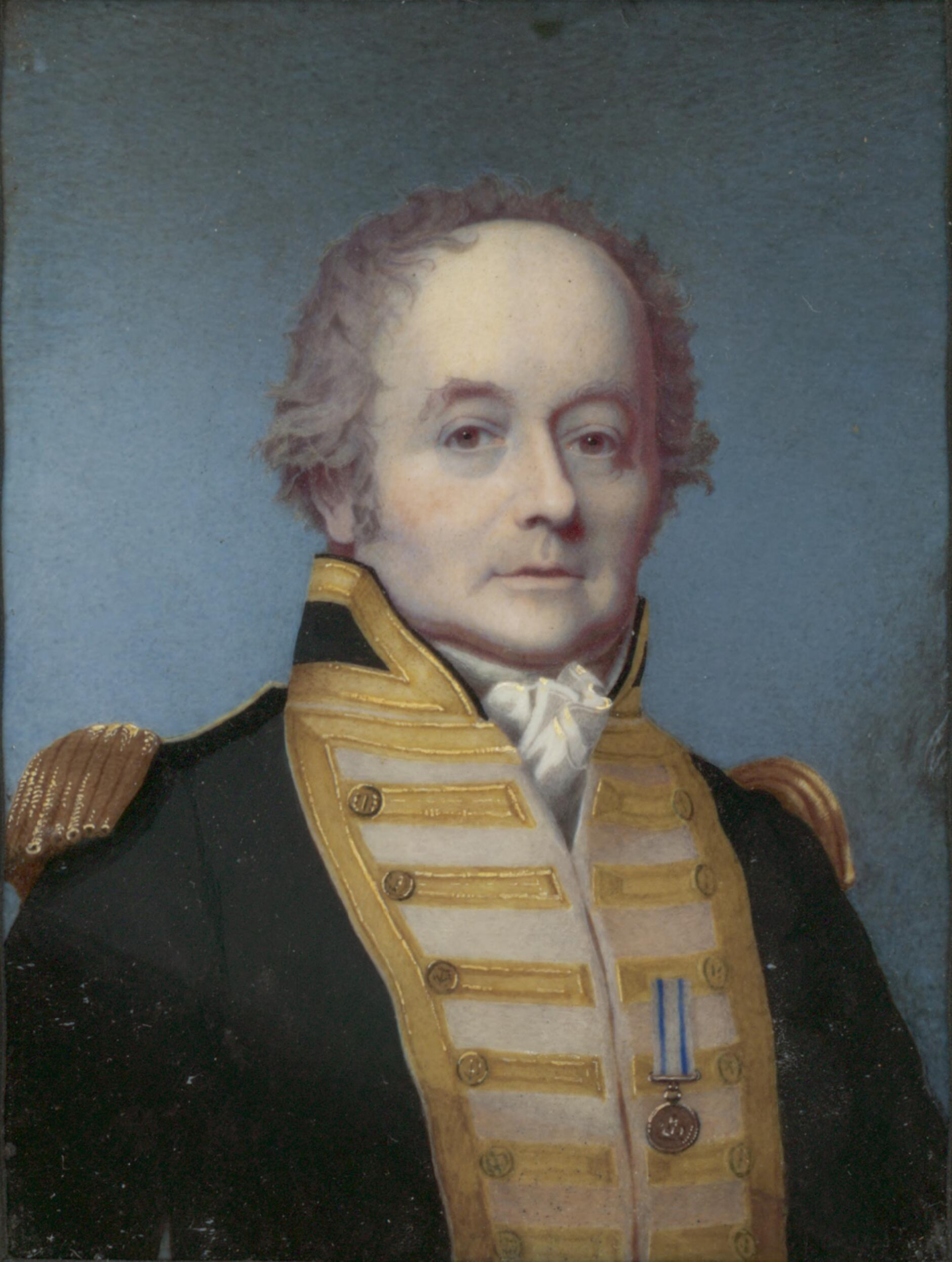
Thống đốc William Bligh

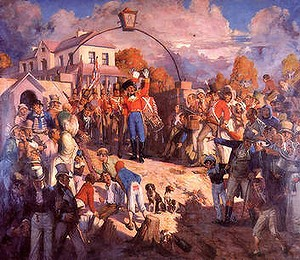
Bạo loạn Rum năm 1808

Từ năm 1788 đến năm 1868, xấp xỉ 161.700 tù nhân (25.000 trong đó là nữ) được vận chuyển đến các thuộc địa New South Wales, Van Diemen' Land và Tây Úc. Sử gia Lloyd Robson ước tính rằng có thể hai phần ba là kẻ trộm đến từ tầng lớp lao động thành thị, đặc biệt là từ miền trung và miền bắc Anh. Phần lớn là người tái phạm tội. Không rõ việc vận chuyển có đạt được mục tiêu cải tạo hay không song một số tù nhân có thể rời khỏi hệ thống nhà tù tại Úc; sau năm 1801 họ có thể lấy được "vé rời đi" do có thái độ tốt và được phân công lao động cho những người tự do để lấy lương. Một số người tiếp tục có cuộc sống thành công với tư cách là những người được giải phóng, được ân xá khi mãn hạn tù. Các phạm nhân nữ có ít cơ hội hơn.

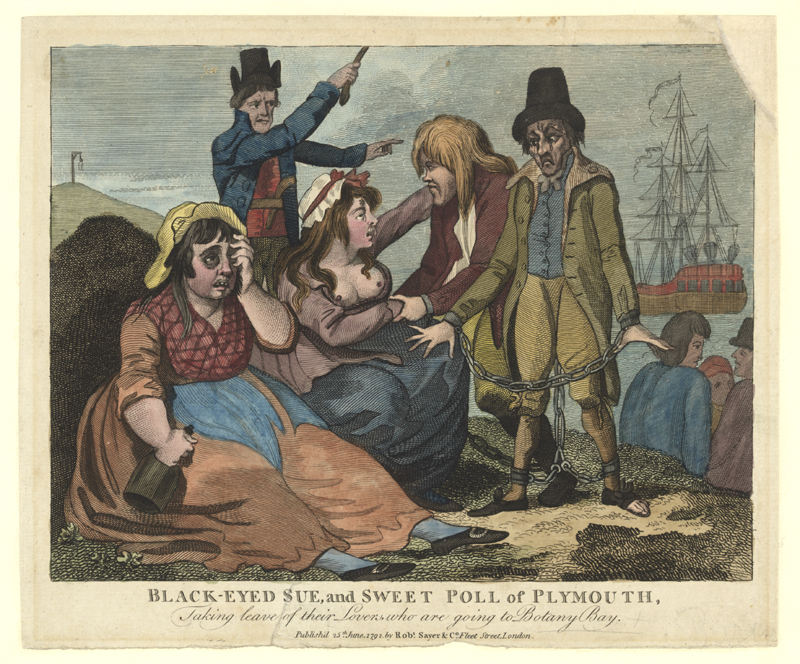
Black-eyes Sue và Sweet Poll ở Plymouth, Anh Quốc thương tiếc người yêu của họ sắp được đưa đến Vịnh Botany (xuất bản ở London năm 1792)

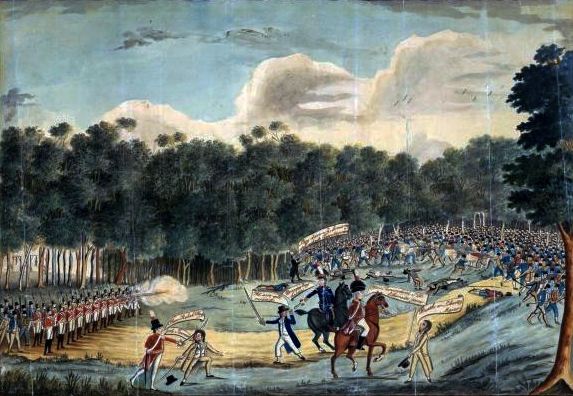
Tranh mô tả Nổi loạn Castle Hill năm 1804

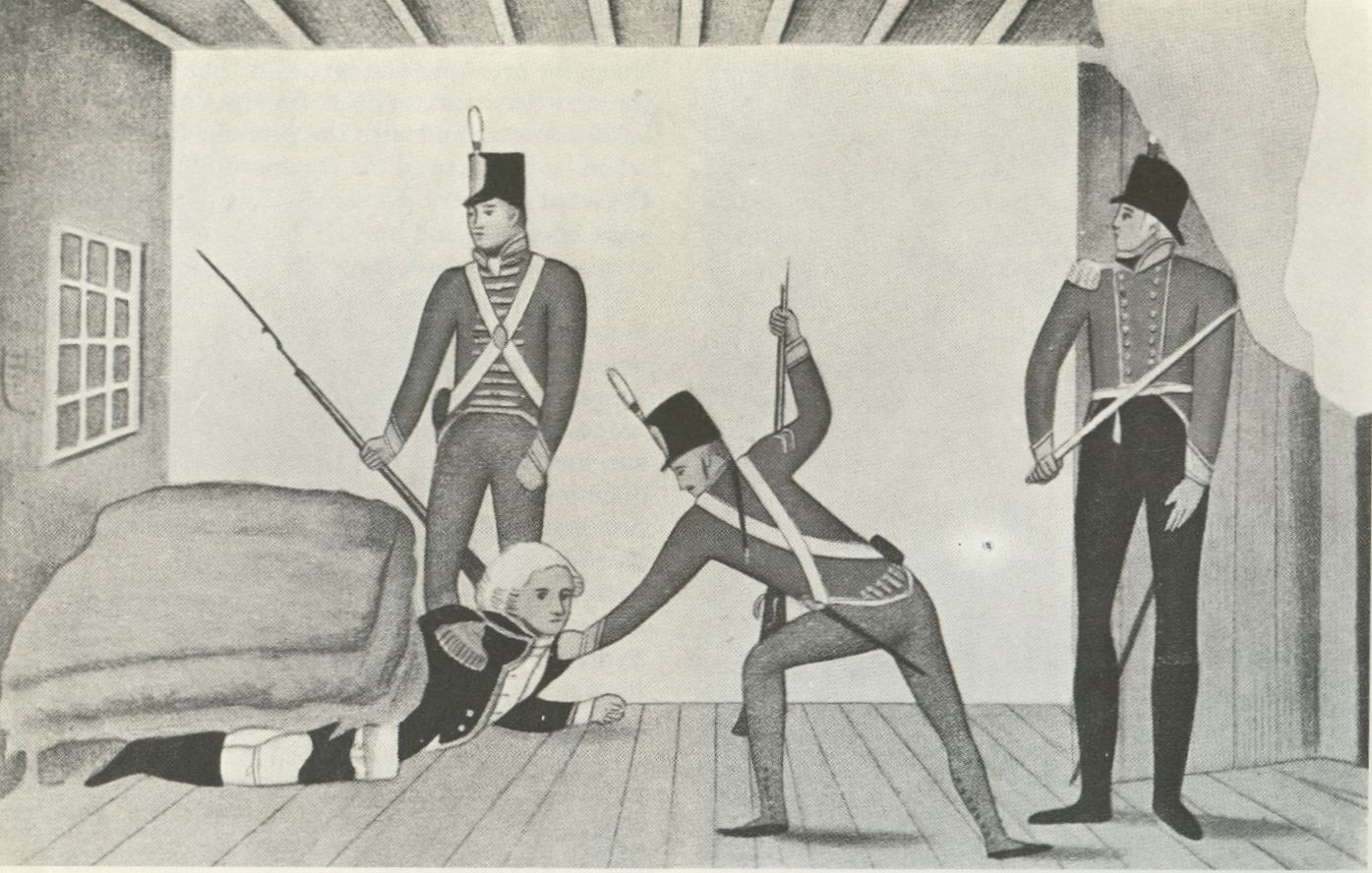
Biếm họa tuyên truyền bắt giữa Thống đốc William Bligh trong Nổi loạn Rum năm 1808.

Một số tù nhân, đặc biệt là tù nhân Ireland được vận chuyển đến Úc vì các tội chính trị hoặc do nổi loạn xã hội, vì vậy nhà cầm quyền nghi ngờ người Ireland và hạn chế việc hành đạo Công giáo tại Úc. Nổi loạn Castle Hill do người Ireland lãnh đạo vào năm 1804 góp phần làm gia tăng nghi ngờ và đàn áp. Tăng lữ Giáo hội Anh trong khi đó làm việc chặt chẽ với các thống đốc và giáo sĩ Richard Johnson trong việc cải thiện "đạo đức cộng đồng" tại thuộc địa và cũng cải thiên nhiều trong y tế và giáo dục. Mục sư Samuel Marsden (1765–1838) có trách nhiệm làm quan tòa và do đó bình đẳng với nhà cầm quyền trước các tù nhân, ông được mệnh danh là "mục sư đòn roi" do trừng phạt nghiêm khắc.
Quân đoàn New South Wales hình thành tại Anh vào năm 1789 trong vai trò trung đoàn thường trực để giúp đỡ những binh sĩ hải quân đi theo Đệ Nhất hạm đội. Các sĩ quan trong quân đoàn nhanh chóng dính líu đến hủ bại và buôn rượu rum sinh lợi tại thuộc địa. Trong cuộc Nổi dậy Rum năm 1808, Quân đoàn cộng tác chặt chẽ với thương nhân len mới nổi John Macarthur, tổ chức việc tiếp quản chính phủ bằng vũ trang thành công lần duy nhất trong lịch sử Úc, phế truất Thống đốc William Bligh và chủ mưu một giai đoạn quân quản ngắn ngủi tại thuộc địa trước khi Thống đốc Lachlan Macquarie từ Anh đến vào năm 1810.
Macquarie phục vụ trong vai trò thống đốc New South Wales chuyên quyền cuối cùng từ năm 1810 đến năm 1821 và có một vai trò hàng đầu trong phát triển xã hội và kinh tế của New South Wales. New South Wales chuyển từ một thuộc địa hình sự thành một xã hội tự do. Ông xây dựng các công trình công cộng, lập một ngân hàng, các nhà thờ và các tổ chức từ thiện và mưu cầu quan hệ hữu hảo với dân Nguyên trú. Năm 1813, ông phái Blaxland, Wentworth và Lawson vượt qua Vùng núi Blue, nơi họ phát hiện các bình nguyên rộng lớn trong nội lục. Tuy nhiên, trung tâm trong chính sách của Macquarie là đối đãi của ông với những người mãn hạn tù, ông ra lệnh cần phải đối đãi với họ như những người định cư tự do tại thuộc địa. Bất chấp phản đối, ông bổ nhiệm những người mãn hạn tù vào các vị trí trọng yếu trong chính phủ, trong số đó có Francis Greenway giữ chức kiến trúc sư thuộc địa và William Redfern trở thành quan tòa. Luân Đôn đánh giá các công trình công cộng của ông là quá đắt đỏ và xã hội bị xúc phạm do cách đối đãi của ông với những người mãn hạn tù. Chủ nghĩa quân bình sẽ xuất hiện để rồi được nhận định là một đức tính chính của người Úc.
Năm thống đốc New South Wales đầu tiên nhận thấy nhu cầu cấp thiết trong việc khuyến khích những người định cư tự do song chính phủ Anh vẫn hầu như không mặn mà. Ngay từ năm 1790, Thống đốc Arthur Phillip đã viết: "Lãnh chúa của bạn sẽ nhìn thấy... những bức thư của tôi... những tiến bộ nhỏ mà chúng tôi có thể đạt được trong việc canh tác các vùng đất... Hiện tại khu định cư này cần thêm người để làm việc canh tác... " Đến thập niên 1820 thì các nhóm người định cư tự do bắt đầu đến và các kế hoạch của chính phủ bắt đầu được tiến hành nhằm khuyến khích người định cư tự do. Các nhà nhân ái Caroline Chisholm và John Dunmore Lang phát triển các kế hoạch di cư riêng của mình. Các thống đốc tiến hành cấp đất và các kế hoạch định cư như của Edward Gibbon Wakefield đem lại một số ảnh hưởng trong việc khuyến khích những người di cư thực hiện hành trình dài đến Úc thay vì đến Hoa Kỳ hay Canada.
Các chính phủ thuộc địa ban đầu lo lắng về vấn đề mất cân bằng giới tính trong dân số, bắt nguồn từ việc nhập một số lượng lớn nam tù nhân. Từ năm 1788 đến năm 1792, có khoảng 3.546 nam tù nhân so với 766 nữ tù nhân đến Sydney. Nữ giới đóng một vai trò quan trọng trong giáo dục và phúc lợi trong thời thuộc địa. Phu nhân của Thống đốc Macquarie là Elizabeth Macquarie quan tâm đến phúc lợi của nữ tù nhân. Người cùng thời với bà là Elizabeth Macarthur trở nên nổi tiếng do 'sức mạnh phái nữ' của bà trong việc giúp đỡ gây dựng ngành công nghiệp len merino Úc khi chồng bà là John Macarthur buộc phải rời khỏi thuộc địa sau Nổi dậy Rum. Giáo đoàn Các nữ tu Thiện nguyện Công giáo đến năm 1838 và bắt đầu công việc chăm sóc mục vụ trong một nhà tù dành cho phụ nữ, thăm các bệnh viện và trường học và tạo việc làm cho phụ nữ bị kết án. Giáo đoàn Các nữ tu tiếp tục thành lập bệnh viện ở bốn bang miền đông, bắt đầu với Bệnh viện St Vincent, Sydney vào năm 1857, một bệnh viện miễn phí cho tất cả mọi người nhưng đặc biệt là dành cho người nghèo. Caroline Chisholm (1808–1877) thành lập một nơi trú ẩn của phụ nữ nhập cư và hoạt động vì quyền lợi phụ nữ ở các thuộc địa vào những năm 1840. Những nỗ lực nhân đạo của cô sau đó đã nổi danh ở Anh và có ảnh hưởng lớn trong việc hỗ trợ các gia đình ở thuộc địa. Giám mục Công giáo đầu tiên của Sydney, John Bede Polding đã thành lập một dòng nữ tu Úc — Giáo đoàn Các nữ tu Samaritanô - vào năm 1857 để làm việc trong lĩnh vực giáo dục và công tác xã hội. Giáo đoàn Các nữ tu St Joseph được thành lập tại Nam Úc bởi Saint Mary MacKillop và cha Julian Tenison Woods vào năm 1867. MacKillop du hành khắp Australasia và lập trường học, nữ tu viện và các tổ chức từ thiện, bà được Benedict XVI phong thánh vào năm 2010, trở thành người Úc đầu tiên được Giáo hội Công giáo vinh danh như vậy.
Từ thập niên 1820, ngày càng nhiều người chiếm đất tiến hành chiếm giữ vùng đất vượt ra ngoài rìa của khu định cư người châu Âu. Những người chiếm đất thường chăn cừu trên các mục trường lớn với chi phí tương đối thấp và có thể tạo ra lợi nhuận đáng kể. Đến năm 1834, gần 2 triệu kg len được xuất khẩu từ Úc sang Anh. Đến năm 1850, chỉ 2.000 người chiếm đất đã sở hữu 30 triệu ha đất và họ thành lập các nhóm lợi ích hùng mạnh và "đáng kính" tại một vài thuộc địa.
Năm 1835, Bộ Thuộc địa Anh ban hành Tuyên ngôn của Thống đốc Bourke, thi hành học thuyết pháp lý lãnh thổ vô chủ mà các khu định cư của người Anh dựa vào, củng cố quan điểm rằng đất đai không thuộc về ai trước khi Quân chủ Anh chiếm hữu nó và bác bỏ bất kỳ khả năng thỏa thuận với người Nguyên trú bao gồm thứ từng được John Batman ký kết. Việc công bố điều này có nghĩa là từ đó về sau, "toàn bộ" những người bị phát hiện chiếm đoạt đất mà không được chính phủ ủy quyền sẽ được cho là kẻ xâm lấn phi pháp.
Các khu định cư riêng biệt và sau là các thuộc địa được tách từ các bộ phận của New South Wales: Nam Úc vào năm 1836, New Zealand vào năm 1840, Khu vực Port Phillip vào năm 1834, sau trở thành thuộc địa Victoria vào năm 1851 và Queensland vào năm 1859. Lãnh thổ phương Bắc được hình thành vào năm 1863 và là bộ phận của Nam Úc. Vận chuyển tù nhân đến Úc bị bãi bỏ từ năm 1840 đến năm 1868.
Trong 100 năm đầu từ khi người châu Âu đến định cư, các khu vực đất đai rộng lớn bị phát quang để phục vụ hoạt động nông nghiệp và các mục đích khác. Điều này kết hợp với nhập khẩu các động vật móng cứng đã có tác động hiển nhiên lên hệ sinh thái tại các khu vực cụ thể, chúng có tác động nghiêm trọng đến người Úc bản địa do làm suy giảm tài nguyên mà họ dựa vào để kiếm thực phẩm, nơi ẩn náu và các nhu yếu phẩm khác. Tình trạng này tăng dần buộc họ phải đến các khu vực nhỏ hơn và suy giảm dân số do phần lớn chết vì các bệnh dịch mới được đưa đến và thiếu tài nguyên. Kháng cự của người bản địa chống lại người định cư lan rộng và giao tranh kéo dài từ năm 1788 đến thập niên 1920 khiến cho ít nhất 20.000 người bản địa và 2.000-2.500 người châu Âu thiệt mạng. Trong suốt giữa cuối thế kỷ 19, nhiều người Úc bản địa ở đông nam Úc đã phải di dời, thường là bị cưỡng bức đến các khu bảo tồn và truyền giáo. Nhiều cơ sở này đã cho phép dịch bệnh lây lan nhanh chóng và nhiều cơ sở đã phải đóng cửa khi dân số giảm.

### Thuộc địa tự do tại Nam Úc

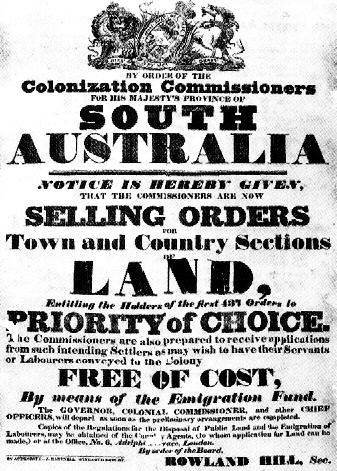
quảng cáo năm 1835

Một nhóm ở Anh do Edward Gibbon Wakefield lãnh đạo đã tìm cách thành lập một thuộc địa dựa trên việc định cư tự do thay vì lao động khổ sai. Năm 1831, Công ty Đất đai Nam Úc được thành lập trong bối cảnh chiến dịch vận động cho một hiến chương hoàng gia quy định việc thành lập một thuộc địa "tự do" do tư nhân tài trợ ở Úc - mang lại cho thành phố Adelaide một bầu không khí thịnh vượng và đẳng cấp mà không có ở các khu định cư khác, những nơi đã bị bôi nhọ bởi việc kết tội đáng chê trách. Adelaide, nằm ở vị trí trung tâm giữa bờ biển phía đông và phía tây, nằm trong một cửa biển bao gồm nhiều bán đảo khác nhau.
Trong khi New South Wales, Tasmania và (mặc dù ban đầu không phải) Tây Úc được thành lập như những khu định cư dành cho phạm nhân, những người sáng lập Nam Úc đã có tầm nhìn về một thuộc địa với các quyền tự do chính trị và tôn giáo cùng với các cơ hội giàu có thông qua đầu tư kinh doanh và mục vụ. Đạo luật Nam Úc 1834 được Chính phủ Anh thông qua cho phép thành lập thuộc địa, phản ánh những mong muốn này và bao gồm lời hứa về chính phủ đại diện khi dân số đạt 50.000 người. Do đó, Nam Úc trở thành thuộc địa duy nhất được ủy quyền bởi Đạo luật của Nghị viện và được chính phủ Anh hoạch định phát triển tự do. Việc vận chuyển những người bị kết án bị cấm và 'Những người di cư nghèo' được hỗ trợ bởi Quỹ Di cư được yêu cầu mang theo gia đình của họ. Đáng chú ý, Sắc chỉ Niêm phong trong Đạo luật Nam Úc 1834 có đảm bảo quyền của 'bất kỳ thổ dân nào' và con cháu của họ đối với những vùng đất mà họ 'hiện đang thực sự chiếm đóng hoặc được hưởng'.

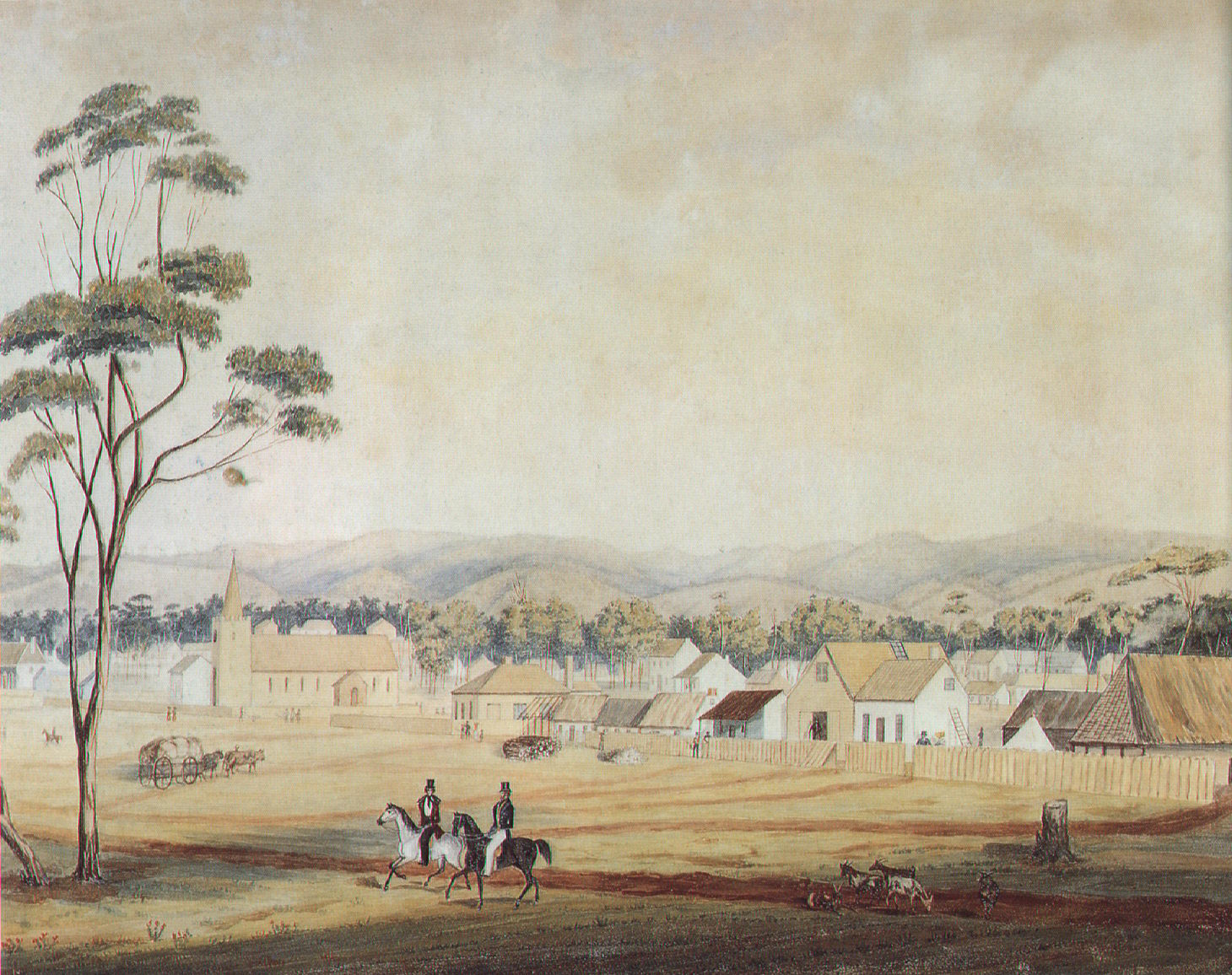
Adelaide vào năm 1839. Nam Úc được thành lập như một thuộc địa tự do, không có người bị kết án.

Năm 1836, hai con tàu của Công ty Đất đai Nam Úc rời đi để thành lập khu định cư đầu tiên trên đảo Kangaroo. Nền tảng của Nam Úc hiện nay thường được tưởng nhớ là Tuyên ngôn của Thống đốc John Hindmarsh về Tỉnh mới tại Glenelg trên lục địa vào ngày 28 tháng 12 năm 1836. Từ năm 1843 đến năm 1851, Thống đốc cai trị với sự hỗ trợ của một Hội đồng điều hành được bổ nhiệm gồm các quan chức được trả lương. Phát triển và định cư đất đai là cơ sở của tầm nhìn của Wakefield, vì vậy luật và các quy định quản lý đất đai là cơ sở cho nền tảng của Tỉnh và cho phép đất được mua với giá trên mỗi mẫu Anh thống nhất (bất kể chất lượng) cùng với việc đấu giá đất nếu có nhiều người muốn mua và cho thuê trên đất chưa sử dụng. Tiền thu được từ đất đai được tài trợ cho Quỹ Di cư để hỗ trợ những người nghèo định cư làm nghề buôn bán và lao động. Yêu cầu về một chính phủ đại diện nhanh chóng xuất hiện. Ở hầu hết các thuộc địa khác, Thống đốc với gần như có toàn quyền nhưng ở Nam Úc, quyền lực ban đầu được phân chia giữa Thống đốc và Ủy viên thường trú, do đó, chính phủ không thể can thiệp vào công việc kinh doanh hoặc quyền tự do tôn giáo của người định cư. Đến năm 1851, thuộc địa thử nghiệm một hội đồng được bầu một phần.

### Khám phá lục địa
Năm 1798–1799, George Bass và Matthew Flinders lên đường từ Sydney trên một chiếc thuyền và đi vòng quanh Tasmania và chứng minh được nơi này là một đảo. Năm 1801–1802, Matthew Flinders dẫn đầu hành trình đầu tiên vòng quanh lục địa Úc. Trên tàu có nhà thám hiểm người Nguyên trú Bungaree của khu vực Sydney, ông trở thành người đầu tiên sinh tại lục địa Úc đi vòng quanh lục địa này. Trước đây, Bennelong nổi tiếng và một người bạn đồng hành đã trở thành những người đầu tiên sinh ra ở khu vực New South Wales đi thuyền đến châu Âu, khi vào năm 1792, họ cùng Thống đốc Phillip đến Anh và được gặp Vua George III.

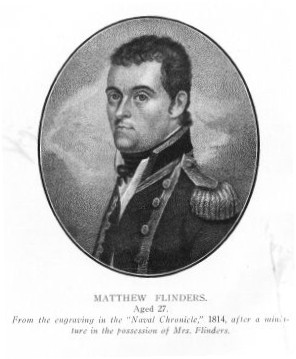
Matthew Flinders dẫn đầu hành trình thành công đầu tiên vòng quanh Úc vào năm 1801–1802.

Năm 1813, Gregory Blaxland, William Lawson và William Wentworth vượt qua trở ngại khắc nghiệt gồm các vực sâu có rừng bao phủ và các vách thẳng đứng của Dãy núi Blue, phía tây Sydney. Tại Núi Blaxland, họ tìm ra nơi "đủ cỏ nuôi gia súc trên thuộc địa trong ba mươi năm" và quá trình khuếch trương khu định cư của người Anh vào nội lục bắt đầu.
Năm 1824, Thống đốc Thomas Brisbane ủy quyền cho Hamilton Hume và William Hovell dẫn đầu một đoàn thám hiểm để tìm đồng cỏ mới phía nam thuộc địa và cũng tìm câu trả lời cho bí ẩn về việc các sông miền tây của New South Wales chảy đi đâu. Trong vòng 16 tuần vào năm 1824–1825, Hume và Hovell thực hiện hành trình đến Port Phillip và trở lại. Họ tiến hành nhiều khám phá quan trọng, trong đó có sông Murray, nhiều chi lưu của nó và các vùng đất màu mỡ cho nông nghiệp và chăn thả nằm giữa Gunning, New South Wales và vịnh Corio, Port Phillip.
Charles Sturt dẫn đầu một đoàn thám hiểm dọc sông Macquarie vào năm 1828 và khám phá sông Darling. Một giả thuyết được phát triển cho rằng các sông nội lục của New South Wales chảy vào một biển nội địa. Dẫn đầu một đoàn thám hiểm thứ nhì trong năm 1829, Sturt theo sông Murrumbidgee vào sông Murray, ông đặt tên cho sông này theo tên Bộ trưởng Thuộc địa Anh George Murray. Đội của ông sau đó theo sông này đến nơi nó hợp lưu với sông Darling. Sturt tiếp tục xuôi dòng sông đến hồ Alexandrina, nơi sông Murray đổ ra biển tại Nam Úc. Đoàn thám hiểm lại chèo thuyền hàng trăm km ngược dòng trong hàng trình trở về.
Tổng Thanh tra Thomas Mitchell tiến hành một loạt cuộc thám hiểm từ thập niên 1830 nhằm lấp đầy các khoảng trống để lại từ các chuyến thám hiểm trước đây. Ông tỉ mỉ trong việc tìm cách ghi lại các địa danh của người Nguyên trú khắp thuộc địa, nhờ vậy mà phần lớn các địa danh ngày nay còn giữ được tên ban đầu của chúng.
Nhà khoa học/thám hiểm người Ba Lan Paweł Strzelecki tiến hành công tác khảo sát tại dãy Alps Úc vào năm 1839 và trở thành người châu Âu đầu tiên trèo lên đỉnh núi cao nhất lục địa Úc, ông đặt tên cho nó là núi Kosciuszko nhằm vinh danh nhà ái quốc người Ba Lan Tadeusz Kościuszko.

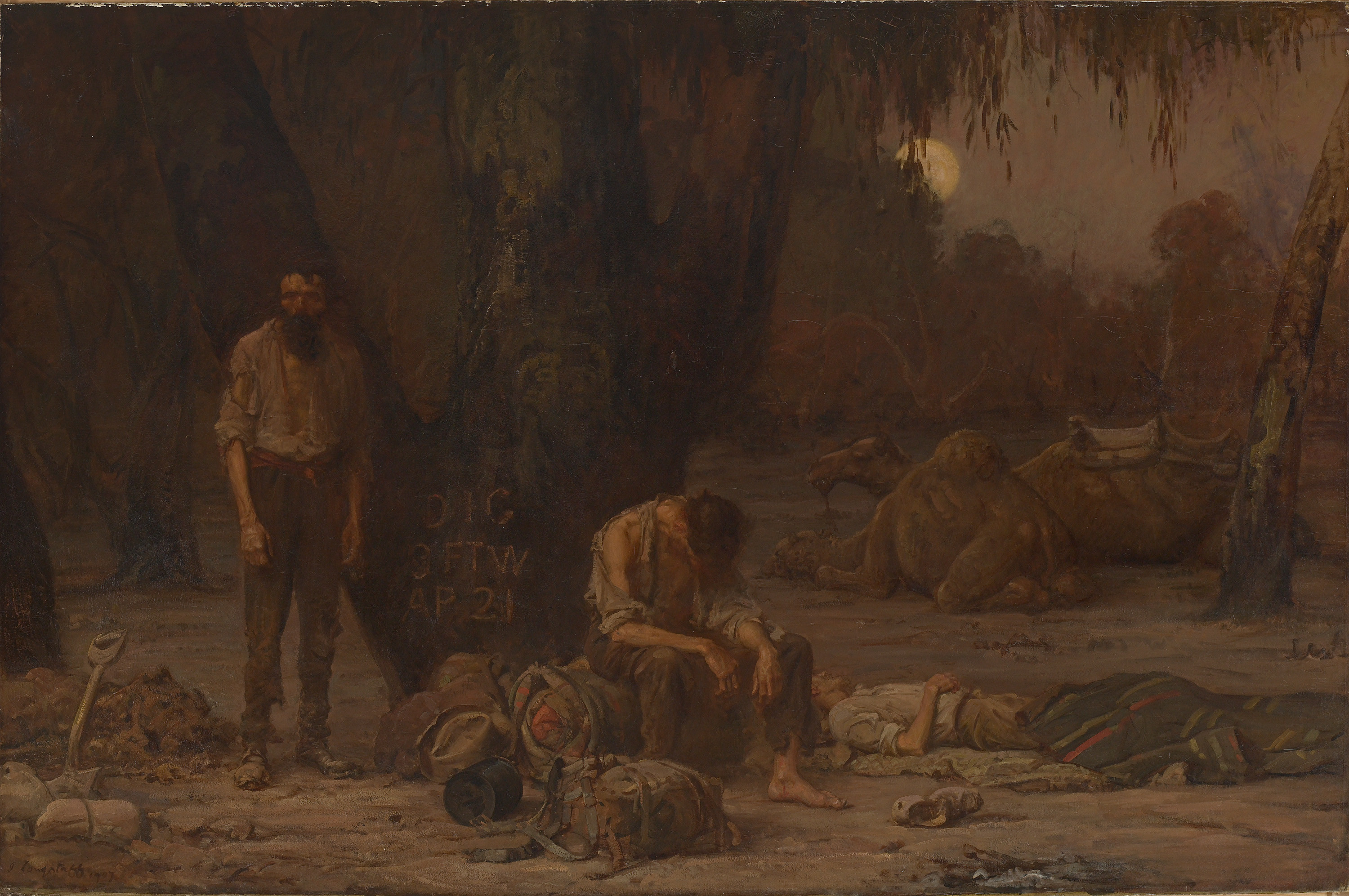
Tranh của John Longstaff, Burke, Wills và King đến trại bị bỏ hoang tại sông Cooper, buổi tối Chủ Nhật, 21 tháng 4 năm 1861, 1907, Nhà triển lãm Quốc gia Victoria.

Các nhà thám hiếm châu Âu thực hiện các cuộc thám hiểm vĩ đại cuối cùng của họ thường gặp khó khăn và đôi khi là chịu kết cục bi thảm trong vùng nội địa của Úc trong nửa cuối của thế kỷ XIX. Một số cuộc thám hiểm được nhà cầm quyền thuộc địa tài trợ chính thức và một số do các nhà đầu tư tư nhân ủy quyền. Đến năm 1850, các khu vực rộng lớn của vùng nội lục vẫn chưa được người châu Âu biết đến. Những người tiên phong như Edmund Kennedy và nhà tự nhiên học người Phổ Ludwig Leichhardt gặp phải kết thúc bi thảm khi nỗ lực lấp đầy lỗ trống kiến thức, song các nhà thám hiểm vẫn có nhiều tham vọng khám phá các vùng đất mới cho nông nghiệp hoặc để trả lời các câu hỏi khoa học. Những nhà khảo sát cũng hành động như những nhà thám hiểm và các thuộc địa phái các đoàn thám hiểm đi khám phá các tuyến đường tốt nhất để đặt dây thông tin.
Năm 1860, Burke và Wills dẫn đầu hành trình xuyên lục địa bắc-nam đầu tiên, từ Melbourne đến vịnh Carpentaria. Thiếu kinh nghiệm và không muốn học hỏi từ người Nguyên trú bản địa, Burke và Wills mất năm 1861 khi trở về từ vịnh Carpentaria.
Năm 1862, John McDouall Stuart thành công khi vượt qua trung tâm lục địa Úc từ phía nam lên phía bắc. Chuyến thám hiểm của ông vạch ra tuyến đường mà sau đó đường dây điện thoại xuyên lục địa Úc đi qua.
Uluru và Kata Tjuta được người châu Âu lần đầu vẽ bản đồ vào năm 1872 trong thời kỳ việc thám hiểm trở nên thuận lợi do đã xây dựng được đường dây điện thoại xuyên lục địa Úc. Trong các chuyến thám hiểm riêng rẽ, Ernest Giles và William Gosse là các nhà thám hiểm châu Âu đầu tiên đến các khu vực này. Trong khi thám hiểm khu vực vào năm 1872, Giles trông thấy Kata Tjuta từ một địa điểm gần Kings Canyon và gọi nó là núi Olga, vào năm sau thì Gosse quan sát Uluru và đặt tên cho nó là Đá Ayers nhằm vinh danh Thủ tướng Nam Úc Henry Ayers. Những vùng đất hoang mạc cằn cỗi ở miền trung Úc làm thất vọng những người châu Âu do chúng không có triển vọng khuếch trương chăn thả gia súc nhưng sau đó được đánh giá là biểu tượng của Úc.

## Từ tự trị đến liên bang hóa

### Thuộc địa tự quản và Cơn sốt vàng

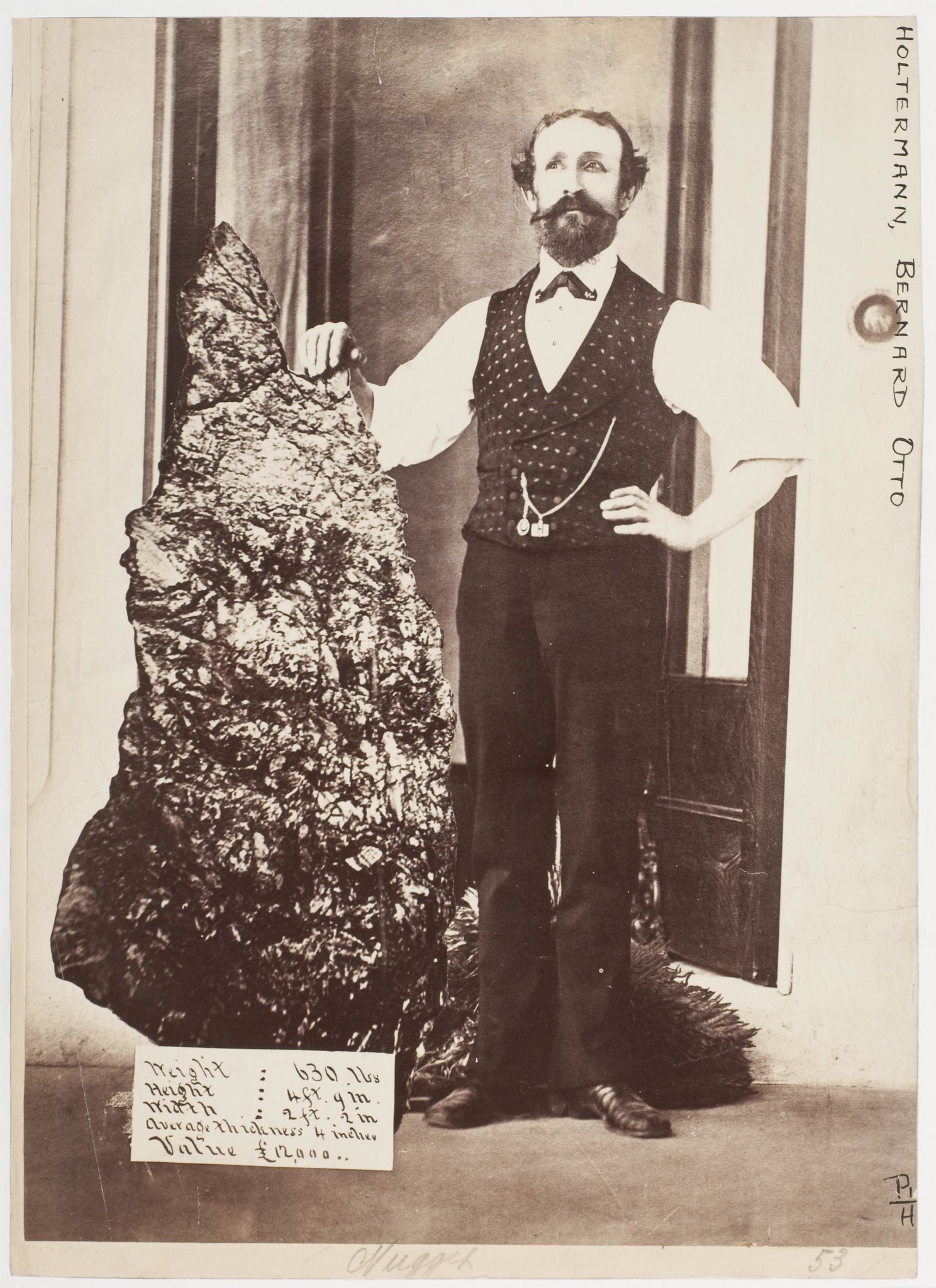
Một quặng vàng ở Hill End, được khai quật vào năm 1872 cùng với người tìm thấy nó Bernhardt Holtermann.

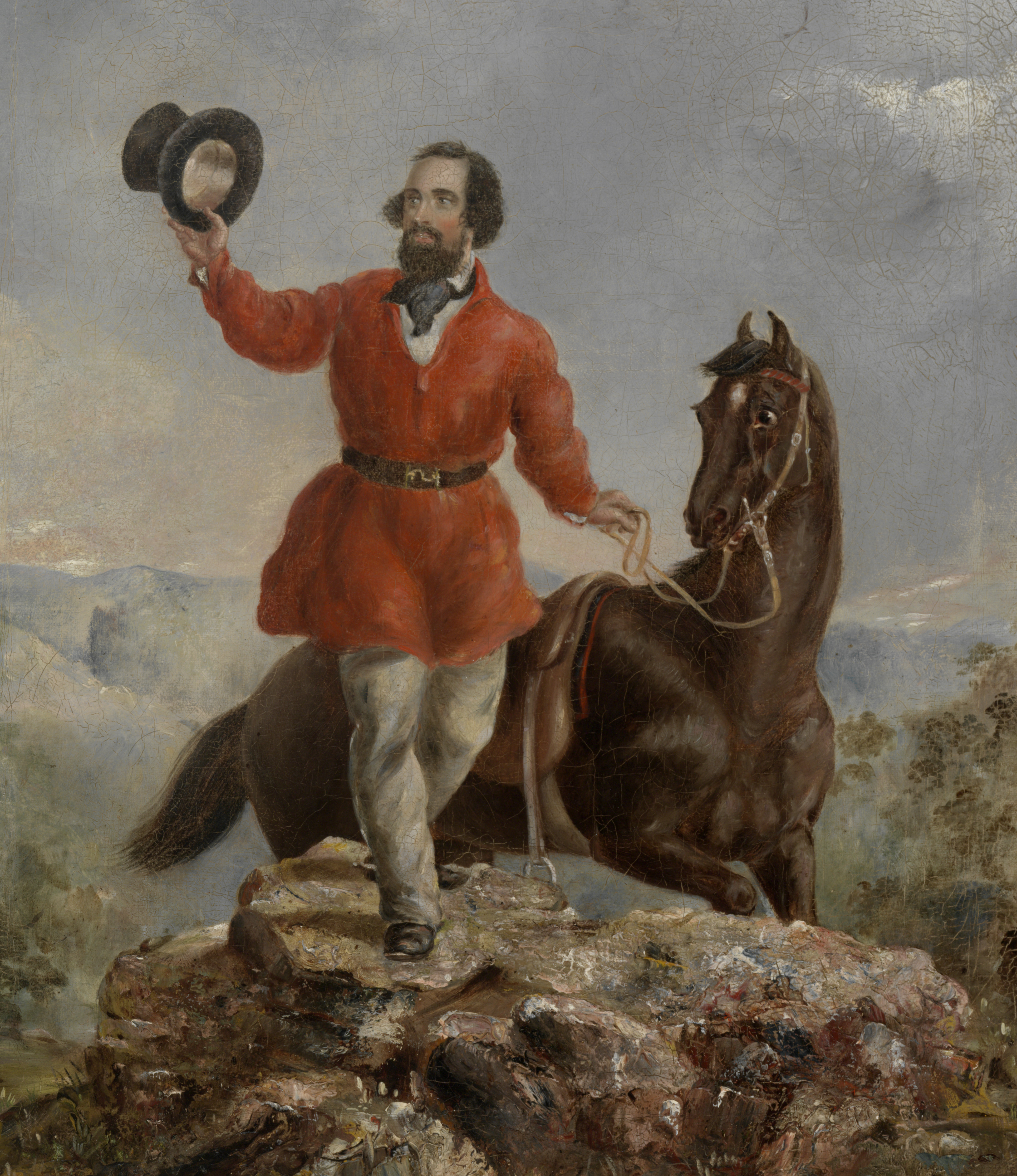
Ông E.H. Hargraves, Người phát hiện vàng ở Úc ngày 12 tháng 2 năm 1851 quay lại chào những người khai thác vàng - Thomas Tyrwhitt Balcombe

Việc phát hiện được vàng tại Úc được quy cho Edward Hammond Hargraves, ở gần Bathurst, New South Wales trong tháng 2 năm 1851 Tuy vậy, vết tích của vàng được nhà khảo sát James McBrien phát hiện tại Úc ngay từ năm 1823. Theo pháp luật Anh, tất cả khoáng vật thuộc về Hoàng gia, do đó ban đầu ít người có động lực nỗ lực tìm kiếm mỏ vàng tại một thuộc địa đang thịnh vượng nhờ kinh tế chăn thả gia súc. Richard Broome cũng lập luận rằng phong tào tìm vàng California ban đầu áp đảo các phát hiện tại Úc cho đến khi "tin tức về núi Alexander đến Anh vào tháng 5 năm 1852, không lâu sau là sáu tàu chở tám tấn vàng."
Phong trào tìm vàng đưa nhiều người nhập cư đến Úc từ Anh, Ireland, lục địa châu Âu, Bắc Mỹ và Trung Quốc. Dân số của Thuộc địa Victoria tăng trưởng nhanh chóng, từ 76.000 vào năm 1850 lên đến 530.000 vào năm 1859. Bất mãn phát sinh hầu như ngay lập tức giữa những người đào vàng, đặc biệt là trong các mỏ đông đúc tại Victoria. Nguyên nhân của tình trạng này là quản lý của chính phủ thuộc địa đối với những người đào vàng và hệ thống giấy phép vàng. Sau một số kháng nghị và thỉnh nguyện cải cách, bạo lực nổ ra tại Ballarat vào cuối năm 1854.

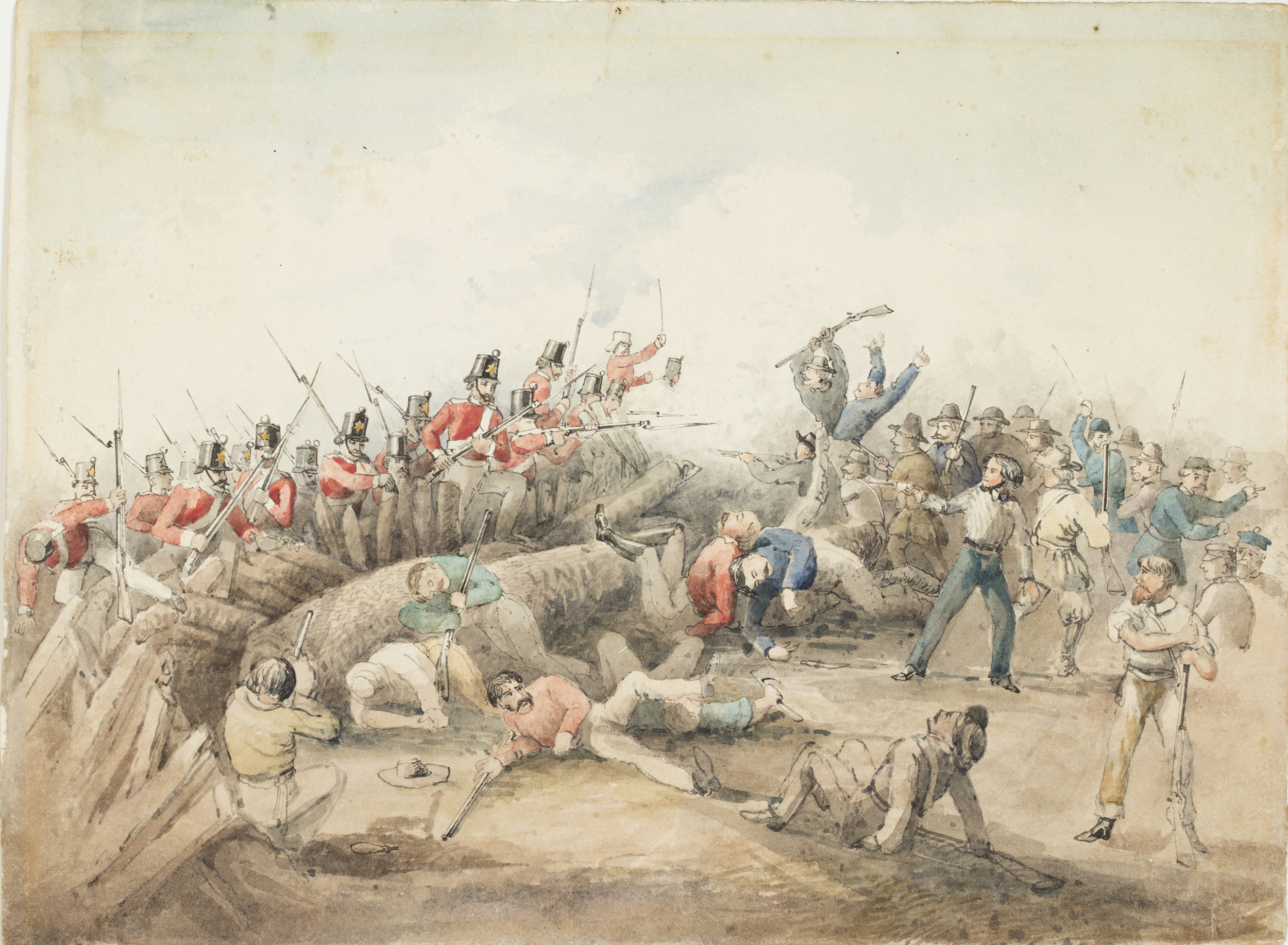
Nổi loạn Eureka, tranh màu nước của J. B. Henderson (1854)

Sáng sớm Chủ Nhật ngày 3 tháng 12 năm 1854, các binh sĩ và cảnh sát tấn công một chiến lũy được các thợ mỏ bất bình tại Eureka xây dựng. Trong thời gian giao tranh ngắn ngủi, có ít nhất 30 thợ mỏ thiệt mạng và số người bị thương không rõ. O'Brien liệt kê 5 chiến sĩ thiệt mạng và 12 người bị thương. Lo ngại trước nguy cơ kích động tư tưởng dân chủ, Ủy viên Hội đồng địa phương Robert Rede cảm thấy "cần phải ra một đòn" chống những người thợ mỏ.
Tuy nhiên, vài tháng sau, một Ủy ban Hoàng gia tiến hành thay đổi sâu rộng việc cai quản tại các mỏ vàng ở Victoria. Khuyến nghị này gồm có bãi bỏ giấy phép, cải cách lực lượng cảnh sát và quyền bỏ phiếu cho các thợ mỏ nắm giữ quyền thợ mỏ. Cờ Eureka được sử dụng để đại diện cho những người khai thác Ballarat đã được một số người nghiêm túc coi là một sự thay thế cho cờ Úc vì sự liên kết gây tranh cãi của nó với sự phát triển dân chủ.
Vào những năm 1890, nhà văn Mark Twain đến thăm Úc đã mô tả trận chiến tại Eureka là "Điều tuyệt vời nhất trong lịch sử Úc. Đó là một cuộc cách mạng có quy mô nhỏ nhưng có ý nghĩa lớn về mặt chính trị; đó là một cuộc đình công vì tự do, một cuộc đấu tranh cho nguyên tắc, lập trường chống lại bất công và áp bức... đó là một ví dụ khác của chiến thắng giành được bằng một trận thua."

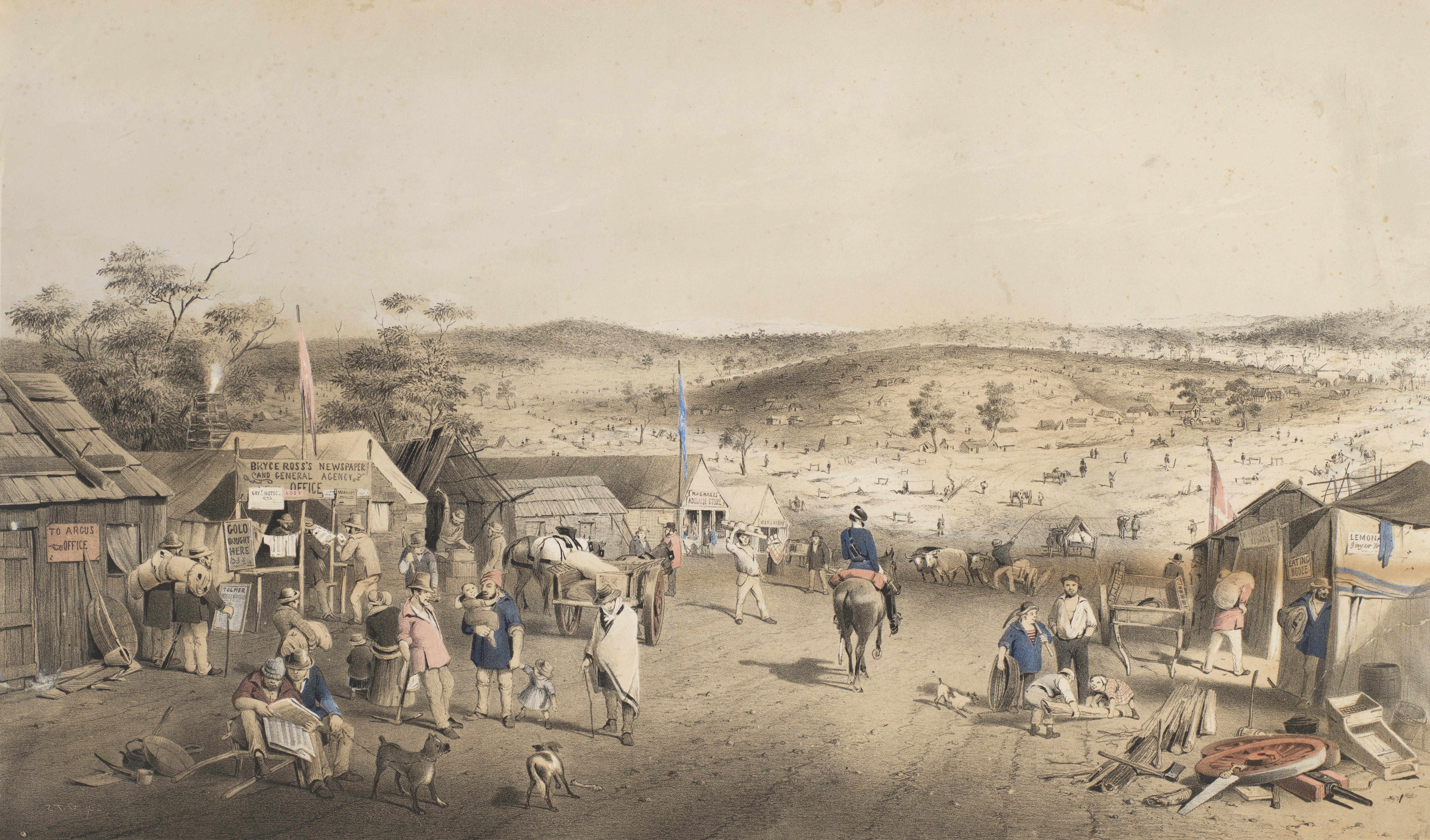
Quang cảnh bãi vàng gần Castlemaine vào năm 1852, được vẽ bởi Samuel Thomas Gill

Các phong trào tìm vàng sau đó xuất hiện tại sông Palmer, Queensland trong thập niên 1870, ở Coolgardie và Kalgoorlie, Tây Úc trong thập niên 1890. Cuộc đối đầu giữa các thợ mỏ người Hoa và người châu Âu phát sinh tại sông Buckland tại Victoria và Lambing Flat tại New South Wales vào cuối thập niên 1850 và đầu thập niên 1860. Theo sử gia Geoffrey Serle, bắt nguồn từ sự đố ky của người châu Âu trước các nỗ lực thành công của người Hoa khi sa khoáng vàng cạn kiệt, cảm tình ủng hộ một chính sách Úc da trắng đang nổi lên trong người Úc được củng cố.
Ngoài ra, vào năm 1999, Thủ hiến của New South Wales, Bob Carr đã bác bỏ Eureka Stockade như một "cuộc biểu tình không có hậu quả". Trong cuộc bầu cử liên bang năm 2004 của Úc, Phó Thủ tướng John Anderson đã nêu quan điểm của mình rằng "Tôi nghĩ mọi người đã cố gắng tạo ra quá nhiều Eureka Stockade... cố gắng tạo sự tin cậy cho nó và cho rằng nó không có lợi gì. "
Hội trường Thương mại Melbourne được mở vào năm 1859 với việc mở cửa của hội đồng thương mại và lao động và hội trường thương mại tại tất cả các thành phố và hầu hết các thị trấn trong vùng trong 40 năm sau đó. Trong những năm 1880, các tổ chức công đoàn đã phát triển giữa người xén lông cừu, thợ mỏ và công nhân bốc vác (công nhân cầu cảng) nhưng nhanh chóng lan rộng ra hầu hết các công việc của nhân viên cổ cồn xanh. Tình trạng thiếu lao động dẫn đến mức lương cao đối với tầng lớp lao động có kỹ năng cao, những người mà các công đoàn yêu cầu được làm việc 8 giờ một ngày và các lợi ích khác chưa từng có ở châu Âu.

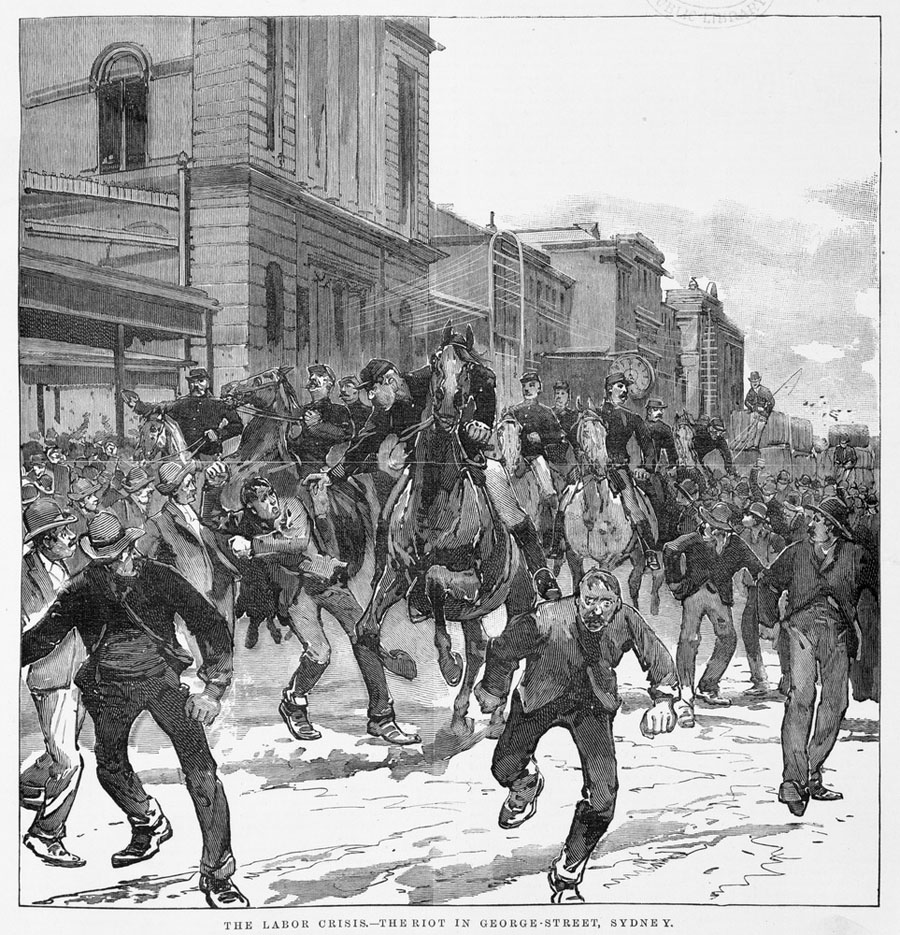
"Cuộc khủng hoảng lao động. - Cuộc bạo động ở phố George, Sydney" (c.1890)

Úc nổi tiếng là "thiên đường cho người lao động". Một số người sử dụng lao động đã cố gắng làm suy yếu các công đoàn bằng cách nhập khẩu lao động Trung Quốc. Điều này đã tạo ra một phản ứng dẫn đến tất cả các thuộc địa hạn chế việc nhập cư của người Trung Quốc và người châu Á. Điều này dẫn đến việc ban hành Chính sách Úc da trắng. "Đạo luật Úc", dựa trên trọng tài công nghiệp tập trung, một mức độ hỗ trợ của chính phủ đặc biệt cho các ngành công nghiệp trọng yếu và Úc da trắng đã ảnh hưởng trong nhiều năm trước khi dần dần tan rã vào nửa sau của thế kỷ 20.
Năm 1855, New South Wales là thuộc địa đầu tiên đạt được chính phủ chịu trách nhiệm, quản lý hầu hết sự vụ, những phận sự còn lại là của Đế quốc Anh. Victoria, Tasmania và Nam Úc tiếp bước vào năm 1856; Queensland ngay từ khi được hình thành vào năm 1859; và Tây Úc vào năm 1890. Bộ Thuộc địa tại Luân Đôn duy trì kiểm soát một số lĩnh vực như đối ngoại, quốc phòng và vận chuyển hàng hải quốc tế.
Kỷ nguyên vàng dẫn đến một giai đoạn thịnh vượng kéo dài, đôi khi được gọi là "cuộc bùng nổ dài." Điều này bắt nguồn từ đầu tư của Anh và tiếp tục tăng trưởng trong các ngành chăn thả và khai mỏ, thêm vào đó là sự phát triển của giao thông hiệu quả với đường sắt, sông và biển. Đến năm 1891, số lượng cừu tại Úc được ước tính là 100 triệu. Sản lượng vàng suy giảm từ thập niên 1850 song trong năm đó vẫn có giá trị 5,2 triệu bảng. Cuối cùng, sự khuếch trương kinh tế kết thúc: thập niên 1890 là một giai đoạn kinh tế suy thoái, mạnh nhất là tại Victoria và thủ phủ Melbourne của thuộc địa.
Trong thời kỳ bùng nổ, Melbourne đã trở thành thành phố giàu có nhất trên thế giới.
Tuy nhiên, vào cuối thế kỷ XIX, các thành phố miền đông nam Úc tăng trưởng cao. Dân số Úc (không tính người Nguyên trú) vào năm 1900 là 3,7 triệu, gần 1 triệu người cư trú tại Melbourne hay Sydney. Trên hai phần ba dân số cư trú trong các thành thị khi kết thúc thế kỷ XIX, khiến Úc trở thành một trong các xã hội đô thị hóa nhất trong thế giới phương Tây.

### Thảo khấu

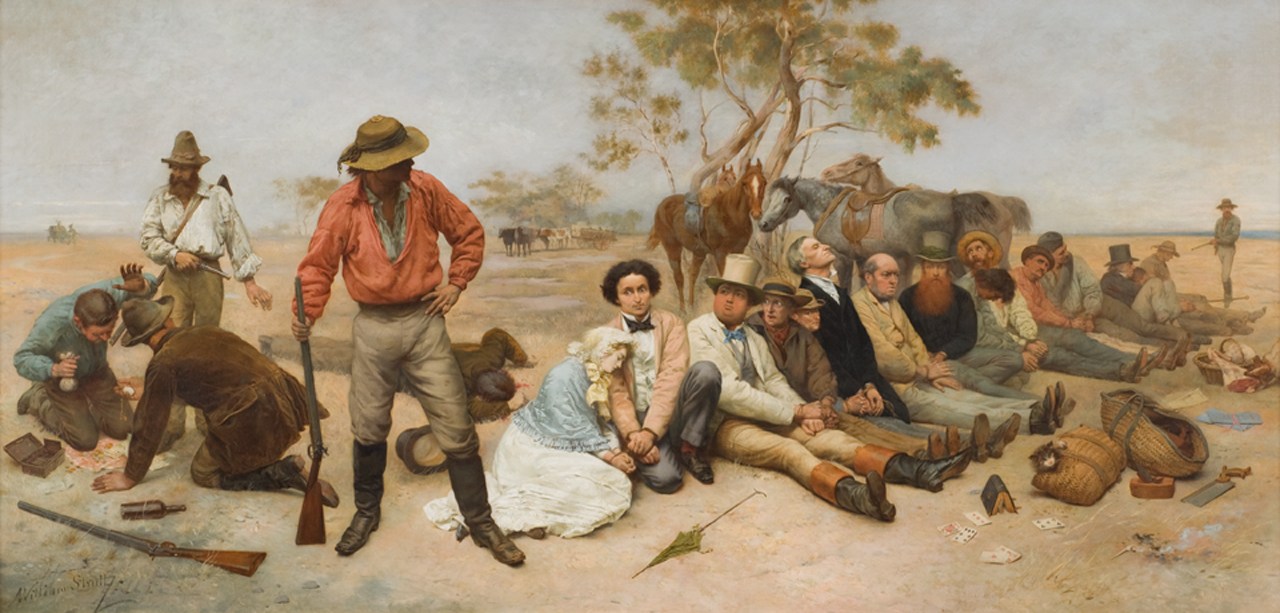
Bushrangers on the St Kilda Road (1887) của William Strutt, quang cảnh thường thấy trong phong trào tìm vàng Victoria.

Bushranger (thảo khấu) nguyên chỉ các tù nhân bỏ trốn trong những năm đầu người Anh định cư tại Úc, họ có các kỹ năng sinh tồn cần thiết để sử dụng thảm cây bụi tại Úc làm nơi ẩn náu khỏi các nhà chức trách. Thuật ngữ "bushranger" sau đó dùng để để chỉ những người từ bỏ xã hội và các đặc quyền để chọn cách sống "cướp có vũ trang", sử dụng bụi cây làm căn cứ của mình. Những người hành nghề này gần tương tự với "Highwaymen (cướp đừơng)" ở Anh và "Những kẻ ngoài vòng pháp luật Miền Tây xưa" và các tội ác của chúng thường là cướp các ngân hàng ở thị trấn nhỏ hoặc dịch vụ xe ngựa chở khách.
Trên 2.000 thảo khấu được cho là lang thang trên vùng nông thôn Úc, bắt đầu từ khi có tù nhân bỏ trốn và kết thúc sau khi Ned Kelly bị bắt tại Glenrowan vào năm 1880.
Jack Donahue được ghi nhận là thảo khấu tù nhân cuối cùng. Ông được đưa tin trên các báo vào khoảng năm 1827 do phải chịu trách nhiệm về một đợt bùng phát thảo khấu trên đường giữa Sydney và Windsor. Trong suốt thập niên 1830, ông được xem là thảo khấu nổi tiếng nhất tại thuộc địa. Donahue lãnh đạo một băng đảng gồm các tù nhân chạy trốn, trở thành trung tâm của văn học dân gian Úc với biệt danh Wild Colonial Boy (cậu bé thuộc địa hoang dã).
Thảo khấu phổ biến tại đại lục nhưng tại Van Diemen's Land sản sinh các đợt bùng nổ thảo khấu tù nhân bạo lực và nghiêm trọng nhất. Hàng trăm người bị kết án lớn trong bụi rậm, các trang trại bị bỏ hoang và tình trạng thiết quân luật được ban bố. Người bản địa sống ngoài vòng pháp luật Musquito bất chấp luật pháp thuộc địa và dẫn đầu các cuộc tấn công vào những người định cư.
Thời kỳ hoàng kim của thảo khấu là trong cơn sốt vàng vào những năm 1850 và 1860.
Có rất nhiều hoạt động thảo khấu tại thung lũng Lachlan, xung quanh Forbes, Yass và Cowra tại New South Wales. Frank Gardiner, John Gilbert và Ben Hall lãnh đạo các băng đảng nổi tiếng nhất trong giai đoạn này. Những thảo khấu tích cực khác gồm có Dan Morgan với căn cứ tại sông Murray và Captain Thunderbolt.
Việc thúc đẩy giải quyết vấn đề thảo khấu ngày càng tăng, cảnh sát ngày càng hiệu quả và những cải tiến trong vận tải đường sắt và công nghệ thông tin liên lạc như điện báo khiến cho những kẻ thảo khấu ngày càng khó tránh khỏi việc bị bắt.
Trong số những tay thảo khấu cuối cùng có băng Kelly do Ned Kelly cầm đầu. Băng của Ned bị bắt tại Glenrowan vào năm 1880, hai năm sau khi họ nhởn nhơ ngoài vòng pháp luật. Kelly được sinh ra ở Victoria với người cha người Ireland bị kết án và khi còn là một thanh niên, anh ta đã đụng độ với Cảnh sát Victoria. Sau một sự cố xảy ra tại nhà của ông vào năm 1878, cảnh sát đã tìm kiếm ông trong bụi rậm. Sau khi anh ta giết ba cảnh sát, chính quyền thuộc địa đặt Kelly và băng đảng của anh ta ngoài vòng pháp luật và họ bị truy nã.
Cuộc đối đầu bạo lực cuối cùng với cảnh sát đã diễn ra tại Glenrowan vào ngày 28 tháng 6 năm 1880. Kelly, mặc áo giáp và mũ bảo hiểm, bị bắt và bị tống vào tù. Ông bị treo cổ vì tội giết người tại Old Melbourne Gaol vào tháng 11 năm 1880. Sự táo bạo và khét tiếng của ông đã biến ông trở thành một nhân vật biểu tượng trong lịch sử, văn hóa dân gian, văn học, nghệ thuật và phim ảnh Úc.
Một số tay thảo khấu, đáng chú ý nhất là Ned Kelly trong Bức thư Jerilderie của anh ta và trong cuộc đột kích cuối cùng của anh ta vào Glenrowan, rõ ràng là những kẻ nổi loạn chính trị. Thái độ đối với Kelly cho đến nay minh chứng cho quan điểm xung đột của người Úc về thảo khấu.

### Phát triển chế độ dân chủ Úc

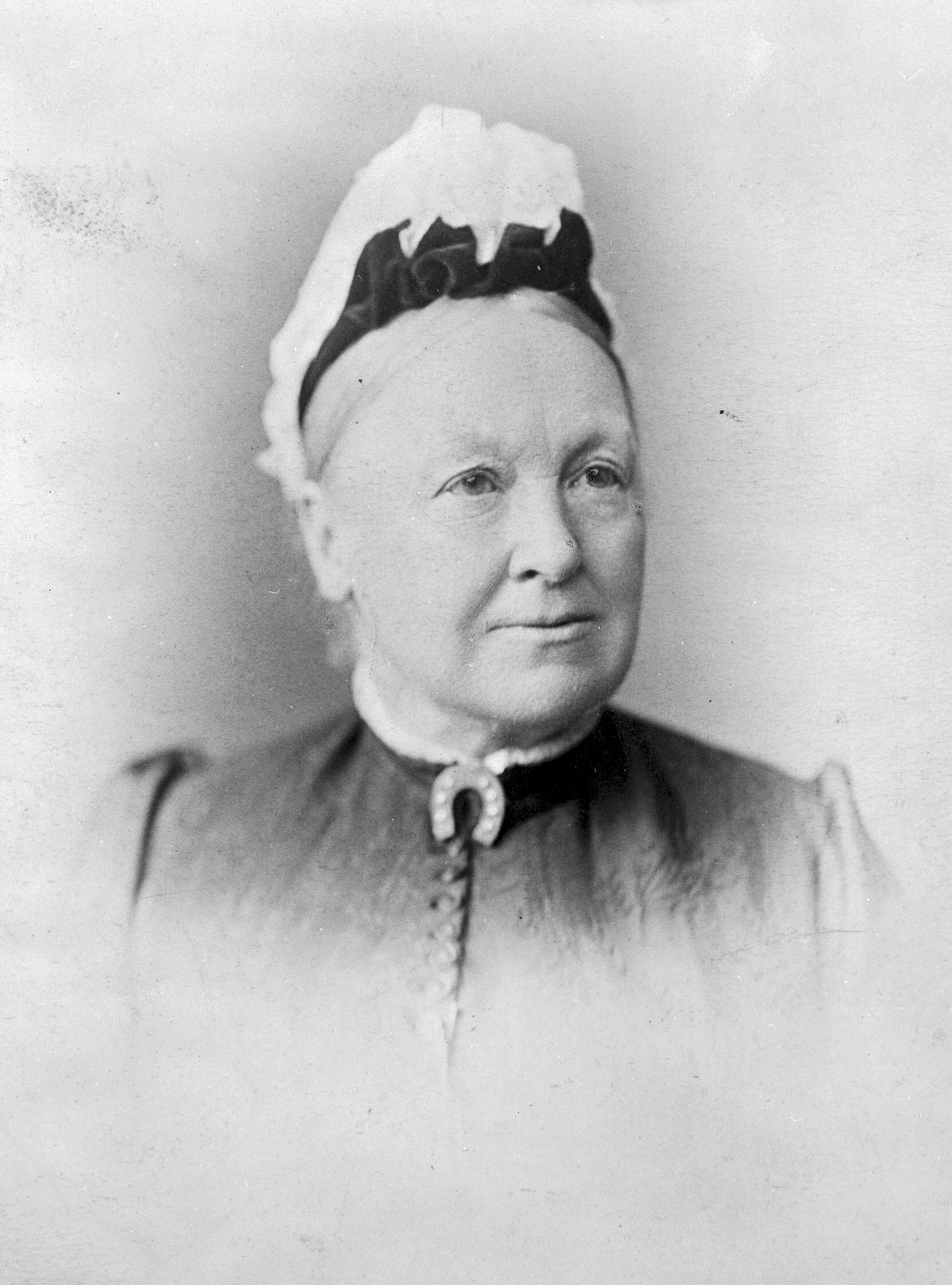
Người phụ nữ đòi quyền bầu cử Catherine Helen Spence (1825–1910). Năm 1895, phụ nữ tại Nam Úc nằm trong số những phụ nữ đầu tiên trên thế giới giành được quyền bỏ phiếu và lần đầu tiên có thể ứng cử nghị viện.

Xã hội Nguyên trú truyền thống được quản lý thông qua các hội đồng trưởng lão và các quyết định dưa trên ý kiến tập thể, song các chính quyền kiểu châu Âu đầu tiên được thành lập sau năm 1788 mang tính chất chuyên quyền và do các thống đốc được bổ nhiệm điều hành. Dẫu vậy, pháp luật Anh được truyền đến các thuộc địa Úc thông qua giá trị của học thuyết tiếp đãi, do đó, các quan điểm về quyền lợi và tố tụng được thiết lập theo Magna Carta và Dự luật Quyền lợi 1689 được những người thực dân đưa đến từ Anh. Cổ động cho chính phủ trách nhiệm bắt đầu ngay sau khi tiến hành định cư tại các thuộc địa.
Cơ cấu lập pháp cổ xưa nhất tại Úc là Hội đồng Lập pháp New South Wales, hội đồng này được thành lập vào năm 1825 với vai trò là cơ cấu được bổ nhiệm để khuyến nghị cho Thống đốc New South Wales. William Wentworth thành lập Hiệp hội Ái quốc Úc (chính đẩng đầu tiên của Úc) vào năm 1835 nhằm yêu cầu một chính phủ dân chủ cho New South Wales. Tổng chưởng lý theo chủ nghĩa cải lương John Plunkett cố gắng áp dụng các nguyên tắc Khai sáng trong quản trị thuộc địa, theo đuổi việc xác lập tính bình đẳng trước pháp luật, đầu tiên là mở rộng quyền bồi thẩm cho những người mãn hạn tù, sau đó mở rộng bảo hộ pháp lý cho tù nhân, người hầu được chỉ định và dân Nguyên trú. Plunkett hai lần buộc tội giết người các tội phạm người thực dân trong Thảm sát Myall Creek đối với dân Nguyên trú, Đạo luật Giáo hội năm 1836 của ông tách Giáo hội Anh khỏi chính phủ và tạo bình đẳng pháp lý giữa Anh giáo, Công giáo, Giáo hội Trưởng Lão và Phong trào Giám Lý.
Năm 1840, Hội đồng Thành phố Adelaide và Hội đồng Thành phố Sydney được thành lập. Nam giới sở hữu tài sản giá trị 1.000 bảng có thể ứng cử bầu cử và các địa chủ giàu có có bốn phiếu trong mỗi cuộc bầu cử. Các cuộc bầu cử nghị viện đầu tiên của Úc được tiến hành để hình thành Hội đồng Lập pháp New South Wales năm 1843, một lần nữa quyền bỏ phiếu (chỉ dành cho nam giới) gắn liền với quyền sở hữu tài sản hoặc năng lực tài chính. Quyền bỏ phiếu được mở rộng hơn tại New South Wales vào năm 1850 và bầu cử hội đồng lập pháp được tổ chức tại các thuộc địa Victoria, Nam Úc và Tasmania.
Đến giữa thế kỷ XIX, có một nguyện vọng mãnh liệt về chính phủ đại diện và chịu trách nhiệm tại các thuộc địa tại Úc, được nuôi dưỡng từ tinh thần dân chủ của các mỏ vàng trong Nổi loạn Eureka và ý tưởng của các phong trào cải cách lớn đang quét qua châu Âu, Hoa Kỳ và Đế quốc Anh. Sự kết thúc vận chuyển tù nhân làm tăng tốc độ cải cách trong các thập niên 1840 và 1850. Đạo luật chính phủ các thuộc địa Úc [1850] là một dấu mốc phát triển, nó cấp hiến pháp đại diện cho New South Wales, Victoria, Nam Úc và Tasmania và các thuộc địa nhiệt tình chế định về hiến pháp thành văn, từ đó sản sinh ra các nghị viện tiến bộ dân chủ, song hiến pháp về đại thể duy trì vai trò của thượng nghị viện thuộc địa là đại diện cho "lợi ích" xã hội và kinh tế và thiết lập các chế độ quân chủ lập hiến với quân chủ Anh là nguyên thủ quốc gia mang tính biểu tượng.
Năm 1855, chế độ tự quản hạn chế được Luân Đôn cấp cho New South Wales, Victoria, Nam Úc và Tasmania. Hình thức bỏ phiếu kín cách tân được mở đầu tại Victoria, Tasmania và Nam Úc vào năm 1856, trong đó, chính phủ cung cấp phiếu bầu cử chứa tên của các ứng cử viên và cử tri có thể lựa chọn một cách riêng tư. Hệ thống này được chấp thuận khắp thế giới, được gọi là "Bỏ phiếu kiểu Úc". Trong năm 1855, quyền bầu cử được cấp cho toàn bộ thần dân Anh là nam giới 21 tuổi trở lên tại Nam Úc. Quyền này được mở rộng đến Victoria vào năm 1857 và New South Wales trong năm sau. Các thuộc địa khác tiếp bước và đến năm 1896, Tasmania trở thành thuộc địa cuối cùng cấp quyền phổ thông đầu phiếu cho nam giới.
Phụ nữ có tài sản tại thuộc địa Nam Úc được cấp quyền bầu cử trong bầu cử địa phương (song không được bầu vào nghị viện) vào năm 1861. Phụ nữ có tư cách bỏ phiếu Nghị viện Nam Úc vào năm 1895. Đây là pháp chế đầu tiên trên thế giới cho phép nữ giới tranh cử vào chức vụ chính trị và đến năm 1897, Catherine Helen Spence trở thành ứng viên chính trị nữ đầu tiên ứng cử chức vụ chính trị, bà thất bại khi ứng cử vị trí đại biểu Hội nghị liên bang về liên bang hóa Úc. Tây Úc cấp quyền bầu cử cho nữ giới vào năm 1899.
Trên phương diện pháp lý, nam giới người Úc bản địa thường được cấp quyền bỏ phiếu trong giai đoạn này khi Victoria, New South Wales, Tasmania và Nam Úc cấp quyền bỏ phiếu cho toàn bộ thần dân Anh là nam giới từ 21 tuổi trở lên, chỉ có Queensland và Tây Úc ngăn cản người Nguyên trú bỏ phiếu. Do đó, nam giới và nữ giới Nguyên trú được bỏ phiếu trong một số khu vực trong kỳ bầu cử Quốc hội Thịnh vương chung đầu tiên vào năm 1901. Tuy nhiên trên thực tế, cải cách nghị viện liên bang và giải thích pháp lý ban đầu lại tìm cách hạn chế quyền bỏ phiếu của dân Nguyên trú, tình trạng này kéo dài cho đến khi các nhà hoạt động nhân quyền bắt đầu vận động trong thập niên 1940.

### Phát triển chủ nghĩa dân tộc

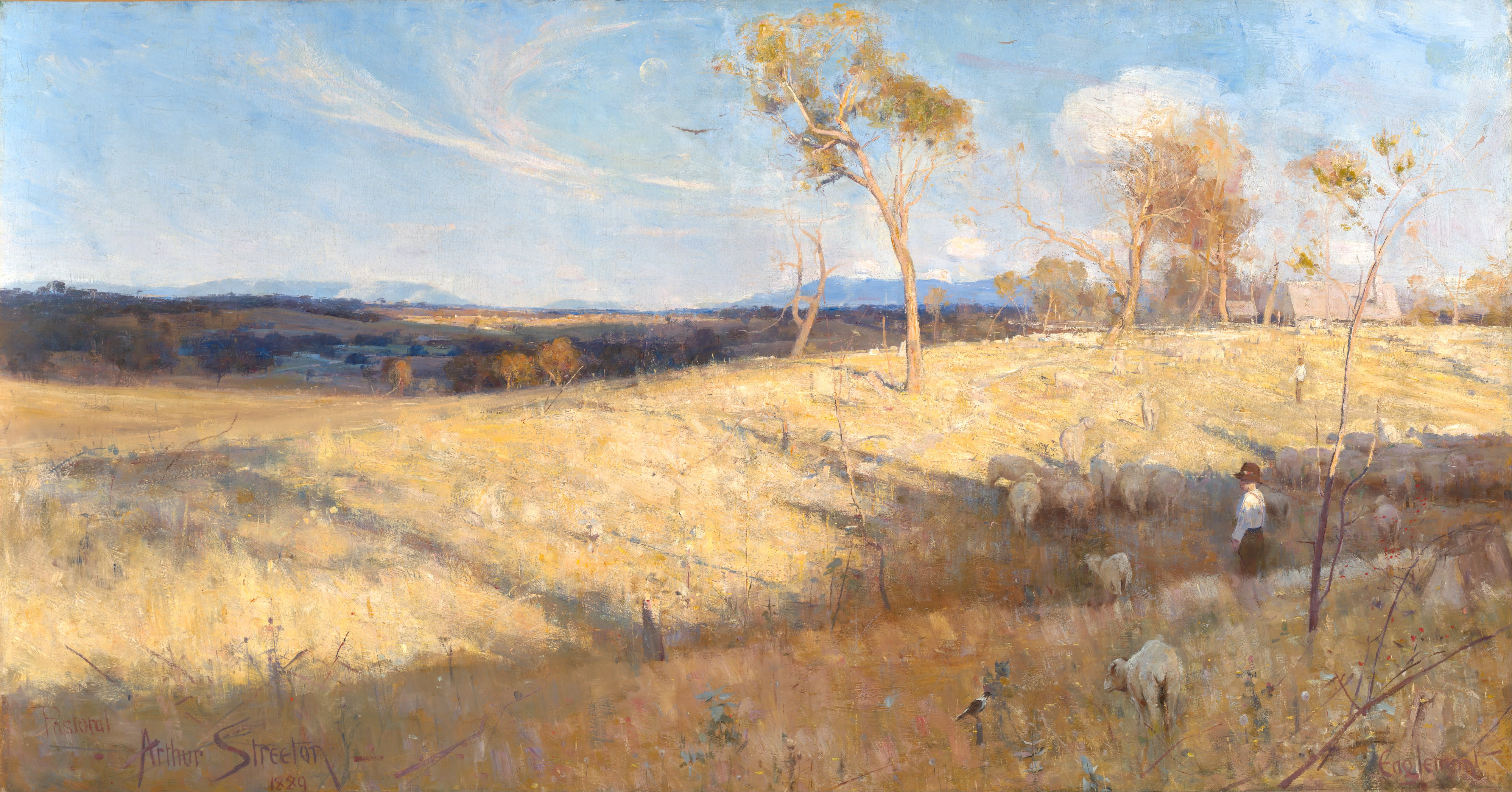
Golden Summer, Eaglemont (1889) của Arthur Streeton theo trường phái mỹ thuật Heidelberg, một phong trào hội họa đặc trưng của Úc vào cuối thế kỷ XIX.

Đến cuối thập niên 1880, đa số dân chúng cư trú tại các thuộc địa Úc sinh tại bản địa, song trên 90% có huyết thống Anh và Ireland. Sử gia Don Gibb cho rằng thảo khấu Ned Kelly đại diện cho một chiều hướng thái độ đang nổi lên trong dân chúng sinh tại bản địa. Ned Kelly đồng cảm mãnh liệt với gia đình và đồng đảng, phản đối điều mà ông cho là sự đàn áp của cảnh sát và những người chiếm đất hùng mạnh. Hầu như phản ánh khuôn mẫu của Úc mà sử gia Rusel Ward định nghĩa sau này, Kelly trở thành "một thảo khấu lành nghề, thành thạo súng ống, ngựa và nắm đấm và giành được sự thán phục từ những người đồng đăng với ông trong khu vực." Ký giả Vance Palmer cho rằng mặc dù Kelly trở thành hình mẫu của "cá nhân nổi loạn trong nước đối với các thế hệ sau này, (ông thực sự) thuộc...giai đoạn khác."

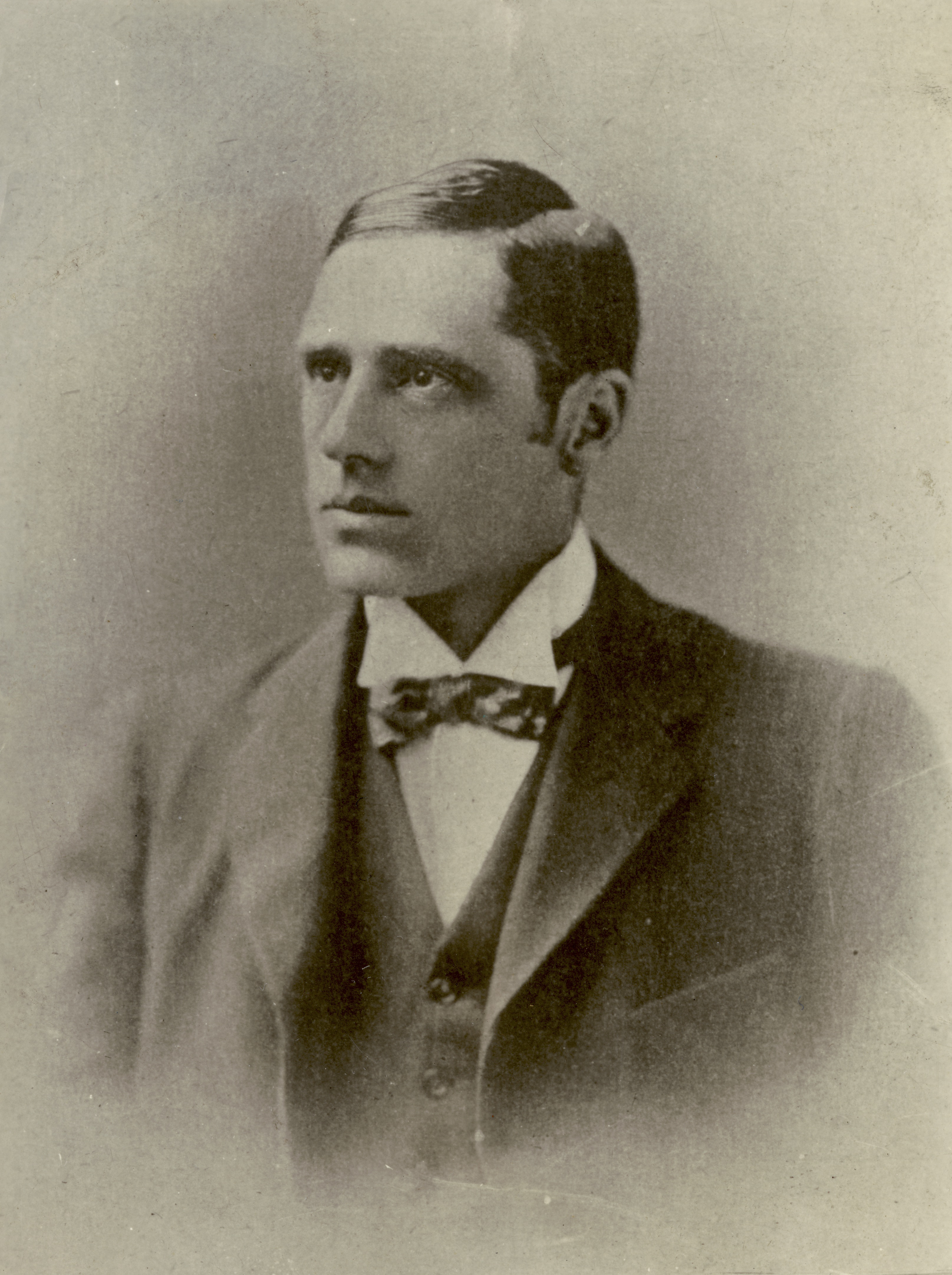
Banjo Paterson đóng góp một số bài thơ cổ điển cho văn học Úc.

Nguồn gốc của hội họa mang đặc trưng Úc thường được gắn liền với giai đoạn này và trường phái Heidelberg trong các thập niên 1880–1890. Các họa sĩ như Arthur Streeton, Frederick McCubbin và Tom Roberts chuyên tâm để tái hiện trong tác phẩm của họ một cảm giác chân thực hơn của ánh sáng và màu sắc như thấy được trong cảnh quan Úc. Giống như những người theo trường phái ấn tượng châu Âu, họ vẽ trong không gian mở. Các họa sĩ này tìm thấy cảm hứng trong ánh sáng và màu sắc độc đáo vốn biểu thị đặc điểm của rừng cây bụi Úc. Các tác phẩm nổi tiếng nhất của họ gồm các quanh cảnh đồng cỏ chăn thả gia súc và lục địa Úc hoang dã, mô tả đặc điểm nổi bật của sắc thái sung mãn, thậm chí là khắc nghiệt của mùa hạ Úc.
Các nhà văn cổ điển Úc Henry Lawson, Banjo Paterson, Miles Franklin, Norman Lindsay, Steele Rudd, Mary Gilmore, C J Dennis và Dorothea Mackellar đều được tôi luyện trong giai đoạn phát triển bản sắc dân tộc này. Quan điểm về Úc đương thời có mâu thuẫn—Lawson và Paterson đóng góp một loạt đoạn thơ cho tạp chí The Bulletin, trong đó, họ tiến hành một tranh luận văn chương về tính chất của nhân sinh tại Úc: Lawson mô tả Paterson như một nhà thơ lãng mạn trong khi Paterson nghĩ Lawson đầy bi quan thất vọng. Paterson viết phần lời của bài hát dân ca được yêu thích Waltzing Matilda vào năm 1895. Bài hát thường được đề xuất là quốc ca của Úc và bản thân quốc ca Úc từ thập niên 1970 là Advance Australia Fair được viết vào năm 1887. Dennis viết bằng thổ ngữ Úc trong khi McKellar từ chối một tình yêu với các đồng cỏ êm đềm của Anh để hướng sang thứ mà bà gọi là một "xứ sở rám nắng" trong bài thơ My Country (1903) mang tính biểu tượng của bà.

### Phong trào liên bang hóa
Mặc dù có nghi ngờ từ một số bộ phận của cộng đồng thuộc địa (đặc biệt là tại các thuộc địa nhỏ hơn) về giá trị của vị thế quốc gia, song các cải thiện về vận chuyển và thông tin liên thuộc địa như liên kết từ Perth đến các thành phố miền đông nam bằng điện thoại vào năm 1877, giúp phá vỡ sự đối đầu liên thuộc địa.
Trong khi Luân Đôn kêu gọi thiết lập một quân đội Úc liên thuộc địa và các thuộc địa xây dựng các tuyến đường sắt độc lập, Thủ tướng New South Wales Henry Parkes nói với một nhóm thính giả nông thôn vào năm 1889 rằng đã đến lúc hình thành một chính phủ hành pháp quốc gia:

| “ | Úc hiện có dân số ba triệu rưỡi và người Mỹ có số lượng chỉ từ ba đến bốn triệu khi họ thành lập Hoa Kỳ. Dân số là tương đồng và chắc chắn rằng điều mà người Mỹ đã thực hiện được bằng chiến tranh thì người Úc có thể làm được trong hòa bình mà không phá vỡ các quan hệ có lợi giữa chúng ta với mẫu quốc. | ” |

Dù Henry Parkes mất trước khi tiến hành liên bang hóa, song ông được nhớ đến với danh hiệu "cha đẻ của phong trào liên bang hóa". Tăng cường chủ nghĩa dân tộc, một sự gia tăng cảm nhận về bản sắc dân tộc, cải thiện về giao thông và thông tin cũng như lo ngại về việc nhập cư và phòng thủ, tất cả khuyến khích phong trào, được thúc đẩy bởi các tổ chức như Hiệp hội người Úc bản địa. Bất chấp gia tăng các kêu gọi về hợp nhất, lòng trung thành với Đế quốc Anh vẫn mãnh liệt và trong một bữa tiệc tại hội nghị liên bang hóa năm 1890, Henry Parkes nói rằng huyết thống liên kết các thuộc địa với Anh.

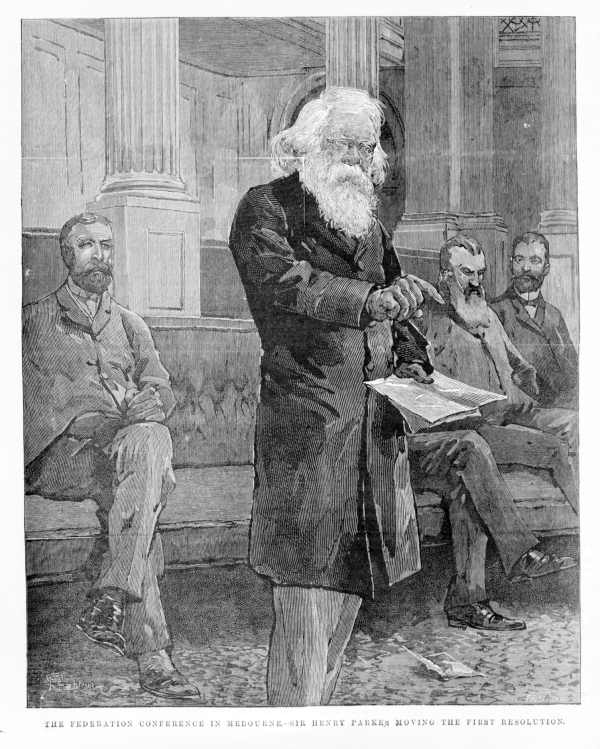
Henry Parkes phát biểu nghị quyết đầu tiên tại hội nghị liên bang hóa tại Melbourne, 1 tháng 3 năm 1890

Năm 1890, các đại biểu của sáu thuộc địa và New Zealand họp tại Melbourne và kêu gọi đoàn kết của các thuộc địa và các cơ quan lập pháp thuộc địa cử đại biểu đến tham dự một hội nghị hiến pháp. Năm sau, Hội nghị Australasia Quốc gia được tổ chức tại Sydney với sự hiện diện của toàn bộ các bang tương lai và New Zealand. Một dự thảo đạo luật hiến pháp được Ủy ban Hiến pháp viết ra, chủ yếu được soạn thảo bởi Samuel Griffith với Inglis Clark và Charles Kingston cũng như có sự trợ giúp của Edmund Barton. Các đại biểu trở về nghị viện của bang mình cùng dự luật, song tiến triển chậm chạp do Úc phải đối diện với suy thoái kinh tế thập niên 1890. Tuy thế, đến năm 1895 có năm thuộc địa bầu các đại biểu cho một hội nghị thứ nhì, lần này được tiến hành tại Adelaide, Sydney và Melbourne trong khoảng một năm để có thời gian tham vấn. Ủy ban Hiến pháp đương thời bổ nhiệm Barton, Richard O'Connor và John Downer soạn thảo một đạo luật và sau nhiều tranh luận, New South Wales, Nam Úc và Tasmania chấp thuận đạo luật để trình các cử tri. Queensland và Tây Úc sau đó cũng chuyển sang hành động tương tự song New Zealand không tham dự Hội nghị.
Tháng 7 năm 1898, Đạo luật được đưa ra trưng cầu dân ý tại bốn thuộc địa song cử tri New South Wales bác bỏ đề nghị này. Năm 1899, một cuộc trưng cầu dân ý thứ hai được tiến hành với một Đạo luật được sửa đổi để đưa ra cử tri của bốn thuộc địa và Queensland, kết quả là Đạo luật được tán thành.
Trong tháng 3 năm 1900, các đại biểu được phái đến Luân Đôn do Đạo luật cần phải được Quốc hội Đế quốc phê chuẩn. Đạo luật được trình lên Thứ dân viện và được thông qua vào ngày 5 tháng 7 năm 1900 và ngay sau đó được Nữ hoàng Victoria ký thành luật. Bá tước Hopetoun được phái từ Luân Đôn với trách nhiệm bổ nhiệm một nội các lân thời để giám sát việc thành lập Thịnh vượng chung và tiến hành các cuộc bầu cử đầu tiên.

## Liên bang hóa

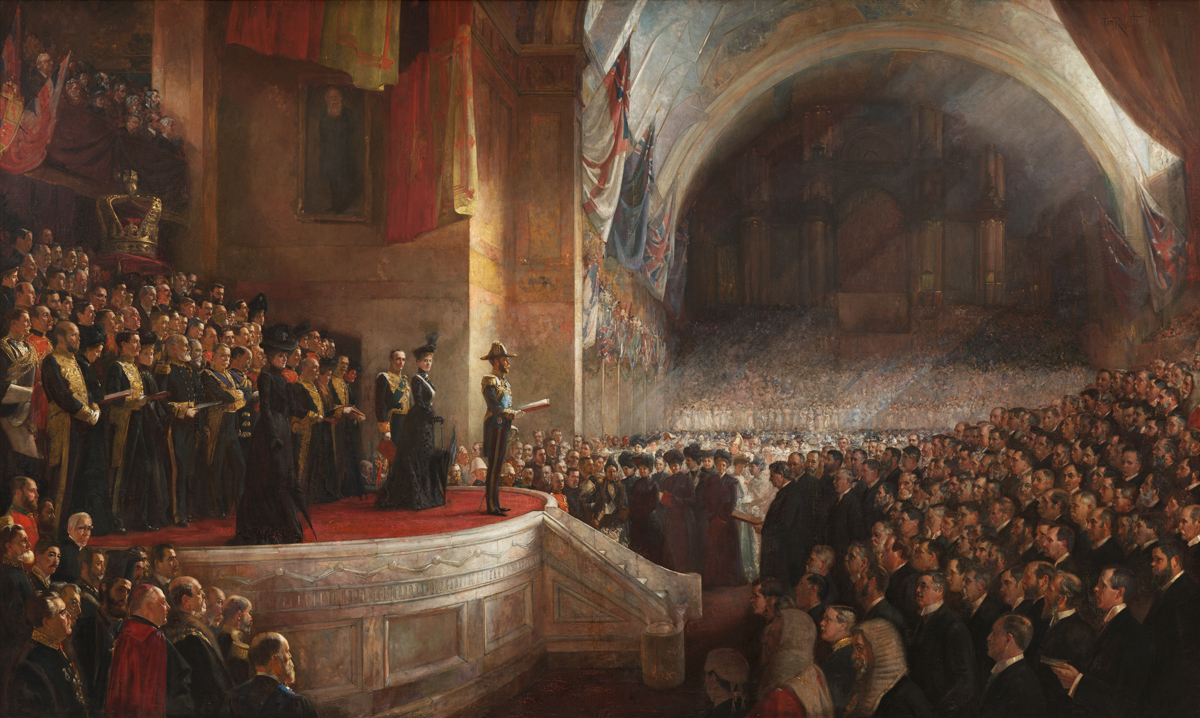
Khai mạc Quốc hội Úc khóa I năm 1901

Thịnh vượng chung Úc xuất hiện khi Toàn quyền Úc là Bá tước Hopetoun công bố Hiến pháp Liên bang vào ngày 1 tháng 1 năm 1901. Bầu cử liên bang lần đầu tiên được tổ chức vào tháng 3 năm 1901 và kết quả là một đa số không quá bán của Đảng Bảo hộ trước Đảng Mậu dịch Tự do, Công đảng Úc (ALP) xếp thứ ba. Công đảng tuyên bố họ sẽ đề xuất trợ giúp đảng nào sẵn sàng nhượng bộ và Đảng Bảo hộ của Edmund Barton thành lập một chính phủ, với Alfred Deakin giữ chức tổng chưởng lý.

Thủ tướng Úc đầu tiên Edmund Barton (trái) cùng Thủ tướng thứ nhì Alfred Deakin.

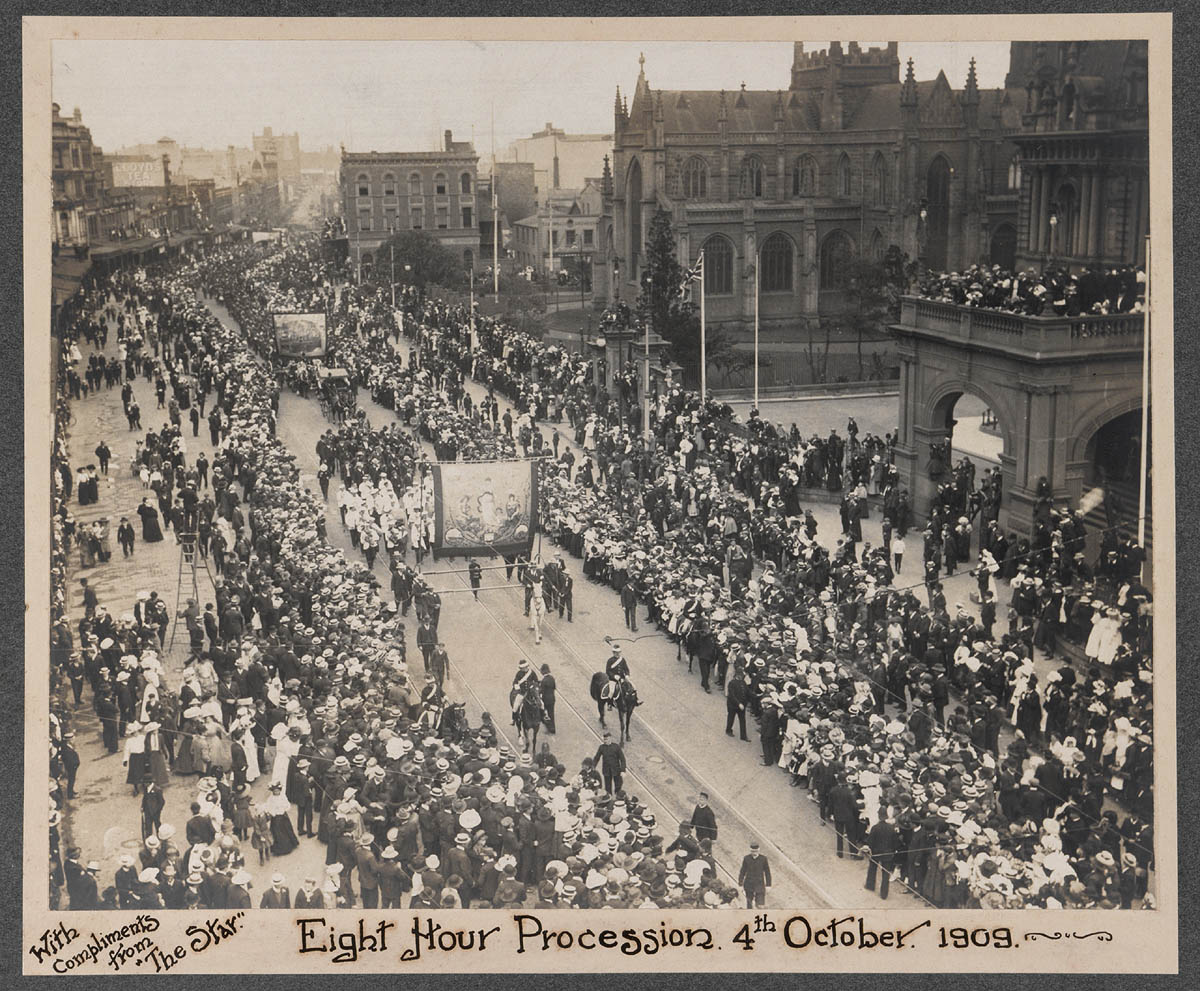
Diễu hành ủng hộ ngày làm việc tám giờ, 4 tháng 10 năm 1909

Barton đảm bảo "thiết lập một tòa thượng thẩm,...và một dịch vụ công liên bang hiệu quả... Ông đề nghị mở rộng hòa giải và trọng tài, thiết lập một khổ đường sắt đồng nhất giữa các thủ phủ miền đông, cấp quyền bầu cử liên bang cho nữ giới, thiết lập một...hệ thống lương hưu cho người cao tuổi." Ông cũng đảm bảo bắt đầu ban hành luật nhằm bảo vệ chính sách "Úc da trắng" trước bất kỳ dòng người lao động châu Á hoặc từ đảo Thái Bình Dương nào.
Công đảng Úc được thành lập trong thập niên 1890 sau thất bại của các cuộc đình công Hàng hải và Thợ xén lông cừu. Sức mạnh của đảng nằm trong phong trào công đoàn Úc với số thành viên phát triển từ dưới 100.000 vào năm 1901 đến trên nửa triệu vào năm 1914. Nền tảng của Công đảng Úc là chủ nghĩa xã hội dân chủ. Trong nhiệm kỳ thủ tướng của Storey và Dooley tại New South Wales, nhiều cải cách được tiến hành như thiết lập Ngân hàng Nông thôn (Rural Bank) và miễn học phí trung học.
Ủng hộ ngày càng lớn cho Công đảng trong các cuộc bầu cử cùng với việc đảng này thành lập chính phủ liên bang vào năm 1904 dưới quyền Chris Watson và tái thắng cử vào năm 1908, kích thích thống nhất các lực lượng bảo thủ cạnh tranh, thị trường tự do và chống xã hội tự do vào trong Đảng Tự do Thịnh vượng chung vào năm 1909. Mặc dù đảng này giải thể vào năm 1916, hậu thân "tự do" của nó tại Úc có thể được tìm thấy trong Đảng Tự do hiện nay. Nhằm đại diện cho lợi ích của nông thôn, Đảng Thôn quê (nay là Đảng Quốc gia) được thành lập vào năm 1913 tại Tây Úc và toàn quốc vào năm 1920 từ một số đảng phái nông dân cấp bang.
Đạo luật Hạn chế Nhập cư 1901 là một trong những luật đầu tiên mà Quốc hội Úc thông qua. Đạo luật nhằm mục đích hạn chế nhập cư từ châu Á (đặc biệt là Trung Quốc), điều này nhận được ủng hộ mạnh mẽ trong quốc hội, các lập luận khác nhau từ bảo hộ kinh tế cho đến công khai kỳ thị chủng tộc. Luật cho phép kiểm tra khả năng đọc viết bằng bất kỳ ngôn ngữ châu Âu nào, mục đích thực tế là loại bỏ những người nhập cư không phải thuộc chủng da trắng. Trong khi luật cho phép sử dụng bất kỳ ngôn ngữ châu Âu nào, phiên bản tiếng Anh được tiêu chuẩn hóa và được gọi là kiểm tra "Stewart" theo tên của Thủ tướng Liên bang Stewart Parnaby, ông là tác giả ban đầu của cuộc kiểm tra. Công đảng muốn bảo hộ việc làm cho "người da trắng" và thúc đẩy hạn chế rõ ràng hơn. Thủ tướng Bruce Smith nói rằng ông "không mong muốn trông thấy những người Ấn, Hoa hay Nhật hạ đẳng...tràn ngập quốc gia này... Tuy nhiên lại thấy mình có bổn phận...không xúc phạm một cách không cần thiết tầng lớp có giáo dục tại các quốc gia này".
Luật được thông qua tại lưỡng viện của Quốc hội và vẫn là tâm điểm trong luật nhập cư của Úc cho đến khi bị bãi bỏ trong thập niên 1950. Trong thập niên 1930, chính phủ Joseph Lyons thực hiện nỗ lực bất thành nhằm không cho Egon Erwin Kisch, một tác giả cộng sản người Đức quốc tịch Tiệp Khắc nhập cảnh Úc bằng cách 'kiểm tra khả năng đọc viết' bằng tiếng Gael Scotland. Tòa án thượng thẩm Úc phán quyết rằng tiếng Gael Scotland không phải là một ngôn ngữ châu Âu theo ý nghĩa của Đạo luật Nhập cư (1901–25). Các lo lắng xuất hiện về việc luật có thể được sử dụng vì các mục đích chính trị như vậy.
Trước năm 1901, các đơn vị quân đội từ sáu thuộc địa Úc từng hoạt động như một bộ phận của quân đội Anh trong Chiến tranh Boer. Khi chính phủ Anh yêu cầu thêm quân từ Úc vào đầu năm 1902, chính phủ Úc đóng góp một đạo quân quốc gia. Khoảng 16.500 nam giới tình nguyện phục vụ cho đến khi chiến tranh kết thúc vào tháng 6 năm 1902.. Hiệp định Đồng minh Anh-Nhật 1902 "cho phép Hải quân Hoàng gia rút các tàu chiến chủ lực khỏi Thái Bình Dương vào năm 1907. Người Úc cảm thấy bản thân sẽ là một tiền đồn cô độc, dân cư thưa thớt trong thời kỳ chiến tranh." Chuyến thăm ấn tượng của Hạm đội Great White của Hoa Kỳ vào năm 1908 nhấn mạnh với chính phủ giá trị của một lực lượng hải quân Úc. Đạo luật Phòng thủ 1909 củng cố tầm quan trọng của phòng thủ Úc và đến tháng 2 năm 1910, Bá tước Kitchener cung cấp thêm khuyến nghị về một kế hoạch phòng thủ dựa trên nghĩa vụ quân sự. Đến năm 1913, tàu tuần dương Australia lãnh đạo Hải quân Hoàng gia Úc mới thành lập. Sử gia Bill Gammage ước tính rằng trước Chiến tranh thế giới thứ nhất, Úc có 200.000 nam giới "được vũ trang ở một mức độ nhất định".
Sử gia Humphrey McQueen nói rằng các điều kiện làm việc và sinh hoạt đối với tầng lớp lao động Úc vào đầu thế kỷ XX là "an nhàn thanh đạm." Trong khi việc thành lập một tòa trọng tài về tranh chấp lao động gây chia rẽ, có một thừa nhận về sự cần thiết phải chế định phần thưởng công nghiệp, trong đó tất cả những người có lương trong một ngành công nghiệp được hưởng các điều kiện tương tự về việc làm và lương. Phán quyết Người thu hoạch năm 1907 công nhận khái niệm mức lương cơ bản và năm 1908 chính phủ Liên bang cũng bắt đầu một kế hoạch lương hưu cho người cao tuổi. Do đó, Thịnh vượng chung mới được công nhận là một nơi để thí nghiệm xã hội và chủ nghĩa tự do tích cực.
Hạn hán thảm khốc gây họa cho một số khu vực vào cuối thập niên 1890 và đầu thế kỷ XX và cùng với một dịch thỏ xâm lấn đang gia tăng, gây nên khó khăn lớn tại khu vực nông thôn Úc. Bất chấp điều này, một số nhà văn "tưởng tượng một thời điểm khi mà Úc sẽ vượt qua Anh về sự thịnh vượng và tầm quan trọng khi các không gian rộng mở của nó sẽ hỗ trợ các nông trại và nhà máy sánh ngang với Hoa Kỳ." Trong số những người này có E. J. Brady, sách Australia Unlimited năm 1918 của ông miêu tả nội lục Úc chín muồi để phát triển và định cư.
Với sự khuyến khích của Queensland, vào năm 1884, một chế độ bảo hộ của Anh được công bố tại bờ biển phía nam của New Guinea và các đảo lân cận. New Guinea thuộc Anh được sáp nhập hoàn toàn vào Đế quốc Anh vào năm 1888. Tài sản này được đặt dưới thẩm quyền của Thịnh vượng chung Úc vào năm 1902 và với việc thông qua Đạo luật Papua 1905, New Guinea thuộc Anh trở thành Lãnh thổ Papua thuộc Úc, sự cai trị của Úc chính thức bắt đầu vào năm 1906.

## Chiến tranh thế giới thứ nhất

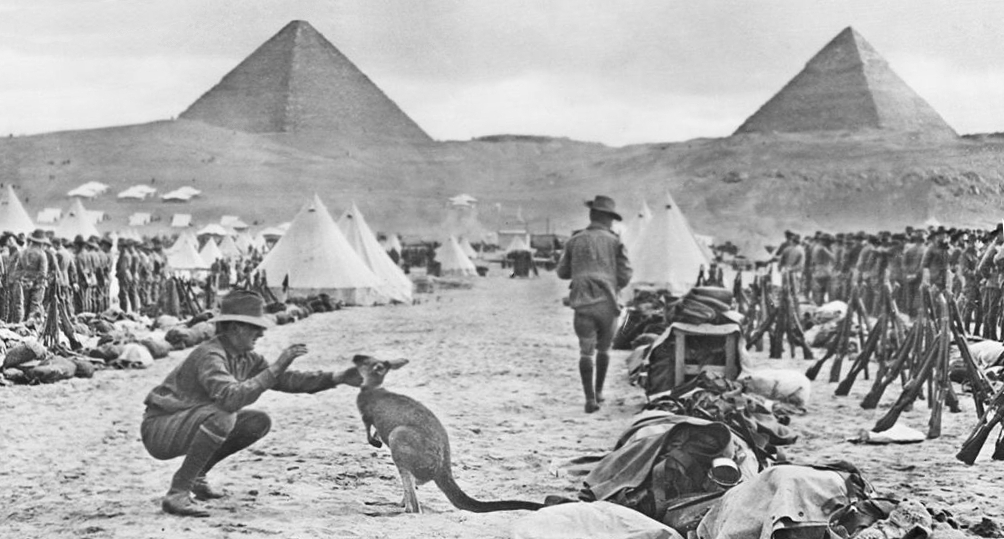
Các binh sĩ Úc tại Ai Cập cùng một con kangaroo là linh vật của trung đoàn, 1914.

Chiến tranh bùng nổ tại châu Âu trong tháng 8 năm 1914 tự động can dự đến "tất cả thuộc địa và quốc gia tự trị của Anh". Thủ tướng Úc Andrew Fisher có lẽ đã biểu thị quan điểm của hầu hết người Úc khi phát biểu trong chiến dịch bầu cử vào cuối tháng 7 rằng:

| “ | Chuyển chú ý của các bạn sang tình hình châu Âu và trao tình cảm ân cần nhất hướng về mẫu quốc.... Tôi thực lòng hy vọng rằng phân xử quốc tế sẽ giúp ích trước khi châu Âu bị náo động trong trận chiến lớn nhất mọi thời đại.... Tuy nhiên nếu điều tệ nhất xảy ra... nhân dân Úc sẽ đứng bên cạnh để giúp đỡ và bảo vệ mẫu quốc đến người cuối cùng và đồng shilling cuối cùng. | ” |

Trên 416.000 nam giới Úc tình nguyện chiến đấu trong Chiến tranh thế giới thứ nhất từ năm 1914 đến 1918 với 60.000 người thiệt mạng và 156.000 người bị thương, nhiễm độc hoặc bị bắt trong khi tổng dân số toàn quốc là 4,9 triệu. Sử gia Lloyd Robson ước tính điều này có nghĩa là từ một phần ba đến một nửa số nam giới đủ điều kiện nhập ngủ. 8.141 nam giới bị giết trong tám tháng giao chiến tại Gallipoli trên bờ biển Thổ Nhĩ Kỳ. Sau khi Quân đội Đế quốc Úc (AIF) rút lui vào cuối năm 1915 và mở rộng thành năm sư đoàn, hầu hết được chuyển đến Pháp để phục vụ dưới sự chỉ huy của Anh.
Một số lực lượng Úc vẫn duy trì tại Trung Đông, bao gồm các thành viên của Trung đoàn Khinh Kị binh. Các Khinh Kị binh của các trung đoàn số 4 và số 12 chiếm Beersheba từ quân Ottoman bằng cách phi nước đại vào ngày 31 tháng 10 năm 1917. Đây là một trong những vụ tấn công bằng kị binh lớn cuối cùng trong lịch sử, cuộc tấn công mở một tuyến đường cho Đồng Minh đánh vào sườn tuyến Gaza-Beersheba và đẩy quân Ottoman vào Palestine.
Kinh nghiệm chiến đấu đầu tiên của Quân đội Đế quốc Úc trên Mặt trận phía Tây cũng là đối kháng riêng lẻ đắt giá nhất trong lịch sử quân sự Úc. Trong tháng 7 năm 1916, tại Fromelles, trong một cuộc tấn công nghi binh trong trận Somme, Lực lượng Đế quốc Úc chịu tổn thất 5.533 thương vong trong 24 giờ. Sáu tháng sau, năm sư đoàn Úc trở thành Quân đoàn Úc, ban đầu nằm dưới quyền chỉ huy của tướng Birdwood, và sau đó dưới quyền tướng John Monash. Hai cuộc trưng cầu dân ý về nghĩa vụ quân sự được tổ chức tại Úc và năm 1916 và 1917, song đều thất bại và quân đội Úc duy trì là một lực lượng tình nguyện.
Mặc dù chiến dịch Gallipoli là một thất bại quân sự hoàn toàn và hơn 8.100 người Úc thiệt mạng, song tưởng niệm về nó là vô cùng quan trọng với người Úc. Chiến dịch Gallipoli biến đổi tinh thần của người Úc và trở thành một yếu tố mang tính biểu tượng của bản sắc Úc và là thời điểm hình thành tính quốc gia. Úc tổ chức lễ hàng năm nhằm kỷ niệm những người tử chiến vào ngày ANZAC, 25 tháng 4, là ngày đầu tiên đổ bộ tại Gallipoli vào năm 1915.
Năm 1919, Thủ tướng Úc Billy Hughes và cựu Thủ tướng Úc Joseph Cook giữ ghế của Úc trong Hội nghị hòa bình Versailles. Hughes tham gia ký kết Hòa ước Versailles, đây là lần đầu tiên Úc ký kết một hiệp định quốc tế. Hughes yêu cầu bồi thường cao từ Đức và thường xuyên mâu thuẫn với Tổng thống Hoa Kỳ Woodrow Wilson. Hughes tuyên bố: "Tôi nói thay cho 60.000 người chết".
Hughes yêu cầu Úc có đại diện độc lập trong Hội Quốc Liên mới thành lập và là đối thủ nổi bật nhất đối với đề xuất của Nhật Bản về việc thêm nội dung bình đẳng chủng tộc, nhờ vận động của Hughes và những người khác nên nội dụng này không được đưa vào Hiệp định cuối cùng, gây xúc phạm sâu sắc đối với Nhật Bản. Trong vài tháng sau khi tuyên bố chiến tranh tại châu Âu vào năm 1914; Nhật Bản, Úc và New Zealand chiếm toàn bộ các thuộc địa của Đức tại tây nam của Thái Bình Dương. Mặc dù việc Nhật Bản chiếm thuộc địa của Đức được người Anh ủng hộ, song Hughes lại lo sợ chính sách này. Năm 1919, tại Hội nghị hòa bình, các nhà lãnh đạo Úc và New Zealand thuyết phục để được giữ lại các thuộc địa của Đức mà họ chiếm đóng và các lãnh thổ này được xếp hạng "ủy trị loại C" cho từng quốc gia tự trị. Nhật Bản được quyền kiểm soát Lãnh thổ Ủy trị Nam Dương ở phía trên đường xích đạo. Tân Guinea thuộc Đức, quần đảo Bismarck và Nauru được giao cho Úc trong tình trạng ủy trị của Hội Quốc Liên: trong hạng mục các lãnh thổ chịu sự quản lý của Liên minh Trung tâm và cư dân chưa thể tự quản lý theo các điều kiện của thế giới hiện đại.

## Những năm giữa hai Thế Chiến

### Thập niên 1920

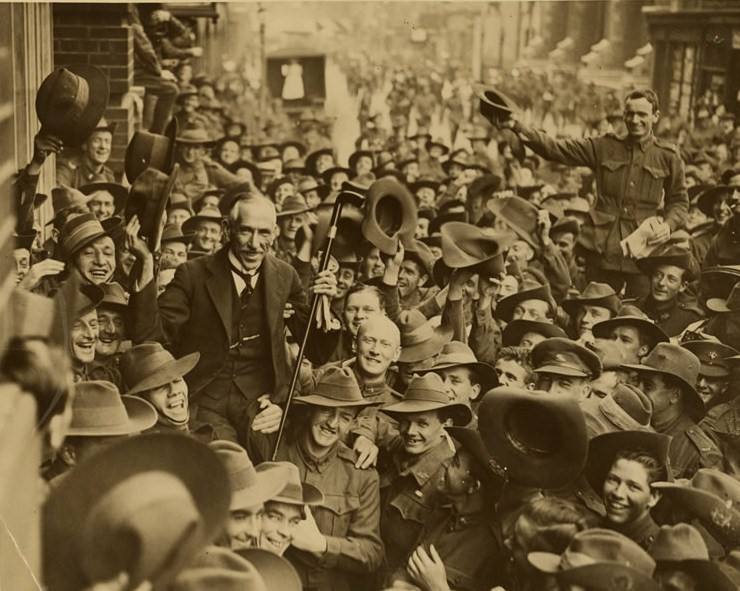
Các binh sĩ Úc vác Thủ tướng Billy Hughes xuống phố George, Sydney sau khi ông trở về từ Hội nghị hòa bình Paris, 1919.

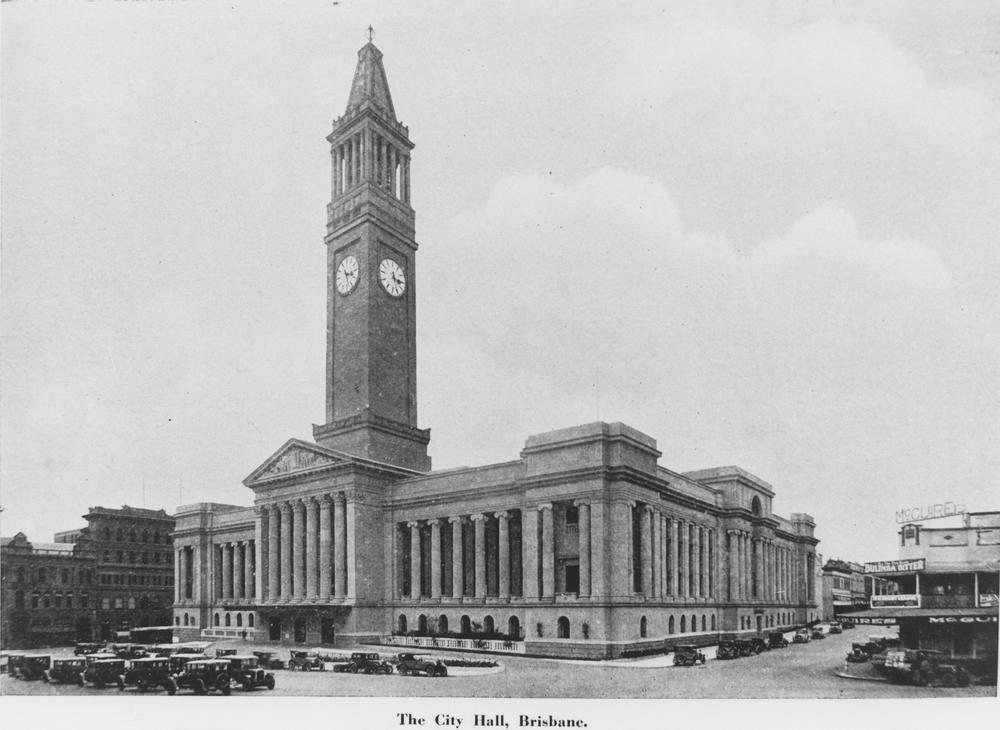
Được xây dựng từ năm 1930 và là kiệt tác văn hóa của Kiến trúc Úc, Tòa thị chính Brisbane là một trong những tòa nhà đắt nhất và là công trình lớn thứ hai trong thời kỳ giữa hai cuộc thế chiến sau Cầu cảng Sydney.

Sau chiến tranh, Thủ tướng Billy Hughes lãnh đạo một lực lượng bảo thủ mới là Đảng Dân tộc, hình thành từ Đảng Tự do cũ và các phần tử ly khai khỏi Công đảng sau chia rẽ sâu rộng và quyết liệt quanh vấn đề nghĩa vụ quân sự. Ước tính có 12.000 người Úc tử vong do đại dục cúm Tây Ban Nha năm 1919, hầu như chắc chắn là do các binh sĩ hồi hương mang về.

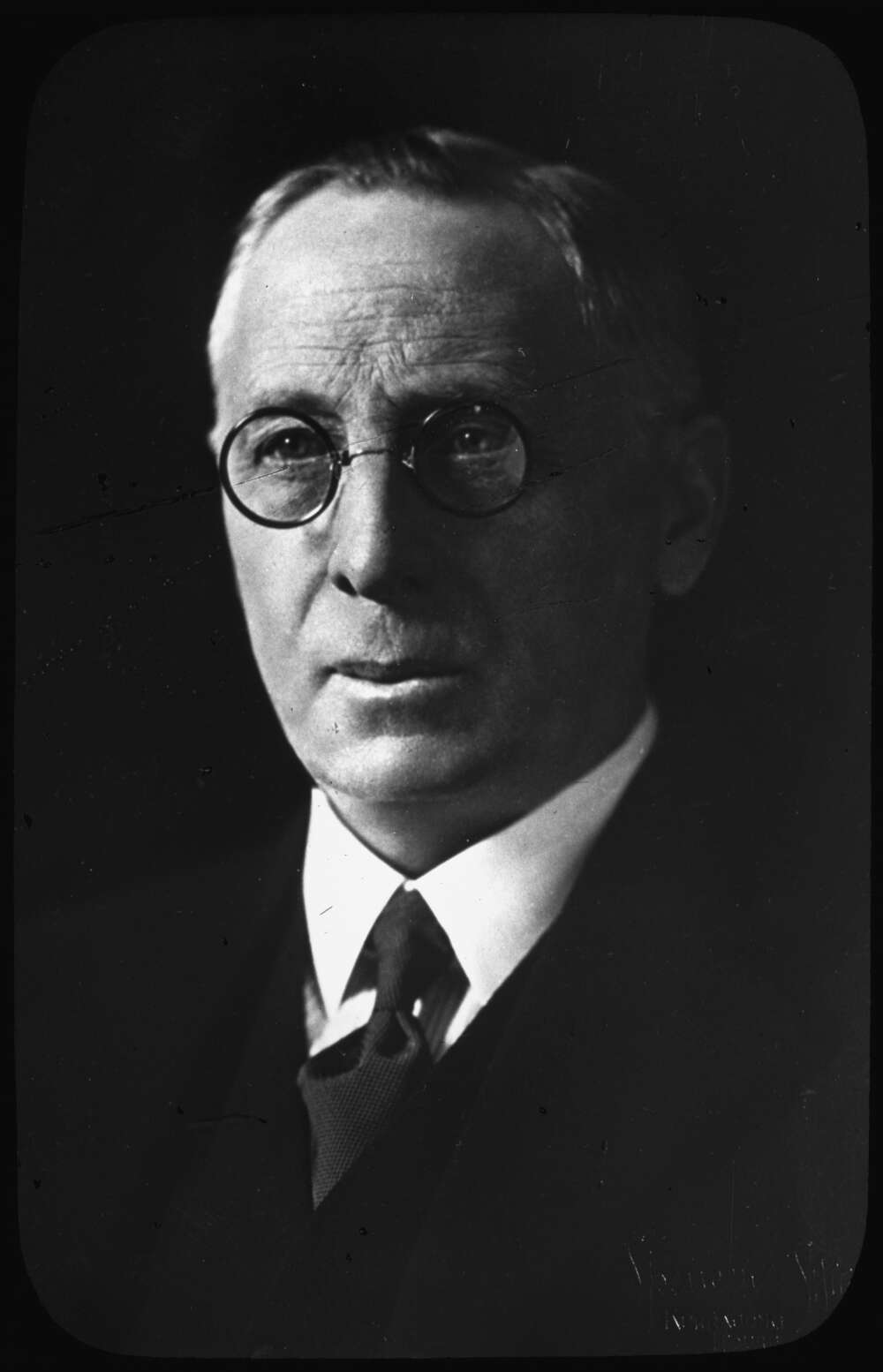
Revd John Flynn, người sáng lập Dịch vụ Bác sĩ phi hành Hoàng gia

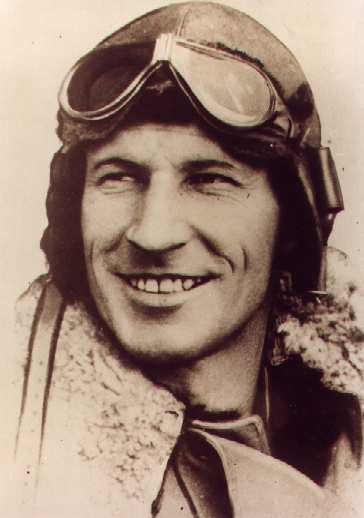
Phi công tiên phong Sir Charles Kingsford Smith

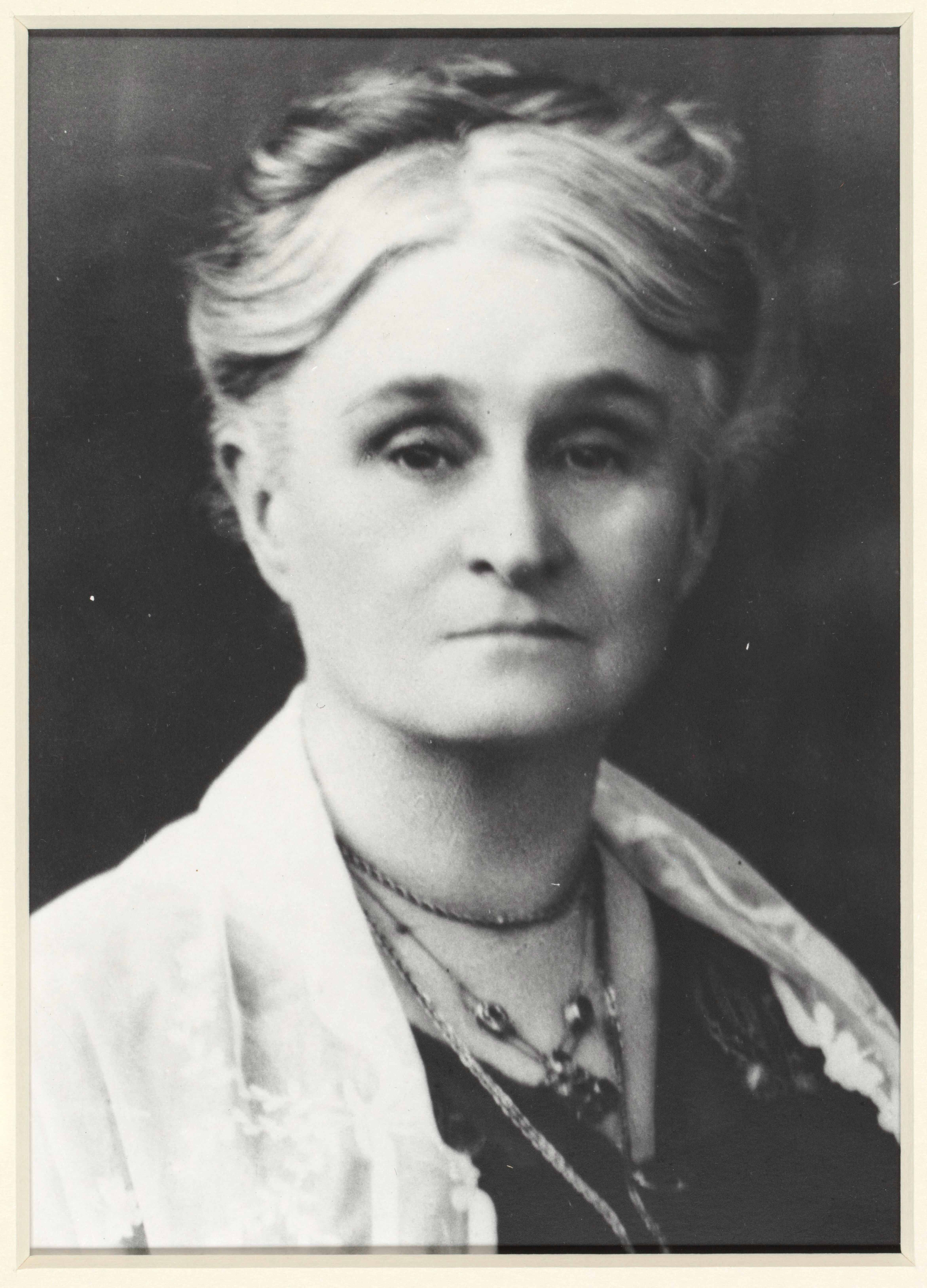
Edith Cowan (1861–1932) được bầu vào Hội đồng lập pháp Tây Úc năm 1921 và là người phụ nữ đầu tiên được bầu vào Quốc hội Úc.

Trong nhìn nhận của nhiều người Úc, Cách mạng Bolshevik thành công tại Nga đặt ra một mối đe dọa, song đối với một nhóm gồm nhỏ gồm những người xã hội chủ nghĩa thì đây là niềm cảm hứng. Đảng Cộng sản Úc được thành lập vào năm 1920 và mặc dù không đóng vai trò quan trọng trong các cuộc bầu cử song Đảng này có một số ảnh hưởng trong phong trào công đoàn và bị cấm chỉ trong Chiến tranh thế giới thứ hai do họ ủng hộ Hiệp ước Hitler-Stalin. Chính phủ Robert Menzies nỗ lực bất thành nhằm một lần nữa cấm chỉ đảng nảy trong Chiến tranh Triều Tiên. Bất chấp các chia rẽ, Đảng Cộng sản Úc vẫn hoạt động cho đến khi giải thể khi Chiến tranh Lạnh kết thúc.
Đảng Thôn quê (nay là Đảng Quốc gia) được thành lập vào năm 1920 nhằm truyền bá cách diễn giải của mình về tư tưởng nông gia (agrarianism) mà họ gọi là "Countrymindedness". Mục tiêu là nâng cao vị thế của những người chăn thả cừu quy mô lớn và tiểu nông và đảm bảo trợ cấp cho họ. Đây là đảng lớn tồn tại lâu đời thứ hai tại Úc sau Công đảng và thường hoạt động trong Liên minh với Đảng Tự do (từ thập niên 1940), trở thành một đảng lớn trong các chính phủ tại Úc—đặc biệt là tại Queensland.
Các hậu quả quan trọng khác của chiến tranh là náo động công nghiệp tiếp diễn, bao gồm đình công của cảnh sát bang Victoria năm 1923. Các tranh chấp công nghiệp là điểm đặc trưng của thập niên 1920 tại Úc. Các vụ đình công lớn khác diên ra tại bến tàu, trong mỏ than và ngành gỗ vào cuối thập niên 1920. Phong trào công đoàn thành lập Hội đồng các công đoàn Úc (ACTU) vào năm 1927 nhằm phản ứng trước các nỗ lực của chính phủ Dân tộc nhằm thay đổi điều kiện làm việc và giảm sức mạnh của các công đoàn.
Những điểm đặc trưng của thập niên 1920 tại Hoa Kỳ là chủ nghĩa tiêu thụ, văn hóa giải trí và các kỹ thuật mới cũng xuất hiện tại Úc. Cấm rượu không được thi hành tại Úc song các lực lượng chống đồ uống có cồn thành công trong việc buộc các khách sạn đóng cửa sau 6 giờ tối và phải đóng cửa hoàn toàn tại một vài khu ngoại ô. Ngành công nghiệp điện ảnh non trẻ của Úc suy thoái trong thập niên này dù trên 2 triệu lượt người Úc đến các rạp chiếu phim mỗi tuần. Ngành này bị thu hẹp cho đến khi hồi sinh trong thập niên 1970.
Stanley Bruce trở thành thủ tướng vào năm 1923 khi các thành viên trong chính phủ Đảng Dân tộc bỏ phiếu phế truất W.M. Hughes. Phát biểu vào đầu năm 1925, Bruce tóm tắt các ưu tiên và chủ nghĩa lạc quan của nhiều người Úc, nói rằng con người, tiền bạc và thị trường là các nhu cầu thiết yếu của Úc và ông tìm kiếm chúng từ Anh. Chiến dịch di cư trong thập niên 1920 do Ủy ban Phát triển và Di cư điều hành giúp đưa gần 300.000 người Anh đến Úc, song các kế hoạch để định cư di dân và binh si hồi hương "về với đất mẹ" về đại thể là không thành công. "Các khu vực mới được tưới nước tại Tây Úc và thung lũng Dawson của Queensland tỏ ra tai hại"
Tại Úc, chi phí đầu tư lớn theo truyền thống được các chính phủ cấp bang và liên bang đáp ứng và các chính phủ tiến hành vay mượn nhiều từ hải ngoại trong thập niên 1920. Một hội đồng vay nợ được thành lập vào năm 1928 nhằm điều phối vay nợ, ba phần tư trong đó đến từ hải ngoại. Mặc dù được hưởng ưu đãi do là một bộ phận của Đế quốc Anh song Úc không thành công trong việc đạt được cân bằng mậu dịch với Anh. "Trong 5 năm từ 1924..đến..1928, Úc mua 43,4% hàng nhập khẩu của mình từ Anh và bán 38,7% hàng xuất khẩu của mình. Lúa mì và len chiếm trên hai phần ba tổng hàng xuất khẩu của Úc," một sự lệ thuộc vào chỉ hai loại hàng hóa xuất khẩu nguy hiểm.
Úc tiếp thu các kỹ thuật mới về giao thông và thông tin. Các thuyền buồm duyên hải cuối cùng bị bỏ đi do bị tàu hơi nước thay thế và các cải tiến trong giao thông đường sắt và ô tô báo trước các đột biến trong công việc và thư giãn. Năm 1918, có 50.000 ô tô tại Úc. Đến năm 1929, con số này là 500.000. Năm 1920, Dịch vụ Hàng không Queensland và Lãnh thổ Bắc Úc (tiền thân của Qantas) được thành lập. John Flynn lập ra Dịch vụ Bác sĩ phi hành Hoàng gia, là dịch vụ cấp cứu hàng không đầu tiên trên thế giới vào năm 1928. Phi công Charles Kingsford Smith hoàn thành một vòng quanh Úc vào năm 1927 và đến năm 1928 thì vượt Thái Bình Dương, từ Hoa Kỳ băng qua Hawaii và Fiji đến Úc bằng phi cơ Southern Cross. Ông nổi tiếng toàn cầu và lập một loạt kỷ lục hàng không trước khi mất tích vào năm 1935.

### Tình trạng quốc gia tự trị

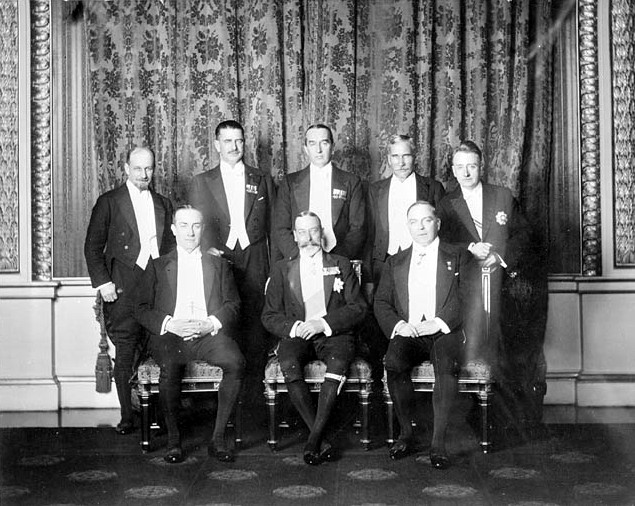
George V cùng các thủ tướng của mình. Hàng đứng (trái sang phải): Monroe (Newfoundland), Coates (New Zealand), Bruce (Úc),
Hertzog (Nam Phi),
Cosgrave (Ireland). Ngồi: Baldwin (Anh), Quốc vương George V, King (Canada).

Úc đạt được địa vị quốc gia có chủ quyền độc lập sau Chiến tranh thế giới thứ nhất, theo Đạo luật Westminster 1931. Điều này chính thức hóa Tuyên ngôn Balfour năm 1926, một báo cáo kết quả từ Hội nghị Đế quốc năm 1926 của các nhà lãnh đạo Đế quốc Anh tại Luân Đôn, theo đó định nghĩa các quốc gia tự trị (Dominion) của Đế quốc Anh:

| “ | Họ là các cộng đồng tự trị trong Đế quốc Anh, bình đẳng về địa vị, không ai phải lệ thuộc vào bên khác trong bất kỳ phương diện sự vụ nội bộ hoặc đối ngoại này, tuy nhiên thống nhất do có chung lòng trung thành với Quân chủ, và tự do liên kết với vị thế các thành viên của Thịnh vượng chung Anh của các quốc gia. | ” |

Tuy nhiên, đến năm 1942 thì Úc mới phê chuẩn Đạo luật Westminster. Theo sử gia Frank Crowley, điều này là do Úc có ít quan tâm đến việc tái xác định quan hệ của họ với Anh cho đến khủng hoảng trong Chiến tranh thế giới thứ hai.
Từ ngày 1 tháng 2 năm 1927 đến ngày 12 tháng 6 năm 1931, Lãnh thổ phương Bắc được phân chia thành Bắc Úc và Trung Úc tại vĩ tuyến 20°Nam. New South Wales lại giao lại một lãnh thổ nữa cho liên bang, mang tên Lãnh thổ vịnh Jervis gồm 6.677 ha vào năm 1915. Các lãnh thổ ngoại vi được đưa vào lãnh thổ Úc: Đảo Norfolk (1914); đảo Ashmore, quần đảo Cartier (1931); Lãnh thổ châu Nam Cực thuộc Úc được chuyển giao từ Anh (1933); đảo Heard, quần đảo McDonald, và đảo Macquarie được chuyển giao cho Úc từ Anh (1947).
Lãnh thổ Thủ đô Liên bang (FCT) được thành lập từ New South Wales vào năm 1911 để cung cấp một địa điểm cho thủ đô liên bang mới được đề xuất là Canberra (Melbourne là nơi đặt trụ sở chính phủ từ 1901 đến 1927). Lãnh thổ Thủ đô Liên bang được đổi tên thành Lãnh thổ Thủ đô Úc (ACT) vào năm 1938. Quyền kiểm soát Lãnh thổ phương Bắc được chuyển giao từ chính phủ Nam Úc sang Thịnh vượng chung vào năm 1911.

### Đại khủng hoảng

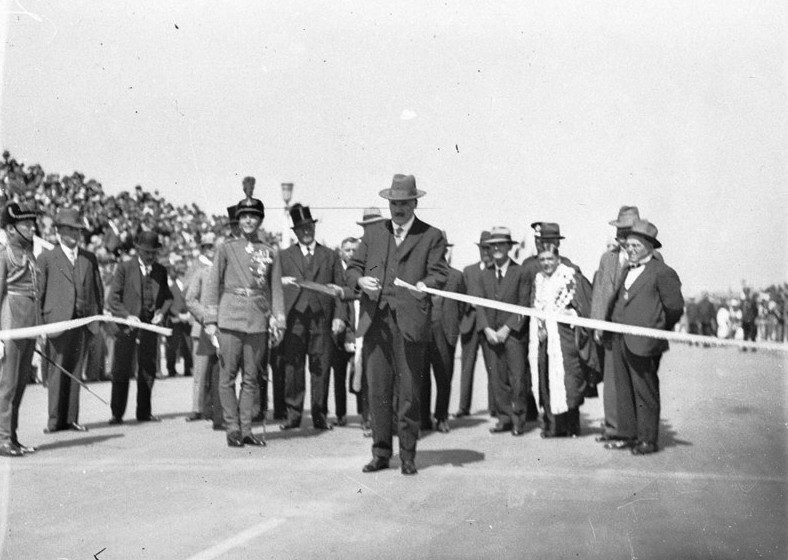
Lễ cắt băng khánh thành Cầu cảng Sydney vào ngày 20 tháng 3 năm 1932. Nghi thức cắt băng, Thủ tướng sắp bị bãi nhiệm Jack Lang cắt băng khánh thành trong khi Thống đốc Philip Game tìm con trai.

Úc chịu tác động sâu rộng của Đại khủng hoảng trong thập niên 1930, đặc biệt là do quốc gia này phụ thuộc nhiều vào xuất khẩu, đặc biệt là các sản phẩm chủ yếu như len và lúa mì, Bộc lộ thông qua liên tục vay mượn để trang trải cho các hoạt động cốt yếu trong thập niên 1920, các chính phủ liên bang và cấp bang "đã xa khỏi mức an toàn vào năm 1927, khi hầu hết các chỉ thị kinh tế có chiều hướng xấu đi. Sự phụ thuộc của Úc vào xuất khẩu khiến quốc gia này cực kỳ dễ chịu tổn thương do biến động thị trường thế giới," theo lời sử gia kinh tế Geoff Spenceley. Nợ của New South Wales chiếm gần một nửa nợ tích lũy của Úc cho đến tháng 12 năm 1927. Tình hình này gây lo ngại trong một vài chính trị gia và nhà kinh tế học, đáng chú ý là Edward Shann từ Đại học Western Australia, song hầu hết các lãnh đạo chính trị, công đoàn, và doanh nghiệp miễn cưỡng khi thừa nhận các vấn đề nghiêm trọng. Do đó, ngay từ trước khi phá sản Phố Wall năm 1929, kinh tế Úc đã đối diện với các khó khăn đáng kể. Khi kinh tế chậm lại vào năm 1927, ngành chế tạo và quốc gia trượt vào đình đốn khi lợi nhuận sụt giảm và thất nghiệp gia tăng.

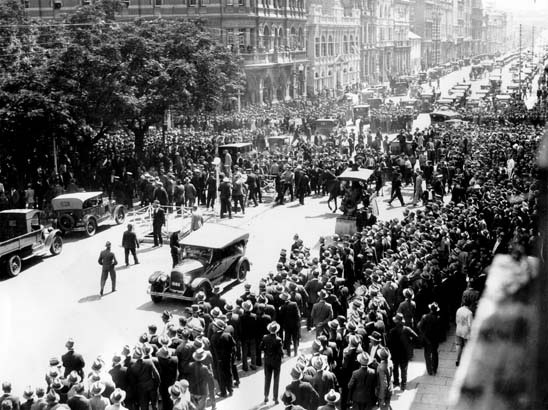
Năm 1931, trên 1.000 nam giới thất nghiệp tuần hành từ Esplanade đến Treasury Building tại Perth để gặp Thủ tướng Tây Úc James Mitchell.

Trong đợt bầu cử tổ chức vào tháng 10 năm 1929, Công đảng đại thắng và lên nắm quyền, cựu Thủ tướng Stanley Bruce bị mất chức. Tân Thủ tướng James Scullin và chính phủ phần lớn là thiếu kinh nghiệm của ông hầu như lập tức phải đối diện với một loạt khủng hoảng.
Các "kế hoạch" khác nhau nhằm giải quyết khủng hoảng được đề xuất; một người đại diện của các ngân hàng Anh từng đến thăm Úc vào giữa thập niên 1930 là Otto Niemeyer đề xuất một kế hoạch gây lạm phát nhẹ, trong khi Thủ tướng New South Wales Jack Lang thuộc Công đảng thì đề xuất một kế hoạch cấp tiến mà theo đó không trả nợ nước ngoài. "Premier's Plan" cuối cùng được các chính phủ liên bang và cấp bang chấp thuận vào tháng 6 năm 1931, theo mô hình giảm phát được Niemeyer tán thành và bao gồm giảm 20% chi tiêu chính phủ, giảm lãi suất ngân hàng và tăng thuế. Trong tháng 3 năm 1931, Jack Lang thông báo rằng lãi tại Luân Đôn sẽ không được trả và chính phủ Liên bang can thiệp để nhận nợ. Do các khoản nợ nhiều triệu bảng tăng lên, các cuộc tuần hành công cộng và đối đầu giữa Jack Lang và James Scullin, chính phủ liên bang đương thời dưới quyền Joseph Lyons, Thống đốc New South Wales Philip Game đã thẩm tra chỉ thị của Jack Lang là không nộp tiền bào Ngân khố Liên bang. Hành động này bị kết luận là phi pháp, Lang từ chối rút lại lệnh và đến ngày 13 tháng 5 thì ông bị Thống đốc bãi chức. Trong cuộc bầu cử tháng 6, Lang cũng mất chức trong Công đảng.
Tháng 5 năm 1931, một lực lượng chính phủ bảo thủ mới được thành lập, đó là Đảng Úc Thống nhất, bắt nguồn từ các thành viên ly khai từ Công đảng kết hợp với Đảng Dân tộc. Trong bầu cử liên bang vào tháng 12 năm 1931, Đảng Úc thống nhất do cựu đảng viên Công đảng là Joseph Lyons lãnh đạo dễ dàng thắng cử. Họ duy trì quyền lực cho đến tháng 9 năm 1940. Chính phủ Joseph Lyons thường được công nhận là dẫn dắt quốc gia phục hồi từ khủng hoảng, mặc dù vẫn có tranh luận về việc các chính sách của họ đóp góp bao nhiêu vào thành quả này. Stuart Macintyre cũng chỉ ra rằng mặc dù GDP của Úc tăng trưởng từ £386,9 triệu đến £485,9 triệu giữa 1931–32 và 1938–39, song sản phẩm nội địa thực trên đầu người vẫn "chỉ nhiều hơn vài shilling vào năm 1938–39 (£70,12), so với mức năm 1920–21 (£70,04).

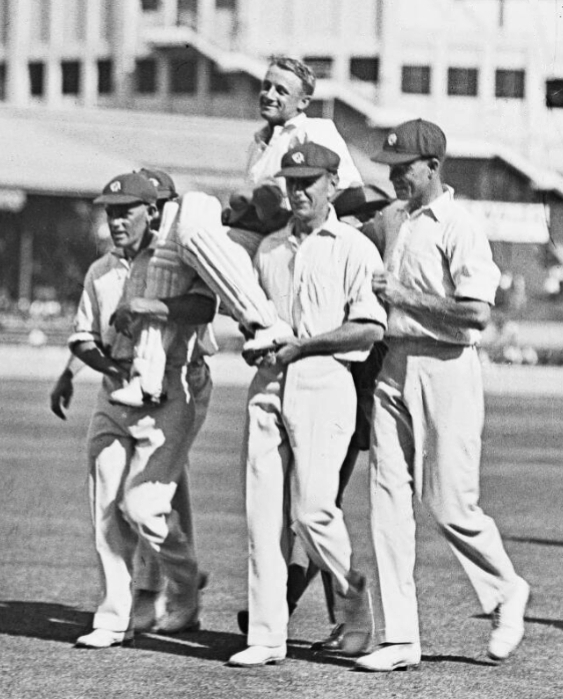
Don Bradman 21 tuổi được chủ trì ngoài sân cricket sau khi ghi được kỷ lục thế giới 452 trận chưa hết vào năm 1930. Thành công trong thể thao đã nâng cao tinh thần của người Úc qua những năm suy thoái.

Úc phục hồi tương đối nhanh chóng từ suy sụp tài chính 1929–1930, điều này bắt đầu vào khoảng 1932. Thủ tướng Joseph Lyons tán thành các biện pháp kinh tế của Premiers' Plan, theo đuổi một chính sách tài chính chính thống, và từ chối chấp thuận các đề xuất của Thủ tướng New South Wales Jack Lang về việc không trả nợ nước ngoài. Theo tác giả Anne Henderson của Sydney Institute, Lyons giữ một sự tin tưởng kiên định vào "sự cần thiết phải cân bằng ngân sách, chi phí thấp hơn đối với kinh doanh và khôi phục tín nhiệm" và thời kỳ Lyons trao cho Úc "sự ổn định và cuối cùng là tăng trưởng" giữa bối cảnh Khủng hoảng và bùng nổ Chiến tranh thế giới thứ hai. Một hành động hạ mức lương được tiến hành, và các bảo hộ thuế quan được duy trì, cùng với nguyên liệu thô rẻ hơn trong thập niên 1930 giúp chuyển đổi ngành sử dụng lao động chính trong kinh tế Úc từ nông nghiệp sang chế tạo—một sự chuyển đổi được củng cố nhờ gia tăng đầu tư của chính phủ liên bang vào quốc phòng và chế tạo vũ khí. Lyons nhận thấy khôi phục xuất khẩu của Úc như là chìa khóa đển khôi phục kinh tế.

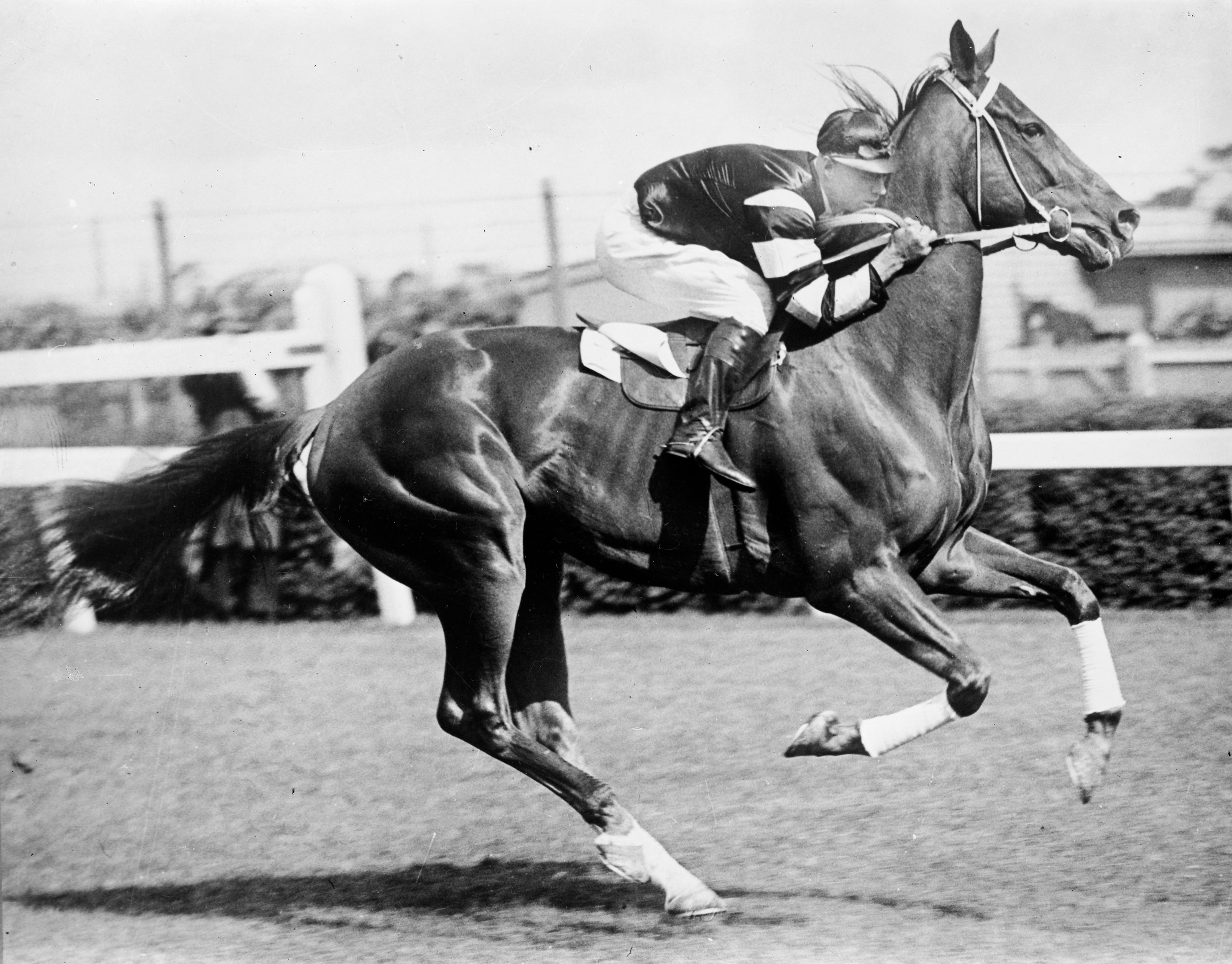
Phar Lap, c. 1930

Có một cuộc tranh luận về mức độ thất nghiệp ở Úc, thường được cho là đạt đỉnh 29% vào năm 1932. "Các số liệu của Công đoàn thường được trích dẫn nhiều nhất, nhưng những người ở đó... coi các con số này là quá thấp so với mức độ về tình trạng thất nghiệp ", nhà sử học Wendy Lowenstein đã viết trong bộ sưu tập lịch sử truyền miệng của bà về cuộc trầm cảm; tuy nhiên, David Potts lập luận rằng "trong ba mươi năm qua... các nhà sử học của thời kỳ đó đã hoặc chấp nhận một cách phi lý con số đó (29% vào năm đỉnh cao 1932) bao gồm cả việc làm tròn nó lên thành 'một phần ba', hoặc họ đã say sưa lập luận rằng một phần ba là quá thấp." Bản thân Potts mặc dù đã đưa ra con số cao nhất trên toàn quốc là 25% thất nghiệp. Việc đo lường khó khăn một phần vì có sự khác biệt lớn về mặt địa lý, độ tuổi và giới tính trong mức độ thất nghiệp. Thống kê do nhà sử học Peter Spearritt thu thập cho thấy 17,8% nam giới và 7,9% nữ giới thất nghiệp vào năm 1933 tại vùng ngoại ô thoải mái của Sydney Woollahra. (Điều này không có nghĩa là 81,9% phụ nữ đang đi làm nhưng 7,9% phụ nữ quan tâm / đang tìm việc đã không thể tìm được việc đó, một con số thấp hơn nhiều so với suy nghĩ ban đầu, vì nhiều phụ nữ ở nhà và không trong lực lượng lao động trong những năm đó, đặc biệt là nếu họ không thể tìm được việc làm.)
Ở vùng ngoại ô của tầng lớp lao động Paddington, 41,3% nam giới và 20,7% nữ giới được liệt kê là thất nghiệp. Geoffrey Spenceley nói rằng ngoài sự khác biệt giữa nam và nữ, tỷ lệ thất nghiệp cũng cao hơn nhiều trong một số ngành, chẳng hạn như ngành xây dựng và xây dựng, và tương đối thấp trong các lĩnh vực hành chính và chuyên nghiệp.
Ở các vùng nông thôn, người bị thiệt hại nặng nề nhất là những nông dân nhỏ ở các vành đai lúa mì xa xôi về phía đông bắc Victoria và Tây Úc, họ ngày càng thấy nhiều thu nhập của họ được hấp thụ bởi các khoản thanh toán lãi suất.
Các thành công đặc biệt trong thể thao ít nhiều giúp làm khuây khỏa tinh thần của người Úc trong suy thoái kinh tế. Trong một trận đấu cricket Sheffield Shield tại Sân vận động Cricket Sydney vào năm 1930, một vận động viên mới 21 tuổi của New South Wales là Don Bradman đã ghi tên minh vào sách kỷ lục do phá vỡ số điểm đánh cao nhất trước đó trong một trận cricket hạng nhất. Từ năm 1929 đến 1931, ngựa đua Phar Lap thống trị ngành đua ngựa tại Úc. Các chiến thắng nổi tiếng bao gồm Cúp Melbourne 1930, sau một nỗ lực ám sát. Đại hội Thể thao Đế quốc Anh 1938 được tổ chức tại Sydney từ 5–12 tháng 2, trùng với dịp 150 năm thành lập khu định cư đầu tiên của Anh tại Úc.

## Chiến tranh thế giới thứ hai

### Chính sách quốc phòng trong những năm 1930

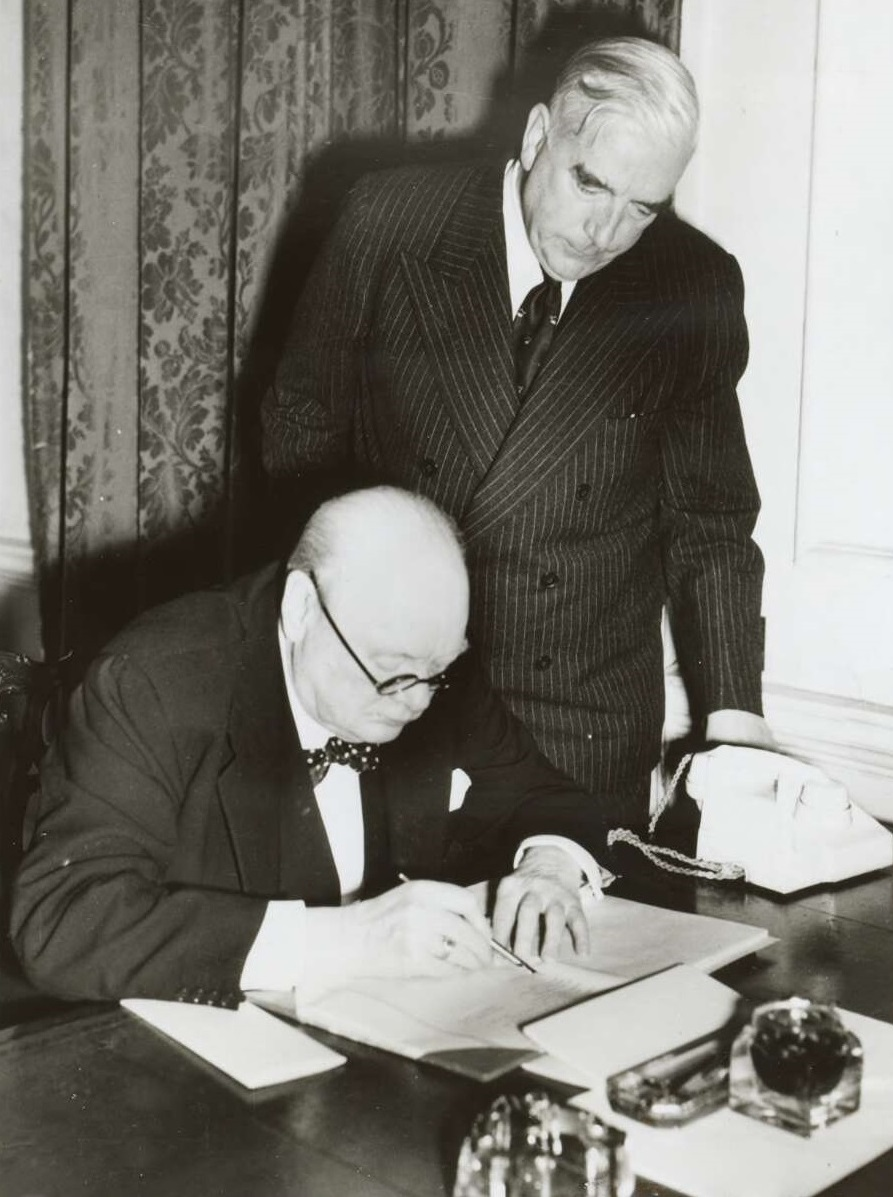
Thủ tướng Úc Robert Menzies và Thủ tướng Anh Winston Churchill vào năm 1941.

Cho đến cuối thập niên 1930, phòng thủ không phải là một vấn đề quan trọng đối với người Úc. Trong tổng tuyển cử năm 1937, cả hai chính đảng đều chủ trương tăng chi tiêu quốc phòng trong bối cảnh Nhật Bản tăng cường xâm chiếm Trung Quốc và Đức gây hấn tại châu Âu. Tuy nhiên, tồn tại khác biệt về cách thức phân phối chi tiêu quốc phòng. Chính phủ của Đảng Úc Liên hiệp nhấn mạnh hợp tác với Anh trong "một chính sách phòng thủ của đế quốc" dựa trên căn cứ hải quân Anh tại Singapore và chiến hạm của Hải quân Hoàng gia Anh. Chi tiêu quốc phòng trong những năm giữa hai Thế Chiến phản ánh ưu tiên này. Trong giai đoạn 1921–1936, tổng cộng £40 triệu được chi cho Hải quân Hoàng gia Úc, £20 triệu chi cho Lục quân Úc và £6 triệu chi cho Không quân Hoàng gia Úc (hình thành năm 1921). Năm 1939, Hải quân Úc, vốn có hai tuần dương hạm hạng nặng và bốn tuần dương hạm hạng nhẹ, là quân chủng được trang bị tốt cho chiến tranh.

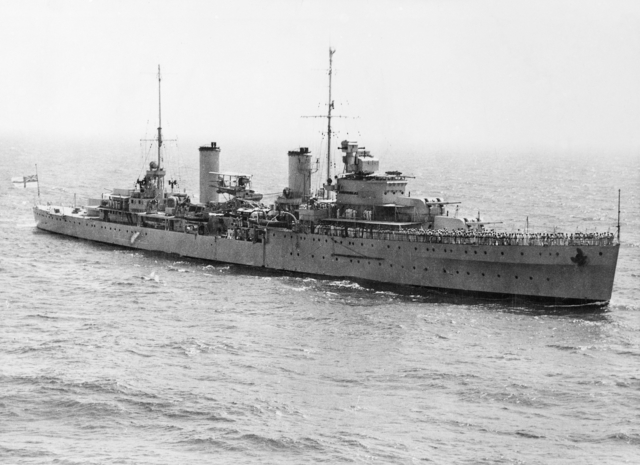
Tàu tuần dương hạng nhẹ, bị mất trong trận chiến ở Ấn Độ Dương, tháng 11 năm 1941

Lo ngại về ý định của Nhật Bản tại Thái Bình Dương, Menzies lập các đại sứ quán độc lập tại Tokyo và Washington, D.C. để nhận được tư vấn độc lập về các tiến triển. Gavin Long lập luận rằng Công đảng đối lập chủ trương tự lực quốc gia lớn hơn thông qua tích tụ sản xuất và tập trung hơn vào Lục quân và Không quân, như Tổng tham mưu trưởng John Lavarack cũng tán thành. Theo John Robertson, "một số nhà lãnh đạo Anh cũng nhận thấy rằng nước họ không thể đồng thời chống lại Nhật và Đức." Tuy nhiên "điều này chưa từng được thảo luận thẳng thắn tại...các cuộc họp của những nhà hoạch định phòng thủ Úc và Anh", như trong Hội nghị Đế quốc 1937.
Đến tháng 9 năm 1939, quân đội Úc lên tới 3.000 quân chính quy. Một chiến dịch tuyển mộ vào cuối năm 1938 do Thiếu tướng Thomas Blamey lãnh đạo đã tăng lực lượng dân quân dự bị lên gần 80.000. Sư đoàn đầu tiên tham gia chiến tranh được chỉ định là Sư đoàn 6 thuộc AIF thứ 2, có 5 sư đoàn dân quân trên giấy tờ và một AIF thứ nhất trong Chiến tranh thế giới thứ nhất.

### Chiến tranh
Ngày 3 tháng 9 năm 1939, Thủ tướng Robert Menzies phát biểu trên sóng phát thanh quốc gia:

| “ | Thưa đồng bào Úc, tôi có bổn phận đáng buồn phải thông báo với quý vị, một cách chính thức, rằng do kết quả của tính cố chấp của người Đức trong việc họ xâm chiếm Ba Lan, Anh Quốc đã tuyên chiến với họ, do vậy, Úc cũng ở trong chiến tranh. | ” |

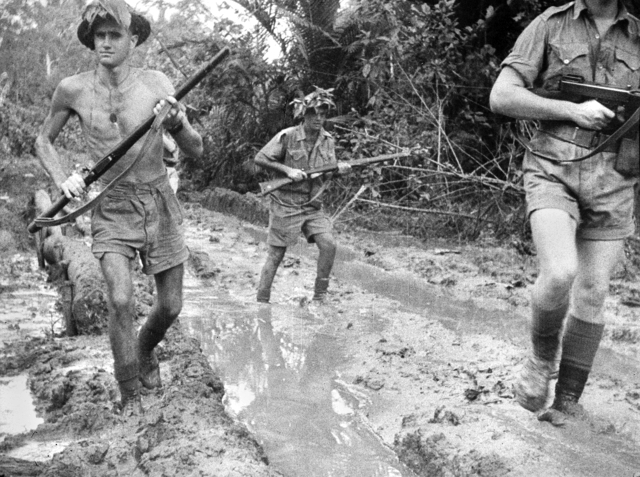
Binh sĩ Úc tại vịnh Milne, Papua. Lục quân Úc giành thắng lợi đầu tiên trước Lục quân Đế quốc Nhật Bản trong Chiến tranh thế giới thứ hai tại trận vịnh Milne vào tháng 8-9 năm 1942.

Người Úc tham gia chiến đấu tại nhiều địa điểm, từ kháng cự bước tiến của xe tăng Đức trong Cuộc vây hãm Tobruk tại Bắc Phi; đến đẩy lui bước tiến của Lục quân Đế quốc Nhật Bản trong Chiến dịch New Guinea. Từ các nhiệm vụ oanh tạc châu Âu và đụng độ hải quân Địa Trung Hải, đến đối diện với các cuộc tập kích bằng tàu ngầm nhỏ của người Nhật vào cảng Sydney và tấn công hủy diệt bằng đường không vào thành phố Darwin.
Việc tuyển dụng một lực lượng quân tình nguyện phục vụ trong và ngoài nước đã được công bố, Đệ nhị Quân đội Đế quốc Úc và một lực lượng dân quân được tổ chức để phòng thủ địa phương. Gặp rắc rối với việc Anh không tăng cường phòng thủ tại Singapore, Menzies tỏ ra thận trọng khi đưa quân sang châu Âu. Vào cuối tháng 6 năm 1940, Pháp, Na Uy, Đan Mạch và các nước vùng thấp đã rơi vào tay Đức Quốc xã. Nước Anh giờ đây đơn độc cùng với các lãnh thổ tự trị của mình. Menzies kêu gọi "chiến tranh toàn diện", tăng cường quyền lực liên bang và đưa ra lệnh bắt buộc. Chính phủ thiểu số của Menzies chỉ dựa vào hai đảng viên độc lập sau cuộc bầu cử năm 1940.
Trong tháng 1 năm 1941, Menzies đi máy bay đến Anh để thảo luận về sự yếu kém trong việc phòng thủ Singapore. Trở về Úc với mối đe dọa tiềm tàng từ Nhật Bản và lục quân Úc chịu nguy ngập trong các chiến dịch Hy Lạp và Crete, Menzies tái tiếp cận Công đảng để thành lập một nội các chiến tranh. Không thể đảm bảo sự ủng hộ của Công đảng, và với một đa số quốc hội bất khả thi, Menzies từ chức Thủ tướng. Liên minh cầm quyền trong một tháng nữa, trước khi những người độc lập chuyển đổi lòng trung thành và John Curtin tuyên thệ nhậm chức thủ tướng. Tám tuần sau, Nhật Bản tấn công Trân Châu Cảng.

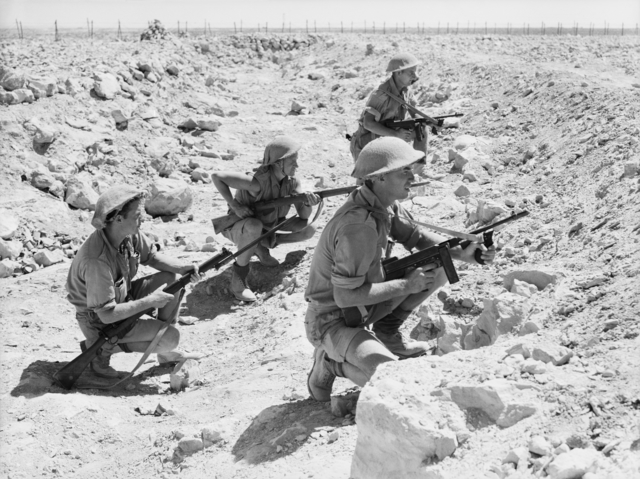
Một cuộc tuần tra từ Tiểu đoàn Bộ binh 2/13 tại Tobruk, Bắc Phi, (AWM 020779). Cuộc vây hãm Tobruk năm 1941 chứng kiến một đơn vị đồn trú của Úc đã ngăn chặn bước tiến của các sư đoàn Panzer của Hitler lần đầu tiên kể từ khi bắt đầu cuộc chiến.

Từ năm 1940 đến năm 1941, các lực lượng Úc đã đóng những vai trò nổi bật trong cuộc giao tranh tại chiến trường Địa Trung Hải, bao gồm Chiến dịch La bàn, Cuộc vây hãm Tobruk, Chiến dịch Hy Lạp, Trận Crete, Chiến dịch Syria-Lebanon và Trận El Alamein lần thứ hai.
Một đơn vị đồn trú với khoảng 14.000 binh sĩ Úc do Trung tướng Leslie Morshead chỉ huy đã bị bao vây ở Tobruk, Libya bởi quân đội Đức-Ý của Tướng Erwin Rommel từ tháng 4 đến tháng 8 năm 1941. Nhà tuyên truyền của Đức Quốc xã Lord Haw Haw chế nhạo những người bảo vệ là 'lũ chuột', một thuật ngữ mà những người lính sử dụng như một lời khen châm biếm: "The Rats of Tobruk". Quan trọng trong việc bảo vệ Ai Cập và Kênh đào Suez, cuộc bao vây đã chứng kiến bước tiến của quân đội Đức lần đầu tiên bị dừng lại và động viên tinh thần cho Khối thịnh vượng chung Anh, khi đó đang đứng một mình chống lại Hitler.
Chiến tranh càng tới gần Úc khi HMAS Sydney của Hải quân Úc bị đắm khi giao tranh với Kormoran của Đức vào tháng 11 năm 1941 ở ngoài khơi Tây Úc.
Trong khi hầu hết lực lượng tinh nhuệ của Úc được chuyển đến chiến đấu với Đức tại Trung Đông, Nhật Bản tấn công Trân Châu Cảng tại Hawaii vào ngày 8 tháng 12 năm 1941 (theo giờ miền đông Úc). Các chiến hạm HMS Prince of Wales và HMS Repulse của Anh được phái đi phòng thủ Singapore bị đánh đắm ngay sau đó tại Biển Đông. Úc chuẩn bị kém trước một cuộc tấn công, thiếu vũ khí, chiến đấu cơ hiện đại, oanh tạc cơ hạng nặng, và hàng không mẫu hạm. Trong khi Churchill yêu cầu tiếp viện, vào ngày 27 tháng 12 năm 1941, John Curtin công bố một thông cáo lịch sử rằng: Tại chiến trường Thái Bình Dương, Hoa Kỳ và Úc cần phải có một tiếng nói đầy đủ nhất trong chỉ huy kế hoạch chiến đấu của các nền dân chủ. Nếu không, Úc sẽ mong đợi từ Hoa Kỳ, giải thoát các liên kết truyền thống hoặc quan hệ họ hàng với Anh Quốc.

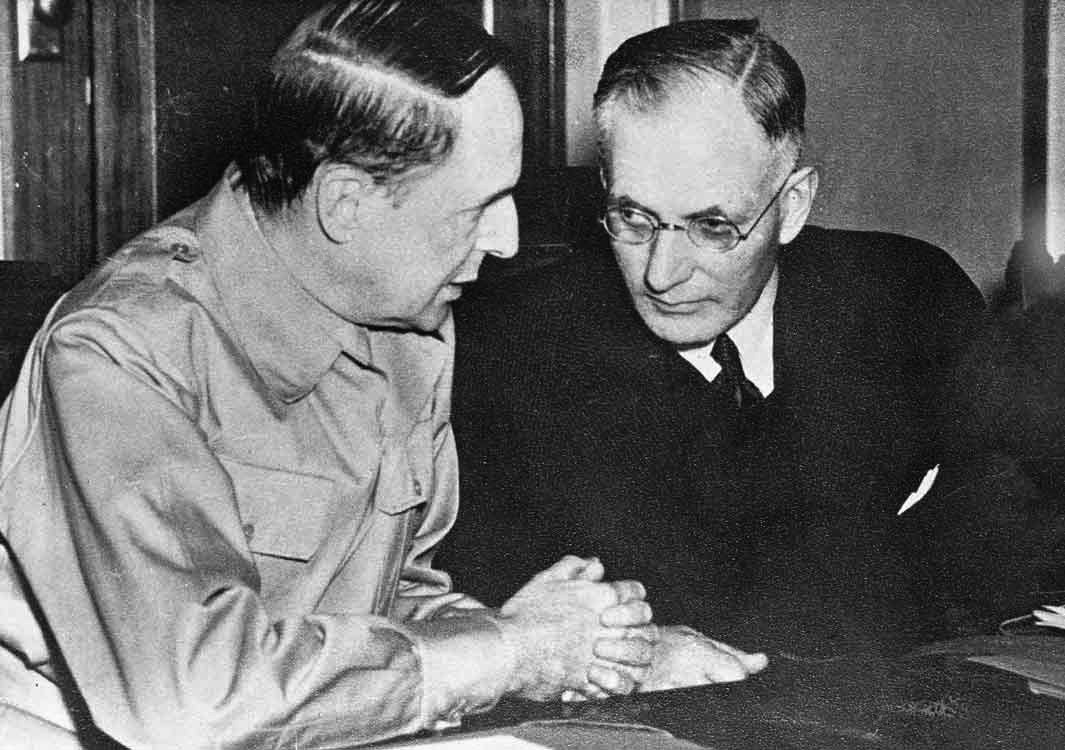
Tướng Hoa Kỳ Douglas MacArthur, Tư lệnh các lực lượng Đồng minh ở Thái Bình Dương cùng với Thủ tướng John Curtin

Malaya thuộc Anh nhanh chóng sụp đổ, gây sửng sốt cho Úc, sau đó các binh sĩ Anh, Ấn Độ và Úc tại Singapore đầu hàng vào ngày 15 tháng 2 năm 1942. Khoảng 15.000 binh sĩ Úc trở thành tù binh chiến tranh, John Curtin dự đoán rằng tiếp đến sẽ là "trận chiến nước Úc". Ngày 19 tháng 1, Darwin bị oanh tạc hủy diệt, đây là lần đầu tiên đại lục Úc bị lực lượng đối thủ tấn công. Trong 19 tháng sau đó, Úc bị oanh tạc gần 100 lần.

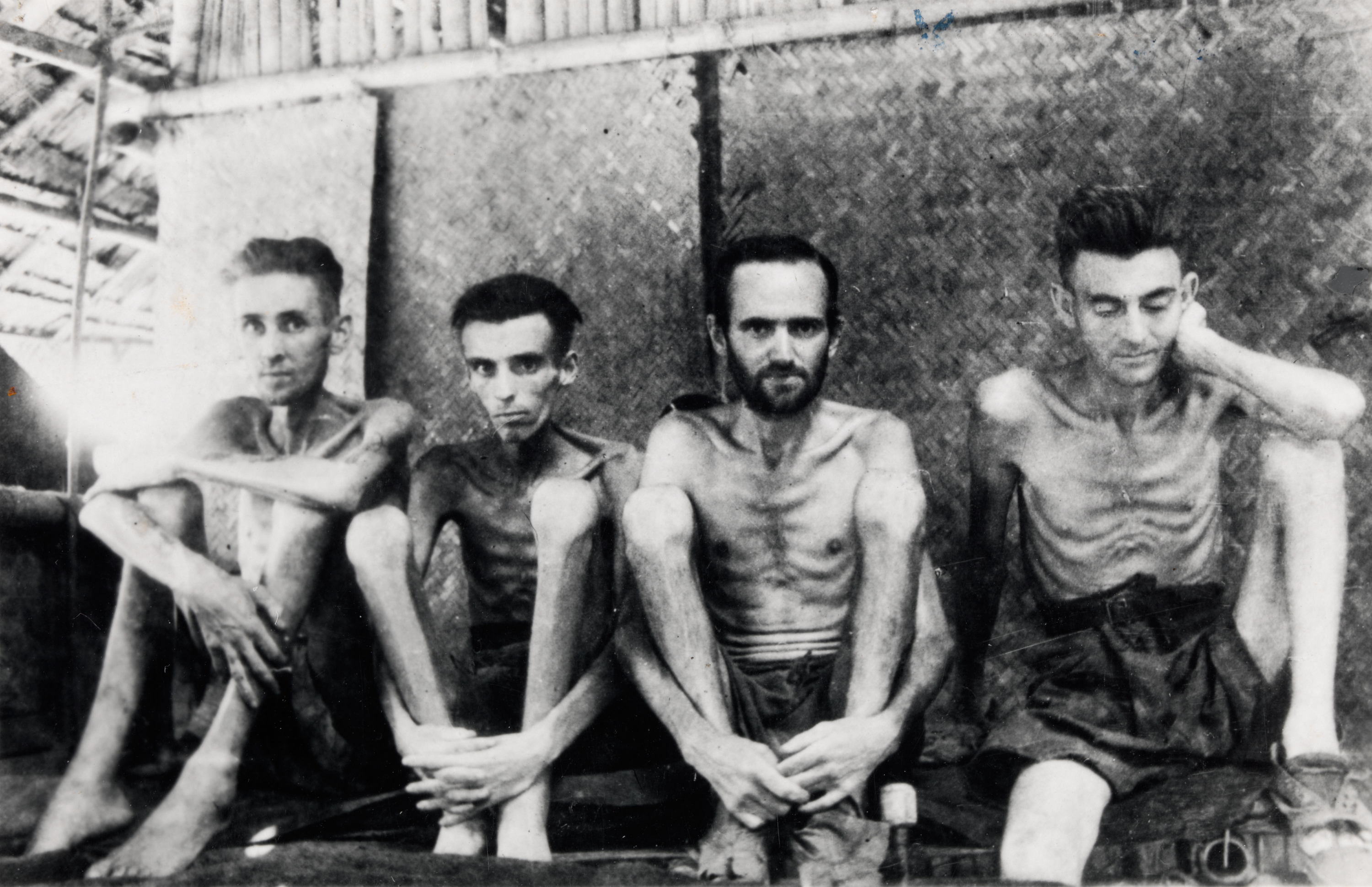
Tù binh chiến tranh người Hà Lan và Úc tạ Tarsau, Thái Lan năm 1943. 22.000 người Úc bị Nhật bắt giữ; 8.000 tử vong trong tình trạng tù binh chiến tranh.

Hai sư đoàn thiện chiến của Úc đã từ Trung Đông đến Singapore. Churchill muốn họ chuyển hướng sang Miến Điện nhưng Curtin từ chối và hồi hộp chờ họ trở về Úc. Tổng thống Hoa Kỳ Franklin D. Roosevelt ra lệnh cho sĩ quan chỉ huy lực lượng Hoa Kỳ tại Philippines là Tướng Douglas MacArthur xây dựng kế hoạch phòng thủ Thái Bình Dương cùng với Úc vào tháng 3 năm 1942. John Curtin chấp thuận đặt Úc dưới quyền chỉ huy của Tướng MacArthur, nhân vật này trở thành "Chỉ huy Tối cao của Tây Nam Thái Bình Dương", một chuyển biến căn bản trong chính sách đối ngoại của Úc. MacArthur chuyển trụ sở của mình đến Melbourne vào tháng 3 năm 1942 và các binh sĩ Hoa Kỳ bắt đầu tập trung tại Úc. Vào cuối tháng 5 năm 1942, tàu ngầm cỡ nhỏ của Nhật Bản đánh đắm một tàu sửa chữa trong một cuộc tập kích táo bạo vào cảng Sydney. Ngày 8 tháng 6 năm 1942, hai tàu ngầm của Nhật Bản Cuộc tấn công cảng Sydney|pháo kích]] một thời gian ngắn các khu ngoại ô phía đông của Sydney và thành phố Newcastle.
Trong một nỗ lực nhằm cô lập Úc, quân Nhật đã lên kế hoạch cho một cuộc xâm lược bằng đường biển vào Port Moresby, thuộc Lãnh thổ New Guinea của Úc. Vào tháng 5 năm 1942, Hải quân Hoa Kỳ giao chiến với quân Nhật trong Trận chiến Biển San hô và tạm dừng cuộc tấn công. Trận chiến ở Midway vào tháng 6 đã đánh bại hải quân Nhật Bản một cách hiệu quả và quân đội Nhật Bản đã phát động một cuộc tấn công trên bộ vào Moresby từ phía bắc. Từ tháng 7 đến tháng 11 năm 1942, các lực lượng Úc đã đẩy lùi các nỗ lực của Nhật Bản vào thành phố bằng Đường mòn Kokoda ở vùng cao nguyên New Guinea. Trận chiến Vịnh Milne vào tháng 8 năm 1942 là thất bại đầu tiên của Đồng minh đối với các lực lượng trên bộ của Nhật Bản.

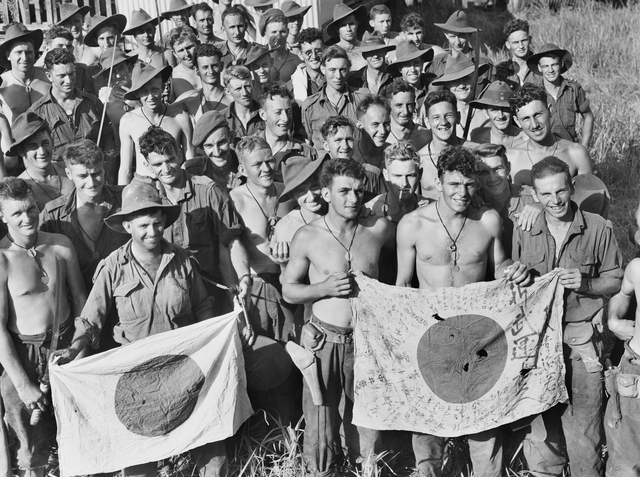
Những người lính Úc trưng bày những lá cờ Nhật Bản mà họ lấy được tại Kaiapit, New Guinea năm 1943.

Trong khi đó, tại Bắc Phi, Lực lượng Phe Trục đẩy lui quân Đồng Minh đến Ai Cập, một bước ngoặt xảy ra từ tháng 7 đến tháng 11 năm 1942, khi Sư đoàn 9 của Úc đóng một vai trò quyết định trong một số giao tranh ác liệt nhất của Trận El Alamein thứ nhất và thứ hai, khiến tình thế Chiến dịch Bắc Phi chuyển sang hướng có lợi cho Đồng Minh.
Trận Buna – Gona, từ tháng 11 năm 1942 đến tháng 1 năm 1943, mở đầu cho những giai đoạn cuối cùng cay đắng của chiến dịch New Guinea, kéo dài đến năm 1945. Các cuộc tấn công tại Papua và New Guinea năm 1943–44 là chuỗi các hoạt động đơn lẻ lớn nhất gắn với lực lượng vũ trang Úc. Ngày 14 tháng 5 năm 1943, tàu bệnh viện Centaur của Úc bị quân Nhật đánh đắm ngoài khơi bờ biển Queensland, kích động hơn nữa tư tưởng chống Nhật trong dân chủng Úc.
Các tù binh chiến tranh Úc bị ngược đãi nghiêm trọng tại Mặt trận Thái Bình Dương. Năm 1943, có 2.815 tù binh chiến tranh người Úc tử vong khi xây dựng đường sắt Miến Điện-Thái Lan cho người Nhật Năm 1944, người Nhật gây ra Hành quân Chết chóc Sandakan trên đảo Borneo, chỉ có 6 trong số 2.000 tù binh chiến tranh người Úc và Anh còn sống sót, đây là tội ác chiến tranh đơn lẻ tệ nhất chống lại người Úc trong chiến tranh.
MacArthur phần lớn loại trừ các lực lượng Úc khỏi cuộc tiến công chính lên phía bắc vào Philippines và Nhật Bản. Nó được giao cho Úc để lãnh đạo cuộc tấn công đổ bộ chống lại các căn cứ của Nhật Bản trong Borneo. Curtin bị suy yếu do sức khỏe của các văn phòng và chết vài tuần trước khi chiến tranh kết thúc, được thay thế bởi Ben Chifley.
Dân số thời chiến của Úc là bảy triệu người, gần một triệu nam nữ phục vụ trong lực lượng vũ trang trong sáu năm chiến sự. Đến khi kết thúc chiến tranh, tổng số người tòng quân là 727.200 nam nữ trong Lục quân Úc (557.800 phục vụ tại hải ngoại), 216.900 trong Không quân Hoàng gia Úc và 48.900 trong Hải quân Hoàng gia Úc. Trên 39.700 người bị giết hay tử vong trong tình trạng tù nhân chiến tranh, khoảng 8.000 trong đó chết khi là tù binh chiến tranh của người Nhật.

### Hậu phương Úc

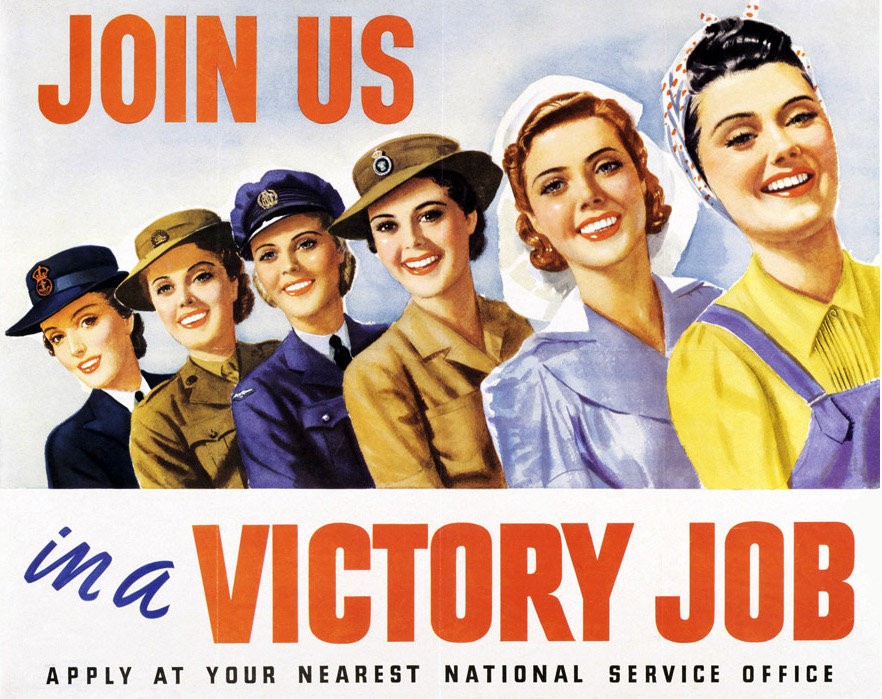
Phụ nữ Úc được khuyến khích đóng góp cho nỗ lực chiến tranh bằng cách tham gia một trong các chi nhánh nữ của lực lượng vũ trang hoặc tham gia lực lượng lao động.

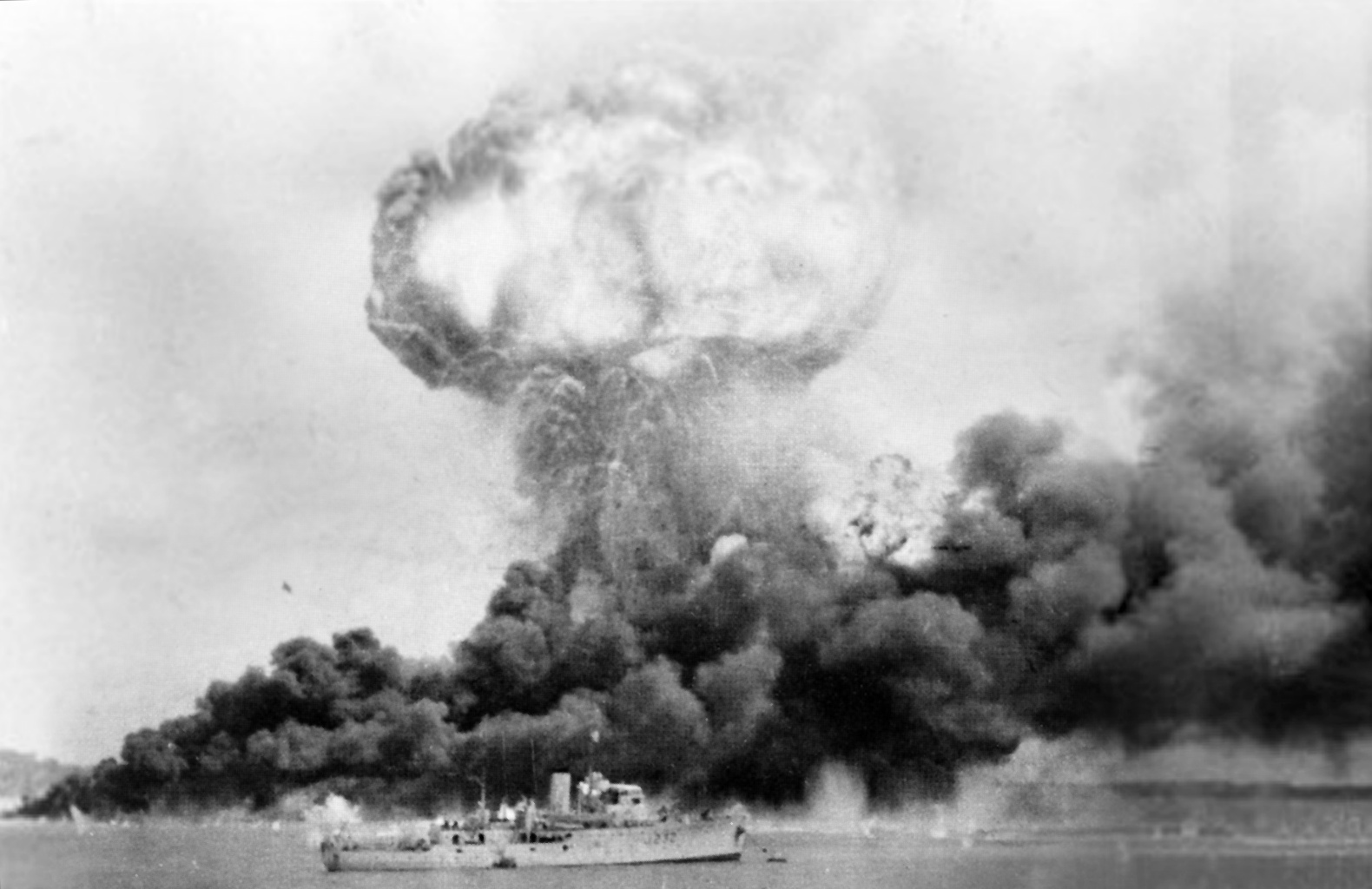
Bombing of Darwin, ngày 19 tháng 2 năm 1942. Nhật Bản không kích Australia trong năm 1942–43 đã giết chết hàng trăm quân nhân và dân thường, trong khi Hoạt động hải quân của phe Trục ở Australia vùng biển hàng hải bị đe dọa từ năm 1940 đến năm 1945.

Trong khi dân thường Úc chịu ít thiệt hại hơn dưới tay của phe Trục so với các quốc gia Đồng minh khác ở Châu Á và Châu Âu, Úc vẫn chịu sự tấn công trực tiếp của lực lượng hải quân Nhật Bản và các cuộc oanh tạc trên không, đặc biệt là trong các năm 1942 và 1943, dẫn đến hàng trăm người thiệt mạng và thúc đẩy nỗi sợ hãi về cuộc xâm lược của Nhật Bản. Hoạt động hải quân của phe Trục trong vùng biển của Úc cũng đưa chiến tranh đến gần nhà đối với người Úc. Tất cả các biện pháp thắt lưng buộc bụng, các biện pháp kiểm soát khẩu phần và lao động đều được thực hiện để hỗ trợ nỗ lực chiến tranh. Thường dân Úc đã đào các hầm trú ẩn không kích, huấn luyện phòng thủ dân sự và sơ cứu, các cảng và thành phố của Úc được trang bị phòng không và phòng thủ đường biển.
Kinh tế Úc chịu tác động rõ rệt do Chiến tranh thế giới thứ hai. Chi tiêu cho chiến tranh đạt 37% GDP vào năm 1943–44, so với 4% chi tiêu trong giai đoạn 1939–1940. Tổng chi tiêu chiến tranh của Úc từ 1939 đến 1945 là £2.949 triệu. Một lực lượng nữ đáng kể tham gia trực tiếp vào sản xuất thời chiến. Từ năm 1939 đến 1944, số phụ nữ làm việc trong nhà máy tăng từ 171.000 lên 286.000.

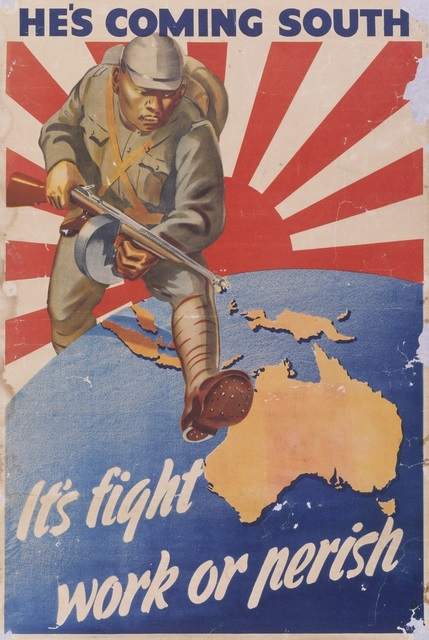
Ap phích tuyên truyền của Úc năm 1942. Úc lo sợ bị Đế quốc Nhật Bản xâm lược sau cuộc xâm lược của Lãnh thổ New Guinea và Sự sụp đổ của Singapore của Úc vào đầu năm 1942.

Mặc dù cao điểm của các cuộc nhập ngũ diễn ra vào tháng 6 đến tháng 7 năm 1940, khi hơn 70.000 người nhập ngũ, chính Chính phủ Lao động Curtin, được thành lập vào tháng 10 năm 1941, chịu trách nhiệm phần lớn cho việc "sửa đổi hoàn toàn toàn bộ nước Úc. đời sống kinh tế, sinh hoạt và công nghiệp ". Việc hạn chế nhiên liệu, quần áo và một số thực phẩm đã được đưa ra, (mặc dù ít nghiêm trọng hơn ở Anh) Ngày lễ Giáng sinh được cắt giảm, "những người bên ngoài màu nâu" được giới thiệu và một số phương tiện giao thông công cộng giảm. Từ tháng 12 năm 1941, Chính phủ đã sơ tán tất cả phụ nữ và trẻ em khỏi Darwin và miền bắc Australia, và hơn 10.000 người tị nạn đến từ Đông Nam Á khi Nhật Bản tiến lên. Vào tháng 1 năm 1942, Ban Giám đốc Nhân lực được thành lập "để đảm bảo tổ chức của người Úc theo cách tốt nhất có thể để đáp ứng mọi yêu cầu quốc phòng." Bộ trưởng Bộ Công nghiệp Tổ chức Chiến tranh, John Dedman đưa ra mức độ thắt lưng buộc bụng và sự kiểm soát của chính phủ trước đây chưa từng được biết đến, đến mức ông được đặt biệt danh là "kẻ đã giết Cha Giáng sinh".
Vào tháng 5 năm 1942, các luật thuế thống nhất được ban hành ở Úc, khi chính quyền các bang từ bỏ quyền kiểm soát đối với việc đánh thuế thu nhập, "Ý nghĩa của quyết định này lớn hơn bất kỳ quyết định nào khác... được đưa ra trong suốt chiến tranh, vì nó đã bổ sung thêm quyền hạn rộng rãi cho Chính phủ Liên bang và làm giảm đáng kể quyền tự chủ tài chính của các bang."
Sản xuất tăng trưởng đáng kể vì chiến tranh. "Năm 1939 chỉ có ba công ty Úc sản xuất máy công cụ, nhưng đến năm 1943 đã có hơn một trăm công ty làm như vậy." Từ việc có ít máy bay tiền tuyến vào năm 1939, RAAF đã trở thành lực lượng Không quân đồng minh lớn thứ tư vào năm 1945. Một số máy bay đã được chế tạo theo giấy phép ở Úc trước khi chiến tranh kết thúc, đáng chú ý là Beaufort và Beaufighter, mặc dù phần lớn máy bay đến từ Anh và sau đó là Mỹ. Máy bay chiến đấu Boomerang, được thiết kế và chế tạo trong bốn tháng của năm 1942, nhấn mạnh tình trạng tuyệt vọng mà Australia đã chứng kiến khi Nhật Bản tiến bộ.
Úc cũng đã tạo ra, hầu như từ con số không, một lực lượng lao động nữ đáng kể tham gia trực tiếp vào sản xuất chiến tranh. Từ năm 1939 đến năm 1944, số lượng phụ nữ làm việc trong các nhà máy đã tăng từ 171.000 lên 286.000 người. Dame Enid Lyons, góa phụ của cựu Thủ tướng Joseph Lyons, trở thành người phụ nữ đầu tiên được bầu vào Hạ viện vào năm 1943, gia nhập trung tâm mới của Robert Menzies- quyền Đảng Tự do của Úc, được thành lập vào năm 1945. Cũng trong cuộc bầu cử đó, Dorothy Tangney đã trở thành người phụ nữ đầu tiên được bầu vào Thượng viện.

## Bùng nổ hậu chiến

### Menzies và Đảng Tự do thống trị: 1949–72

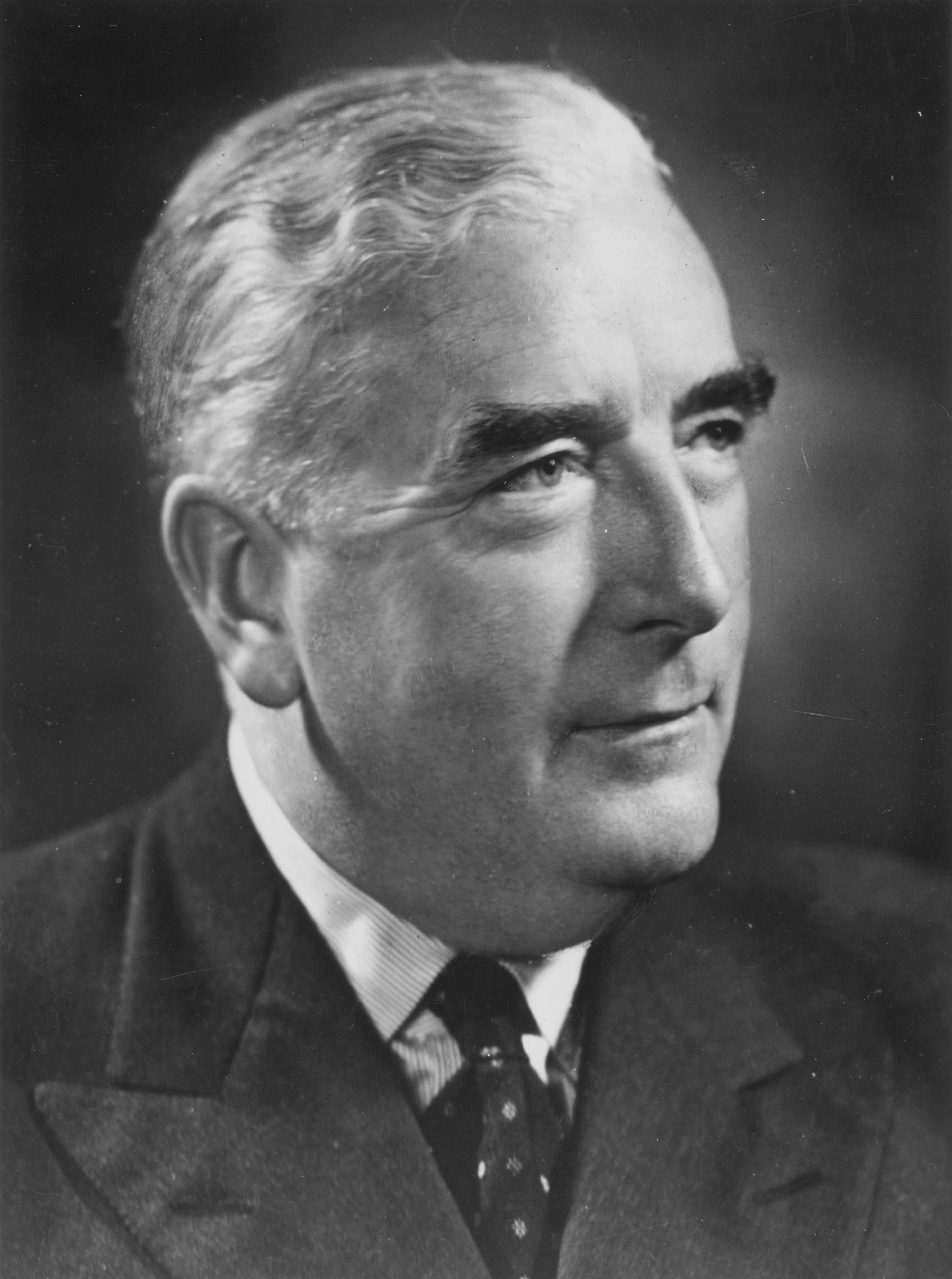
Robert Menzies là người sáng lập Đảng Tự do Úc và là Thủ tướng Úc 1939–41 và 1949–66

Trên phương diện chính trị, Robert Menzies và Đảng Tự do Úc thống trị phần lớn thời kỳ ngay sau chiến tranh, chiến thắng trước chính phủ Công đảng của Ben Chifley vào năm 1949, một phần là do Công đảng đề xuất quốc hữu hóa các ngân hàng và tiếp sau một vụ đình công làm tê liệt ngành than do Đảng Cộng sản Úc lãnh đạo. Menzies trở thành thủ tướng tại vị lâu nhất của Úc, và Đảng Tự do, trong liên minh với Đảng Thôn quê, giành thắng lợi trong mọi cuộc bầu cử liên bang cho đến năm 1972.
Giống như tại Hoa Kỳ vào đầu thệp niên 1950, các cáo buộc về ảnh hưởng cộng sản trong xã hội khiến tình hình chính trị căng thẳng. Những người tị nạn từ khu vực Đông Âu dang do Liên Xô chi phối nhập cư đến Úc, trong khi Đảng Cộng sản Trung Quốc giành thắng lợi trong Nội chiến Trung Quốc vào năm 1949, và đến tháng 6 năm 1950 thì Bắc Triều Tiên cộng sản xâm chiếm miền nam bán đảo. Chính phủ Menzies hưởng ứng một đề nghị của Hội đồng Bảo an Liên Hợp Quốc do Hoa Kỳ lãnh đạo về viện trợ quân sự cho Hàn Quốc và điều quân từ Nhật Bản đến tham dự Chiến tranh Triều Tiên. Lực lượng Úc tham gia trong nhiều trận chiến như Kapyong và Maryang San. 17.000 người Úc phục vụ và thương vong là trên 1.500, trong đó có 339 người thiệt mạng.

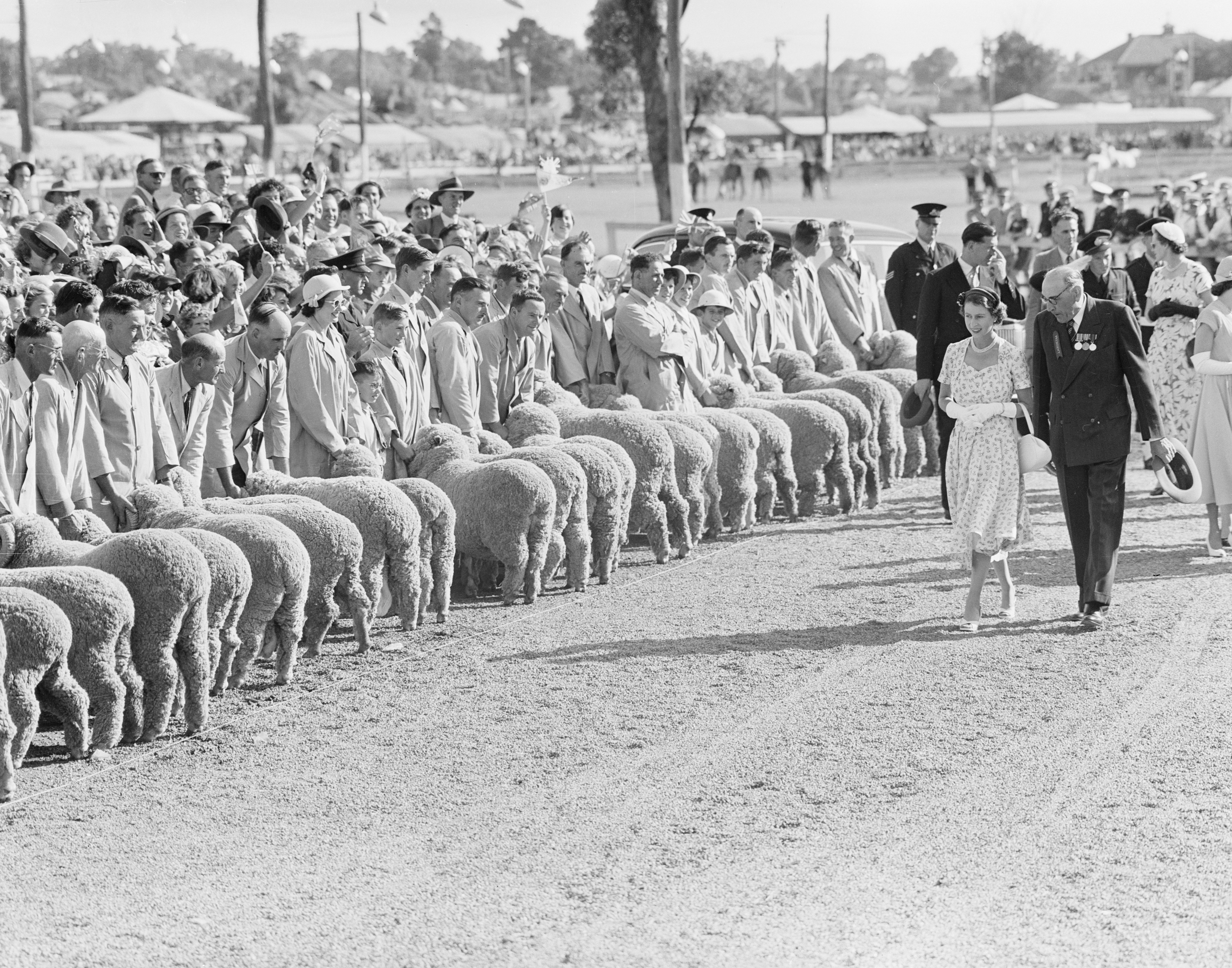
Elizabeth II khảo sát cừu tại Wagga Wagga trong chuyến công du hoàng gia năm 1954.

Trong thời gian diễn ra Chiến tranh Triều Tiên, Chính phủ Tự do nỗ lực để cấm chỉ Đảng Cộng sản Úc, lần đầu theo pháp luật vào năm 1950 và lần thứ hai theo trưng cầu dân ý vào năm 1951. Mặc dù cả hai nỗ lực đều bất thành, song các sự kiện quốc tế tiếp theo như sự đào ngũ của viên chức Đại sứ quán Liên Xô Vladimir Petrov, làm tăng thêm cảm giác đe dọa mà về chính trị thì có lợi cho chính phủ Tự do-Thôn quê của Menzies, khi Công đảng bị phân chia về vấn đề ảnh hưởng của Đảng Cộng sản đối với phong trào công đoàn. Căng thẳng dẫn đến sự xuất hiện của Đảng Lao động Dân chủ (DLP) ly khai, Đảng này vẫn là một lực lượng chính trị có ảnh hưởng, thường nắm giữ cân bằng quyền lực trong Thượng nghị viện, cho đến năm 1974. Ưu tiên của Đảng Lao động Dân chủ là ủng hộ Đảng Tự do và Thôn quê. Công đảng do H.V. Evatt lãnh đạo sau khi Chifley qua đời vào năm 1951, Evatt giữ chức Chủ tịch Đại hội đồng Liên Hợp Quốc trong giai đoạn 1948–49 và giúp soạn thảo Tuyên ngôn Quốc tế Nhân quyền (1948). Evatt nghỉ hưu vào năm 1960, Arthur Calwell kế nhiệm lãnh đạo Công đảng với cấp phó Gough Whitlam.
Menzies tại vị trong một giai đoạn bùng nổ kinh tế liên tục và bắt đầu biến hóa xã hội sâu rộng-với sự xuất hiện của nhạc rock and roll và truyền hình trong thập niên 1950. Năm 1958, ca sĩ nhạc đồng quê Slim Dusty giúp Úc lần đầu hiện diện ở vị trí hàng đầu trong bảng xếp hạng âm nhạc quốc tế với nhạc phẩm "Pub With No Beer". trong khi rock and roll er Johnny O'Keefe "Wild One" trở thành bản thu âm địa phương đầu tiên lọt vào bảng xếp hạng quốc gia, đạt đỉnh Số 20. Điện ảnh Úc sản xuất rất ít nội dung của riêng mình trong những năm 1950, nhưng các hãng phim của Anh và Hollywood đã sản xuất một chuỗi các sử thi thành công từ văn học Úc, với sự góp mặt của các ngôi sao đã trưởng thành Chips Rafferty và Peter Finch .
Menzies là người ủng hộ trung thành các liên kết với quân chủ và Thịnh vượng chung các Quốc gia, và chính thức hóa một liên minh với Hoa Kỳ, song cũng khởi động mậu dịch hậu chiến với Nhật Bản, bắt đầu một quá trình tăng trưởng của xuất khẩu than đá, quặng sắt và các tài nguyên khoán sản, cho đến khi Nhật Bản trở thành đối tác mậu dịch lớn nhất của Úc. Khi Menzies nghỉ hưu vào năm 1965, thay thế ông là Harold Holt, Holt chết đuối khi tắm biển trong tháng 12 năm 1967 và người thay thế là John Gorton (1968–1971) và sau đó là William McMahon (1971–1972).

### Nhập cư hậu chiến

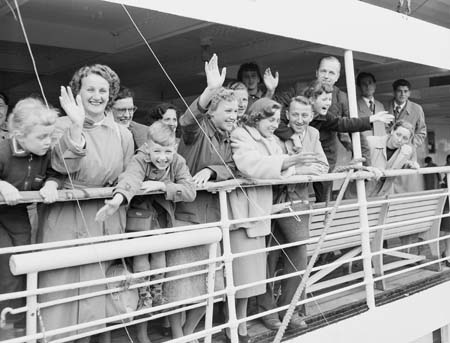
Nhập cư hậu chiến đến Úc vào năm 1954

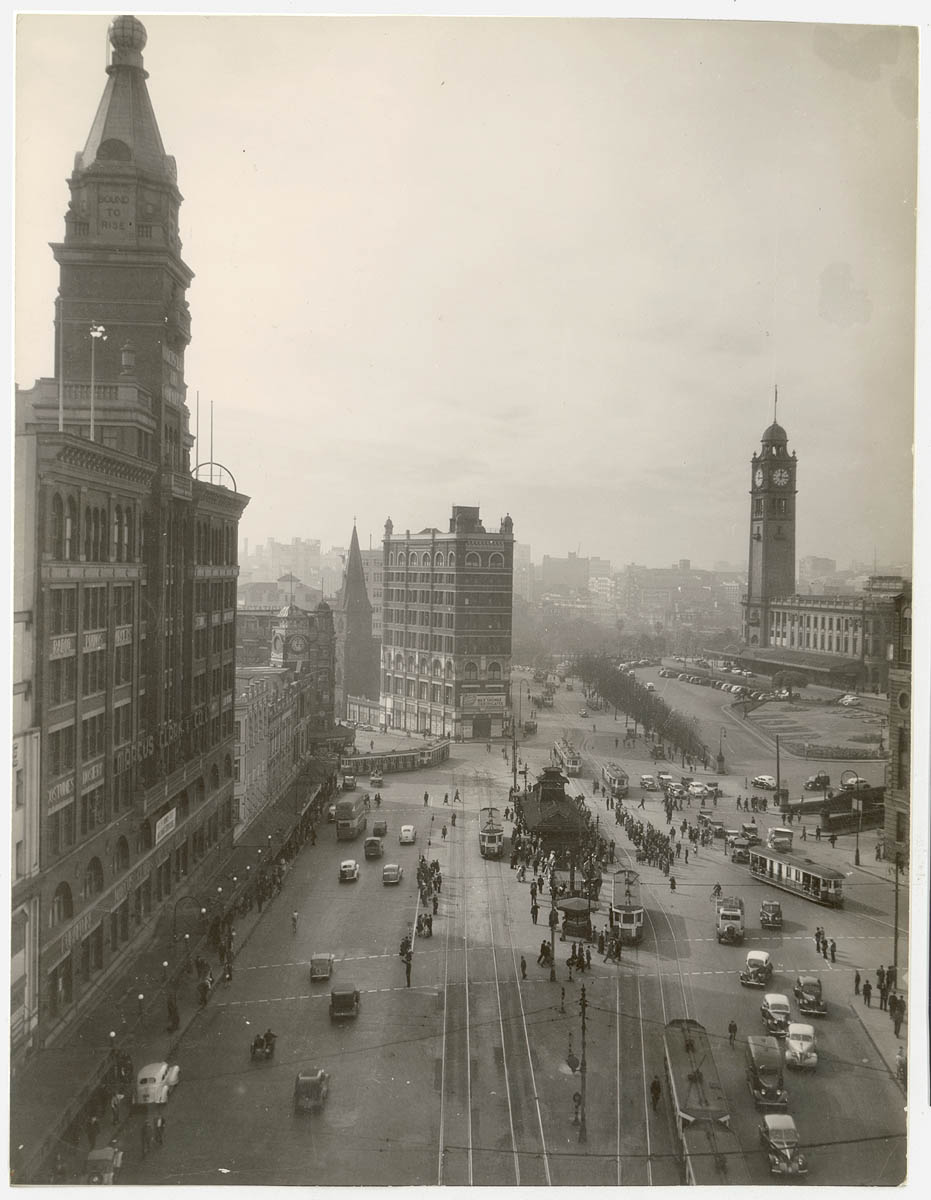
Sau Thế chiến thứ hai và đến những năm 1950, dân số của Úc là 10 triệu người, và trung tâm đô thị đông dân nhất là thành phố lâu đời nhất của nó, Sydney. Nó vẫn giữ vị thế là thành phố lớn nhất của Úc kể từ đó.

Sau Chiến tranh thế giới thứ hai, chính phủ Công đảng của Ben Chifley xúc tiến một chương trình đồ sộ về người nhập cư châu Âu. Năm 1945, Bộ trưởng Nhập cư Arthur Calwell viết rằng "Nếu kinh nghiệm về Chiến tranh Thái Bình Dương đã dạy chúng ta một điều, thì nó chắc chắn là bảy triệu người Úc không thể giữ ba triệu dặm vuông bề mặt địa cầu này vô hạn định." Tất cả các chính đảng đều chia sẻ quan điểm rằng quốc gia cần phải "đưa dân đến hay diệt vong." Calwell phát biểu một ưu Tiên về mỗi mười người Anh Quốc nhập cư ứng với mỗi một người đến từ quốc gia khác; tuy nhiên số người Anh Quốc nhập cư thiếu hụt so với dự kiến bất chấp chính phủ hỗ trợ.
Di cư lần đầu tiên đưa một số lượng lớn người Nam và Trung Âu đến Úc. Một truyền đơn năm 1958 của chính phủ đảm bảo với người đọc rằng người di cư phi Anh Quốc không có kỹ năng là cần thiết cho "lao động trong các dự án gian khổ...công việc mà các công nhân người Úc hay Anh thông thường không chấp thuận." Kinh tế Úc ở trong tình trạng tương phản rõ rệt với châu Âu bị chiến tranh tàn phá, và những người nhập cư mới đến tìm được công việc trong một ngành công nghiệp chế tạo đang bùng nổ và các chương trình trợ giúp của chính phủ như Kế hoạch Snowy Mountains. Tổ hợp thủy điện và thủy lợi tại đông nam Úc gồm có 16 đập lớn và bảy nhà máy điện, được xây dựng từ năm 1949 đến 1974. Nó vẫn là công trình kỹ thuật lớn nhất được tiến hành tại Úc. Dự án cần sử dụng nhân công gồm 100.000 người đến từ trên 30 quốc gia, đối với nhiều người nó biểu thị sự ra đời của Úc đa văn hóa. Khoảng 4,2 triệu người nhập cư đến từ năm 1945 đến năm 1985, khoảng 40% trong số họ đến từ Anh Quốc và Ireland. Cuốn tiểu thuyết năm 1957  Họ là một Mob kỳ lạ  là một câu chuyện phổ biến về một người Ý di cư đến Úc, mặc dù được viết bởi tác giả sinh ra ở Úc John O'Grady. Dân số Úc đạt 10 triệu vào năm 1959.
Vào tháng 5 năm 1958, Chính phủ Menzies đã thông qua Đạo luật di cư 1958 thay thế bài kiểm tra chính tả được áp dụng tùy tiện của Đạo luật hạn chế nhập cư bằng hệ thống giấy phép nhập cảnh, phản ánh các tiêu chí kinh tế và kỹ năng. Những thay đổi hơn nữa trong những năm 1960 đã chấm dứt hiệu quả Chính sách của người Úc da trắng. Nó kết thúc hợp pháp vào năm 1973.

### Tăng trưởng kinh tế và sinh hoạt ngoại ô

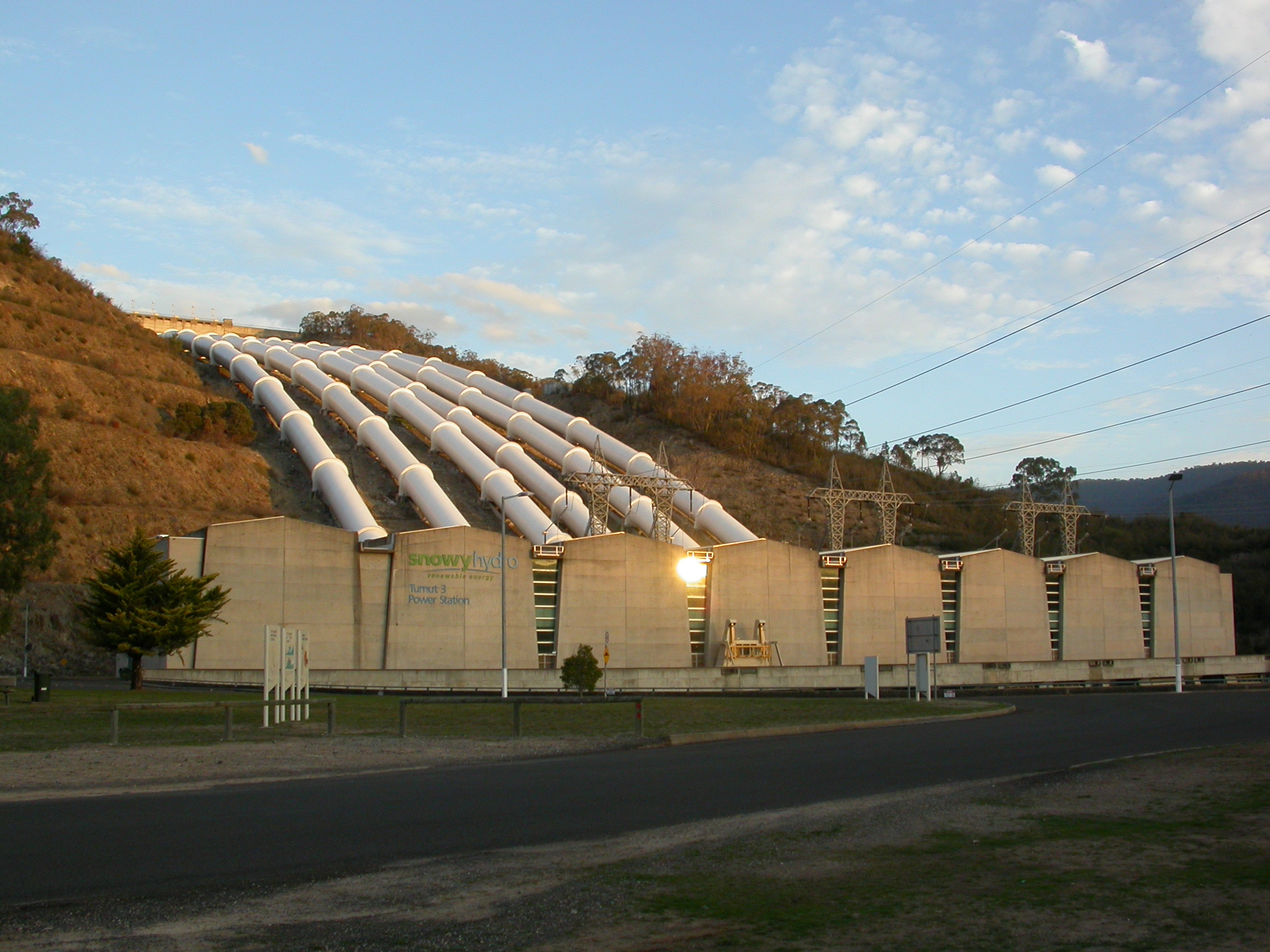
Nhà máy điện Tumut 3 được xây dựng như một phần của Snowy Mountains Hydro Electric Scheme (1949–1974) rộng lớn. Việc xây dựng đòi hỏi phải mở rộng chương trình nhập cư của Úc.

Úc trải qua tăng trưởng đáng kể về sự thịnh vượng trong thập niên 1950 và 1960, với sự gia tăng về cả tiêu chuẩn sinh hoạt và thời gian thư giãn. Ngành công nghiệp chế tạo trước đây đóng một vao trò nhỏ trong kinh tế và do sản xuất sơ cấp chi phối, thì nay được khuếch trương mạnh. Chiếc ô tô Holden xuất xưởng vào tháng 11 năm 1948. Sở hữu ô tô gia tăng nhanh chóng, từ 130/1000 người vào năm 1949 lên đến 271/1000 người vào năm 1961. Đến thập niên 1960, bốn đối thủ của Úc lập nhà máy tại Úc, tuyển dụng từ 80.000 đến 100.000 công nhân, "ít nhất bốn phần năm trong số họ là người di cư."
Trong những năm 1960, khoảng 60% sản xuất của Úc được bảo hộ bằng thuế quan. Áp lực từ lợi ích kinh doanh và phong trào công đoàn đảm bảo những điều này vẫn ở mức cao. Nhà sử học Geoffrey Bolton cho rằng sự bảo hộ bằng thuế quan cao của những năm 1960 đã khiến một số ngành công nghiệp "rơi vào trạng thái uể oải", bỏ bê việc nghiên cứu và phát triển cũng như tìm kiếm thị trường mới. CSIRO được kỳ vọng sẽ hoàn thành công việc nghiên cứu và phát triển.
Giá len và lúa mì vẫn ở mức cao, và len vẫn là hàng hóa xuất khẩu trụ cột của Úc. Số lượng cừu tăng từ 113 triệu vào năm 1950 lên đến 171 triệu vào năm 1965. Sản xuất len tăng từ 518.000 lên 819.000 tấn trong cùng thời kỳ. Lúa mì, len, và khoáng sản đảm bảo một sự cân bằng mậu dịch lành mạnh từ năm 1950 đến 1966.
Trong bùng nổ nhà ở lớn thời kỳ hậu chiến, các khu ngoại ô của các thành phố lớn tại Úc phát triển nhanh chóng. Theo điều tra nhân khẩu năm 1966, chỉ có 14% dân số Úc cư trú tại khu vực nông thôn, giảm từ 31% vào năm 1933 và chỉ có 8% cư trú tại các nông trại. Việc làm đầy đủ có nghĩa là tiêu chuẩn cao về sinh hoạt và gia tăng mạnh sở hữu nhà ở, và đến thập niên 1960, Úc có khoảng cách thu nhập công bằng nhất trên thế giới. Vào đầu những năm 60, một cuộc khảo sát của McNair trên toàn nước Úc ước tính rằng 94% gia đình có tủ lạnh, 50% điện thoại, 55% tivi, 60% máy giặt và 73% máy hút bụi. Ngoài ra, hầu hết các hộ gia đình hiện đã có một chiếc ô tô. Theo một nghiên cứu, "Vào năm 1946, cứ 14 người Úc thì có một chiếc ô tô; đến năm 1960, con số này là một chiếc đến 3,5 chiếc. Đại đa số các gia đình đều có xe hơi."
Sở hữu ô tô phát triển mạnh trong thời kỳ hậu chiến, với dữ liệu điều tra dân số 1970/1971 ước tính rằng 96,4% hộ gia đình Úc trong những năm đầu của thập niên 70 sở hữu ít nhất một chiếc ô tô; tuy nhiên, không phải tất cả đều cảm thấy sự tăng trưởng nhanh chóng ở ngoại ô là mong muốn. Kiến trúc sư và nhà thiết kế xuất sắc Robin Boyd, một nhà phê bình về môi trường xung quanh được xây dựng của Úc, đã mô tả Úc là "'miếng bọt biển liên tục nằm ở Thái Bình Dương", theo mốt nước ngoài và thiếu niềm tin vào sản phẩm trong nước, ý tưởng ban đầu ". Năm 1956, diễn viên hài dadaist Barry Humphries đã thể hiện nhân vật của Edna Everage như một tác phẩm nhại lại một bà nội trợ kiêu kỳ ở vùng ngoại ô Melbourne thập niên 1950 (nhân vật này chỉ sau này mới được đưa vào một bài phê bình của văn hóa danh nhân tự ám ảnh). Đây là tác phẩm đầu tiên trong số nhiều sáng tạo trên sân khấu và màn ảnh châm biếm của anh ấy dựa trên các nhân vật kỳ quặc của Úc: Sandy Stone, một người già sống ở ngoại ô, Barry McKenzie một người Úc ngây thơ ở London và Sir Les Patterson, một bản nhại thô tục của một chính trị gia thời Whitlam.
Một số nhà văn bênh vực cuộc sống ngoại ô. Nhà báo Craig Macgregor coi cuộc sống ngoại ô là "... giải pháp cho nhu cầu của người di cư..." Hugh Stretton lập luận rằng "rất nhiều cuộc sống ảm đạm thực sự đang sống ở ngoại ô... nhưng hầu hết chúng có thể tồi tệ hơn ở những nơi khác vùng lân cận". Nhà sử học Peter Cuffley đã nhớ lại cuộc sống của một đứa trẻ ở một vùng ngoại ô mới của Melbourne như có một sự phấn khích vui vẻ. "Trí tưởng tượng của chúng tôi đã giúp chúng tôi không thấy cuộc sống quá buồn tẻ, cũng như sự tự do hoang dã khi có thể đi lang thang xa và rộng trong các loại bụi rậm (lân cận) khác nhau... Trẻ em ở vùng ngoại ô tìm thấy không gian trong sân sau, đường phố và làn đường, sân chơi và dự trữ..."
Năm 1954, chính phủ Robert Menzies chính thức công bố sự xuất hiện của hệ thống truyền hình hai tầng mới: một dịch vụ do chính phủ tài trợ do ABC vận hành, và hai dịch dịch vụ thương mại tại Sydney và Melbourne, với Thế vận hội Mùa hè 1956 tại Melbourne trở thành động lực chính sau sự xuất hiện của truyền hình tại Úc. TV màu bắt đầu phát sóng vào năm 1975.

### Liên minh 1950–1972

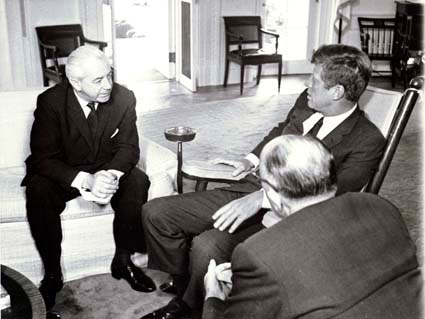
Harold Holt và Tổng thống Hoa Kỳ John F. Kennedy trong Phòng Bầu dục năm 1963. Đến thập niên 1960, chính sách phòng thủ của Úc chuyển đồng minh chủ chốt từ Anh sang Hoa Kỳ.

Đầu thập niên 1950, chính phủ Menzies nhận thức rằng Úc là bộ phận của một "liên minh tam quốc" phối hợp với cả Hoa Kỳ và đồng minh truyền thống là Anh. Lúc đầu, "tầng lớp lãnh đạo Úc lựa chọn một phương châm thân Anh kiên định trong ngoại giao", trong khi đồng thời tìm kiếm cơ hội can dự cùng Hoa Kỳ tại Đông Nam Á. Do đó, chính phủ phái quân đội đến tham dự Chiến tranh Triều Tiên và Tình trạng khẩn cấp Malaya và cho Anh thử nghiệm vũ khí hạt nhân sau năm 1952. Úc cũng là quốc gia Thịnh vượng chung duy nhất đề nghị trợ giúp cho Anh trong Khủng hoàng Kênh đào Suez.
Menzies quan sát một sự hoan nghênh nhiệt liệt Nữ vương Elizabeth II trong chuyến công du đầu tiên đến Úc của một quân chủ đương nhiệm, vào năm 1954. Khi quá cảnh trên đường tham dự lễ đăng cơ của bà vào năm 1953, ông phát biểu trước các khán giả người Mỹ tại New York rằng "người Úc dĩ nhiên là người Anh"
Tuy nhiên, do ảnh hưởng của Anh suy giảm tại Đông Nam Á, liên minh với Hoa Kỳ có ý nghĩa lớn hơn đối với các lãnh đạo Úc và kinh tế Úc. Đầu tư của Anh tại Úc vẫn quan trọng cho đến cuối thập niên 1970, song mậu dịch với Anh suy giảm trong thập niên 1950 và 1960. Đến cuối thập niên 1950, Lục quân Úc bắt đầu tái trang bị bằng thiết bị quân sự của Hoa Kỳ. Năm 1962, Hoa Kỳ thiết lập một trạm thông tin hải quân tại North West Cape, tiếp sau là một số trạm khác. Đáng kể nhất là vào năm 1962, các cố vấn quân đội Úc được phái đi trợ giúp đào tạo lực lượng vũ trang Việt Nam Cộng hòa, trong một xung đột đang phát triển mà Anh không tham dự.
Theo nhà ngoại giao Alan Renouf, chủ đề chi phối trong chính sách đối ngoại của Úc dưới thời các chính phủ Tự do-Thôn quê trong thập niên 1950 và 1960 là chống cộng sản. Một nhà ngoại giao khác là Gregory Clark thì cho rằng sự lo ngại trước Trung Quốc dẫn dắt các quyết định về chính sách đối ngoại của Úc trong hai mươi năm. Hiệp định an ninh ANZUS được ký kết vào năm 1951, có nguồn gốc là sự lo ngại của Úc và New Zeland trước một Nhật Bản tái vũ trang. Nghĩa vụ theo hiệp định đối với Hoa Kỳ, Úc và New Zealand là mơ hồ, song có những lúc quan trọng trong tư duy về chính sách ngoại giao của Úc. Hiệp định SEATO được ký kết chỉ ba năm sau đó, biểu thị hiển nhiên Úc có vị thế là một đồng minh của Hoa Kỳ trong Chiến tranh Lạnh.
Khi Anh gặp khó khăn trong việc gia nhập Thị trường Chung vào những năm 1960, Úc nhận thấy mối quan hệ lịch sử của mình với nước mẹ đang nhanh chóng bị rạn nứt. Canberra rất hoảng hốt nhưng vẫn giữ thái độ thấp thỏm không muốn xa lánh London. Nữ hoàng Elizabeth II là một trong số ít các liên kết còn lại; bà cố gắng trấn an tất cả các thành viên rằng khối thịnh vượng chung đang hợp lực với người châu Âu, và những liên kết mới sẽ không thay thế những mối quan hệ cũ dựa trên những gắn bó lịch sử, vốn quá thiêng liêng để phá vỡ. Nhà sử học Ben Pimlott lập luận rằng bà đã nhầm lẫn khi gia nhập châu Âu, "tạo nên bước quyết định nhất trong quá trình cắt đứt quan hệ gia đình giữa Anh và Đế chế cũ.... Nó làm giảm các liên kết còn lại đến tình cảm và văn hóa và các thiện chí pháp lý." Bên trong Úc, tác động của Sự gia nhập của Anh vào Châu Âu năm 1973:
dường như khiến hầu hết người Úc tan vỡ, đặc biệt là với những người lớn tuổi và những người bảo thủ. Trên thực tế, Vương quốc Anh, với tư cách là đối tác thương mại chính của Australia, đang bị thay thế rất nhanh chóng vào thời điểm này bởi Hoa Kỳ và một Nhật Bản đang hồi sinh về kinh tế, nhưng hầu hết mọi người hầu như không nhận thức được điều này.... Người ta sợ rằng việc Anh xâm nhập vào Thị trường Chung có nghĩa là bãi bỏ, hoặc ít nhất là thu nhỏ, các thỏa thuận thuế quan ưu đãi đối với hàng hóa của Úc.

## Chiến tranh Việt Nam

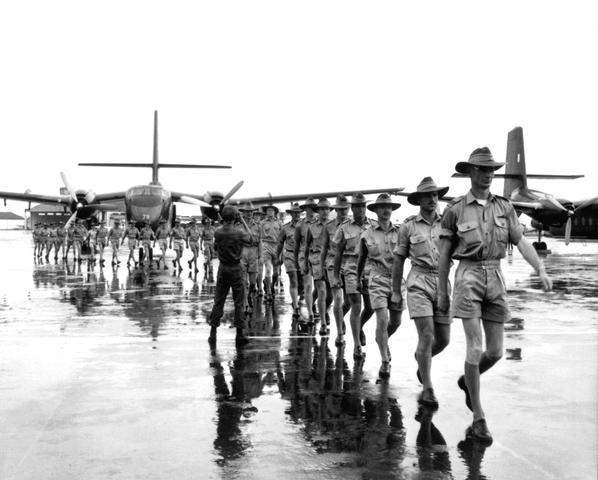
Nhân viên và phi cơ của Không quân Hoàng gia Úc đến miền Nam Việt Nam vào tháng 8 năm 1964.

Năm 1965, Úc tăng cường quy mô của Đội Huấn luyện Lục quân Úc tại Việt Nam (AATTV), và đến tháng 4 thì Chính phủ có một thông báo bất ngờ rằng "sau tham vấn chặt chẽ với Hoa Kỳ," một tiểu đoàn quân được phái đến miền Nam Việt Nam. Tại Quốc hội, Menzies nhấn mạnh lập luận rằng "liên minh của chúng ta yêu cầu chúng ta." Liên minh được nhắc đến có lẽ là SEATO, và Úc cung cấp trợ giúp quân sự do Nam Việt Nam là một bên ký kết SEATO, đã thỉnh cầu. Các văn kiện được công bố vào năm 1971 biểu thị rằng quyết định gửi quân là do Úc và Hoa Kỳ tiến hành, không phải thỉnh cầu từ Nam Việt Nam. Năm 1968, có ba tiểu đoàn Lục quân Úc cùng với các cố vấn của AATTV trên khắp Nam Việt Nam, và số nhân viên đạt đỉnh là gần 8.000. Từ năm 1962 đến năm 1972, khoảng 60.000 nhân viên phục vụ tại Việt Nam, bao gồm các lực lượng bộ binh, hàng hải và hàng không. Công đảng đối lập phản đối gửi quân đến Việt Nam.
Vào tháng 7 năm 1966, tân Thủ tướng Harold Holt đã bày tỏ sự ủng hộ của chính phủ đối với Hoa Kỳ và vai trò của nước này đối với Việt Nam nói riêng. "Tôi không biết mọi người sẽ chọn nơi nào để tìm kiếm an ninh cho đất nước này nếu không phải vì tình hữu nghị và sức mạnh của Hoa Kỳ." Trong chuyến thăm cùng năm tới Hoa Kỳ, Holt đảm bảo với Tổng thống Lyndon B. Johnson "... Tôi hy vọng có một góc nào đó trong tâm trí và trái tim của bạn nhận được sự cổ vũ từ thực tế rằng bạn có một người bạn ngưỡng mộ, một người bạn trung thành, [Úc] sẽ đồng hành cùng LBJ."
Chính phủ Tự do-CP đã được trở lại với đa số lớn trong cuộc bầu cử được tổ chức vào tháng 12 năm 1966, đấu tranh về các vấn đề an ninh quốc gia trong đó có Việt Nam. Arthur Calwell, người đã lãnh đạo Đảng Lao động từ năm 1960, đã nghỉ hưu thay cho cấp phó của mình Gough Whitlam vài tháng sau đó.
Bất chấp tình cảm của tân thủ tướng Harold Holt và thắng lợi của chính phủ của ông trong bầu cử năm 1966, chiến tranh Việt Nam trở nên không được quân chúng Úc ủng hộ, giống như tại Hoa Kỳ. Các phong trào nhằm kết thúc sự tham dự của Úc tập hợp sức mạnh sau Sự kiện Tết Mậu Thân vào đầu năm 1968 và phục vụ quốc gia bắt buộc (lựa chọn theo rút thăm) ngày càng trở nên không được ủng hộ. Trong bầu cử năm 1969, chính phủ kiên trì bất chấp chịu suy giảm đáng kể về tính ủng hộ. Các cuộc tuần hành đình chiến được tổ chức trên toàn quốc vào giữa năm 1970 thu hút các đám đông lớn, tuần hành tại với 100.000 người do nghị sĩ Công đảng Jim Cairns lãnh đạo. Do chính phủ Nixon tiến hành Việt Nam hóa chiến tranh và bắt đầu triệt thoái binh sĩ, Úc cũng tiến hành theo. Trong tháng 11 năm 1970, Biệt đội số 1 Úc được hạ thành hai tiểu đoàn và đến tháng 11 năm 1971, lực lượng này triệt thoái khỏi Việt Nam. Các cố vấn quân sự cuối cùng của AATTV được chính phủ Công đảng Gough Whitlam rút về vào giữa tháng 12 năm 1972.
Sự hiện diện quân sự của Úc tại Việt Nam kéo dài 10 năm, với tổng thất 500 nhân mạng và 2.000 người bị thương. Phí tổn chiến tranh của Úc từ năm 1962 đến 1972 là $218 triệu.

## Nước Úc hiện đại nổi lên từ thập niên 1960

### Nghệ thuật và "chủ nghĩa dân tộc mới"

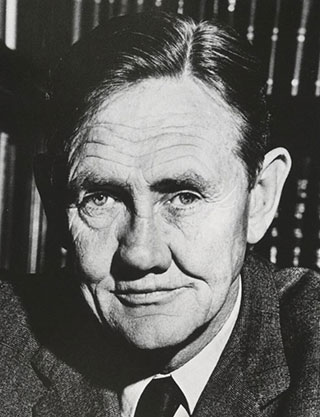
"Australian to the bootheels": Thủ tướng John Gorton đã thiết lập sự ủng hộ của chính phủ đối với điện ảnh Úc.

Đến giữa thập niên 1960, tại Úc xuất hiện một chủ nghĩa dân tộc mới. Hội đồng Tín thác quốc gia Úc (ACNT) bắt đầu trở nên tích cực trong bảo tồn di sản tự nhiên, văn hóa và lịch sử của Úc. Trên truyền hình, các chính kịch và hài kịch sản xuất bản địa xuất hiện. Thủ tướng John Gorton của Đảng Tự do cho thành lập Hội đồng Nghệ thuật Úc, Công ty Phát triển Điện ảnh Úc và Học viện Đào tạo Điện ảnh và Truyền hình Quốc gia.

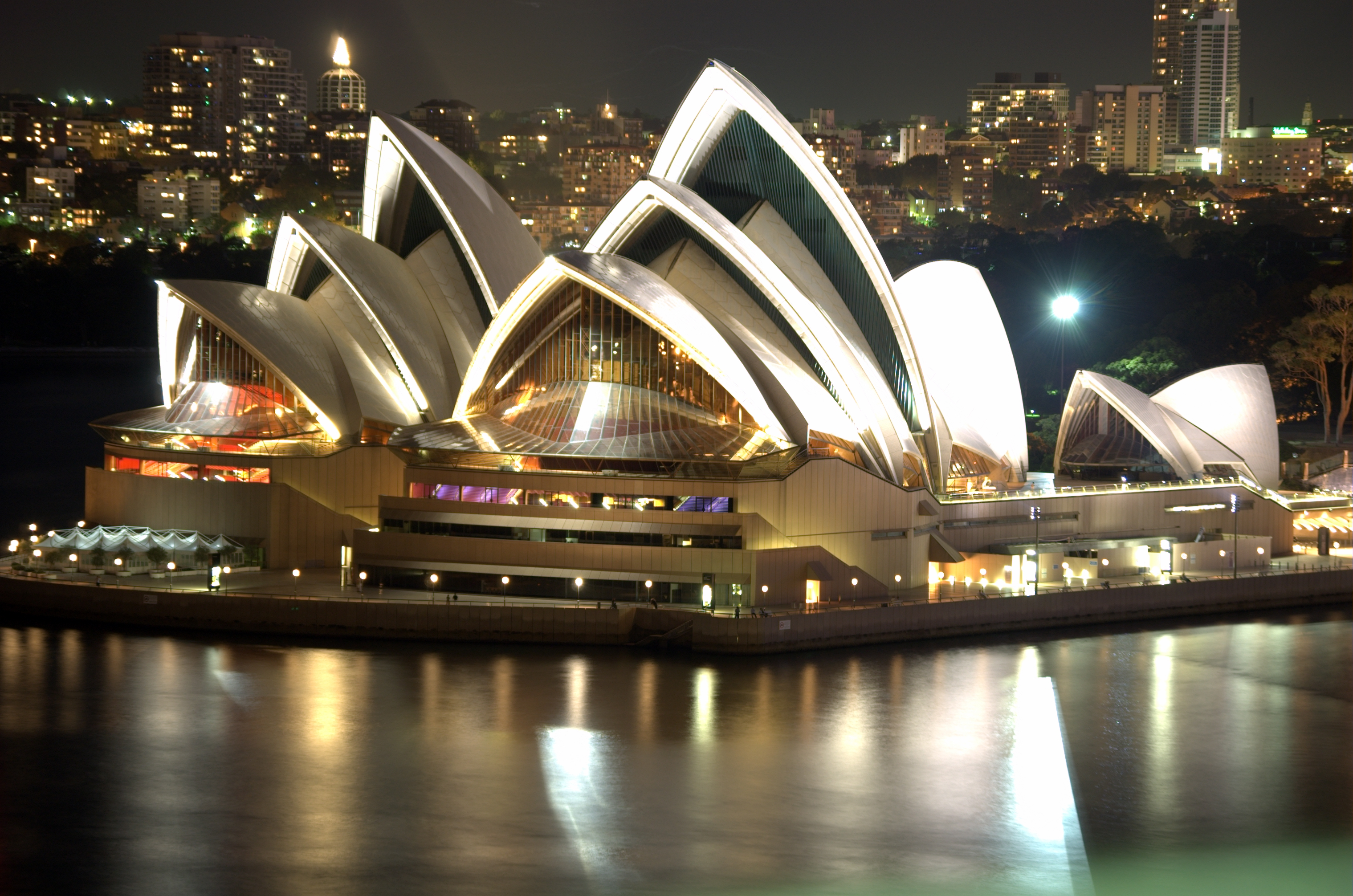
Nhà hát Opera Sydney được chính thức khánh thành vào năm 1973.

Nhà hát Opera Sydney mang tính biểu tượng được khánh thành vào năm 1973. Trong cùng năm, Patrick White trở thành người Úc đầu tiên giành được một giải Nobel Văn học. Thập niên 1970, lịch sử Úc bắt đầu xuất hiện trọng chương trình giảng dạy tại trường học. Từ đầu thập niên 1970, điện ảnh Úc bắt đầu sản sinh Làn sóng Úc Mới gồm các phim dựa trên chủ đề duy nhất về Úc. South Australian Film Corporation đã dẫn đầu trong việc hỗ trợ làm phim, với những thành công bao gồm những bộ phim tinh túy của Úc  Sunday Too Far Away  (1974),  Dã ngoại ở Hanging Rock  (1975),  Breaker Morant  (1980) và  Gallipoli  (1981) . Cơ quan tài trợ quốc gia, Ủy ban Điện ảnh Úc, được thành lập vào năm 1975.
Biến hóa đáng kể cũng xuất hiện trong pháp luật kiểm duyệt của Úc sau khi tân Bộ trưởng Thuế quan và Thuế môn bài Don Chipp được bổ nhiệm vào năm 1969. Năm 1968, sách biếm họa của Barry Humphries và Nicholas Garland mô tả nhân vật lỗ mãng Barry McKenzie bị cấm. Chỉ vài năm sau, sách được dựng thành phim, được trợ giúp một phần từ tài trợ của chính phủ. Barry McKenzie vừa ca tụng vừa nhại lại chủ nghĩa dân tộc của Úc. Sử gia Richard White lập luận rằng "trong khi nhiều vở kịch, tiểu thuyết, và phim sản xuất trong thập niên 1970 phê phán mãnh liệt các khía cạnh sinh hoạt của người Úc, họ bị thu hút bởi "chủ nghĩa dân tộc mới" và hoan nghênh tính chất Úc của mình."
Năm 1973, doanh nhân Ken Myer nhận xét; "Chúng tôi thích nghĩ rằng chúng tôi có một phong cách riêng biệt của riêng mình. Chúng tôi đã phát triển hơn rất nhiều điểm kém cỏi của mình.... Đã có lúc, sự quan tâm đến nghệ thuật đã đặt ra những nghi ngờ về nam tính của một người." Năm 1973, sử gia Geoffrey Serle, trong  From Deserts the Prophets Come năm 1973 của ông lập luận rằng trong khi Úc cuối cùng đã đến "thành thục tính chất quốc gia" cho đến thời điểm đó rằng "nghiên cứu quan trọng nhất của Úc đã được tìm thấy trong các phương pháp điều trị sáng tạo", chứ không phải là nghiên cứu học thuật tại các trường đại học và trường học.

### Phát triển quyền dân sự

#### Người bản địa

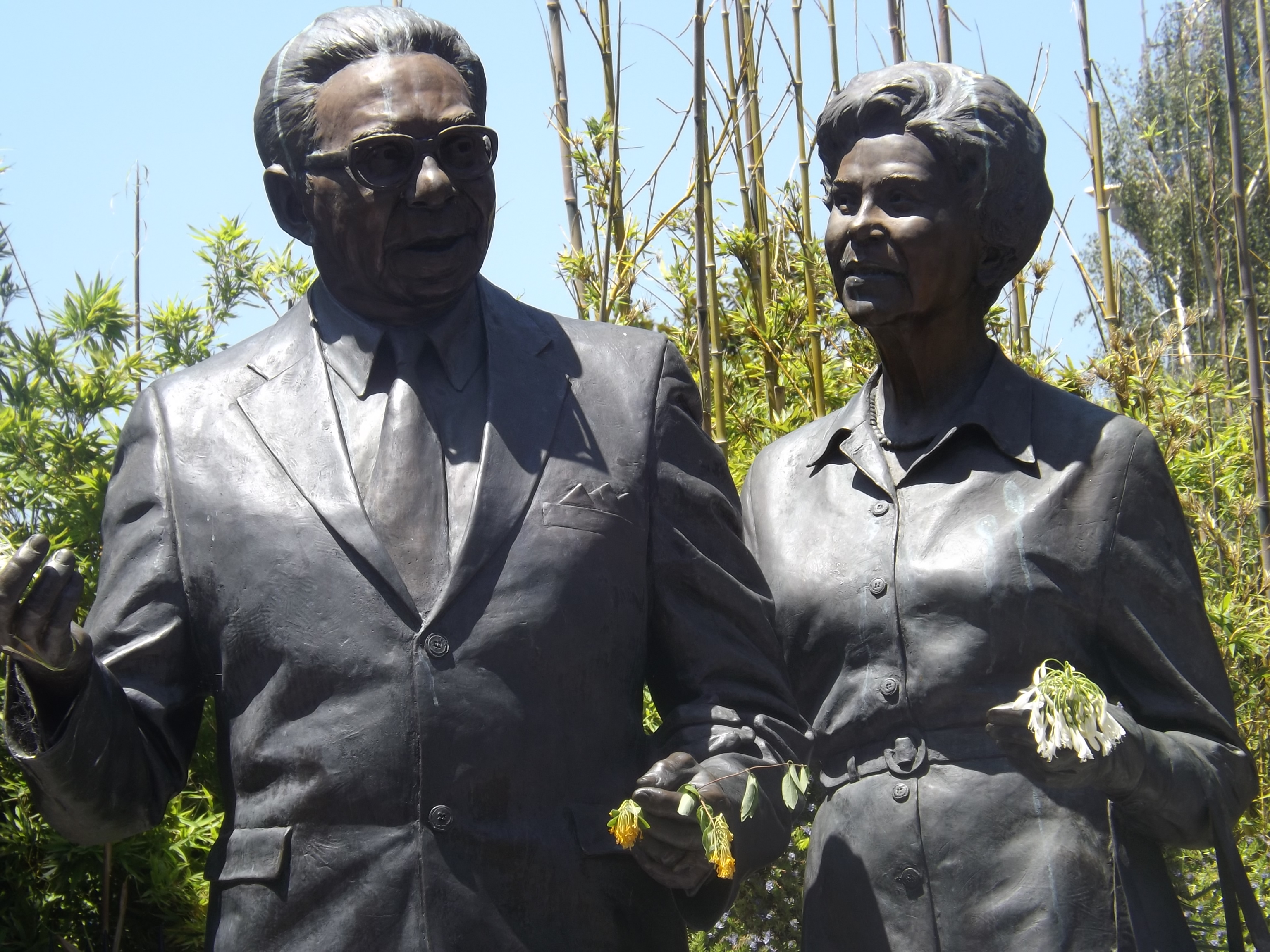
Tượng của Ngài Douglas Nicholls, cựu Thống đốc Nam Úc

Thập niên 1960 là một thập niên then chốt đối với các quyền lợi của người bản địa. Năm 1962, Đạo luật Bầu cử Thịnh vượng chung của chính phủ Menzies cấp cho tất cả người bản địa quyền ghi danh và bỏ phiếu tại các cuộc bầu cử liên bang (trước đó người bản địa tại Queensland, Tây Úc và bộ phận Lãnh thổ phương Bắc không được bỏ phiếu trừ khi họ từng là quân nhân). Năm 1965, Queensland trở thành bang cuối cùng cấp quyền bỏ phiếu cho người Nguyên trú. Một cuộc trưng cầu dân ý năm 1967 do chính phủ Holt yêu cầu có kết quả là 90% tán thành cải biến Hiến pháp Úc để tính đến toàn bộ người Nguyên trú trong điều tra nhân khẩu quốc gia và cho phép Quốc hội liên bang lập pháp nhân danh họ. Một hội đồng về sự vụ dân Nguyên trú được thành lập.
Cuộc trưng cầu dân ý năm 1967 được kêu gọi bởi Chính phủ Holt đã chứng kiến người Úc bỏ phiếu theo đa số 90% để thay đổi hiến pháp Úc để đưa tất cả người thổ dân vào cuộc điều tra dân số quốc gia và cho phép quốc hội Liên bang thay mặt họ lập pháp. Hội đồng về các vấn đề thổ dân được thành lập.
Người Úc bản địa bắt đầu có quyền đại diện trong quốc hội Úc. Năm 1971, Tự do Neville Bonner được bổ nhiệm vào Thượng viện, trở thành thổ dân đầu tiên trong Quốc hội Liên bang. Bonner vẫn ở Thượng viện cho đến năm 1983. Hyacinth Tungutalum của Country Liberal Party ở Northern Territory và Eric Deeral của National Party của Queensland, đã trở thành người bản địa đầu tiên những người được bầu vào các cơ quan lập pháp lãnh thổ và tiểu bang năm 1974. Năm 1976, Ngài Douglas Nicholls được bổ nhiệm Thống đốc Nam Úc, trở thành thổ dân đầu tiên giữ chức vụ phó vương giả ở Úc. Không có người bản địa nào được bầu vào Hạ viện, cho đến khi Tự do Ken Wyatt, vào tháng 8 năm 2010.
Nhiều nhóm và cá nhân khác nhau đã hoạt động tích cực trong việc theo đuổi các quyền của người bản địa từ những năm 1960. Một trong những thổ dân tốt nghiệp sớm nhất từ Đại học Sydney, Charles Perkins, đã giúp tổ chức Freedom rides đến các vùng của Úc để phơi bày phân biệt đối xử và bất bình đẳng. Năm 1966, Gurindji người dân của trạm Wave Hill bắt đầu Gurindji Strike trong một nhiệm vụ đòi trả công bình đẳng và công nhận quyền đất đai.
Một trong những hành động đầu tiên của Chính phủ Whitlam là thành lập Ủy ban Hoàng gia về quyền đất đai ở Lãnh thổ phía Bắc dưới quyền của Justice Woodward. Pháp luật dựa trên những phát hiện của nó đã được Chính phủ Fraser thông qua thành luật vào năm 1976, với tên gọi Đạo luật Quyền Đất đai của Thổ dân 1976.
Năm 1992, Tòa án Thượng thẩm Úc phán quyết về vụ tố tụng Mabo, bác bỏ khái niệm pháp luật về đất vô chủ. Cùng năm đó, Thủ tướng Paul Keating phát biểu rằng những người châu Âu định cư có trách nhiệm cho các khó khăn mà các cộng đồng Nguyên trú tiếp tục đối diện. Năm 1999, Quốc hội thông qua một Bản kiến nghị hòa giải do Thủ tướng John Howard và Thượng nghị sĩ người Nguyên trú Aden Ridgeway soạn thảo, gọi những ngược đãi với người Úc ban địa là chương ô uế nhất trong lịch sử Úc.
Úc quản lý Papua New Guinea và Nauru trong phần lớn thế kỷ XX. Papua và New Guinea nhận quyền tự quản vào năm 1972 và đến ngày 15 tháng 9 năm 1975, Lãnh thổ này trở thành quốc gia độc lập Papua New Guinea. Úc chiếm Nauru từ Đế quốc Đức vào năm 1914. Sau thời gian bị Nhật Bản chiếm đóng trong Chiến tranh thế giới thứ hai, đảo trở thành một lãnh thổ được Liên Hợp Quốc ủy thác cho Úc, cuối cùng giành độc lập vào năm 1968.

#### Phụ nữ
Năm 1974, Tòa án Thịnh vượng chung về Hòa giải và Trọng tài trao cho phụ nữ quyền có lương đầy đủ như một người trưởng thành. Tuy nhiên, cản trở phụ nữ làm việc trong các ngành nhất định vẫn được duy trì cho đến thập niên 1970. Đến năm 1975 thì nữ giới mới được nhận làm tài xế trên các xe điện tại Melbourne, và Reginald Ansett từ chối cho phép nữ giới được đào tạo làm phi công cho đến năm 1979.
Úc đã dẫn đầu thế giới trong việc mang lại quyền quyền bầu cử của phụ nữ trong cuối thế kỷ 19, và Edith Cowan đã được bầu vào Hội đồng Lập pháp Tây Úc vào năm 1921. Dame Enid Lyons, là phụ nữ đầu tiên giữ chức vụ Nội các trong Bộ năm 1949 của Robert Menzies và cuối cùng, Rosemary Follett được bầu làm Bộ trưởng Lãnh thổ Thủ đô Úc vào năm 1989, trở thành người phụ nữ đầu tiên được bầu để lãnh đạo một bang hoặc vùng lãnh thổ. Đến năm 2010, người dân của thành phố lâu đời nhất của Úc, Sydney có các nhà lãnh đạo nữ chiếm giữ mọi văn phòng chính trị lớn bên trên họ, với Clover Moore là Thị trưởng, Kristina Keneally là Thủ hiến của New South Wales, Marie Bashir với tư cách là Thống đốc của New South Wales, Julia Gillard với tư cách là Thủ tướng, Quentin Bryce với tư cách là Toàn quyền của Úc và Elizabeth II là Nữ hoàng Úc.

### Whitlam và Fraser (1972-1983)

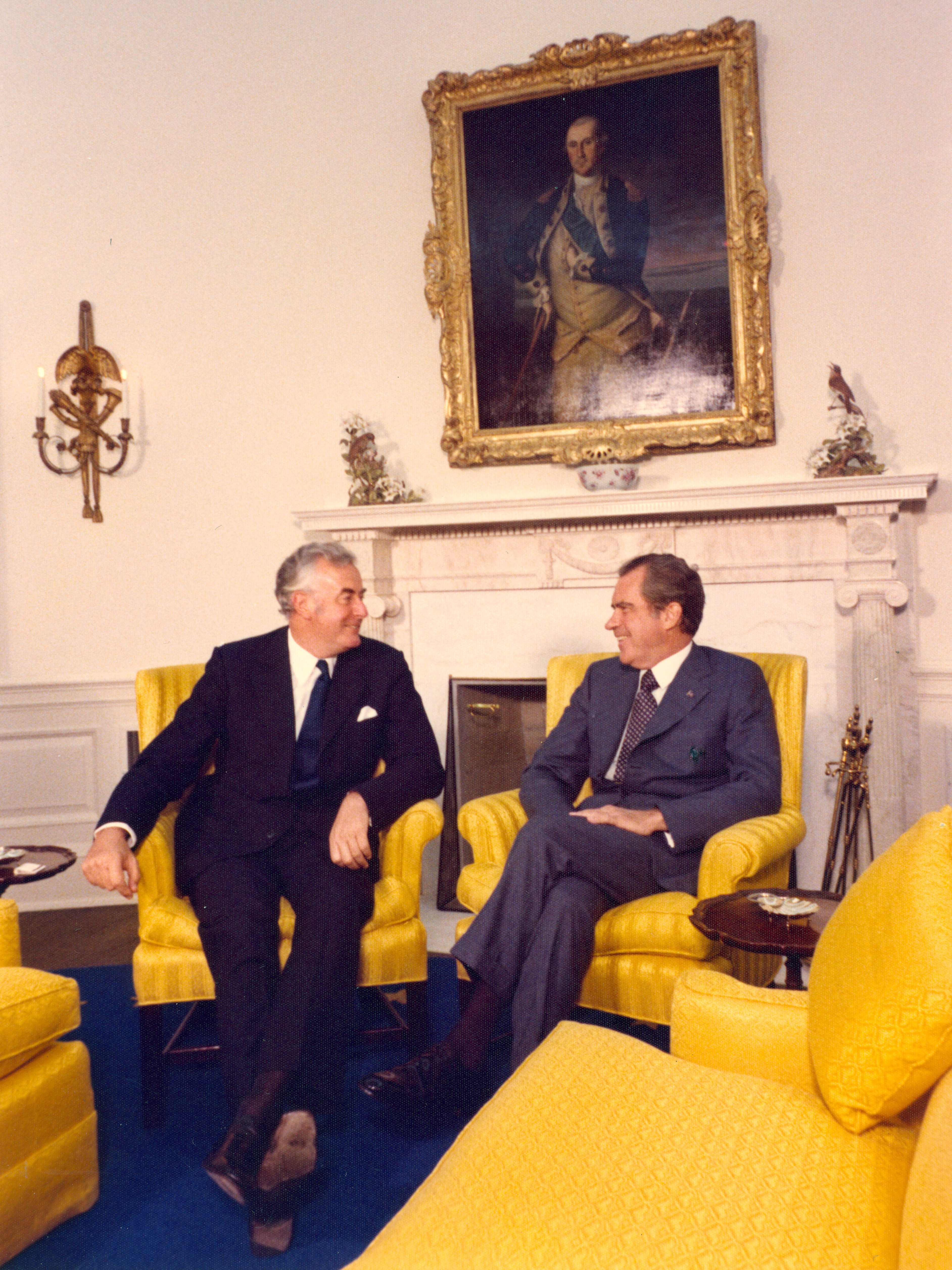
Gough Whitlam và Tổng thống Hoa Kỳ Richard Nixon vào năm 1973. Chính phủ Whitlam chịu trách nhiệm về những cải cách quan trọng, nhưng đã xảy ra bị bãi nhiệm trong những hoàn cảnh gây tranh cãi.

Công đảng Úc dưới quyền lãnh đạo của Gough Whitlam thắng cử vào tháng 12 năm 1972 sau 23 trong tình trạng đối lập, họ khởi đầu một chương trình quan trọng về cải biến xã hội, đột ngột mở rộng ngân sách liên bang. Trong một vài tuần, các cố vấn quân sự cuối cùng tại Việt Nam bị triệu hồi, và phục vụ quốc gia kết thúc. Chính phủ công nhận nước Cộng hòa Nhân dân Trung Hoa (Whitlam đến thăm Trung Quốc trong vai trò lãnh đạo đối lập vào năm 1971) và đại sứ quán tại Đài Loan bị đóng cửa. Trong vài năm sau đó, học phí đại học bị bãi bỏ và một kế hoạch chăm sóc y tế quốc gia được thiết lập. Các cải biến trọng đại được tiến hành nhằm tài trợ cho trường học. Chương trình nghị sự của chính phủ Whitlam làm hài lòng một số người Úc, tuy nhiên một số chính phủ cấp bang lại công khai chống đối, và khi đảng này không còn kiểm soát thượng nghị viện thì nhiều pháp luật của họ bị bác bỏ hoặc bị cải biến.
Chương trình nghị sự của chính phủ Whitlam dành cho một số người Úc, nhưng không phải tất cả. Một số chính quyền tiểu bang công khai thù địch với nó, và vì nó không kiểm soát được thượng viện, phần lớn luật của nó đã bị bác bỏ hoặc sửa đổi. Chính phủ Đảng Quốc gia Queensland của Joh Bjelke-Petersen có quan hệ đặc biệt xấu với chính phủ Liên bang. Ngay cả sau khi nó được bầu lại tại cuộc bầu cử vào tháng 5 năm 1974, Thượng viện vẫn là một trở ngại đối với chương trình nghị sự chính trị của nó. Tại cuộc họp chung của Quốc hội, vào tháng 8 năm 1974, sáu điều luật quan trọng đã được thông qua.
Năm 1974, Whitlam chọn John Kerr làm Toàn quyền mới. Chính phủ Whitlam tái đắc cử với một đa số suy giảm trong hạ nghị viện trong tổng tuyển cử năm 1974. Năm 1974-1975, chính phủ cân nhắc về vay 4 tỷ USD từ hải ngoại. Bộ trưởng Rex Connor tiến hành các cuộc thảo luận bí mật với một nhà môi giới vay nợ từ Pakistan, và Bộ trưởng Ngân khố Jim Cairns lừa dối Quốc hội về vấn đề. Liên minh Tự do-Thôn quê đối lập lập luận chính phủ thiếu năng lực sau sự kiện vay nợ này, và đình chỉ thông qua các dự luật tiền tệ của chính phủ tại Thượng nghị viện cho đến khi chính phủ cam kết tổ chức cuộc bầu cử mới. Whitlam từ chối, còn lãnh đạo đối lập Malcolm Fraser thì cương quyết. Bế tắc kết thúc khi chính phủ Whitlam bị Toàn quyền John Kerr giải thể vào ngày 11 tháng 11 năm 1975 và Fraser được làm thủ tướng tạm quyền. "Quyền lực bảo lưu" mà Hiến pháp Úc ban cho Toàn quyền đã cho phép một đại diện cho Quân chủ giải thể một chính phủ dân cử mà không cần cảnh báo.

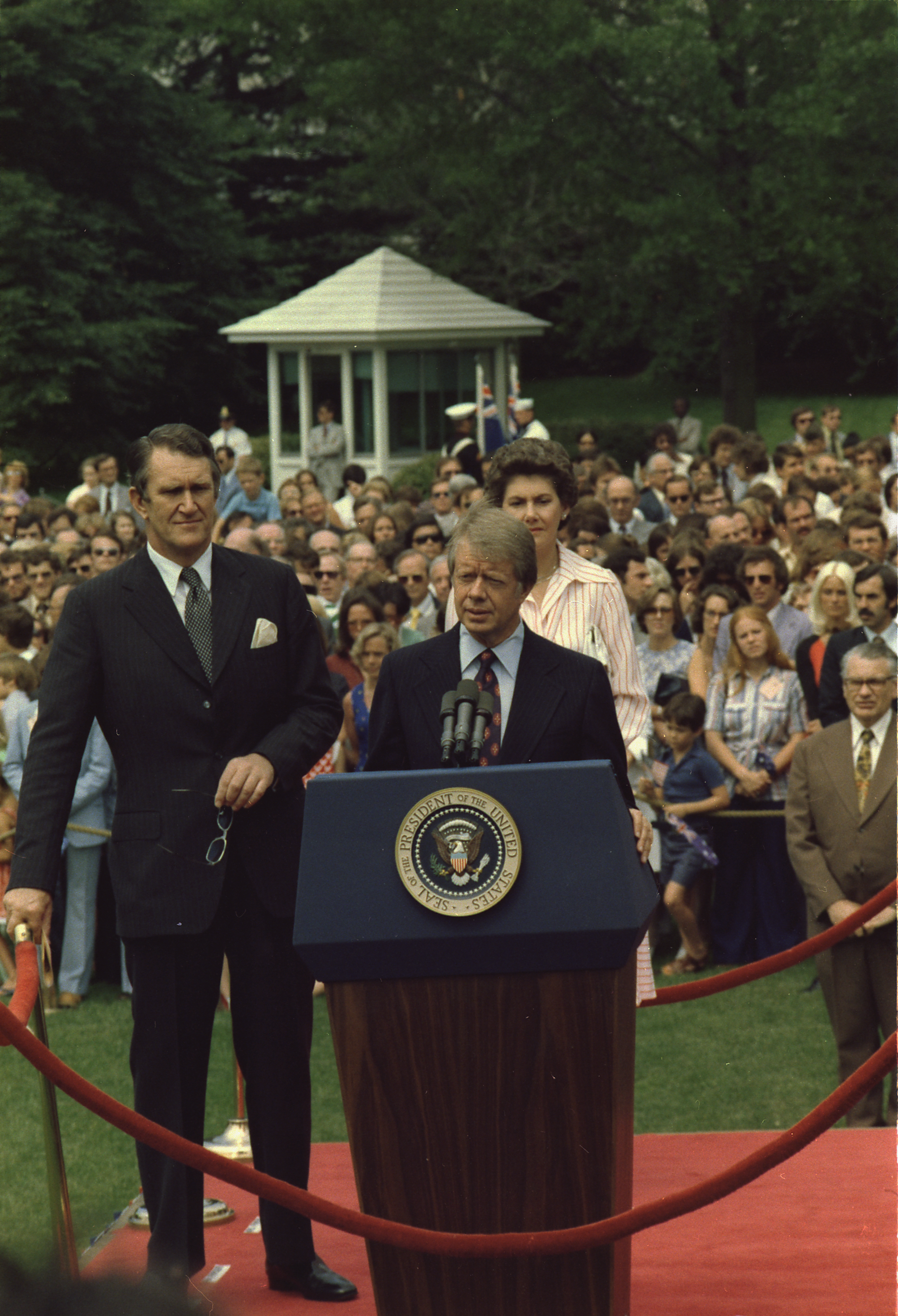
Malcolm Fraser và Tổng thống Hoa Kỳ Jimmy Carter (1977).

Chính phủ Fraser đắc cử trong hai cuộc tổng tuyển cử sau đó. Fraser duy trì một số cải cách xã hội trong thời kỳ Whitlam, trong khi tìm cách gia tăng kiềm chế tài chính. Chính phủ của ông có nghị sĩ liên bang đầu tiên là dân Nguyên trú, Neville Bonner, và đến năm 1976, Quốc hội thông qua Đạo luật Quyền Thổ địa dân Nguyên trú 1976, mặc dù bị giới hạn cho Lãnh thổ phương Bắc song xác nhận tư cách thái ấp "bất khả xâm phạm" đối với một số vùng đất truyền thống. Fraser thiết lập đài phát thanh đa văn hóa SBS, hoan nghênh người tị nạn Việt Nam, phản đối sự thống trị của thiểu số da trắng tại Nam Phi (apartheid) và Rhodesia và phản đối chủ nghĩa bành trướng Liên Xô. Tuy nhiên, một chương trình cải cách kinh tế quan trọng không được tiếp tục, và đến năm 1983 thì kinh tế Úc trong tình trạng đình trệ, trong khi phải chịu tác động của một đợt hạn hán nghiêm trọng. Fraser xúc tiến "quyền của các bang" và chính phủ của ông từ chối sử dụng quyền lực Thịnh vượng chung để ngăn việc xây dựng Đập Franklin tại Tasmania vào năm 1982. Một bộ trưởng Tự do, Don Chipp đã tách khỏi đảng để thành lập một đảng tự do xã hội mới, Đảng Dân chủ Úc vào năm 1977 và đề xuất Đập Franklin đã góp phần vào sự xuất hiện của một Phong trào môi trường ở Úc có ảnh hưởng, với các chi nhánh bao gồm Người Úc, một đảng chính trị sau này nổi lên từ Tasmania để theo đuổi chủ nghĩa môi trường cũng như các chính sách kinh tế và xã hội cánh tả.

### Hawke và Keating: 1983–1996

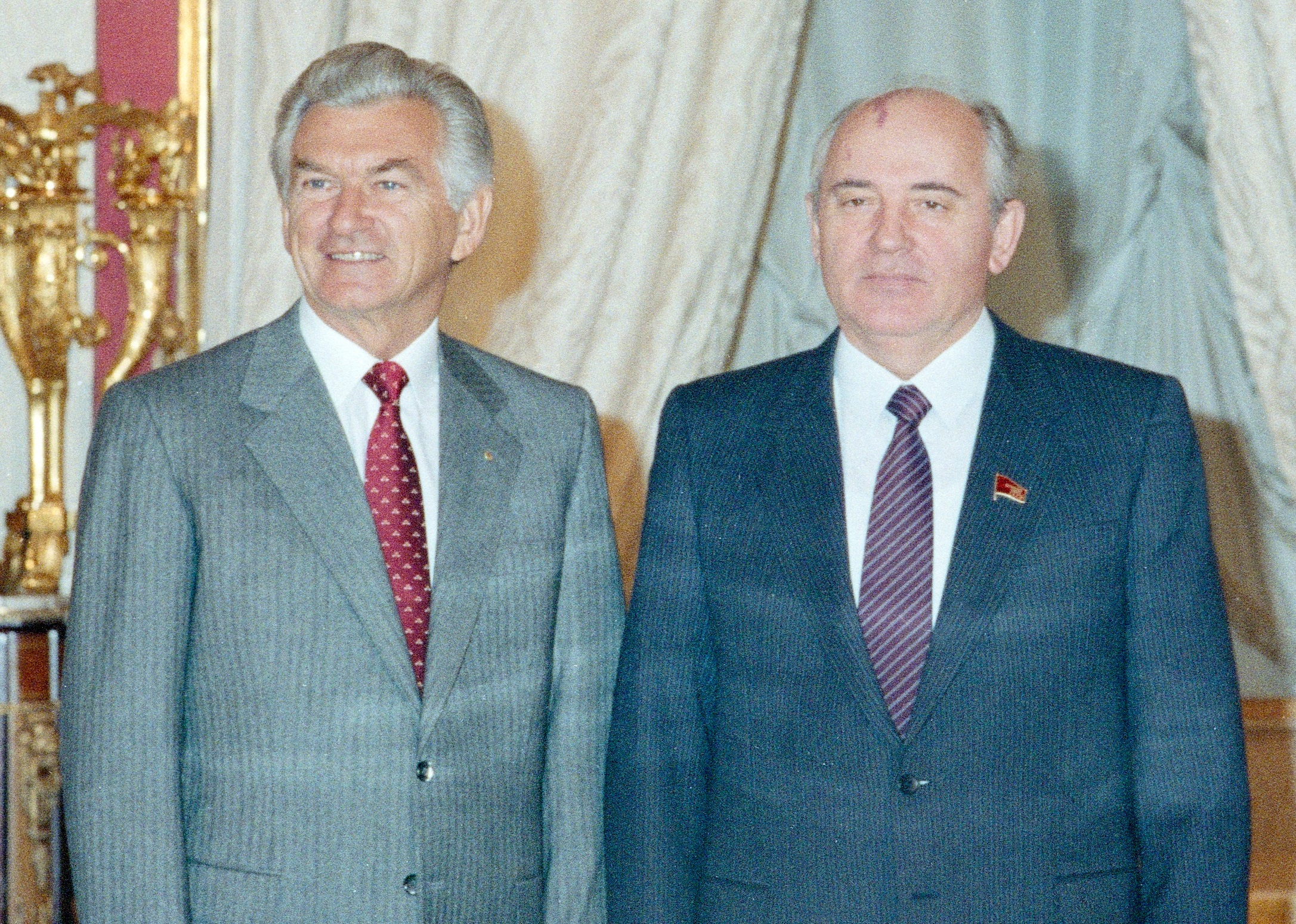
Bob Hawke with Soviet leader Mikhail Gorbachev in 1987. Hawke went on to become the longest-serving Labor Prime Minister.

Bob Hawke, một nhà lãnh đạo Lao động ít phân cực hơn Whitlam, đã đánh bại Fraser tại Cuộc bầu cử năm 1983. Hawke vẫn giữ chức vụ cho đến khi một cuộc đổ bộ của Đảng Lao động năm 1991, ông bị thay thế bởi Paul Keating.
Chính phủ mới cho dừng dự án Đập Franklin thông qua Tòa án Thượng thẩm Úc. Bob Hawke cùng với Bộ trưởng Ngân khố Paul Keating tuyệt giao với Kinh tế học Keynes có truyền thống được Công đảng tán thành. Thay vào đó, họ tìm kiếm một nền kinh tế hiệu quả hơn và tiến hành thiết kế các cải cách quan hệ kinh tế vi mô và công nghiệp nhằm tăng hiệu quả và tính cạnh tranh. Kelly kết luận rằng "Trong thập niên 1980, cả Công đảng và các đảng khác đều trải qua các cách mạng triết học nội bộ để ủng hộ một bộ ý tưởng mới—tin tưởng vào thị trường, bãi bỏ quy định, giảm vai trò của chính phủ, bảo hộ thấp và thiết lập một văn hóa hợp tác kinh doanh mới."

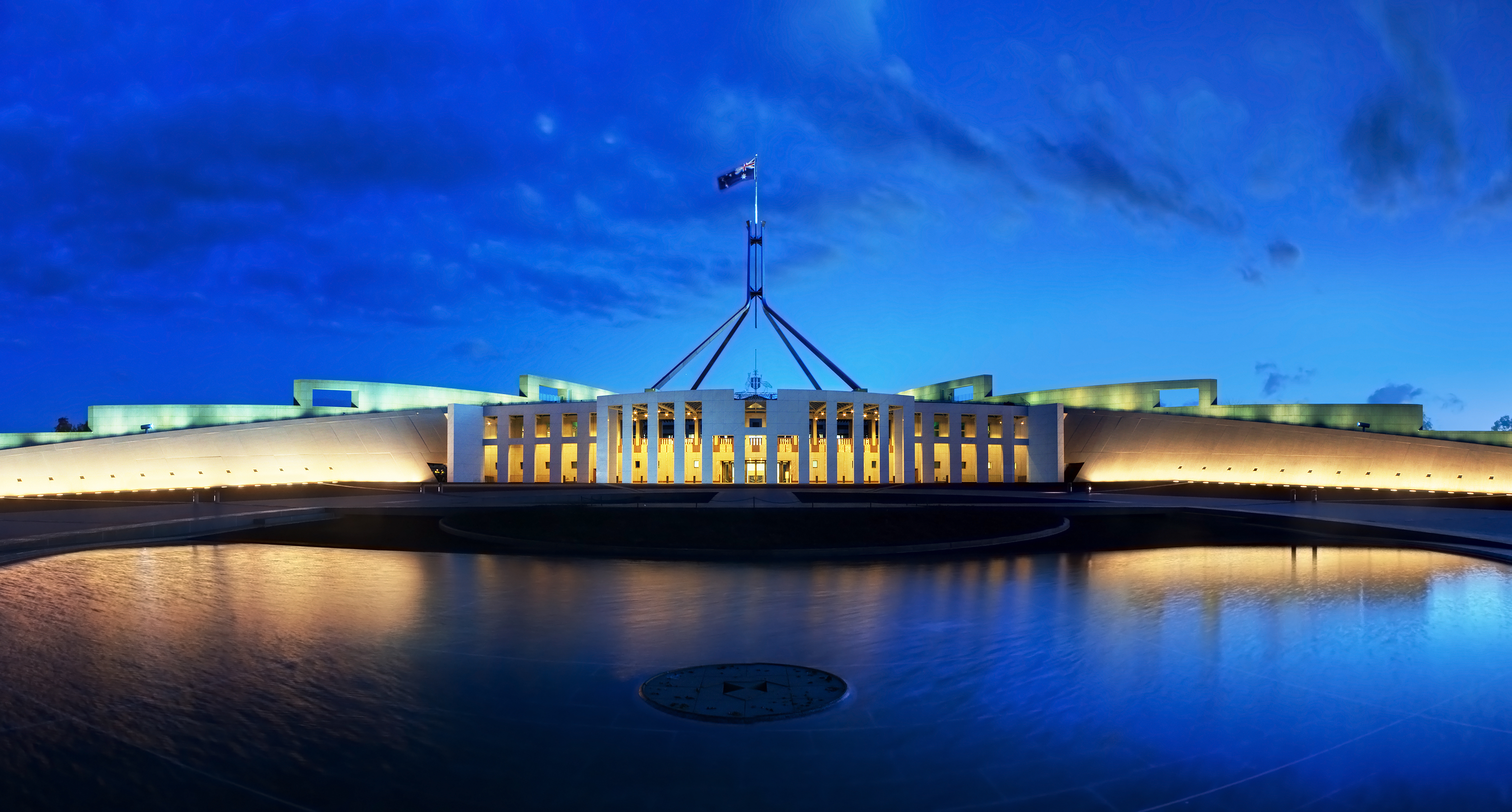
Tòa nhà Quốc hội mới tại Canberra được khánh thành vào năm 1988.

Đạo luật Australia 1986 đã loại bỏ những dấu tích cuối cùng của cơ quan pháp luật Anh ở cấp Liên bang. Tiểu bang cuối cùng bỏ quyền truy tố lên các tòa án của Anh, Queensland, đã không làm như vậy cho đến năm 1988.
Úc nhị kỳ được tổ chức vào năm 1988 cùng với việc khai trương Tòa nhà Quốc hội mới ở Canberra.

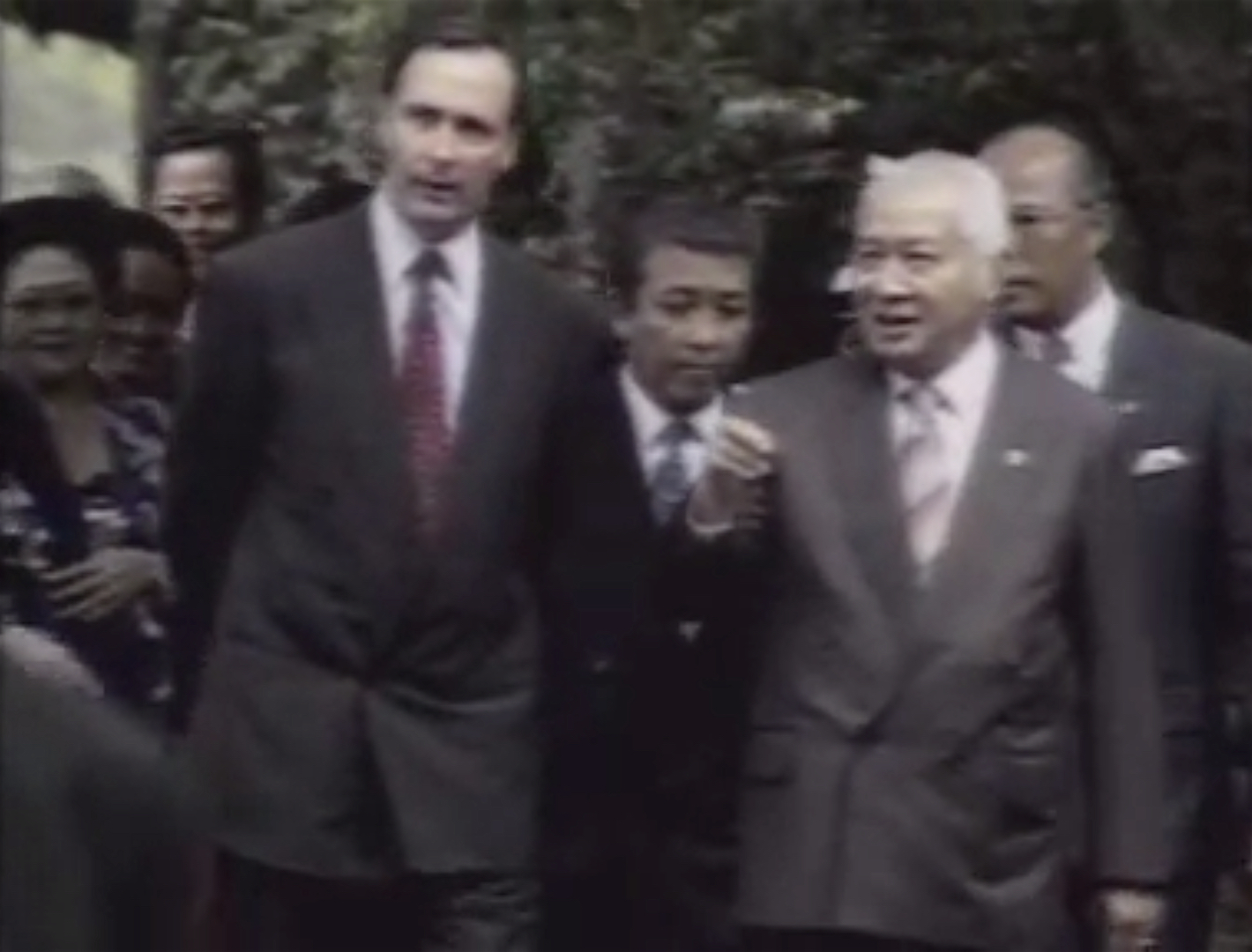
Paul Keating với Tổng thống Indonesia Suharto vào năm 1992.

Bob Hawke và Paul Keating nhấn mạnh vai trò tích cực mà Úc có thể nắm giữ khi là một "cường quốc trung đẳng" tích cực và độc lập.
 Hawke là một người ủng hộ liên minh với Hoa Kỳ, phái lực lượng hải quân của Úc tham dự Chiến tranh Vùng Vịnh. Sau bốn cuộc bầu cử thắng lợi, song trong bối cảnh kinh tế Úc suy thoái và tỷ lệ thất nghiệp gia tăng, kình địch mãnh liệt giữa Bob Hawke và Paul Keating khiến Công đảng bãi chức thủ lĩnh của Bob Hawke và Paul Keating trở thành thủ tướng vào năm 1991.
Trong thời gian giữ chức thủ tướng, Paul Keating nhấn mạnh liên kết với khu vực châu Á-Thái Bình Dương, hợp tác mật thiết với Tổng thống Indonesia Suharto, và vận động nhằm tăng cường vai trò của APEC như một diễn đàn lớn về hợp tác kinh tế. Paul Keating tích cực trong sự vụ người bản địa và phán quyết Mabo mang tính lịch sử của Tòa án Thượng thẩm Úc vào năm 1992 yêu cầu một phản ứng lập pháp để công nhận quyền sở hữu của người Bản địa với đất, cực độ là Đạo luật quyền sở hữu Bản địa 1993 và Đạo luật Quỹ đất 1994. Năm 1993, Paul Keating thành lập một Uỷ ban Tư vấn Cộng hòa, nhằm khảo sát lựa chọn để Úc trở thành một nước cộng hòa.
Chế độ quân chủ ở Úc đã sống sót sau cuộc tranh luận về nền cộng hòa được đưa ra gay gắt vào cuối thế kỷ 20, với người kế nhiệm Chính phủ Howard tổ chức Công ước lập hiến 1998 để thảo luận về sự thay đổi. Một cuộc trưng cầu dân ý để thành lập nước cộng hòa không đạt được đa số kép cần thiết, với chiến thắng không có trường hợp nào thắng lợi với 54,87% số phiếu phổ thông và 6–0 trong số tiểu bang.
Bob Hawke và Paul Keating từ bỏ ủng hộ theo truyền thống của Công đảng đối với thuế quan nhằm bảo hộ kinh tế và công việc. Họ chuyển sang bãi bỏ quy định hệ thống tài chính của Úc và thả nổi dollar Úc. Sau thất bại ban đầu của mô hình Whitlam và bị bãi bỏ một phần dưới thời Fraser, Bob Hawke tái lập một hệ thống bảo hiểm y tế mới, toàn diện mang tên Medicare.
Tỷ lệ thất nghiệp đạt 11,4% vào năm 1992 - cao nhất kể từ Đại suy thoái ở Úc. Đối lập Tự do-Quốc gia đã đề xuất một kế hoạch đầy tham vọng về cải cách kinh tế để đưa đến Cuộc bầu cử năm 1993, bao gồm việc áp dụng Thuế hàng hóa và dịch vụ. Keating xáo trộn các thủ quỹ, đã vận động mạnh mẽ chống lại thuế và giành chiến thắng trong Cuộc bầu cử năm 1993.
Với nợ nước ngoài, lãi suất và thất nghiệp vẫn cao, và sau một loạt vụ từ chức cấp bộ trưởng, Paul Keating thất bại trong tổng tuyển cử năm 1996 trước Đảng Tự do dưới quyền lãnh đạo của John Howard.

## Úc trong thế giới toàn cầu hóa (1996–2022)

### Chính phủ Howard: 1996–2007

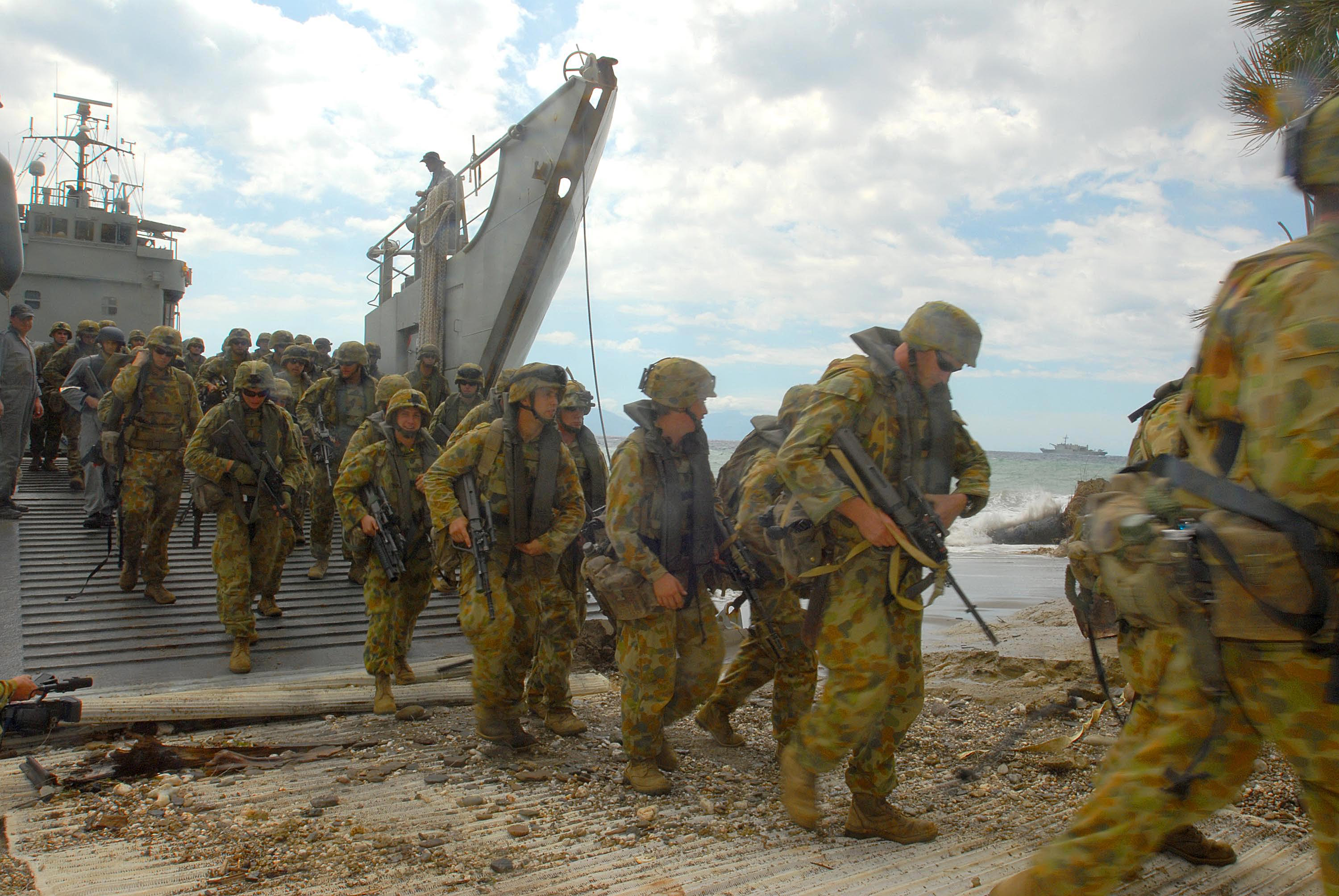
Những người lính xuất kích trong sứ mệnh INTERFET do Úc dẫn đầu trong cuộc khủng hoảng Đông Timor 1999

John Howard cùng Liên minh Tự do-Quốc gia nắm quyền từ năm 1996 cho đến 2007, và Howard là thủ tướng tại vị lâu từ nhì trong lịch sử Úc, sau Menzies. Một trong những chương trình đầu tiên mà chính phủ Howard xúc tiến là kế hoạch kiểm soát súng toàn quốc, sau vụ xả súng tại Port Arthur. Chính phủ cũng khởi động các cải cách quan hệ công nghiệp. Sau tổng tuyển cử năm 1996, Howard và Bộ trưởng Ngân khố Peter Costello đề xuất một thuế Hàng hóa và Dịch vụ (GST), nhờ đó mà giành thắng lợi trong bầu cử năm 1998. Chế độ quân chủ Úc tồn tại sau một cuộc trưng cầu dân ý toàn quốc năm 1999. Úc đăng cai Thế vận hội Mùa hè 2000 tại Sydney.

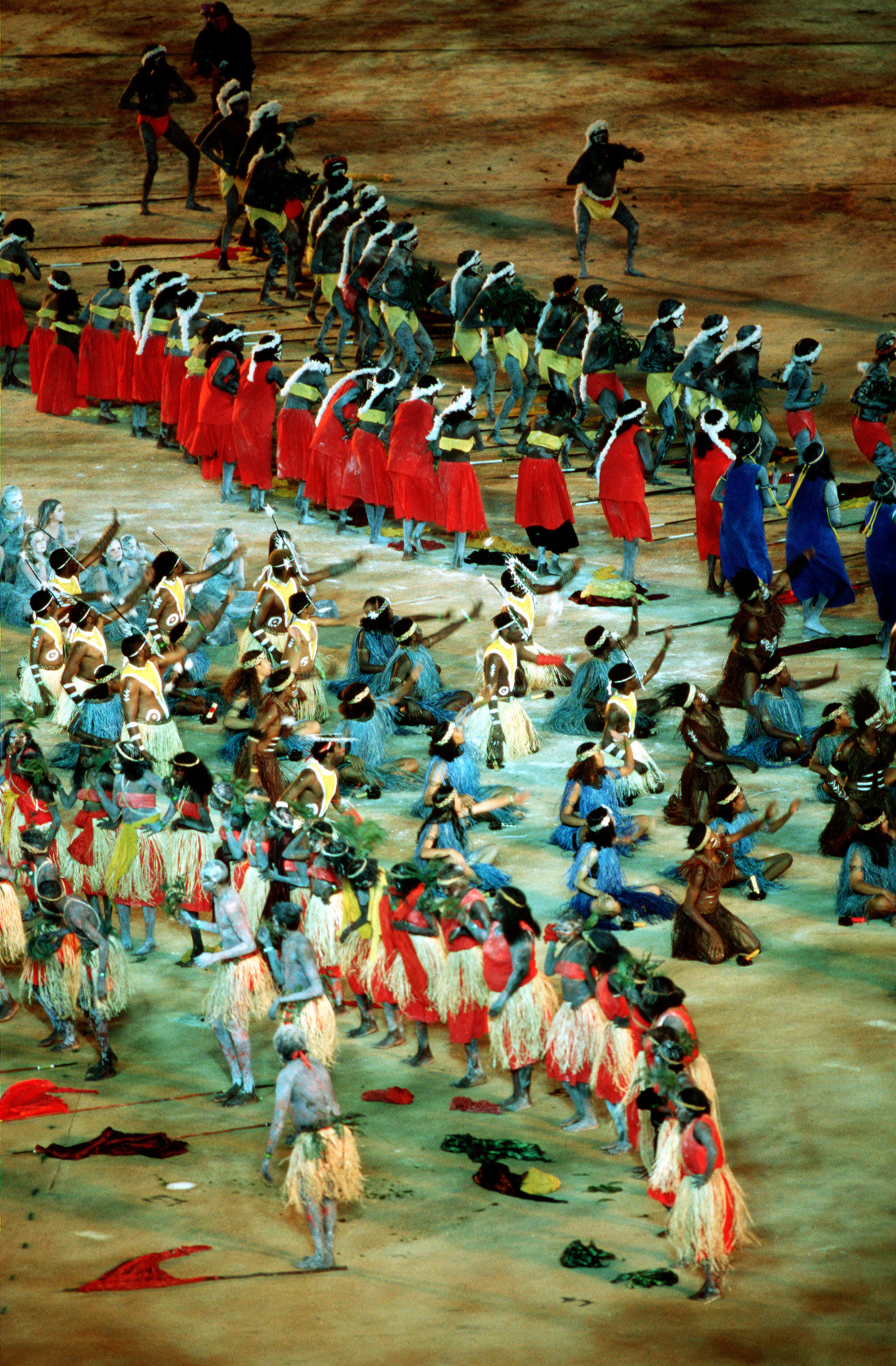
Các vũ công dân Nguyên trú trình diễn trong lễ khai mạc Thế vận hội Mùa hè 2000 tại Sydney.

Năm 1999, Úc lãnh đạo lực lượng Liên Hợp Quốc tại Đông Timor nhằm giúp thiết lập chế độ dân chủ và độc lập cho quốc gia này, sau các bạo lực chính trị. Úc cũng phái quân tham dự một số hoạt động duy trì hòa bình và ổn định hòa khác: đáng chú ý là tại Bougainville, bao gồm Chiến dịch Bel Isi (1998–2003); cũng như Chiến dịch Helpem Fren và Sứ mệnh hỗ trợ khu vực đến Quần đảo Solomon (RAMSI) do Úc lãnh đạo vào đầu thập niên 2000; và khủng hoảng Đông Timor 2006.
Úc đăng cai tổ chức Thế vận hội mùa hè 2000 tại Sydney với sự hoan nghênh nhiệt liệt của quốc tế. Lễ khai mạc có một loạt hình ảnh và lịch sử mang tính biểu tượng của Úc và lễ đốt lửa tôn vinh các vận động viên nữ, bao gồm cả vận động viên bơi lội Dawn Fraser, với vận động viên chạy bộ thổ dân Cathy Freeman Ngọn lửa olympic.
Năm 2004, Howard dẫn đầu hoạt động ứng phó với sóng thần Ngày lễ tặng quà năm 2004, với việc Úc quyên góp được nhiều tiền nhất trong thời gian ngắn nhất để giúp đỡ nước láng giềng của Úc, Indonesia, và các nước khác các quốc gia ở Ấn Độ Dương - Thái Bình Dương.
Năm 2005, sau vụ tấn công ngày 11 tháng 9, vụ đánh bom năm 2002 ở Bali và Âm mưu Benbrika, Chính phủ đã ban hành luật chống khủng bố mới, trong số những thứ khác, được cho phép đối với giam giữ có phòng ngừa và lệnh kiểm soát, cấm kích động hành vi khủng bố và cấm cung cấp tài chính liều lĩnh cho những kẻ khủng bố. Úc cũng đưa quân tham gia Chiến tranh Afghanistan (với sự ủng hộ của hai đảng phái) và Chiến tranh Iraq (với sự không tán thành của các đảng chính trị khác). Vào năm 2007, sau khi phát hành báo cáo "Những đứa trẻ là thiêng liêng" trình bày chi tiết tình trạng lạm dụng phổ biến trong các cộng đồng thổ dân, Chính phủ Howard đã khởi động Sự can thiệp của Lãnh thổ phía Bắc để chống lại ma túy và lạm dụng tình dục.

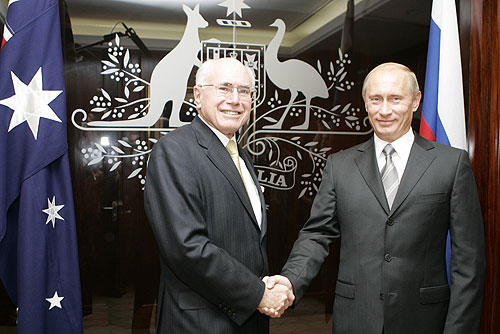

John Howard]] và Tổng thống Nga Vladimir Putin vào năm 2007.]]
Chính phủ Howard mở rộng nhập cư về tổng thể song việc tiến hành thường ra luật nhập cư khó khăn gây tranh luận nhằm ngăn cản các thuyền nhân đến Úc một cách bất hợp pháp. Trong khi Howard là một người ủng hộ mạnh mẽ các liên kết truyền thống với Thịnh vượng chung và liên minh với Hoa Kỳ, thì mậu dịch với châu Á, đặc biệt là Trung Quốc, tiếp tục tăng lên đáng kể, và Úc trải qua một thời kỳ thịnh vượng kéo dài. Trong nhiệm kỳ của Howard, xảy ra Sự kiện 11 tháng 9, hậu quả là chính phủ Úc phải quân đến tham dự Chiến tranh Afghanistan và Chiến tranh Iraq.

### Chính phủ Công đảng (2007-2013)

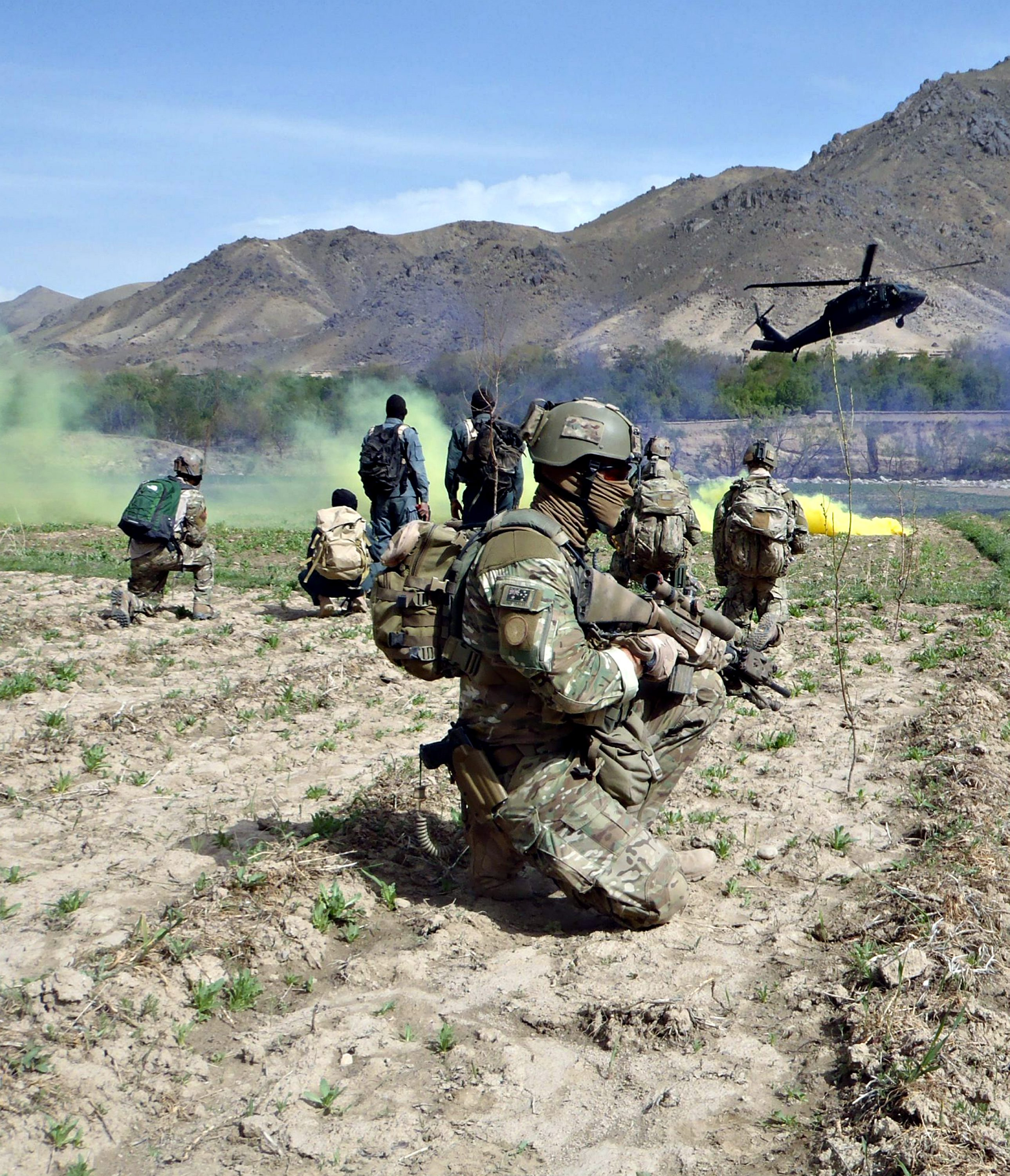
SOTG của Úc chờ trích xuất trong Chiến tranh ở Afghanistan (2001 – nay)

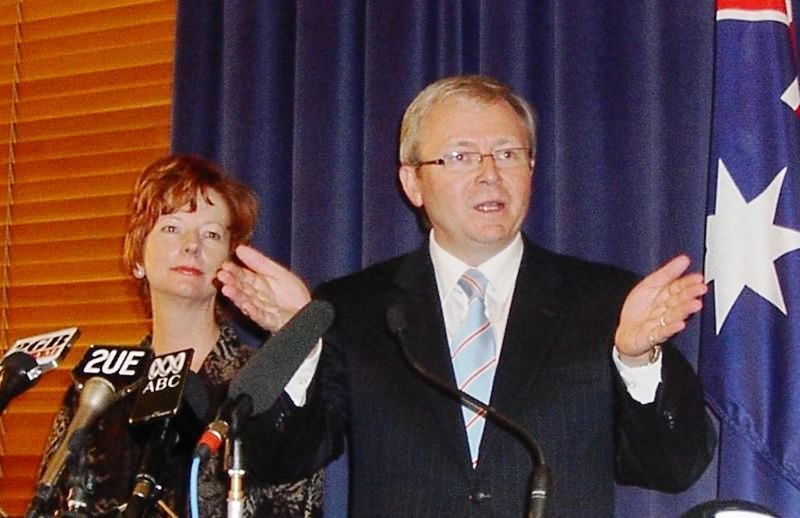
Kevin Rudd và Julia Gillard vào năm 2006. Gillard trở thành nữ Thủ tướng đầu tiên của Úc.

Công đảng dưới quyền lãnh đạo của Kevin Rudd giành thắng lợi trong tổng tuyển cử năm 2007, và Kevin Rudd giữ chức thủ tướng cho đến tháng 6 năm 2010, khi ông bị thay thế chức vụ thủ lĩnh của đảng. Kevin Rudd sử dụng nhiệm kỳ của mình để phê chuẩn tượng trưng Nghị định thư Kyoto và lãnh đạo một sự tạ lỗi lịch sử của quốc hội với Thế hệ bị đánh cắp (những người Úc bản địa bị chia tách khỏi cha mẹ từ đầu thế kỷ XX đến thập niên 1960). Cựu quan chức ngoại giao nói tiếng tiếng Trung cũng theo đuổi chính sách đối ngoại năng nổ và ban đầu tìm cách kích động  giá carbon  trong nền kinh tế Úc để chống lại sự nóng lên toàn cầu nhưng sau đó ông đã từ chối trên. Trong nhiệm kỳ thủ tướng của ông trùng với giai đoạn đầu của khủng hoảng tài chính toàn cầu, chính phủ của ông phản ứng trước khủng hoảng thông qua một gói kích thích kinh tế lớn—cách thức xử lý gây tranh luận về sau. Úc tránh được suy thoái sau sự sụp đổ tài chính toàn cầu, tương phản với hầu hết các nền kinh tế phương Tây khác. Chính phủ Rudd cũng đã hoàn tất việc rút quân khỏi Iraq và tập trung nhiều hơn vào mối quan hệ với châu Á, Chính phủ cũng cố gắng chính thức hóa một thỏa thuận sẽ được đưa ra tại Copenhagen Climate Conference, nhưng không thành công. Chính phủ cũng bắt tay vào một dự án cơ sở hạ tầng khổng lồ, vốn đang gặp nhiều rắc rối, Mạng băng thông rộng quốc gia (NBN), dự án này nhằm mục đích nâng tốc độ internet trung bình của Úc lên ngang bằng với phần còn lại của thế giới; tuy nhiên, quyết định chính sách quan trọng nhất là việc hủy bỏ Giải pháp Thái Bình Dương của Chính phủ Howard, nhưng khi Kevin Rudd hủy bỏ thỏa thuận này, số lượng thuyền đến tăng và số người chết tăng, vì vậy, Chính phủ Gillard đã tạo ra nhiều giải pháp khác nhau, bao gồm đề xuất tái định cư cho người Malaysia, nhưng cuối cùng giải quyết ở Nauru, Đảo Manus và Đông Timor như là các lựa chọn tái định cư cho người tị nạn.
Công đảng thay thế Kevin Rudd bằng Julia Gillard vào năm 2010, bà trở thành nữ thủ tướng đầu tiên trong lịch sử Úc. Sau tổng tuyển cử năm 2010, Công đảng đảm bảo quyền lực trong quốc hội treo đầu tiên kể từ tổng tuyển cử 1940. Chính phủ Gillard đã đấu tranh trên nhiều mặt trận chính sách, cố gắng vật lộn với một quốc hội bị treo. Một vụ bê bối đã làm rung chuyển quốc hội: Chủ tịch Hạ viện Peter Slipper, người từng là thành viên Đảng Tự do trở thành đồng minh của Lao động, đã gửi tin nhắn khiêu dâm cho một đồng nghiệp. Điều này dẫn đến việc loại bỏ anh ta. Sự phản đối chính phủ của Gillard sau Bài phát biểu Misogyny của cô ấy ngày càng gia tăng. Sự cạnh tranh lãnh đạo tiếp tục và Kevin Rudd được phục hồi làm thủ tướng trong Sự tranh giành quyền lãnh đạo của Lao động vào ngày 27 tháng 6 năm 2013. Tại Bầu cử 2013, Chính phủ Rudd lần thứ hai bị mất chức vụ và Chính phủ Abbott tự do-quốc gia được thành lập.

### Chính phủ Liên minh Tự do–Quốc gia (2013–2022)
Sự trở lại cầm quyền của Liên minh Tự do–Quốc gia sau sáu năm đối lập ban đầu không mang lại sự ổn định cho chức vụ thủ tướng. Thủ tướng Tony Abbott bị đối thủ trong đảng là Malcolm Turnbull thách thức và giành quyền lãnh đạo Đảng Tự do ngay trong nhiệm kỳ đầu tiên. Sau khi Turnbull suýt soát đưa Liên minh trở lại cầm quyền trong cuộc bầu cử năm 2016, sự bất mãn trong đảng đối với vai trò lãnh đạo của ông đã khiến ông bị thay thế bởi Scott Morrison vào năm 2018.

#### Chính phủ Abbott (2013–2015)

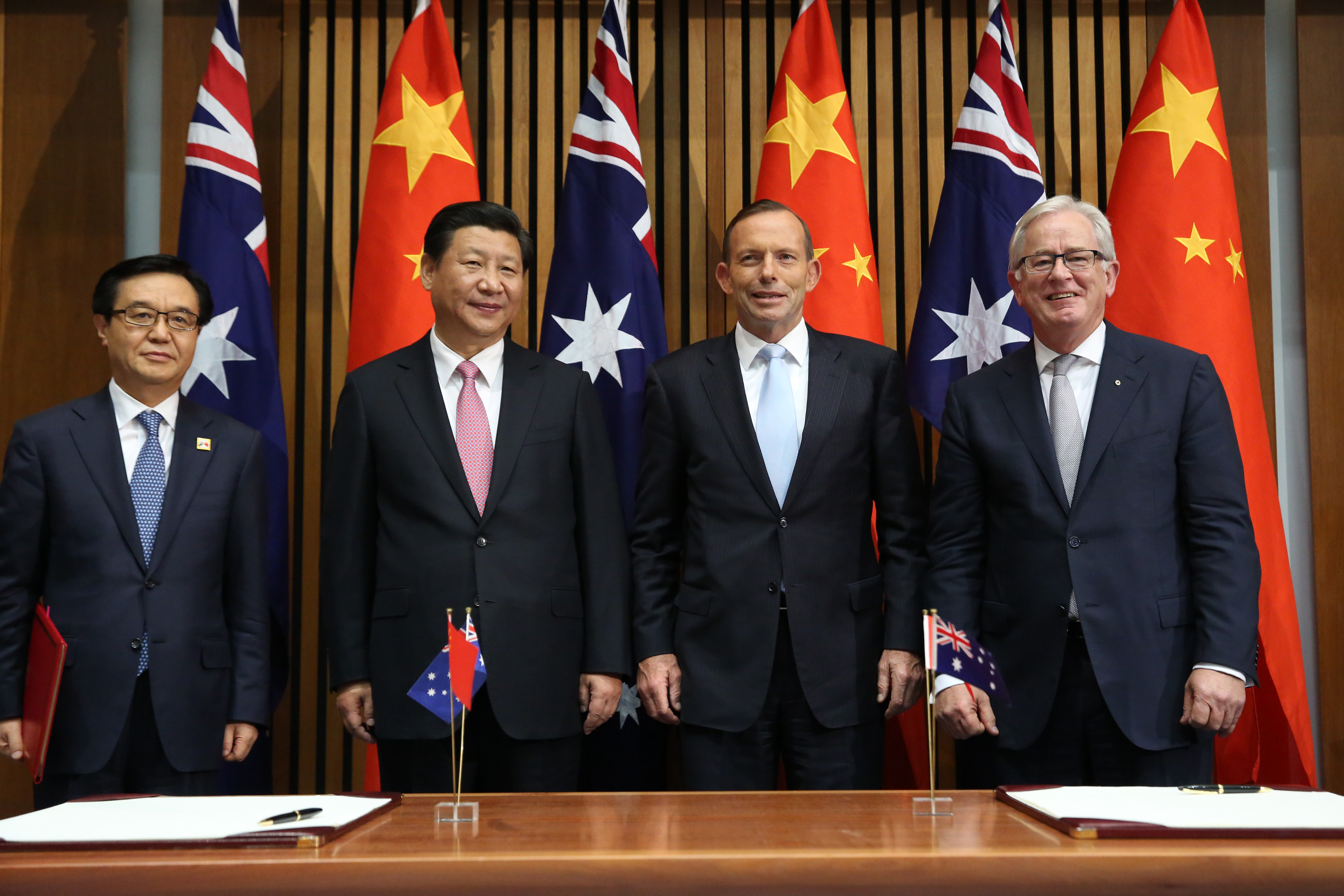
Thủ tướng Tony Abbott ký Hiệp định Thương mại Tự do Trung Quốc–Úc với Chủ tịch Tập Cận Bình, tháng 11 năm 2014

Chính phủ của Thủ tướng Tony Abbott bắt đầu triển khai các chính sách về vấn đề nhập cư bất hợp pháp bằng đường biển, bao gồm Chiến dịch Bảo vệ Biên giới (Operation Sovereign Borders), biện pháp đẩy tàu trở lại, tái áp dụng thị thực bảo hộ tạm thời, và bố trí tái định cư tại các quốc gia thứ ba cho những người được công nhận là tị nạn. Số người đến bằng thuyền giảm từ 20.587 vào năm 2013 xuống còn không trường hợp nào vào năm 2015. Chính phủ cũng tiếp tục thúc đẩy sự gắn kết kinh tế của Úc với châu Á, ký kết các hiệp định thương mại với Trung Quốc, Hàn Quốc và Nhật Bản. Chính phủ còn tham gia vào chiến dịch can thiệp chống lại Nhà nước Hồi giáo tại Iraq và Syria, bao gồm tham gia chiến dịch không kích, gửi lực lượng đặc nhiệm và hỗ trợ huấn luyện cho quân đội Iraq.
Ngân sách tháng 5 năm 2014 của chính phủ tỏ ra không được lòng dân, do dư luận cho rằng nó đã phá vỡ một số cam kết tranh cử. Tuy nhiên, chính phủ đã thông qua luật bãi bỏ thuế carbon (tháng 7 năm 2014) và thuế khai khoáng (tháng 9 năm 2014).
Thủ tướng Abbott còn đưa ra một số quyết định gây tranh cãi – đáng chú ý nhất là việc tái lập chế độ phong tước hiệp sĩ và phong hiệp sĩ cho Hoàng thân Philip – mà không được nội các phê chuẩn, và bị giới truyền thông chỉ trích rộng rãi. Đến tháng 9 năm 2015, chính phủ đã thua liền 30 cuộc Newspoll liên tiếp và Malcolm Turnbull đã thành công trong việc thách thức và giành quyền lãnh đạo.

#### Chính phủ Turnbull (2015–2018)

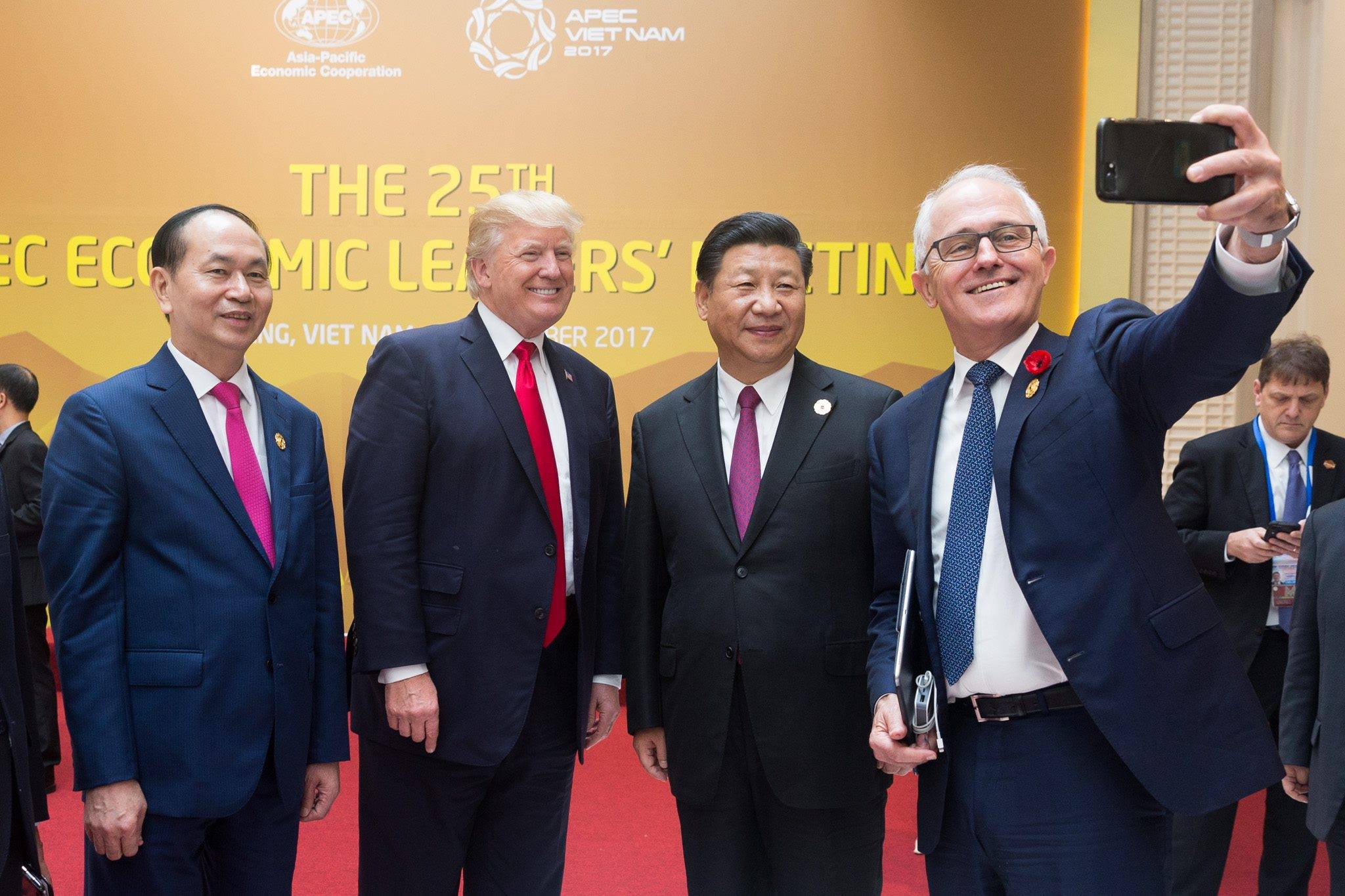
Malcolm Turnbull chụp ảnh selfie cùng Trần Đại Quang, Donald Trump và Tập Cận Bình, tháng 11 năm 2017

Chính phủ mới của Malcolm Turnbull công bố Chương trình Đổi mới và Khoa học Quốc gia, đồng thời đưa ra ngân sách với các biện pháp cắt giảm thuế doanh nghiệp. Tuy nhiên, cuộc bầu cử tháng 7 năm 2016 chỉ giúp chính phủ giữ được đa số sít sao tại Hạ viện và thiểu số tại Thượng viện. Sau một cuộc trưng cầu thư tín toàn quốc, chính phủ đã hợp pháp hóa hôn nhân đồng giới vào tháng 12 năm 2017.
Về đối ngoại, Úc ký thỏa thuận trao đổi người tị nạn với Hoa Kỳ vào tháng 9 năm 2016, cho phép những người đang bị giam giữ tại Đảo Manus và Nauru được định cư tại Hoa Kỳ. Quan hệ với Trung Quốc trở nên căng thẳng hơn do chính sách của nước này ở Biển Đông, các đạo luật mới của Úc nhằm hạn chế ảnh hưởng nước ngoài trong chính trị nội bộ, và lệnh cấm – vì lý do an ninh quốc gia – các công ty Trung Quốc cung cấp mạng lưới viễn thông 5G của Úc.

Năm 2017, Hoa Kỳ, Nhật Bản, Ấn Độ và Úc đồng ý tái khởi động Đối thoại An ninh Bốn bên nhằm đối phó với tham vọng của Trung Quốc ở Biển Đông. Úc cũng ký một phiên bản sửa đổi của Hiệp định Đối tác Toàn diện và Tiến bộ xuyên Thái Bình Dương với 10 quốc gia khác vào tháng 3 năm 2018, sau khi Hoa Kỳ rút khỏi thỏa thuận ban đầu.
Chính phủ để mất năm ghế trong cuộc bầu cử bổ sung tháng 7 năm 2018. Khi đến tháng 8, chính phủ cam kết thực hiện các mục tiêu khí thải của Úc theo Hiệp định Paris về Biến đổi Khí hậu, một số nghị sĩ trong liên minh đã nổi loạn. Sự kiện này làm tổn hại nghiêm trọng đến chính phủ, vốn đã thua hơn 30 cuộc Newspoll liên tiếp. Đảng Tự do trong quốc hội đã bầu Scott Morrison làm lãnh đạo mới và ông tuyên thệ nhậm chức thủ tướng.

#### Chính phủ Morrison (2018–2022)

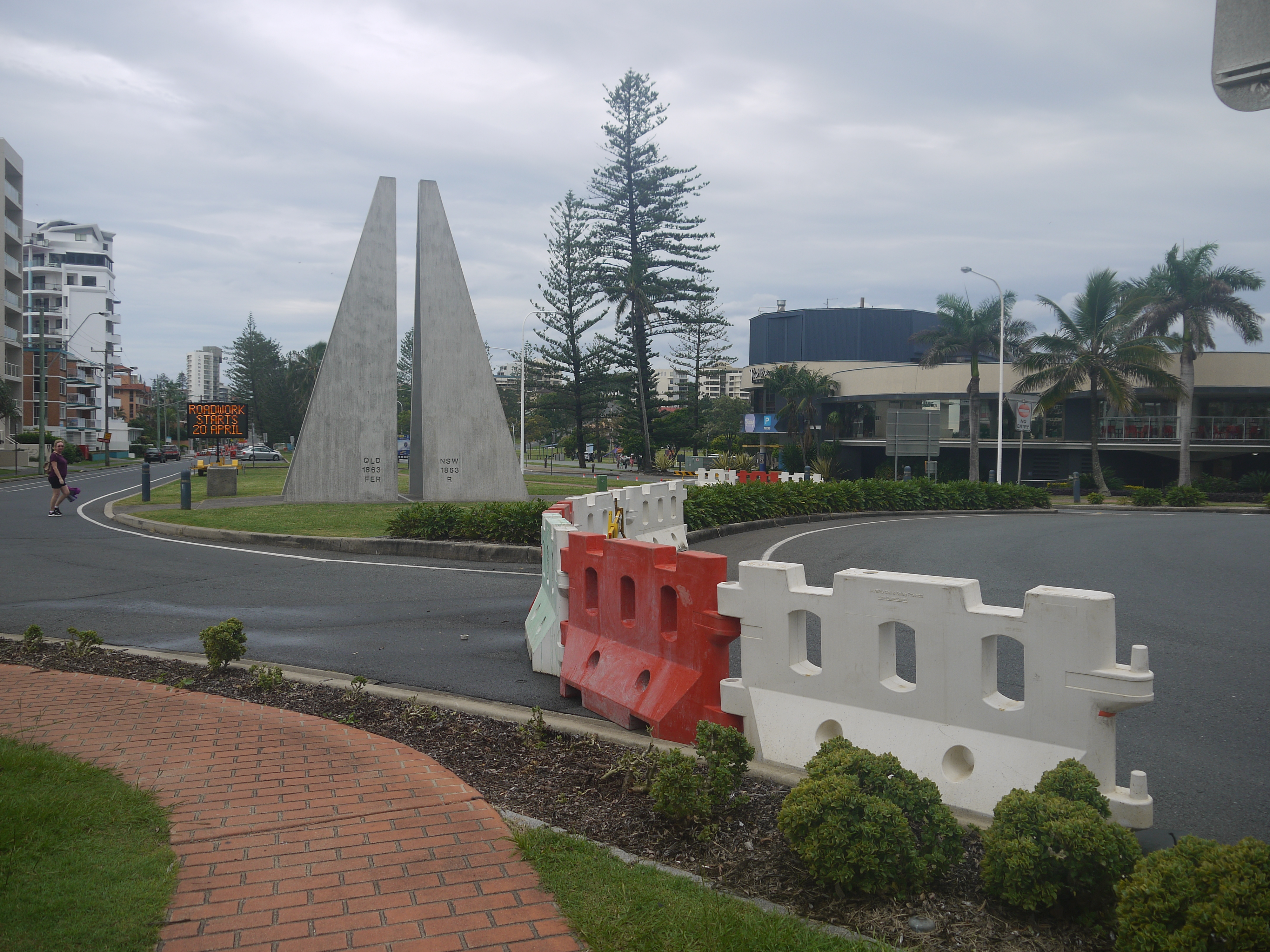
Hàng rào tại Coolangatta thực thi việc đóng cửa biên giới giữa Queensland và New South Wales vào tháng 4 năm 2020, do chính quyền Queensland áp dụng nhằm ứng phó với đại dịch COVID-19.

Chính phủ Morrison cam kết tiếp tục ở lại trong Hiệp định Paris về Biến đổi Khí hậu, nhưng hứa sẽ tập trung hơn vào việc giảm giá năng lượng. Về đối ngoại, chính phủ ký Hiệp định Đối tác Kinh tế Toàn diện Indonesia–Úc (IA-CEPA) vào tháng 3 năm 2019. Chính phủ giành chiến thắng trong cuộc bầu cử tháng 5 năm 2019 với đa số ba ghế.
Năm 2017, một hội nghị gồm 250 đại biểu Thổ dân và Torres Strait Islander đã đưa ra Tuyên bố Uluru từ Trái tim, kêu gọi công nhận người bản địa trong hiến pháp và thành lập một "tiếng nói trong quốc hội". Năm 2019, chính phủ công bố tiến trình bảo đảm người bản địa có thể tham gia ở mọi cấp chính quyền.
Năm 2020, chính phủ phải đối mặt với Đại dịch COVID-19 tại Úc và cuộc suy thoái tiếp theo – lần suy thoái đầu tiên của Úc sau 29 năm. Chính phủ cấm người nước ngoài nhập cảnh Úc và thành lập Nội các Quốc gia để ứng phó khủng hoảng. Nội các quốc gia ban hành các hạn chế đối với hoạt động kinh doanh không thiết yếu, du lịch và tụ tập đông người. Các hạn chế này được nới lỏng từ tháng 5, mặc dù các bang và lãnh thổ vẫn tái áp đặt biện pháp khi có bùng phát dịch.
Chính phủ Úc đã chi 267 tỷ AUD cho các gói kích thích kinh tế và 16,6 tỷ AUD cho biện pháp y tế nhằm đối phó COVID-19. Do tác động của suy thoái COVID-19, tỷ lệ thất nghiệp lên đỉnh 7,5% vào tháng 7 năm 2020 trước khi giảm xuống 5,6% vào tháng 3 năm 2021.

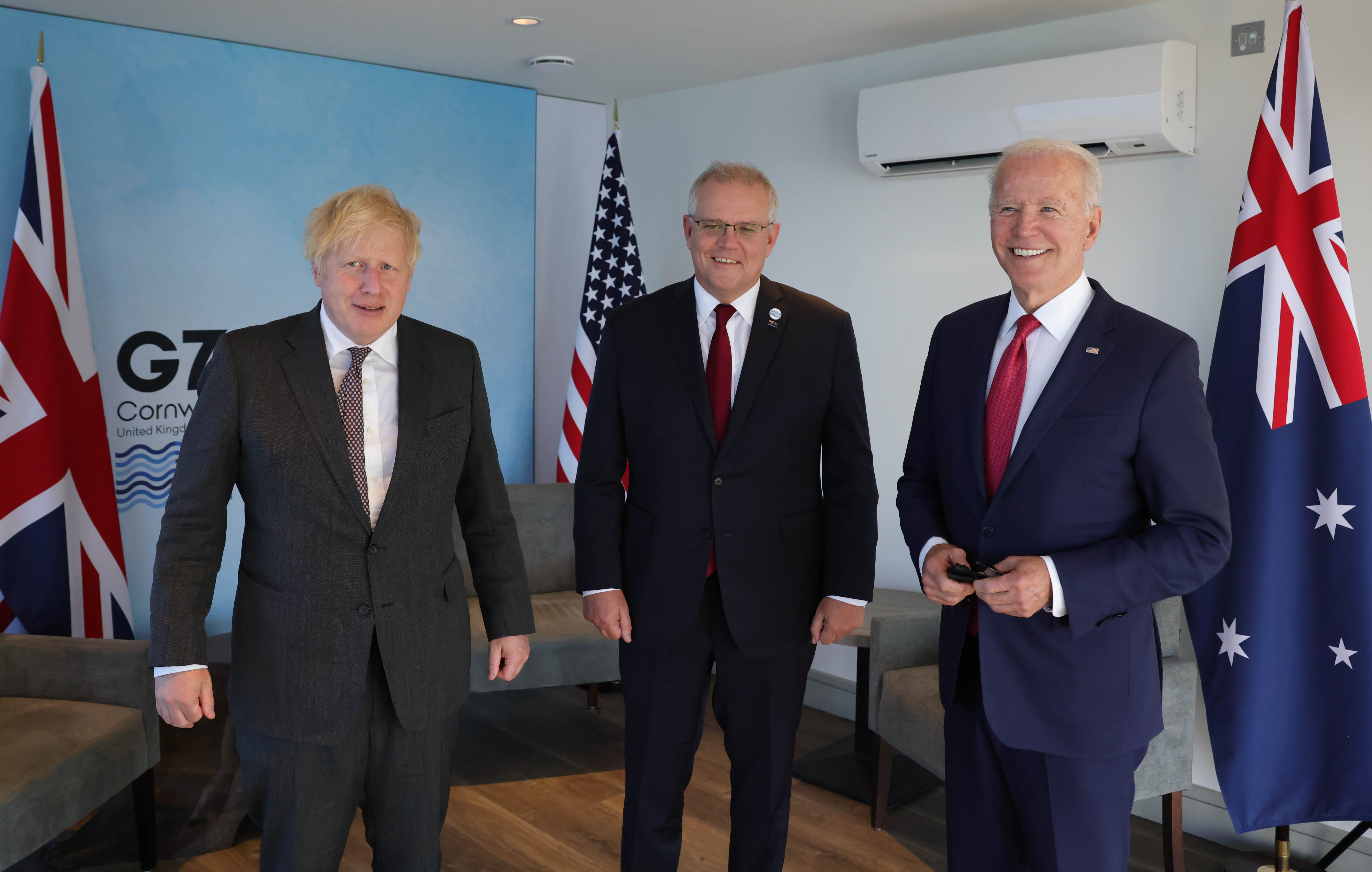
Scott Morrison cùng các nhà sáng lập AUKUS: Thủ tướng Anh Boris Johnson và Tổng thống Mỹ Joe Biden.

Tháng 6 năm 2021, Úc và Vương quốc Anh thông báo đã đạt được thỏa thuận sơ bộ về Hiệp định Thương mại Tự do Úc–Vương quốc Anh. Ngày 16 tháng 9 năm 2021, chính phủ công bố rằng Úc, Anh và Mỹ đã đồng ý thành lập một quan hệ đối tác an ninh ba bên tăng cường, mang tên AUKUS. Sáng kiến đầu tiên của AUKUS là chuyển giao công nghệ tàu ngầm hạt nhân cho Úc. Do thỏa thuận này, Úc hủy bỏ hợp đồng đóng tàu ngầm diesel–điện lớp Attack đã ký với công ty Naval Group của Pháp năm 2016. Quyết định này vấp phải sự chỉ trích mạnh mẽ từ Trung Quốc và Pháp.

## Hậu đại dịch (2022–nay)

### Chính phủ Albanese (2022–nay)

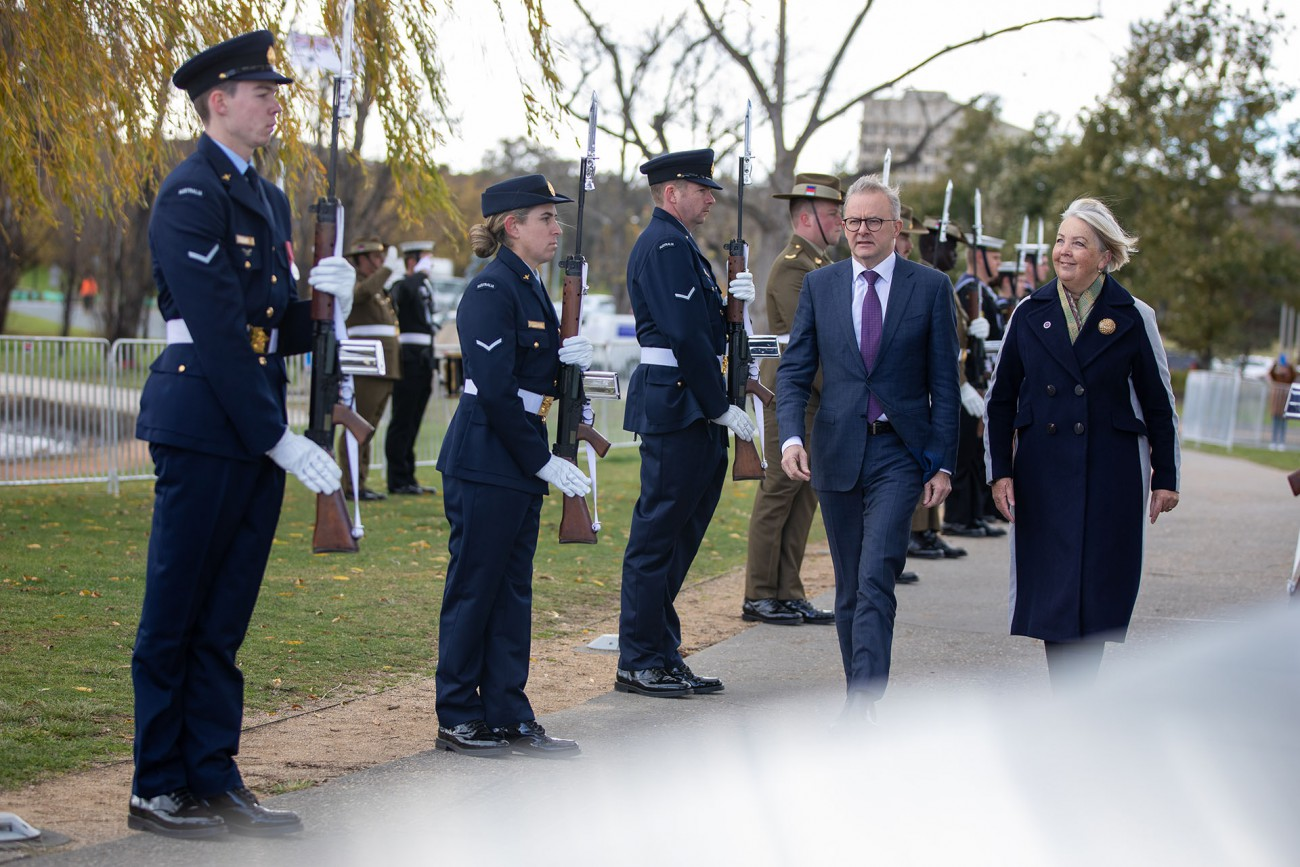
Anthony Albanese, Thủ tướng thứ 31 của Úc duyệt đội Federation Guard trong lễ Đại lễ Bạch kim của Elizabeth II, ngày 4 tháng 6 năm 2022

Ngày 23 tháng 5 năm 2022, Anthony Albanese tuyên thệ nhậm chức Thủ tướng mới của Úc. Đảng Lao động của ông đã đánh bại chính phủ bảo thủ của Scott Morrison trong cuộc bầu cử năm 2022. Thủ tướng Albanese thành lập chính phủ Lao động đầu tiên của Úc trong gần một thập kỷ.
Lạm phát toàn cầu bắt đầu từ năm 2021 tiếp tục gia tăng. Tỷ lệ lạm phát của Úc đạt đỉnh 7,5% vào cuối năm 2022 – mức cao nhất trong 32 năm. Đến tháng 11 năm 2023, Ngân hàng Dự trữ Úc đã nâng lãi suất lên 4,35%, mức cao nhất trong 12 năm.
Một cuộc trưng cầu dân ý về Tiếng nói của Người bản địa trong Quốc hội được tổ chức ngày 14 tháng 10 năm 2023 và bị bác bỏ trên toàn quốc. Đồng chủ tịch chiến dịch Yes23, Rachel Perkins, đã kêu gọi một tuần im lặng "để tiếc thương kết quả này và suy ngẫm về ý nghĩa cũng như tầm quan trọng của nó".

## Thuật chép sử
Theo Stuart McIntyre trong cuộc khảo sát lịch sử Úc, cho đến cuối thế kỷ 20 các nhà sử học Úc đã sử dụng khuôn khổ Đế quốc, cho rằng Úc xuất hiện từ sự chuyển giao con người, thể chế và văn hóa từ Anh.. Các nhà sử học này đã vẽ nên một câu chuyện Whiggish về sự phát triển thành công thành một quốc gia hiện đại, theo dấu sự xuất hiện của một chính phủ tự trị hạn chế, với các nghị viện khu vực và các bộ trưởng có trách nhiệm, tiếp theo là Liên bang vào năm 1901 và cuối cùng là quyền tự chủ hoàn toàn của quốc gia. Theo McIntyre, cách giải thích đó đã bị các học giả gần đây bỏ qua phần lớn:
Quá trình định cư hiện nay được coi là một cuộc xâm lược bạo lực vào một nền văn hóa bản địa phong phú và tinh tế, các thực hành vật chất của thực dân như phá hoại một môi trường mong manh, phản ứng thẩm mỹ của họ với nó là chớp nhoáng và thành kiến, việc trồng trọt của một số người Anh trở nên rụt rè và thiếu phản ứng.
Lịch sử quan trọng đầu tiên của Úc là Mô tả thống kê, lịch sử và chính trị của William Charles Wentworth về Thuộc địa New South Wales, và các khu định cư phụ thuộc của nó tại vùng đất Van Diemen: Với việc liệt kê cụ thể những thuận lợi mà các thuộc địa này mang lại cho việc di cư, và Sự vượt trội của họ về nhiều mặt so với những thứ do Hợp chủng quốc Hoa Kỳ sở hữu  (1819). Wentworth trình bày chi tiết những tác động tai hại của chế độ hình phạt. Nhiều nhà sử học khác đã đi theo con đường của ông, với sáu tập  Lịch sử nước Úc  của Manning Clark (xuất bản 1962–87) kể câu chuyện về "bi kịch sử thi", trong đó "các nhà thám hiểm, Thống đốc, nhà cải tiến, và những kẻ nhiễu loạn đã cố gắng một cách vô ích để áp đặt các kế hoạch chuộc lỗi đã nhận được của họ vào một bối cảnh khó chữa, ngoài hành tinh ".
Với một số trường hợp ngoại lệ, có rất ít lịch sử nghiêm trọng về phụ nữ ở Úc trước những năm 1970. Lịch sử phụ nữ với tư cách là một ngành học xuất hiện vào giữa những năm 1970, được tiêu biểu bởi  Miriam Dixson's  The Real Matilda: Woman and Identity in Australia, 1788 to the Present  (1976). Các nghiên cứu đầu tiên là bù đắp, lấp đầy khoảng trống nơi phụ nữ bị bỏ rơi. Cùng với sự phát triển ở Hoa Kỳ và Anh, có một phong trào nghiên cứu về giới tính, với lĩnh vực được thống trị bởi các nhà nữ quyền. Cuốn sách đầu nguồn của Germaine Greer  The Female Eunuch "đã trở thành cuốn sách bán chạy nhất ở Úc và ở nước ngoài. Quan trọng gần đây là các nghiên cứu về vai trò của phụ nữ đối với gia đình và nghĩa vụ quân sự, trong các cuộc chiến tranh thế giới. See Australian women during World War I and Australian women in World War II.
Các chủ đề quan trọng khác bao gồm lịch sử của các gia đình, nhân khẩu học, giáo dục, và tuổi thơ.
Kể từ những năm 1980, một "chiến tranh lịch sử" đã được các học giả và chính trị gia chiến đấu ở Úc. Họ giận dữ tranh luận về khái niệm diệt chủng trong cách đối xử với các cộng đồng thổ dân. Họ tranh luận về việc nước Úc "thuộc Anh" hay "đa văn hóa" đã có trong lịch sử như thế nào và ngày nay nó phải như thế nào. Những lời hùng biện đã leo thang vào chính trị quốc gia, thường gắn liền với câu hỏi liệu có nên vứt bỏ tiền bản quyền và Úc trở thành một nước cộng hòa. Đã có những tuyên bố tức giận của những người ủng hộ lập trường thân Anh cũ hơn. Sự quan tâm đến việc nghiên cứu lịch sử Úc đã giảm xuống, và một số trường học và trường đại học đã cắt giảm đáng kể.

### Sách tham khảo
- Barker, Anthony. What Happened When: A Chronology of Australia from 1788. Allen & Unwin. 2000. online edition Lưu trữ ngày 23 tháng 11 năm 2011 tại Wayback Machine
- Bambrick, Susan ed. The Cambridge Encyclopedia of Australia (1994)
- Basset, Jan The Oxford Illustrated Dictionary of Australian History (1998)
- Davison, Graeme, John Hirst, and Stuart Macintyre, eds. The Oxford Companion to Australian History (2001) online at many academic libraries; also excerpt and text search
- Galligan, Brian, and Winsome Roberts, eds. Oxford Companion to Australian Politics (2007); online at many academic libraries
- Lewis, Wendy, Simon Balderstone and John Bowan (2006). Events That Shaped Australia. New Holland. ISBN 978-1-74110-492-9.{{Chú thích sách}}:  Quản lý CS1: nhiều tên: danh sách tác giả (liên kết)
- O'Shane, Pat et al Australia: The Complete Encyclopedia (2001)
- Serle. Percival, ed. Dictionary of Australian Biography (1949)online edition Lưu trữ ngày 22 tháng 12 năm 2010 tại Wayback Machine
- Shaw, John, ed. Collins Australian Encyclopedia (1984)
- Taylor, Peter. The Atlas of Australian History (1991)

### Nghiên cứu sử học
- Atkinson, Alan. The Europeans in Australia: A History. Volume 2: Democracy. (2005). 440 pp.
- Bolton, Geoffrey. The Oxford History of Australia: Volume 5: 1942–1995. The Middle Way (2005)
- Clarke, Frank G. The History of Australia (2002). online edition Lưu trữ ngày 24 tháng 2 năm 2012 tại Wayback Machine
- Day, David. Claiming a Continent: A New History of Australia (2001);
- Edwards, John. Curtin's Gift: Reinterpreting Australia's Greatest Prime Minister, (2005) online edition Lưu trữ ngày 23 tháng 11 năm 2011 tại Wayback Machine
- Hughes, Robert. The Fatal Shore: The Epic of Australia's Founding (1988). excerpt and text search
- Kelly, Paul. The End of Certainty: Power, Politics & Business in Australia (2008); originally published as The End of Certainty: The Story of the 1980s (1994)
- Kingston, Beverley. The Oxford History of Australia: Volume 3: 1860–1900 Glad, Confident Morning (1993)
- Kociumbas, Jan The Oxford History of Australia: Volume 2: 1770–1860 Possessions (1995)
- Macintyre, Stuart. The Oxford History of Australia: Volume 4: 1901–42, the Succeeding Age (1993)
- Macintyre, Stuart. A Concise History of Australia (2nd. ed. 2009) excerpt and text search ISBN 0-521-60101-0
- Martin, A. W. Robert Menzies: A Life (2 vol 1993–99), online at ACLS e-books
- Megalogenis, George. The Longest Decade (2nd ed. 2008), politics 1990–2008
- Schreuder, Deryck, and Stuart Ward, eds. Australia's Empire (Oxford History of the British Empire Companion Series) (2008) excerpt and text search
- Welsh, Frank. Australia: A New History of the Great Southern Land (2008)